# Zugzwang
|  | No s'ha de confondre amb zwischenzug. |

El zugzwang (terme alemany per «obligació de moure») o atzucac és una situació que es dona de vegades en els escacs, i també en diversos altres jocs, i que es caracteritza pel fet que un jugador queda en desavantatge a conseqüència de la seva obligació de moure en el seu torn de joc, a despit que preferiria passar o no haver de moure. L'obligació de moure el perjudica, perquè si fa un moviment, la seva posició serà significativament més feble que la hipotètica posició que es donaria si fos el torn del seu rival.
El terme troba la seva definició formal en la teoria de jocs combinatòria, on específicament significa que canvia el resultat de la partida de victòria a derrota. El terme és usat de manera menys precisa en jocs com ara els escacs, per exemple, on no s'hi aplica la mateixa definició de la teoria de jocs (Berlekamp, Conway & Guy 1982:16), (Elkies 1996:136). Per exemple, podria definir-se imprecisament com a "el jugador que ha de moure no pot fer res sense fer una concessió important" (van Perlo 2006:479). Posar l'oponent en zugzwang és una manera freqüent d'ajudar el bàndol superior a guanyar la partida. En algus casos és a més necessari per fer la victòria possible. (Müller & Pajeken 2008:173).
El terme zugzwang s'empra sovint en els escacs: hom diu que el jugador que té el torn i no té cap moviment disponible que no empitjori la seva posició, es troba en zugzwang (Soltis 2003a:78). Com que qualsevol moviment faria pitjor la seva posició, el jugador estaria millor si pogués passar, o no moure. De vegades, alguns escriptors d'escacs usen el terme zugzwang de diferents maneres (Flear 2004:11–12). En algunes obres en anglès, el zugzwang recíproc (vegeu més avall) és anomenat zugzwang mentre que el zugzwang d'un sol bàndol s'anomena squeeze (Hooper & Whyld 1992).
El terme zugzwang fou usat en la literatura d'escacs en alemany el 1858 (o abans) (Winter 1997). Qui primer va fer servir la paraula en anglès fou el campió del món Emanuel Lasker el 1905 (Winter 2008). El concepte de zugzwang (no la paraula) era de sobres conegut pels escaquistes des de molt abans, ja que és necessari per guanyar l'elemental final de rei i torre contra rei, entre d'altres. El concepte es veu en l'estudi de final publicat el 1604 per Alessandro Salvio, un dels més antics escriptors d'escacs. També apareixia en estudis de shatranj datats abans del segle ix, uns 1000 anys abans de la primera utilització coneguda del terme zugzwang.
En un final, quedar en zugzwang normalment significa passar de les taules a la derrota, o d'una posició guanyadora a unes taules, però també pot significar passar d'una victòria a una derrota, o a una substancial pèrdua de material que probablement afecti al resultat de la partida. Una posició de zugzwang recíproc o de zugzwang mutu és equivalent més precisa descripció de zugzwang en la teoria de jocs. L'oposició és una mena de zugzwang especial (Flear 2000:36). El trébuchet és una altra mena de zugzwang especial discutida més avall.
Les posicions amb zugzwang ocorren amb bastanta freqüència en els finals d'escacs. Per exemple, dotze dels 105 finals del llibre Endgame Virtuoso Anatoli Kàrpov estan relacionats amb el zugzwang (Károlyi & Aplin 2007:358). El Mestre Nacional Alex Angos va escriure un llibre sencer sobre el zugzwang, You Move ... I Win! (Angos 2005). Segons John Nunn, les posicions de zugzwang recíproc (vegeu més avall) són sorprenentment importants en l'anàlisi de finals (Nunn 1995:6), (Nunn 1999:7).

## Zugzwang en escacs
|   | a                                                 | b                                                 | c                                                 | d                                                 | e                                                 | f                                                 | g                                                 | h                                                 |   |
| 8 | c8 negres rei · c7 blanques peó · d6 blanques rei | c8 negres rei · c7 blanques peó · d6 blanques rei | c8 negres rei · c7 blanques peó · d6 blanques rei | c8 negres rei · c7 blanques peó · d6 blanques rei | c8 negres rei · c7 blanques peó · d6 blanques rei | c8 negres rei · c7 blanques peó · d6 blanques rei | c8 negres rei · c7 blanques peó · d6 blanques rei | c8 negres rei · c7 blanques peó · d6 blanques rei | 8 |
| 7 | c8 negres rei · c7 blanques peó · d6 blanques rei | c8 negres rei · c7 blanques peó · d6 blanques rei | c8 negres rei · c7 blanques peó · d6 blanques rei | c8 negres rei · c7 blanques peó · d6 blanques rei | c8 negres rei · c7 blanques peó · d6 blanques rei | c8 negres rei · c7 blanques peó · d6 blanques rei | c8 negres rei · c7 blanques peó · d6 blanques rei | c8 negres rei · c7 blanques peó · d6 blanques rei | 7 |
| 6 | c8 negres rei · c7 blanques peó · d6 blanques rei | c8 negres rei · c7 blanques peó · d6 blanques rei | c8 negres rei · c7 blanques peó · d6 blanques rei | c8 negres rei · c7 blanques peó · d6 blanques rei | c8 negres rei · c7 blanques peó · d6 blanques rei | c8 negres rei · c7 blanques peó · d6 blanques rei | c8 negres rei · c7 blanques peó · d6 blanques rei | c8 negres rei · c7 blanques peó · d6 blanques rei | 6 |
| 5 | c8 negres rei · c7 blanques peó · d6 blanques rei | c8 negres rei · c7 blanques peó · d6 blanques rei | c8 negres rei · c7 blanques peó · d6 blanques rei | c8 negres rei · c7 blanques peó · d6 blanques rei | c8 negres rei · c7 blanques peó · d6 blanques rei | c8 negres rei · c7 blanques peó · d6 blanques rei | c8 negres rei · c7 blanques peó · d6 blanques rei | c8 negres rei · c7 blanques peó · d6 blanques rei | 5 |
| 4 | c8 negres rei · c7 blanques peó · d6 blanques rei | c8 negres rei · c7 blanques peó · d6 blanques rei | c8 negres rei · c7 blanques peó · d6 blanques rei | c8 negres rei · c7 blanques peó · d6 blanques rei | c8 negres rei · c7 blanques peó · d6 blanques rei | c8 negres rei · c7 blanques peó · d6 blanques rei | c8 negres rei · c7 blanques peó · d6 blanques rei | c8 negres rei · c7 blanques peó · d6 blanques rei | 4 |
| 3 | c8 negres rei · c7 blanques peó · d6 blanques rei | c8 negres rei · c7 blanques peó · d6 blanques rei | c8 negres rei · c7 blanques peó · d6 blanques rei | c8 negres rei · c7 blanques peó · d6 blanques rei | c8 negres rei · c7 blanques peó · d6 blanques rei | c8 negres rei · c7 blanques peó · d6 blanques rei | c8 negres rei · c7 blanques peó · d6 blanques rei | c8 negres rei · c7 blanques peó · d6 blanques rei | 3 |
| 2 | c8 negres rei · c7 blanques peó · d6 blanques rei | c8 negres rei · c7 blanques peó · d6 blanques rei | c8 negres rei · c7 blanques peó · d6 blanques rei | c8 negres rei · c7 blanques peó · d6 blanques rei | c8 negres rei · c7 blanques peó · d6 blanques rei | c8 negres rei · c7 blanques peó · d6 blanques rei | c8 negres rei · c7 blanques peó · d6 blanques rei | c8 negres rei · c7 blanques peó · d6 blanques rei | 2 |
| 1 | c8 negres rei · c7 blanques peó · d6 blanques rei | c8 negres rei · c7 blanques peó · d6 blanques rei | c8 negres rei · c7 blanques peó · d6 blanques rei | c8 negres rei · c7 blanques peó · d6 blanques rei | c8 negres rei · c7 blanques peó · d6 blanques rei | c8 negres rei · c7 blanques peó · d6 blanques rei | c8 negres rei · c7 blanques peó · d6 blanques rei | c8 negres rei · c7 blanques peó · d6 blanques rei | 1 |
|   | a                                                 | b                                                 | c                                                 | d                                                 | e                                                 | f                                                 | g                                                 | h                                                 |   |

|   | a | b | c | d | e | f | g | h |   |
| 8 | d6 negres rei · b5 negres peó · d5 negres peó · f5 negres peó · b4 blanques peó · d4 blanques rei · f4 blanques peó · c3 blanques peó | d6 negres rei · b5 negres peó · d5 negres peó · f5 negres peó · b4 blanques peó · d4 blanques rei · f4 blanques peó · c3 blanques peó | d6 negres rei · b5 negres peó · d5 negres peó · f5 negres peó · b4 blanques peó · d4 blanques rei · f4 blanques peó · c3 blanques peó | d6 negres rei · b5 negres peó · d5 negres peó · f5 negres peó · b4 blanques peó · d4 blanques rei · f4 blanques peó · c3 blanques peó | d6 negres rei · b5 negres peó · d5 negres peó · f5 negres peó · b4 blanques peó · d4 blanques rei · f4 blanques peó · c3 blanques peó | d6 negres rei · b5 negres peó · d5 negres peó · f5 negres peó · b4 blanques peó · d4 blanques rei · f4 blanques peó · c3 blanques peó | d6 negres rei · b5 negres peó · d5 negres peó · f5 negres peó · b4 blanques peó · d4 blanques rei · f4 blanques peó · c3 blanques peó | d6 negres rei · b5 negres peó · d5 negres peó · f5 negres peó · b4 blanques peó · d4 blanques rei · f4 blanques peó · c3 blanques peó | 8 |
| 7 | d6 negres rei · b5 negres peó · d5 negres peó · f5 negres peó · b4 blanques peó · d4 blanques rei · f4 blanques peó · c3 blanques peó | d6 negres rei · b5 negres peó · d5 negres peó · f5 negres peó · b4 blanques peó · d4 blanques rei · f4 blanques peó · c3 blanques peó | d6 negres rei · b5 negres peó · d5 negres peó · f5 negres peó · b4 blanques peó · d4 blanques rei · f4 blanques peó · c3 blanques peó | d6 negres rei · b5 negres peó · d5 negres peó · f5 negres peó · b4 blanques peó · d4 blanques rei · f4 blanques peó · c3 blanques peó | d6 negres rei · b5 negres peó · d5 negres peó · f5 negres peó · b4 blanques peó · d4 blanques rei · f4 blanques peó · c3 blanques peó | d6 negres rei · b5 negres peó · d5 negres peó · f5 negres peó · b4 blanques peó · d4 blanques rei · f4 blanques peó · c3 blanques peó | d6 negres rei · b5 negres peó · d5 negres peó · f5 negres peó · b4 blanques peó · d4 blanques rei · f4 blanques peó · c3 blanques peó | d6 negres rei · b5 negres peó · d5 negres peó · f5 negres peó · b4 blanques peó · d4 blanques rei · f4 blanques peó · c3 blanques peó | 7 |
| 6 | d6 negres rei · b5 negres peó · d5 negres peó · f5 negres peó · b4 blanques peó · d4 blanques rei · f4 blanques peó · c3 blanques peó | d6 negres rei · b5 negres peó · d5 negres peó · f5 negres peó · b4 blanques peó · d4 blanques rei · f4 blanques peó · c3 blanques peó | d6 negres rei · b5 negres peó · d5 negres peó · f5 negres peó · b4 blanques peó · d4 blanques rei · f4 blanques peó · c3 blanques peó | d6 negres rei · b5 negres peó · d5 negres peó · f5 negres peó · b4 blanques peó · d4 blanques rei · f4 blanques peó · c3 blanques peó | d6 negres rei · b5 negres peó · d5 negres peó · f5 negres peó · b4 blanques peó · d4 blanques rei · f4 blanques peó · c3 blanques peó | d6 negres rei · b5 negres peó · d5 negres peó · f5 negres peó · b4 blanques peó · d4 blanques rei · f4 blanques peó · c3 blanques peó | d6 negres rei · b5 negres peó · d5 negres peó · f5 negres peó · b4 blanques peó · d4 blanques rei · f4 blanques peó · c3 blanques peó | d6 negres rei · b5 negres peó · d5 negres peó · f5 negres peó · b4 blanques peó · d4 blanques rei · f4 blanques peó · c3 blanques peó | 6 |
| 5 | d6 negres rei · b5 negres peó · d5 negres peó · f5 negres peó · b4 blanques peó · d4 blanques rei · f4 blanques peó · c3 blanques peó | d6 negres rei · b5 negres peó · d5 negres peó · f5 negres peó · b4 blanques peó · d4 blanques rei · f4 blanques peó · c3 blanques peó | d6 negres rei · b5 negres peó · d5 negres peó · f5 negres peó · b4 blanques peó · d4 blanques rei · f4 blanques peó · c3 blanques peó | d6 negres rei · b5 negres peó · d5 negres peó · f5 negres peó · b4 blanques peó · d4 blanques rei · f4 blanques peó · c3 blanques peó | d6 negres rei · b5 negres peó · d5 negres peó · f5 negres peó · b4 blanques peó · d4 blanques rei · f4 blanques peó · c3 blanques peó | d6 negres rei · b5 negres peó · d5 negres peó · f5 negres peó · b4 blanques peó · d4 blanques rei · f4 blanques peó · c3 blanques peó | d6 negres rei · b5 negres peó · d5 negres peó · f5 negres peó · b4 blanques peó · d4 blanques rei · f4 blanques peó · c3 blanques peó | d6 negres rei · b5 negres peó · d5 negres peó · f5 negres peó · b4 blanques peó · d4 blanques rei · f4 blanques peó · c3 blanques peó | 5 |
| 4 | d6 negres rei · b5 negres peó · d5 negres peó · f5 negres peó · b4 blanques peó · d4 blanques rei · f4 blanques peó · c3 blanques peó | d6 negres rei · b5 negres peó · d5 negres peó · f5 negres peó · b4 blanques peó · d4 blanques rei · f4 blanques peó · c3 blanques peó | d6 negres rei · b5 negres peó · d5 negres peó · f5 negres peó · b4 blanques peó · d4 blanques rei · f4 blanques peó · c3 blanques peó | d6 negres rei · b5 negres peó · d5 negres peó · f5 negres peó · b4 blanques peó · d4 blanques rei · f4 blanques peó · c3 blanques peó | d6 negres rei · b5 negres peó · d5 negres peó · f5 negres peó · b4 blanques peó · d4 blanques rei · f4 blanques peó · c3 blanques peó | d6 negres rei · b5 negres peó · d5 negres peó · f5 negres peó · b4 blanques peó · d4 blanques rei · f4 blanques peó · c3 blanques peó | d6 negres rei · b5 negres peó · d5 negres peó · f5 negres peó · b4 blanques peó · d4 blanques rei · f4 blanques peó · c3 blanques peó | d6 negres rei · b5 negres peó · d5 negres peó · f5 negres peó · b4 blanques peó · d4 blanques rei · f4 blanques peó · c3 blanques peó | 4 |
| 3 | d6 negres rei · b5 negres peó · d5 negres peó · f5 negres peó · b4 blanques peó · d4 blanques rei · f4 blanques peó · c3 blanques peó | d6 negres rei · b5 negres peó · d5 negres peó · f5 negres peó · b4 blanques peó · d4 blanques rei · f4 blanques peó · c3 blanques peó | d6 negres rei · b5 negres peó · d5 negres peó · f5 negres peó · b4 blanques peó · d4 blanques rei · f4 blanques peó · c3 blanques peó | d6 negres rei · b5 negres peó · d5 negres peó · f5 negres peó · b4 blanques peó · d4 blanques rei · f4 blanques peó · c3 blanques peó | d6 negres rei · b5 negres peó · d5 negres peó · f5 negres peó · b4 blanques peó · d4 blanques rei · f4 blanques peó · c3 blanques peó | d6 negres rei · b5 negres peó · d5 negres peó · f5 negres peó · b4 blanques peó · d4 blanques rei · f4 blanques peó · c3 blanques peó | d6 negres rei · b5 negres peó · d5 negres peó · f5 negres peó · b4 blanques peó · d4 blanques rei · f4 blanques peó · c3 blanques peó | d6 negres rei · b5 negres peó · d5 negres peó · f5 negres peó · b4 blanques peó · d4 blanques rei · f4 blanques peó · c3 blanques peó | 3 |
| 2 | d6 negres rei · b5 negres peó · d5 negres peó · f5 negres peó · b4 blanques peó · d4 blanques rei · f4 blanques peó · c3 blanques peó | d6 negres rei · b5 negres peó · d5 negres peó · f5 negres peó · b4 blanques peó · d4 blanques rei · f4 blanques peó · c3 blanques peó | d6 negres rei · b5 negres peó · d5 negres peó · f5 negres peó · b4 blanques peó · d4 blanques rei · f4 blanques peó · c3 blanques peó | d6 negres rei · b5 negres peó · d5 negres peó · f5 negres peó · b4 blanques peó · d4 blanques rei · f4 blanques peó · c3 blanques peó | d6 negres rei · b5 negres peó · d5 negres peó · f5 negres peó · b4 blanques peó · d4 blanques rei · f4 blanques peó · c3 blanques peó | d6 negres rei · b5 negres peó · d5 negres peó · f5 negres peó · b4 blanques peó · d4 blanques rei · f4 blanques peó · c3 blanques peó | d6 negres rei · b5 negres peó · d5 negres peó · f5 negres peó · b4 blanques peó · d4 blanques rei · f4 blanques peó · c3 blanques peó | d6 negres rei · b5 negres peó · d5 negres peó · f5 negres peó · b4 blanques peó · d4 blanques rei · f4 blanques peó · c3 blanques peó | 2 |
| 1 | d6 negres rei · b5 negres peó · d5 negres peó · f5 negres peó · b4 blanques peó · d4 blanques rei · f4 blanques peó · c3 blanques peó | d6 negres rei · b5 negres peó · d5 negres peó · f5 negres peó · b4 blanques peó · d4 blanques rei · f4 blanques peó · c3 blanques peó | d6 negres rei · b5 negres peó · d5 negres peó · f5 negres peó · b4 blanques peó · d4 blanques rei · f4 blanques peó · c3 blanques peó | d6 negres rei · b5 negres peó · d5 negres peó · f5 negres peó · b4 blanques peó · d4 blanques rei · f4 blanques peó · c3 blanques peó | d6 negres rei · b5 negres peó · d5 negres peó · f5 negres peó · b4 blanques peó · d4 blanques rei · f4 blanques peó · c3 blanques peó | d6 negres rei · b5 negres peó · d5 negres peó · f5 negres peó · b4 blanques peó · d4 blanques rei · f4 blanques peó · c3 blanques peó | d6 negres rei · b5 negres peó · d5 negres peó · f5 negres peó · b4 blanques peó · d4 blanques rei · f4 blanques peó · c3 blanques peó | d6 negres rei · b5 negres peó · d5 negres peó · f5 negres peó · b4 blanques peó · d4 blanques rei · f4 blanques peó · c3 blanques peó | 1 |
|   | a | b | c | d | e | f | g | h |   |

Des del punt de vista de qui mou, hi ha tres tipus de posicions en escacs:
1. qualsevol dels dos bàndols es beneficiaria si fos el seu torn de moure.
2. només un dels jugadors estaria en desavantatge si fos el seu torn de moure.
3. ambdós jugadors estarien en desavantatge si fos el seu torn de moure.

La gran majoria de les posicions són del primer tipus. En literatura escaquística, molts escriptors anomenen les posicions del segon tipus zugzwang, i les del tercer tipus zugzwang recíproc o zugzwang mutu. Alguns escriptors en anglès anomenen les del segon tipus squeeze i només les del tercer tipus zugzwang (Hooper & Whyld 1992) (Hooper 1970:196–97).
Normalment en escacs, tenir un temps d'avantatge és desitjable, perquè el jugador a qui li toca moure té la disponibilitat de fer quelcom que millori la seva situació. El zugzwang ocorre, típicament, quan tots els moviments disponibles són "dolents", afebleixen tangiblement la pròpia posició (normalment passant de taules a derrota, o de victòria a derrota) (Müller & Lamprecht 2001:22).
El zugzwang ocorre amb una especial freqüència en els finals, quan el nombre de peces, i també el nombre de possibles jugades disponibles és més reduït, de manera que el moviment exacte que es triï és sovint crític. El diagrama a dalt a la dreta mostra l'exemple més simple possible de zugzwang. És el torn de les blanques, que han de triar entre ofegar el rei negre amb 1.Rc6 o abandonar el peó, permetent 1...Rxc7 amb taules per falta de material. Si fos el torn de les negres, l'únic moviment legal seria 1...Rb7, que permetria la victòria blanca amb 2.Rd7 seguit de la promoció del peó al següent moviment.
El diagrama de la dreta, a sota, és un altre exemple simple. Les negres mouen, i han de permetre que les blanques facin Rc5 o bé Re5, cas en el qual les blanques guanyarien com a mínim un peó i podrien avançar-ne un de propi fins a la promoció). Les blanques, que tenen el torn, han de retirar el seu rei, i les negres queden fora de perill (Flear 2004:11–12). Les caselles d4 i d6 són caselles conjugades. Sempre que el rei blanc sigui a d4 essent el torn de les blanques, el rei negre ha de ser a d6 per evitar l'avenç del rei blanc.
En molts casos, el jugador que té el torn pot posar l'altre en zugzwang fent servir la triangulació. El zugzwang és molt comú en finals de rei i peó, on sovint es dona a causa de la triangulació. Altres peces diferents del rei poden triangular per assolir un zugzwang – per exemple, vegeu la posició de Philidor de dama contra torre. El zugzwang és també un tema principal de la composició d'escacs i ocorre sovint als estudis de final.
Andy Soltis fa notar que alguns jugadors no valoren el zugzwang, pensant que és un concepte obscur que mai passarà a les seves partides. De tota manera, sense el zugzwang, seria molt difícil de guanyar una partida d'escacs, fins i tot amb peça de més (Soltis 2009:15).

## Història
Segons l'historiador dels escacs Edward Winter (Winter 1997), en alemany, el terme "zugzwang":
era d'ús habitual el segle xix. Les pàgines 353-358 del Deutsche Schachzeitung de setembre de 1858 publicaven un article no signat Zugzwang, Zugwahl und Privilegien. F. Amelung feia servir els termes Zugzwang, Tempozwang i Tempozugzwang a les pàgines 257-259 del número de setembre de 1896 de la mateixa revista. Quan un cas clar de zugzwang va esdevenir-se a la tercera partida del matx pel Campionat del món de 1896-97 entre Steinitz i Lasker, després de 34...Tg8, la revista Deutsche Schachzeitung (desembre de 1896, pàg. 368) escrigué que 'les blanques han mort de Zugzwang'.
L'ús més antic conegut del terme "zugzwang" en anglès és a la pàgina 166 del número de febrer de 1905 del Lasker's Chess Magazine (Winter 2008). El terme no va esdevenir freqüent a les fonts escaquístiques en anglès fins als 1930, després de la publicació de la traducció a l'anglès de El meu sistema de Nimzowitsch el 1929 (Winter 1997).
El concepte de zugzwang, encara que no el terme, ha d'haver estat conegut pels escaquistes des de fa segles, ja que és necessari per guanyar l'elemental (i comú) final de rei i torre contra rei (Soltis 2003a:79), i el rei i la torre (o diferents denominacions de peces amb els mateixos poders) han estat peces dels escacs des de les primeres versions del joc (Davidson 1981:21–22,41).
|   | a                                                                      | b                                                                      | c                                                                      | d                                                                      | e                                                                      | f                                                                      | g                                                                      | h                                                                      |   |
| 8 | c5 negres rei · e5 blanques rei · d3 blanques torre · e2 negres cavall | c5 negres rei · e5 blanques rei · d3 blanques torre · e2 negres cavall | c5 negres rei · e5 blanques rei · d3 blanques torre · e2 negres cavall | c5 negres rei · e5 blanques rei · d3 blanques torre · e2 negres cavall | c5 negres rei · e5 blanques rei · d3 blanques torre · e2 negres cavall | c5 negres rei · e5 blanques rei · d3 blanques torre · e2 negres cavall | c5 negres rei · e5 blanques rei · d3 blanques torre · e2 negres cavall | c5 negres rei · e5 blanques rei · d3 blanques torre · e2 negres cavall | 8 |
| 7 | c5 negres rei · e5 blanques rei · d3 blanques torre · e2 negres cavall | c5 negres rei · e5 blanques rei · d3 blanques torre · e2 negres cavall | c5 negres rei · e5 blanques rei · d3 blanques torre · e2 negres cavall | c5 negres rei · e5 blanques rei · d3 blanques torre · e2 negres cavall | c5 negres rei · e5 blanques rei · d3 blanques torre · e2 negres cavall | c5 negres rei · e5 blanques rei · d3 blanques torre · e2 negres cavall | c5 negres rei · e5 blanques rei · d3 blanques torre · e2 negres cavall | c5 negres rei · e5 blanques rei · d3 blanques torre · e2 negres cavall | 7 |
| 6 | c5 negres rei · e5 blanques rei · d3 blanques torre · e2 negres cavall | c5 negres rei · e5 blanques rei · d3 blanques torre · e2 negres cavall | c5 negres rei · e5 blanques rei · d3 blanques torre · e2 negres cavall | c5 negres rei · e5 blanques rei · d3 blanques torre · e2 negres cavall | c5 negres rei · e5 blanques rei · d3 blanques torre · e2 negres cavall | c5 negres rei · e5 blanques rei · d3 blanques torre · e2 negres cavall | c5 negres rei · e5 blanques rei · d3 blanques torre · e2 negres cavall | c5 negres rei · e5 blanques rei · d3 blanques torre · e2 negres cavall | 6 |
| 5 | c5 negres rei · e5 blanques rei · d3 blanques torre · e2 negres cavall | c5 negres rei · e5 blanques rei · d3 blanques torre · e2 negres cavall | c5 negres rei · e5 blanques rei · d3 blanques torre · e2 negres cavall | c5 negres rei · e5 blanques rei · d3 blanques torre · e2 negres cavall | c5 negres rei · e5 blanques rei · d3 blanques torre · e2 negres cavall | c5 negres rei · e5 blanques rei · d3 blanques torre · e2 negres cavall | c5 negres rei · e5 blanques rei · d3 blanques torre · e2 negres cavall | c5 negres rei · e5 blanques rei · d3 blanques torre · e2 negres cavall | 5 |
| 4 | c5 negres rei · e5 blanques rei · d3 blanques torre · e2 negres cavall | c5 negres rei · e5 blanques rei · d3 blanques torre · e2 negres cavall | c5 negres rei · e5 blanques rei · d3 blanques torre · e2 negres cavall | c5 negres rei · e5 blanques rei · d3 blanques torre · e2 negres cavall | c5 negres rei · e5 blanques rei · d3 blanques torre · e2 negres cavall | c5 negres rei · e5 blanques rei · d3 blanques torre · e2 negres cavall | c5 negres rei · e5 blanques rei · d3 blanques torre · e2 negres cavall | c5 negres rei · e5 blanques rei · d3 blanques torre · e2 negres cavall | 4 |
| 3 | c5 negres rei · e5 blanques rei · d3 blanques torre · e2 negres cavall | c5 negres rei · e5 blanques rei · d3 blanques torre · e2 negres cavall | c5 negres rei · e5 blanques rei · d3 blanques torre · e2 negres cavall | c5 negres rei · e5 blanques rei · d3 blanques torre · e2 negres cavall | c5 negres rei · e5 blanques rei · d3 blanques torre · e2 negres cavall | c5 negres rei · e5 blanques rei · d3 blanques torre · e2 negres cavall | c5 negres rei · e5 blanques rei · d3 blanques torre · e2 negres cavall | c5 negres rei · e5 blanques rei · d3 blanques torre · e2 negres cavall | 3 |
| 2 | c5 negres rei · e5 blanques rei · d3 blanques torre · e2 negres cavall | c5 negres rei · e5 blanques rei · d3 blanques torre · e2 negres cavall | c5 negres rei · e5 blanques rei · d3 blanques torre · e2 negres cavall | c5 negres rei · e5 blanques rei · d3 blanques torre · e2 negres cavall | c5 negres rei · e5 blanques rei · d3 blanques torre · e2 negres cavall | c5 negres rei · e5 blanques rei · d3 blanques torre · e2 negres cavall | c5 negres rei · e5 blanques rei · d3 blanques torre · e2 negres cavall | c5 negres rei · e5 blanques rei · d3 blanques torre · e2 negres cavall | 2 |
| 1 | c5 negres rei · e5 blanques rei · d3 blanques torre · e2 negres cavall | c5 negres rei · e5 blanques rei · d3 blanques torre · e2 negres cavall | c5 negres rei · e5 blanques rei · d3 blanques torre · e2 negres cavall | c5 negres rei · e5 blanques rei · d3 blanques torre · e2 negres cavall | c5 negres rei · e5 blanques rei · d3 blanques torre · e2 negres cavall | c5 negres rei · e5 blanques rei · d3 blanques torre · e2 negres cavall | c5 negres rei · e5 blanques rei · d3 blanques torre · e2 negres cavall | c5 negres rei · e5 blanques rei · d3 blanques torre · e2 negres cavall | 1 |
|   | a                                                                      | b                                                                      | c                                                                      | d                                                                      | e                                                                      | f                                                                      | g                                                                      | h                                                                      |   |

La utilització més antiga del zugzwang (diferent de la que se'n fa en els mats bàsics) és segurament en aquest estudi de Zairab Katai, que va ser publicat en algun moment entre el 813 i el 833. (Aquest estudi era en aquell moment del xatranj, joc predecessor dels escacs actuals, però els moviments del rei, torre, i cavall són els mateixos. Mestres d'aquella època compongueren molts estudis en els quals les negres eren en zugzwang de manera que qualsevol moviment afeblia la seva posició.) Després de
1. Te3! Cg1
2. Rf5! Rd4
3. Rf4
posa les negres en zugzwang, ja que 3... Rc4 4. Rg3! Rd4 5. Te1 i les blanques guanyen (Soltis 2009:15).
|   | a | b | c | d | e | f | g | h |   |
| 8 | g6 negres peó · h5 negres peó · h4 blanques peó · a2 negres peó · b2 negres rei · d2 blanques rei · c1 blanques torre | g6 negres peó · h5 negres peó · h4 blanques peó · a2 negres peó · b2 negres rei · d2 blanques rei · c1 blanques torre | g6 negres peó · h5 negres peó · h4 blanques peó · a2 negres peó · b2 negres rei · d2 blanques rei · c1 blanques torre | g6 negres peó · h5 negres peó · h4 blanques peó · a2 negres peó · b2 negres rei · d2 blanques rei · c1 blanques torre | g6 negres peó · h5 negres peó · h4 blanques peó · a2 negres peó · b2 negres rei · d2 blanques rei · c1 blanques torre | g6 negres peó · h5 negres peó · h4 blanques peó · a2 negres peó · b2 negres rei · d2 blanques rei · c1 blanques torre | g6 negres peó · h5 negres peó · h4 blanques peó · a2 negres peó · b2 negres rei · d2 blanques rei · c1 blanques torre | g6 negres peó · h5 negres peó · h4 blanques peó · a2 negres peó · b2 negres rei · d2 blanques rei · c1 blanques torre | 8 |
| 7 | g6 negres peó · h5 negres peó · h4 blanques peó · a2 negres peó · b2 negres rei · d2 blanques rei · c1 blanques torre | g6 negres peó · h5 negres peó · h4 blanques peó · a2 negres peó · b2 negres rei · d2 blanques rei · c1 blanques torre | g6 negres peó · h5 negres peó · h4 blanques peó · a2 negres peó · b2 negres rei · d2 blanques rei · c1 blanques torre | g6 negres peó · h5 negres peó · h4 blanques peó · a2 negres peó · b2 negres rei · d2 blanques rei · c1 blanques torre | g6 negres peó · h5 negres peó · h4 blanques peó · a2 negres peó · b2 negres rei · d2 blanques rei · c1 blanques torre | g6 negres peó · h5 negres peó · h4 blanques peó · a2 negres peó · b2 negres rei · d2 blanques rei · c1 blanques torre | g6 negres peó · h5 negres peó · h4 blanques peó · a2 negres peó · b2 negres rei · d2 blanques rei · c1 blanques torre | g6 negres peó · h5 negres peó · h4 blanques peó · a2 negres peó · b2 negres rei · d2 blanques rei · c1 blanques torre | 7 |
| 6 | g6 negres peó · h5 negres peó · h4 blanques peó · a2 negres peó · b2 negres rei · d2 blanques rei · c1 blanques torre | g6 negres peó · h5 negres peó · h4 blanques peó · a2 negres peó · b2 negres rei · d2 blanques rei · c1 blanques torre | g6 negres peó · h5 negres peó · h4 blanques peó · a2 negres peó · b2 negres rei · d2 blanques rei · c1 blanques torre | g6 negres peó · h5 negres peó · h4 blanques peó · a2 negres peó · b2 negres rei · d2 blanques rei · c1 blanques torre | g6 negres peó · h5 negres peó · h4 blanques peó · a2 negres peó · b2 negres rei · d2 blanques rei · c1 blanques torre | g6 negres peó · h5 negres peó · h4 blanques peó · a2 negres peó · b2 negres rei · d2 blanques rei · c1 blanques torre | g6 negres peó · h5 negres peó · h4 blanques peó · a2 negres peó · b2 negres rei · d2 blanques rei · c1 blanques torre | g6 negres peó · h5 negres peó · h4 blanques peó · a2 negres peó · b2 negres rei · d2 blanques rei · c1 blanques torre | 6 |
| 5 | g6 negres peó · h5 negres peó · h4 blanques peó · a2 negres peó · b2 negres rei · d2 blanques rei · c1 blanques torre | g6 negres peó · h5 negres peó · h4 blanques peó · a2 negres peó · b2 negres rei · d2 blanques rei · c1 blanques torre | g6 negres peó · h5 negres peó · h4 blanques peó · a2 negres peó · b2 negres rei · d2 blanques rei · c1 blanques torre | g6 negres peó · h5 negres peó · h4 blanques peó · a2 negres peó · b2 negres rei · d2 blanques rei · c1 blanques torre | g6 negres peó · h5 negres peó · h4 blanques peó · a2 negres peó · b2 negres rei · d2 blanques rei · c1 blanques torre | g6 negres peó · h5 negres peó · h4 blanques peó · a2 negres peó · b2 negres rei · d2 blanques rei · c1 blanques torre | g6 negres peó · h5 negres peó · h4 blanques peó · a2 negres peó · b2 negres rei · d2 blanques rei · c1 blanques torre | g6 negres peó · h5 negres peó · h4 blanques peó · a2 negres peó · b2 negres rei · d2 blanques rei · c1 blanques torre | 5 |
| 4 | g6 negres peó · h5 negres peó · h4 blanques peó · a2 negres peó · b2 negres rei · d2 blanques rei · c1 blanques torre | g6 negres peó · h5 negres peó · h4 blanques peó · a2 negres peó · b2 negres rei · d2 blanques rei · c1 blanques torre | g6 negres peó · h5 negres peó · h4 blanques peó · a2 negres peó · b2 negres rei · d2 blanques rei · c1 blanques torre | g6 negres peó · h5 negres peó · h4 blanques peó · a2 negres peó · b2 negres rei · d2 blanques rei · c1 blanques torre | g6 negres peó · h5 negres peó · h4 blanques peó · a2 negres peó · b2 negres rei · d2 blanques rei · c1 blanques torre | g6 negres peó · h5 negres peó · h4 blanques peó · a2 negres peó · b2 negres rei · d2 blanques rei · c1 blanques torre | g6 negres peó · h5 negres peó · h4 blanques peó · a2 negres peó · b2 negres rei · d2 blanques rei · c1 blanques torre | g6 negres peó · h5 negres peó · h4 blanques peó · a2 negres peó · b2 negres rei · d2 blanques rei · c1 blanques torre | 4 |
| 3 | g6 negres peó · h5 negres peó · h4 blanques peó · a2 negres peó · b2 negres rei · d2 blanques rei · c1 blanques torre | g6 negres peó · h5 negres peó · h4 blanques peó · a2 negres peó · b2 negres rei · d2 blanques rei · c1 blanques torre | g6 negres peó · h5 negres peó · h4 blanques peó · a2 negres peó · b2 negres rei · d2 blanques rei · c1 blanques torre | g6 negres peó · h5 negres peó · h4 blanques peó · a2 negres peó · b2 negres rei · d2 blanques rei · c1 blanques torre | g6 negres peó · h5 negres peó · h4 blanques peó · a2 negres peó · b2 negres rei · d2 blanques rei · c1 blanques torre | g6 negres peó · h5 negres peó · h4 blanques peó · a2 negres peó · b2 negres rei · d2 blanques rei · c1 blanques torre | g6 negres peó · h5 negres peó · h4 blanques peó · a2 negres peó · b2 negres rei · d2 blanques rei · c1 blanques torre | g6 negres peó · h5 negres peó · h4 blanques peó · a2 negres peó · b2 negres rei · d2 blanques rei · c1 blanques torre | 3 |
| 2 | g6 negres peó · h5 negres peó · h4 blanques peó · a2 negres peó · b2 negres rei · d2 blanques rei · c1 blanques torre | g6 negres peó · h5 negres peó · h4 blanques peó · a2 negres peó · b2 negres rei · d2 blanques rei · c1 blanques torre | g6 negres peó · h5 negres peó · h4 blanques peó · a2 negres peó · b2 negres rei · d2 blanques rei · c1 blanques torre | g6 negres peó · h5 negres peó · h4 blanques peó · a2 negres peó · b2 negres rei · d2 blanques rei · c1 blanques torre | g6 negres peó · h5 negres peó · h4 blanques peó · a2 negres peó · b2 negres rei · d2 blanques rei · c1 blanques torre | g6 negres peó · h5 negres peó · h4 blanques peó · a2 negres peó · b2 negres rei · d2 blanques rei · c1 blanques torre | g6 negres peó · h5 negres peó · h4 blanques peó · a2 negres peó · b2 negres rei · d2 blanques rei · c1 blanques torre | g6 negres peó · h5 negres peó · h4 blanques peó · a2 negres peó · b2 negres rei · d2 blanques rei · c1 blanques torre | 2 |
| 1 | g6 negres peó · h5 negres peó · h4 blanques peó · a2 negres peó · b2 negres rei · d2 blanques rei · c1 blanques torre | g6 negres peó · h5 negres peó · h4 blanques peó · a2 negres peó · b2 negres rei · d2 blanques rei · c1 blanques torre | g6 negres peó · h5 negres peó · h4 blanques peó · a2 negres peó · b2 negres rei · d2 blanques rei · c1 blanques torre | g6 negres peó · h5 negres peó · h4 blanques peó · a2 negres peó · b2 negres rei · d2 blanques rei · c1 blanques torre | g6 negres peó · h5 negres peó · h4 blanques peó · a2 negres peó · b2 negres rei · d2 blanques rei · c1 blanques torre | g6 negres peó · h5 negres peó · h4 blanques peó · a2 negres peó · b2 negres rei · d2 blanques rei · c1 blanques torre | g6 negres peó · h5 negres peó · h4 blanques peó · a2 negres peó · b2 negres rei · d2 blanques rei · c1 blanques torre | g6 negres peó · h5 negres peó · h4 blanques peó · a2 negres peó · b2 negres rei · d2 blanques rei · c1 blanques torre | 1 |
|   | a | b | c | d | e | f | g | h |   |

El concepte de zugzwang també es veu a l'estudi de final de 1585 de Giulio Cesare Polerio a la dreta, publicat el 1604 per Alessandro Salvio, un dels més antics escriptors d'escacs. (Angos 2005:108–9) dona la posició com si fos de Polerio de 1585. L'única manera de guanyar per les blanques és 1.Ta1!! Rxa1 2.Rc2!, posant les negres en zugzwang. El seu únic moviment legal és 2...g5, però llavors les blanques promocionen un peó primer, i a continuació fan mat amb 3.hxg5 h4 4.g6 h3 5.g7 h2 6.g8(D) h1(D) 7.Dg7# (Sukhin 2007:21,23).
Joseph Bertin a The Noble Game of Chess (1735), obra que Hooper and Whyld consideren "el primer llibre de text sobre escacs en llengua anglesa", es va referir al concepte de zugzwang, tot i que sense emprar la paraula, quan va establir les seves divuit regles sobre el joc dels escacs, "Per jugar bé la part final de la partida, heu de calcular a qui li toca moure, i d'això depèn la partida." (Hooper & Whyld 1992:38–39).
|   | a                                                                    | b                                                                    | c                                                                    | d                                                                    | e                                                                    | f                                                                    | g                                                                    | h                                                                    |   |
| 8 | a4 blanques dama · d3 blanques rei · b2 negres torre · b1 negres rei | a4 blanques dama · d3 blanques rei · b2 negres torre · b1 negres rei | a4 blanques dama · d3 blanques rei · b2 negres torre · b1 negres rei | a4 blanques dama · d3 blanques rei · b2 negres torre · b1 negres rei | a4 blanques dama · d3 blanques rei · b2 negres torre · b1 negres rei | a4 blanques dama · d3 blanques rei · b2 negres torre · b1 negres rei | a4 blanques dama · d3 blanques rei · b2 negres torre · b1 negres rei | a4 blanques dama · d3 blanques rei · b2 negres torre · b1 negres rei | 8 |
| 7 | a4 blanques dama · d3 blanques rei · b2 negres torre · b1 negres rei | a4 blanques dama · d3 blanques rei · b2 negres torre · b1 negres rei | a4 blanques dama · d3 blanques rei · b2 negres torre · b1 negres rei | a4 blanques dama · d3 blanques rei · b2 negres torre · b1 negres rei | a4 blanques dama · d3 blanques rei · b2 negres torre · b1 negres rei | a4 blanques dama · d3 blanques rei · b2 negres torre · b1 negres rei | a4 blanques dama · d3 blanques rei · b2 negres torre · b1 negres rei | a4 blanques dama · d3 blanques rei · b2 negres torre · b1 negres rei | 7 |
| 6 | a4 blanques dama · d3 blanques rei · b2 negres torre · b1 negres rei | a4 blanques dama · d3 blanques rei · b2 negres torre · b1 negres rei | a4 blanques dama · d3 blanques rei · b2 negres torre · b1 negres rei | a4 blanques dama · d3 blanques rei · b2 negres torre · b1 negres rei | a4 blanques dama · d3 blanques rei · b2 negres torre · b1 negres rei | a4 blanques dama · d3 blanques rei · b2 negres torre · b1 negres rei | a4 blanques dama · d3 blanques rei · b2 negres torre · b1 negres rei | a4 blanques dama · d3 blanques rei · b2 negres torre · b1 negres rei | 6 |
| 5 | a4 blanques dama · d3 blanques rei · b2 negres torre · b1 negres rei | a4 blanques dama · d3 blanques rei · b2 negres torre · b1 negres rei | a4 blanques dama · d3 blanques rei · b2 negres torre · b1 negres rei | a4 blanques dama · d3 blanques rei · b2 negres torre · b1 negres rei | a4 blanques dama · d3 blanques rei · b2 negres torre · b1 negres rei | a4 blanques dama · d3 blanques rei · b2 negres torre · b1 negres rei | a4 blanques dama · d3 blanques rei · b2 negres torre · b1 negres rei | a4 blanques dama · d3 blanques rei · b2 negres torre · b1 negres rei | 5 |
| 4 | a4 blanques dama · d3 blanques rei · b2 negres torre · b1 negres rei | a4 blanques dama · d3 blanques rei · b2 negres torre · b1 negres rei | a4 blanques dama · d3 blanques rei · b2 negres torre · b1 negres rei | a4 blanques dama · d3 blanques rei · b2 negres torre · b1 negres rei | a4 blanques dama · d3 blanques rei · b2 negres torre · b1 negres rei | a4 blanques dama · d3 blanques rei · b2 negres torre · b1 negres rei | a4 blanques dama · d3 blanques rei · b2 negres torre · b1 negres rei | a4 blanques dama · d3 blanques rei · b2 negres torre · b1 negres rei | 4 |
| 3 | a4 blanques dama · d3 blanques rei · b2 negres torre · b1 negres rei | a4 blanques dama · d3 blanques rei · b2 negres torre · b1 negres rei | a4 blanques dama · d3 blanques rei · b2 negres torre · b1 negres rei | a4 blanques dama · d3 blanques rei · b2 negres torre · b1 negres rei | a4 blanques dama · d3 blanques rei · b2 negres torre · b1 negres rei | a4 blanques dama · d3 blanques rei · b2 negres torre · b1 negres rei | a4 blanques dama · d3 blanques rei · b2 negres torre · b1 negres rei | a4 blanques dama · d3 blanques rei · b2 negres torre · b1 negres rei | 3 |
| 2 | a4 blanques dama · d3 blanques rei · b2 negres torre · b1 negres rei | a4 blanques dama · d3 blanques rei · b2 negres torre · b1 negres rei | a4 blanques dama · d3 blanques rei · b2 negres torre · b1 negres rei | a4 blanques dama · d3 blanques rei · b2 negres torre · b1 negres rei | a4 blanques dama · d3 blanques rei · b2 negres torre · b1 negres rei | a4 blanques dama · d3 blanques rei · b2 negres torre · b1 negres rei | a4 blanques dama · d3 blanques rei · b2 negres torre · b1 negres rei | a4 blanques dama · d3 blanques rei · b2 negres torre · b1 negres rei | 2 |
| 1 | a4 blanques dama · d3 blanques rei · b2 negres torre · b1 negres rei | a4 blanques dama · d3 blanques rei · b2 negres torre · b1 negres rei | a4 blanques dama · d3 blanques rei · b2 negres torre · b1 negres rei | a4 blanques dama · d3 blanques rei · b2 negres torre · b1 negres rei | a4 blanques dama · d3 blanques rei · b2 negres torre · b1 negres rei | a4 blanques dama · d3 blanques rei · b2 negres torre · b1 negres rei | a4 blanques dama · d3 blanques rei · b2 negres torre · b1 negres rei | a4 blanques dama · d3 blanques rei · b2 negres torre · b1 negres rei | 1 |
|   | a                                                                    | b                                                                    | c                                                                    | d                                                                    | e                                                                    | f                                                                    | g                                                                    | h                                                                    |   |

François-André Danican Philidor va escriure el 1777 sobre la posició de baix a la dreta que després que les blanques facin 36.Rc3, les negres "estan obligades a moure la torre separant-la del rei, cosa que dona l'oportunitat de prendre la torre amb un escac doble, o de fer mat" (Philidor 2005:272–73). Lasker cità explícitament una imatge mirall d'aquesta posició (Blanques: rei a f3, dama a h4; Negres: rei a g1, torre a g2) com un exemple de zugzwang al Lasker's Manual of Chess (Lasker 1960:37–38). El mestre britànic George Walker analitzà una posició similar en el mateix final, donant una maniobra que resulta en el bàndol superior assolint la posició inicial, però amb el bàndol inferior amb el torn i en zugzwang. Walker va escriure sobre el moviment decisiu del bàndol superior: "passant el torn a les negres, a la posició inicial i, per tant, guanyant" (Walker 1846:245).
|   | a | b | c | d | e | f | g | h |   |
| 8 | a8 negres rei · b8 negres alfil · c8 blanques rei · a7 negres peó · b7 negres peó · b6 blanques peó · a2 blanques torre | a8 negres rei · b8 negres alfil · c8 blanques rei · a7 negres peó · b7 negres peó · b6 blanques peó · a2 blanques torre | a8 negres rei · b8 negres alfil · c8 blanques rei · a7 negres peó · b7 negres peó · b6 blanques peó · a2 blanques torre | a8 negres rei · b8 negres alfil · c8 blanques rei · a7 negres peó · b7 negres peó · b6 blanques peó · a2 blanques torre | a8 negres rei · b8 negres alfil · c8 blanques rei · a7 negres peó · b7 negres peó · b6 blanques peó · a2 blanques torre | a8 negres rei · b8 negres alfil · c8 blanques rei · a7 negres peó · b7 negres peó · b6 blanques peó · a2 blanques torre | a8 negres rei · b8 negres alfil · c8 blanques rei · a7 negres peó · b7 negres peó · b6 blanques peó · a2 blanques torre | a8 negres rei · b8 negres alfil · c8 blanques rei · a7 negres peó · b7 negres peó · b6 blanques peó · a2 blanques torre | 8 |
| 7 | a8 negres rei · b8 negres alfil · c8 blanques rei · a7 negres peó · b7 negres peó · b6 blanques peó · a2 blanques torre | a8 negres rei · b8 negres alfil · c8 blanques rei · a7 negres peó · b7 negres peó · b6 blanques peó · a2 blanques torre | a8 negres rei · b8 negres alfil · c8 blanques rei · a7 negres peó · b7 negres peó · b6 blanques peó · a2 blanques torre | a8 negres rei · b8 negres alfil · c8 blanques rei · a7 negres peó · b7 negres peó · b6 blanques peó · a2 blanques torre | a8 negres rei · b8 negres alfil · c8 blanques rei · a7 negres peó · b7 negres peó · b6 blanques peó · a2 blanques torre | a8 negres rei · b8 negres alfil · c8 blanques rei · a7 negres peó · b7 negres peó · b6 blanques peó · a2 blanques torre | a8 negres rei · b8 negres alfil · c8 blanques rei · a7 negres peó · b7 negres peó · b6 blanques peó · a2 blanques torre | a8 negres rei · b8 negres alfil · c8 blanques rei · a7 negres peó · b7 negres peó · b6 blanques peó · a2 blanques torre | 7 |
| 6 | a8 negres rei · b8 negres alfil · c8 blanques rei · a7 negres peó · b7 negres peó · b6 blanques peó · a2 blanques torre | a8 negres rei · b8 negres alfil · c8 blanques rei · a7 negres peó · b7 negres peó · b6 blanques peó · a2 blanques torre | a8 negres rei · b8 negres alfil · c8 blanques rei · a7 negres peó · b7 negres peó · b6 blanques peó · a2 blanques torre | a8 negres rei · b8 negres alfil · c8 blanques rei · a7 negres peó · b7 negres peó · b6 blanques peó · a2 blanques torre | a8 negres rei · b8 negres alfil · c8 blanques rei · a7 negres peó · b7 negres peó · b6 blanques peó · a2 blanques torre | a8 negres rei · b8 negres alfil · c8 blanques rei · a7 negres peó · b7 negres peó · b6 blanques peó · a2 blanques torre | a8 negres rei · b8 negres alfil · c8 blanques rei · a7 negres peó · b7 negres peó · b6 blanques peó · a2 blanques torre | a8 negres rei · b8 negres alfil · c8 blanques rei · a7 negres peó · b7 negres peó · b6 blanques peó · a2 blanques torre | 6 |
| 5 | a8 negres rei · b8 negres alfil · c8 blanques rei · a7 negres peó · b7 negres peó · b6 blanques peó · a2 blanques torre | a8 negres rei · b8 negres alfil · c8 blanques rei · a7 negres peó · b7 negres peó · b6 blanques peó · a2 blanques torre | a8 negres rei · b8 negres alfil · c8 blanques rei · a7 negres peó · b7 negres peó · b6 blanques peó · a2 blanques torre | a8 negres rei · b8 negres alfil · c8 blanques rei · a7 negres peó · b7 negres peó · b6 blanques peó · a2 blanques torre | a8 negres rei · b8 negres alfil · c8 blanques rei · a7 negres peó · b7 negres peó · b6 blanques peó · a2 blanques torre | a8 negres rei · b8 negres alfil · c8 blanques rei · a7 negres peó · b7 negres peó · b6 blanques peó · a2 blanques torre | a8 negres rei · b8 negres alfil · c8 blanques rei · a7 negres peó · b7 negres peó · b6 blanques peó · a2 blanques torre | a8 negres rei · b8 negres alfil · c8 blanques rei · a7 negres peó · b7 negres peó · b6 blanques peó · a2 blanques torre | 5 |
| 4 | a8 negres rei · b8 negres alfil · c8 blanques rei · a7 negres peó · b7 negres peó · b6 blanques peó · a2 blanques torre | a8 negres rei · b8 negres alfil · c8 blanques rei · a7 negres peó · b7 negres peó · b6 blanques peó · a2 blanques torre | a8 negres rei · b8 negres alfil · c8 blanques rei · a7 negres peó · b7 negres peó · b6 blanques peó · a2 blanques torre | a8 negres rei · b8 negres alfil · c8 blanques rei · a7 negres peó · b7 negres peó · b6 blanques peó · a2 blanques torre | a8 negres rei · b8 negres alfil · c8 blanques rei · a7 negres peó · b7 negres peó · b6 blanques peó · a2 blanques torre | a8 negres rei · b8 negres alfil · c8 blanques rei · a7 negres peó · b7 negres peó · b6 blanques peó · a2 blanques torre | a8 negres rei · b8 negres alfil · c8 blanques rei · a7 negres peó · b7 negres peó · b6 blanques peó · a2 blanques torre | a8 negres rei · b8 negres alfil · c8 blanques rei · a7 negres peó · b7 negres peó · b6 blanques peó · a2 blanques torre | 4 |
| 3 | a8 negres rei · b8 negres alfil · c8 blanques rei · a7 negres peó · b7 negres peó · b6 blanques peó · a2 blanques torre | a8 negres rei · b8 negres alfil · c8 blanques rei · a7 negres peó · b7 negres peó · b6 blanques peó · a2 blanques torre | a8 negres rei · b8 negres alfil · c8 blanques rei · a7 negres peó · b7 negres peó · b6 blanques peó · a2 blanques torre | a8 negres rei · b8 negres alfil · c8 blanques rei · a7 negres peó · b7 negres peó · b6 blanques peó · a2 blanques torre | a8 negres rei · b8 negres alfil · c8 blanques rei · a7 negres peó · b7 negres peó · b6 blanques peó · a2 blanques torre | a8 negres rei · b8 negres alfil · c8 blanques rei · a7 negres peó · b7 negres peó · b6 blanques peó · a2 blanques torre | a8 negres rei · b8 negres alfil · c8 blanques rei · a7 negres peó · b7 negres peó · b6 blanques peó · a2 blanques torre | a8 negres rei · b8 negres alfil · c8 blanques rei · a7 negres peó · b7 negres peó · b6 blanques peó · a2 blanques torre | 3 |
| 2 | a8 negres rei · b8 negres alfil · c8 blanques rei · a7 negres peó · b7 negres peó · b6 blanques peó · a2 blanques torre | a8 negres rei · b8 negres alfil · c8 blanques rei · a7 negres peó · b7 negres peó · b6 blanques peó · a2 blanques torre | a8 negres rei · b8 negres alfil · c8 blanques rei · a7 negres peó · b7 negres peó · b6 blanques peó · a2 blanques torre | a8 negres rei · b8 negres alfil · c8 blanques rei · a7 negres peó · b7 negres peó · b6 blanques peó · a2 blanques torre | a8 negres rei · b8 negres alfil · c8 blanques rei · a7 negres peó · b7 negres peó · b6 blanques peó · a2 blanques torre | a8 negres rei · b8 negres alfil · c8 blanques rei · a7 negres peó · b7 negres peó · b6 blanques peó · a2 blanques torre | a8 negres rei · b8 negres alfil · c8 blanques rei · a7 negres peó · b7 negres peó · b6 blanques peó · a2 blanques torre | a8 negres rei · b8 negres alfil · c8 blanques rei · a7 negres peó · b7 negres peó · b6 blanques peó · a2 blanques torre | 2 |
| 1 | a8 negres rei · b8 negres alfil · c8 blanques rei · a7 negres peó · b7 negres peó · b6 blanques peó · a2 blanques torre | a8 negres rei · b8 negres alfil · c8 blanques rei · a7 negres peó · b7 negres peó · b6 blanques peó · a2 blanques torre | a8 negres rei · b8 negres alfil · c8 blanques rei · a7 negres peó · b7 negres peó · b6 blanques peó · a2 blanques torre | a8 negres rei · b8 negres alfil · c8 blanques rei · a7 negres peó · b7 negres peó · b6 blanques peó · a2 blanques torre | a8 negres rei · b8 negres alfil · c8 blanques rei · a7 negres peó · b7 negres peó · b6 blanques peó · a2 blanques torre | a8 negres rei · b8 negres alfil · c8 blanques rei · a7 negres peó · b7 negres peó · b6 blanques peó · a2 blanques torre | a8 negres rei · b8 negres alfil · c8 blanques rei · a7 negres peó · b7 negres peó · b6 blanques peó · a2 blanques torre | a8 negres rei · b8 negres alfil · c8 blanques rei · a7 negres peó · b7 negres peó · b6 blanques peó · a2 blanques torre | 1 |
|   | a | b | c | d | e | f | g | h |   |

El gran jugador estatunidenc Paul Morphy (1837–1884), com Salvio i Philidor un campió del món oficiós, compongué probablement la posició de la dreta "mentre encara era un xiquet". Després de 1.Ta6!, les negres ón en zugzwang i rebran mat en el següent moviment amb 1...bxa6 2.b7# o 1...A (mou) 2.Txa7# (Shibut 2004:297).

## Exemples de partides

### Fischer contra Taimanov, segona partida del matx
|   | a                                                                                        | b                                                                                        | c                                                                                        | d                                                                                        | e                                                                                        | f                                                                                        | g                                                                                        | h                                                                                        |   |
| 8 | f6 blanques rei · f5 blanques alfil · g5 negres cavall · h5 blanques peó · f4 negres rei | f6 blanques rei · f5 blanques alfil · g5 negres cavall · h5 blanques peó · f4 negres rei | f6 blanques rei · f5 blanques alfil · g5 negres cavall · h5 blanques peó · f4 negres rei | f6 blanques rei · f5 blanques alfil · g5 negres cavall · h5 blanques peó · f4 negres rei | f6 blanques rei · f5 blanques alfil · g5 negres cavall · h5 blanques peó · f4 negres rei | f6 blanques rei · f5 blanques alfil · g5 negres cavall · h5 blanques peó · f4 negres rei | f6 blanques rei · f5 blanques alfil · g5 negres cavall · h5 blanques peó · f4 negres rei | f6 blanques rei · f5 blanques alfil · g5 negres cavall · h5 blanques peó · f4 negres rei | 8 |
| 7 | f6 blanques rei · f5 blanques alfil · g5 negres cavall · h5 blanques peó · f4 negres rei | f6 blanques rei · f5 blanques alfil · g5 negres cavall · h5 blanques peó · f4 negres rei | f6 blanques rei · f5 blanques alfil · g5 negres cavall · h5 blanques peó · f4 negres rei | f6 blanques rei · f5 blanques alfil · g5 negres cavall · h5 blanques peó · f4 negres rei | f6 blanques rei · f5 blanques alfil · g5 negres cavall · h5 blanques peó · f4 negres rei | f6 blanques rei · f5 blanques alfil · g5 negres cavall · h5 blanques peó · f4 negres rei | f6 blanques rei · f5 blanques alfil · g5 negres cavall · h5 blanques peó · f4 negres rei | f6 blanques rei · f5 blanques alfil · g5 negres cavall · h5 blanques peó · f4 negres rei | 7 |
| 6 | f6 blanques rei · f5 blanques alfil · g5 negres cavall · h5 blanques peó · f4 negres rei | f6 blanques rei · f5 blanques alfil · g5 negres cavall · h5 blanques peó · f4 negres rei | f6 blanques rei · f5 blanques alfil · g5 negres cavall · h5 blanques peó · f4 negres rei | f6 blanques rei · f5 blanques alfil · g5 negres cavall · h5 blanques peó · f4 negres rei | f6 blanques rei · f5 blanques alfil · g5 negres cavall · h5 blanques peó · f4 negres rei | f6 blanques rei · f5 blanques alfil · g5 negres cavall · h5 blanques peó · f4 negres rei | f6 blanques rei · f5 blanques alfil · g5 negres cavall · h5 blanques peó · f4 negres rei | f6 blanques rei · f5 blanques alfil · g5 negres cavall · h5 blanques peó · f4 negres rei | 6 |
| 5 | f6 blanques rei · f5 blanques alfil · g5 negres cavall · h5 blanques peó · f4 negres rei | f6 blanques rei · f5 blanques alfil · g5 negres cavall · h5 blanques peó · f4 negres rei | f6 blanques rei · f5 blanques alfil · g5 negres cavall · h5 blanques peó · f4 negres rei | f6 blanques rei · f5 blanques alfil · g5 negres cavall · h5 blanques peó · f4 negres rei | f6 blanques rei · f5 blanques alfil · g5 negres cavall · h5 blanques peó · f4 negres rei | f6 blanques rei · f5 blanques alfil · g5 negres cavall · h5 blanques peó · f4 negres rei | f6 blanques rei · f5 blanques alfil · g5 negres cavall · h5 blanques peó · f4 negres rei | f6 blanques rei · f5 blanques alfil · g5 negres cavall · h5 blanques peó · f4 negres rei | 5 |
| 4 | f6 blanques rei · f5 blanques alfil · g5 negres cavall · h5 blanques peó · f4 negres rei | f6 blanques rei · f5 blanques alfil · g5 negres cavall · h5 blanques peó · f4 negres rei | f6 blanques rei · f5 blanques alfil · g5 negres cavall · h5 blanques peó · f4 negres rei | f6 blanques rei · f5 blanques alfil · g5 negres cavall · h5 blanques peó · f4 negres rei | f6 blanques rei · f5 blanques alfil · g5 negres cavall · h5 blanques peó · f4 negres rei | f6 blanques rei · f5 blanques alfil · g5 negres cavall · h5 blanques peó · f4 negres rei | f6 blanques rei · f5 blanques alfil · g5 negres cavall · h5 blanques peó · f4 negres rei | f6 blanques rei · f5 blanques alfil · g5 negres cavall · h5 blanques peó · f4 negres rei | 4 |
| 3 | f6 blanques rei · f5 blanques alfil · g5 negres cavall · h5 blanques peó · f4 negres rei | f6 blanques rei · f5 blanques alfil · g5 negres cavall · h5 blanques peó · f4 negres rei | f6 blanques rei · f5 blanques alfil · g5 negres cavall · h5 blanques peó · f4 negres rei | f6 blanques rei · f5 blanques alfil · g5 negres cavall · h5 blanques peó · f4 negres rei | f6 blanques rei · f5 blanques alfil · g5 negres cavall · h5 blanques peó · f4 negres rei | f6 blanques rei · f5 blanques alfil · g5 negres cavall · h5 blanques peó · f4 negres rei | f6 blanques rei · f5 blanques alfil · g5 negres cavall · h5 blanques peó · f4 negres rei | f6 blanques rei · f5 blanques alfil · g5 negres cavall · h5 blanques peó · f4 negres rei | 3 |
| 2 | f6 blanques rei · f5 blanques alfil · g5 negres cavall · h5 blanques peó · f4 negres rei | f6 blanques rei · f5 blanques alfil · g5 negres cavall · h5 blanques peó · f4 negres rei | f6 blanques rei · f5 blanques alfil · g5 negres cavall · h5 blanques peó · f4 negres rei | f6 blanques rei · f5 blanques alfil · g5 negres cavall · h5 blanques peó · f4 negres rei | f6 blanques rei · f5 blanques alfil · g5 negres cavall · h5 blanques peó · f4 negres rei | f6 blanques rei · f5 blanques alfil · g5 negres cavall · h5 blanques peó · f4 negres rei | f6 blanques rei · f5 blanques alfil · g5 negres cavall · h5 blanques peó · f4 negres rei | f6 blanques rei · f5 blanques alfil · g5 negres cavall · h5 blanques peó · f4 negres rei | 2 |
| 1 | f6 blanques rei · f5 blanques alfil · g5 negres cavall · h5 blanques peó · f4 negres rei | f6 blanques rei · f5 blanques alfil · g5 negres cavall · h5 blanques peó · f4 negres rei | f6 blanques rei · f5 blanques alfil · g5 negres cavall · h5 blanques peó · f4 negres rei | f6 blanques rei · f5 blanques alfil · g5 negres cavall · h5 blanques peó · f4 negres rei | f6 blanques rei · f5 blanques alfil · g5 negres cavall · h5 blanques peó · f4 negres rei | f6 blanques rei · f5 blanques alfil · g5 negres cavall · h5 blanques peó · f4 negres rei | f6 blanques rei · f5 blanques alfil · g5 negres cavall · h5 blanques peó · f4 negres rei | f6 blanques rei · f5 blanques alfil · g5 negres cavall · h5 blanques peó · f4 negres rei | 1 |
|   | a                                                                                        | b                                                                                        | c                                                                                        | d                                                                                        | e                                                                                        | f                                                                                        | g                                                                                        | h                                                                                        |   |

Algunes posicions de zugzwang es varen donar a la segona partida del matx de candidats de 1971 entre Bobby Fischer i Mark Taimanov. A la posició del diagrama, les negres són en zugzwang perquè preferirien no haver de moure, però hi estan obligades: si mouen el rei, perden el cavall, mentre que si fan un moviment de cavall, permetran que el peó passat avanci (Wade & O'Connell 1972:413). La partida va continuar:
85... Cf3
86. h6 Cg5
87. Rg6
i les negres són altre cop en zugzwang. La partida va acabar de seguida (perquè el peó avançarà fins a la promoció) (Kasparov 2004:385):
87... Cf3
88. h7 Ce5+
89. Rf6 1-0.

### Fischer contra Taimanov, quarta partida del matx
|   | a | b | c | d | e | f | g | h |   |
| 8 | c7 negres rei · e7 negres cavall · a6 blanques rei · b6 negres peó · g6 negres peó · a5 negres peó · c5 negres peó · f5 negres peó · h5 negres peó · a4 blanques peó · f4 blanques peó · h4 blanques peó · c3 blanques peó · f3 blanques alfil · g3 blanques peó · b2 blanques peó | c7 negres rei · e7 negres cavall · a6 blanques rei · b6 negres peó · g6 negres peó · a5 negres peó · c5 negres peó · f5 negres peó · h5 negres peó · a4 blanques peó · f4 blanques peó · h4 blanques peó · c3 blanques peó · f3 blanques alfil · g3 blanques peó · b2 blanques peó | c7 negres rei · e7 negres cavall · a6 blanques rei · b6 negres peó · g6 negres peó · a5 negres peó · c5 negres peó · f5 negres peó · h5 negres peó · a4 blanques peó · f4 blanques peó · h4 blanques peó · c3 blanques peó · f3 blanques alfil · g3 blanques peó · b2 blanques peó | c7 negres rei · e7 negres cavall · a6 blanques rei · b6 negres peó · g6 negres peó · a5 negres peó · c5 negres peó · f5 negres peó · h5 negres peó · a4 blanques peó · f4 blanques peó · h4 blanques peó · c3 blanques peó · f3 blanques alfil · g3 blanques peó · b2 blanques peó | c7 negres rei · e7 negres cavall · a6 blanques rei · b6 negres peó · g6 negres peó · a5 negres peó · c5 negres peó · f5 negres peó · h5 negres peó · a4 blanques peó · f4 blanques peó · h4 blanques peó · c3 blanques peó · f3 blanques alfil · g3 blanques peó · b2 blanques peó | c7 negres rei · e7 negres cavall · a6 blanques rei · b6 negres peó · g6 negres peó · a5 negres peó · c5 negres peó · f5 negres peó · h5 negres peó · a4 blanques peó · f4 blanques peó · h4 blanques peó · c3 blanques peó · f3 blanques alfil · g3 blanques peó · b2 blanques peó | c7 negres rei · e7 negres cavall · a6 blanques rei · b6 negres peó · g6 negres peó · a5 negres peó · c5 negres peó · f5 negres peó · h5 negres peó · a4 blanques peó · f4 blanques peó · h4 blanques peó · c3 blanques peó · f3 blanques alfil · g3 blanques peó · b2 blanques peó | c7 negres rei · e7 negres cavall · a6 blanques rei · b6 negres peó · g6 negres peó · a5 negres peó · c5 negres peó · f5 negres peó · h5 negres peó · a4 blanques peó · f4 blanques peó · h4 blanques peó · c3 blanques peó · f3 blanques alfil · g3 blanques peó · b2 blanques peó | 8 |
| 7 | c7 negres rei · e7 negres cavall · a6 blanques rei · b6 negres peó · g6 negres peó · a5 negres peó · c5 negres peó · f5 negres peó · h5 negres peó · a4 blanques peó · f4 blanques peó · h4 blanques peó · c3 blanques peó · f3 blanques alfil · g3 blanques peó · b2 blanques peó | c7 negres rei · e7 negres cavall · a6 blanques rei · b6 negres peó · g6 negres peó · a5 negres peó · c5 negres peó · f5 negres peó · h5 negres peó · a4 blanques peó · f4 blanques peó · h4 blanques peó · c3 blanques peó · f3 blanques alfil · g3 blanques peó · b2 blanques peó | c7 negres rei · e7 negres cavall · a6 blanques rei · b6 negres peó · g6 negres peó · a5 negres peó · c5 negres peó · f5 negres peó · h5 negres peó · a4 blanques peó · f4 blanques peó · h4 blanques peó · c3 blanques peó · f3 blanques alfil · g3 blanques peó · b2 blanques peó | c7 negres rei · e7 negres cavall · a6 blanques rei · b6 negres peó · g6 negres peó · a5 negres peó · c5 negres peó · f5 negres peó · h5 negres peó · a4 blanques peó · f4 blanques peó · h4 blanques peó · c3 blanques peó · f3 blanques alfil · g3 blanques peó · b2 blanques peó | c7 negres rei · e7 negres cavall · a6 blanques rei · b6 negres peó · g6 negres peó · a5 negres peó · c5 negres peó · f5 negres peó · h5 negres peó · a4 blanques peó · f4 blanques peó · h4 blanques peó · c3 blanques peó · f3 blanques alfil · g3 blanques peó · b2 blanques peó | c7 negres rei · e7 negres cavall · a6 blanques rei · b6 negres peó · g6 negres peó · a5 negres peó · c5 negres peó · f5 negres peó · h5 negres peó · a4 blanques peó · f4 blanques peó · h4 blanques peó · c3 blanques peó · f3 blanques alfil · g3 blanques peó · b2 blanques peó | c7 negres rei · e7 negres cavall · a6 blanques rei · b6 negres peó · g6 negres peó · a5 negres peó · c5 negres peó · f5 negres peó · h5 negres peó · a4 blanques peó · f4 blanques peó · h4 blanques peó · c3 blanques peó · f3 blanques alfil · g3 blanques peó · b2 blanques peó | c7 negres rei · e7 negres cavall · a6 blanques rei · b6 negres peó · g6 negres peó · a5 negres peó · c5 negres peó · f5 negres peó · h5 negres peó · a4 blanques peó · f4 blanques peó · h4 blanques peó · c3 blanques peó · f3 blanques alfil · g3 blanques peó · b2 blanques peó | 7 |
| 6 | c7 negres rei · e7 negres cavall · a6 blanques rei · b6 negres peó · g6 negres peó · a5 negres peó · c5 negres peó · f5 negres peó · h5 negres peó · a4 blanques peó · f4 blanques peó · h4 blanques peó · c3 blanques peó · f3 blanques alfil · g3 blanques peó · b2 blanques peó | c7 negres rei · e7 negres cavall · a6 blanques rei · b6 negres peó · g6 negres peó · a5 negres peó · c5 negres peó · f5 negres peó · h5 negres peó · a4 blanques peó · f4 blanques peó · h4 blanques peó · c3 blanques peó · f3 blanques alfil · g3 blanques peó · b2 blanques peó | c7 negres rei · e7 negres cavall · a6 blanques rei · b6 negres peó · g6 negres peó · a5 negres peó · c5 negres peó · f5 negres peó · h5 negres peó · a4 blanques peó · f4 blanques peó · h4 blanques peó · c3 blanques peó · f3 blanques alfil · g3 blanques peó · b2 blanques peó | c7 negres rei · e7 negres cavall · a6 blanques rei · b6 negres peó · g6 negres peó · a5 negres peó · c5 negres peó · f5 negres peó · h5 negres peó · a4 blanques peó · f4 blanques peó · h4 blanques peó · c3 blanques peó · f3 blanques alfil · g3 blanques peó · b2 blanques peó | c7 negres rei · e7 negres cavall · a6 blanques rei · b6 negres peó · g6 negres peó · a5 negres peó · c5 negres peó · f5 negres peó · h5 negres peó · a4 blanques peó · f4 blanques peó · h4 blanques peó · c3 blanques peó · f3 blanques alfil · g3 blanques peó · b2 blanques peó | c7 negres rei · e7 negres cavall · a6 blanques rei · b6 negres peó · g6 negres peó · a5 negres peó · c5 negres peó · f5 negres peó · h5 negres peó · a4 blanques peó · f4 blanques peó · h4 blanques peó · c3 blanques peó · f3 blanques alfil · g3 blanques peó · b2 blanques peó | c7 negres rei · e7 negres cavall · a6 blanques rei · b6 negres peó · g6 negres peó · a5 negres peó · c5 negres peó · f5 negres peó · h5 negres peó · a4 blanques peó · f4 blanques peó · h4 blanques peó · c3 blanques peó · f3 blanques alfil · g3 blanques peó · b2 blanques peó | c7 negres rei · e7 negres cavall · a6 blanques rei · b6 negres peó · g6 negres peó · a5 negres peó · c5 negres peó · f5 negres peó · h5 negres peó · a4 blanques peó · f4 blanques peó · h4 blanques peó · c3 blanques peó · f3 blanques alfil · g3 blanques peó · b2 blanques peó | 6 |
| 5 | c7 negres rei · e7 negres cavall · a6 blanques rei · b6 negres peó · g6 negres peó · a5 negres peó · c5 negres peó · f5 negres peó · h5 negres peó · a4 blanques peó · f4 blanques peó · h4 blanques peó · c3 blanques peó · f3 blanques alfil · g3 blanques peó · b2 blanques peó | c7 negres rei · e7 negres cavall · a6 blanques rei · b6 negres peó · g6 negres peó · a5 negres peó · c5 negres peó · f5 negres peó · h5 negres peó · a4 blanques peó · f4 blanques peó · h4 blanques peó · c3 blanques peó · f3 blanques alfil · g3 blanques peó · b2 blanques peó | c7 negres rei · e7 negres cavall · a6 blanques rei · b6 negres peó · g6 negres peó · a5 negres peó · c5 negres peó · f5 negres peó · h5 negres peó · a4 blanques peó · f4 blanques peó · h4 blanques peó · c3 blanques peó · f3 blanques alfil · g3 blanques peó · b2 blanques peó | c7 negres rei · e7 negres cavall · a6 blanques rei · b6 negres peó · g6 negres peó · a5 negres peó · c5 negres peó · f5 negres peó · h5 negres peó · a4 blanques peó · f4 blanques peó · h4 blanques peó · c3 blanques peó · f3 blanques alfil · g3 blanques peó · b2 blanques peó | c7 negres rei · e7 negres cavall · a6 blanques rei · b6 negres peó · g6 negres peó · a5 negres peó · c5 negres peó · f5 negres peó · h5 negres peó · a4 blanques peó · f4 blanques peó · h4 blanques peó · c3 blanques peó · f3 blanques alfil · g3 blanques peó · b2 blanques peó | c7 negres rei · e7 negres cavall · a6 blanques rei · b6 negres peó · g6 negres peó · a5 negres peó · c5 negres peó · f5 negres peó · h5 negres peó · a4 blanques peó · f4 blanques peó · h4 blanques peó · c3 blanques peó · f3 blanques alfil · g3 blanques peó · b2 blanques peó | c7 negres rei · e7 negres cavall · a6 blanques rei · b6 negres peó · g6 negres peó · a5 negres peó · c5 negres peó · f5 negres peó · h5 negres peó · a4 blanques peó · f4 blanques peó · h4 blanques peó · c3 blanques peó · f3 blanques alfil · g3 blanques peó · b2 blanques peó | c7 negres rei · e7 negres cavall · a6 blanques rei · b6 negres peó · g6 negres peó · a5 negres peó · c5 negres peó · f5 negres peó · h5 negres peó · a4 blanques peó · f4 blanques peó · h4 blanques peó · c3 blanques peó · f3 blanques alfil · g3 blanques peó · b2 blanques peó | 5 |
| 4 | c7 negres rei · e7 negres cavall · a6 blanques rei · b6 negres peó · g6 negres peó · a5 negres peó · c5 negres peó · f5 negres peó · h5 negres peó · a4 blanques peó · f4 blanques peó · h4 blanques peó · c3 blanques peó · f3 blanques alfil · g3 blanques peó · b2 blanques peó | c7 negres rei · e7 negres cavall · a6 blanques rei · b6 negres peó · g6 negres peó · a5 negres peó · c5 negres peó · f5 negres peó · h5 negres peó · a4 blanques peó · f4 blanques peó · h4 blanques peó · c3 blanques peó · f3 blanques alfil · g3 blanques peó · b2 blanques peó | c7 negres rei · e7 negres cavall · a6 blanques rei · b6 negres peó · g6 negres peó · a5 negres peó · c5 negres peó · f5 negres peó · h5 negres peó · a4 blanques peó · f4 blanques peó · h4 blanques peó · c3 blanques peó · f3 blanques alfil · g3 blanques peó · b2 blanques peó | c7 negres rei · e7 negres cavall · a6 blanques rei · b6 negres peó · g6 negres peó · a5 negres peó · c5 negres peó · f5 negres peó · h5 negres peó · a4 blanques peó · f4 blanques peó · h4 blanques peó · c3 blanques peó · f3 blanques alfil · g3 blanques peó · b2 blanques peó | c7 negres rei · e7 negres cavall · a6 blanques rei · b6 negres peó · g6 negres peó · a5 negres peó · c5 negres peó · f5 negres peó · h5 negres peó · a4 blanques peó · f4 blanques peó · h4 blanques peó · c3 blanques peó · f3 blanques alfil · g3 blanques peó · b2 blanques peó | c7 negres rei · e7 negres cavall · a6 blanques rei · b6 negres peó · g6 negres peó · a5 negres peó · c5 negres peó · f5 negres peó · h5 negres peó · a4 blanques peó · f4 blanques peó · h4 blanques peó · c3 blanques peó · f3 blanques alfil · g3 blanques peó · b2 blanques peó | c7 negres rei · e7 negres cavall · a6 blanques rei · b6 negres peó · g6 negres peó · a5 negres peó · c5 negres peó · f5 negres peó · h5 negres peó · a4 blanques peó · f4 blanques peó · h4 blanques peó · c3 blanques peó · f3 blanques alfil · g3 blanques peó · b2 blanques peó | c7 negres rei · e7 negres cavall · a6 blanques rei · b6 negres peó · g6 negres peó · a5 negres peó · c5 negres peó · f5 negres peó · h5 negres peó · a4 blanques peó · f4 blanques peó · h4 blanques peó · c3 blanques peó · f3 blanques alfil · g3 blanques peó · b2 blanques peó | 4 |
| 3 | c7 negres rei · e7 negres cavall · a6 blanques rei · b6 negres peó · g6 negres peó · a5 negres peó · c5 negres peó · f5 negres peó · h5 negres peó · a4 blanques peó · f4 blanques peó · h4 blanques peó · c3 blanques peó · f3 blanques alfil · g3 blanques peó · b2 blanques peó | c7 negres rei · e7 negres cavall · a6 blanques rei · b6 negres peó · g6 negres peó · a5 negres peó · c5 negres peó · f5 negres peó · h5 negres peó · a4 blanques peó · f4 blanques peó · h4 blanques peó · c3 blanques peó · f3 blanques alfil · g3 blanques peó · b2 blanques peó | c7 negres rei · e7 negres cavall · a6 blanques rei · b6 negres peó · g6 negres peó · a5 negres peó · c5 negres peó · f5 negres peó · h5 negres peó · a4 blanques peó · f4 blanques peó · h4 blanques peó · c3 blanques peó · f3 blanques alfil · g3 blanques peó · b2 blanques peó | c7 negres rei · e7 negres cavall · a6 blanques rei · b6 negres peó · g6 negres peó · a5 negres peó · c5 negres peó · f5 negres peó · h5 negres peó · a4 blanques peó · f4 blanques peó · h4 blanques peó · c3 blanques peó · f3 blanques alfil · g3 blanques peó · b2 blanques peó | c7 negres rei · e7 negres cavall · a6 blanques rei · b6 negres peó · g6 negres peó · a5 negres peó · c5 negres peó · f5 negres peó · h5 negres peó · a4 blanques peó · f4 blanques peó · h4 blanques peó · c3 blanques peó · f3 blanques alfil · g3 blanques peó · b2 blanques peó | c7 negres rei · e7 negres cavall · a6 blanques rei · b6 negres peó · g6 negres peó · a5 negres peó · c5 negres peó · f5 negres peó · h5 negres peó · a4 blanques peó · f4 blanques peó · h4 blanques peó · c3 blanques peó · f3 blanques alfil · g3 blanques peó · b2 blanques peó | c7 negres rei · e7 negres cavall · a6 blanques rei · b6 negres peó · g6 negres peó · a5 negres peó · c5 negres peó · f5 negres peó · h5 negres peó · a4 blanques peó · f4 blanques peó · h4 blanques peó · c3 blanques peó · f3 blanques alfil · g3 blanques peó · b2 blanques peó | c7 negres rei · e7 negres cavall · a6 blanques rei · b6 negres peó · g6 negres peó · a5 negres peó · c5 negres peó · f5 negres peó · h5 negres peó · a4 blanques peó · f4 blanques peó · h4 blanques peó · c3 blanques peó · f3 blanques alfil · g3 blanques peó · b2 blanques peó | 3 |
| 2 | c7 negres rei · e7 negres cavall · a6 blanques rei · b6 negres peó · g6 negres peó · a5 negres peó · c5 negres peó · f5 negres peó · h5 negres peó · a4 blanques peó · f4 blanques peó · h4 blanques peó · c3 blanques peó · f3 blanques alfil · g3 blanques peó · b2 blanques peó | c7 negres rei · e7 negres cavall · a6 blanques rei · b6 negres peó · g6 negres peó · a5 negres peó · c5 negres peó · f5 negres peó · h5 negres peó · a4 blanques peó · f4 blanques peó · h4 blanques peó · c3 blanques peó · f3 blanques alfil · g3 blanques peó · b2 blanques peó | c7 negres rei · e7 negres cavall · a6 blanques rei · b6 negres peó · g6 negres peó · a5 negres peó · c5 negres peó · f5 negres peó · h5 negres peó · a4 blanques peó · f4 blanques peó · h4 blanques peó · c3 blanques peó · f3 blanques alfil · g3 blanques peó · b2 blanques peó | c7 negres rei · e7 negres cavall · a6 blanques rei · b6 negres peó · g6 negres peó · a5 negres peó · c5 negres peó · f5 negres peó · h5 negres peó · a4 blanques peó · f4 blanques peó · h4 blanques peó · c3 blanques peó · f3 blanques alfil · g3 blanques peó · b2 blanques peó | c7 negres rei · e7 negres cavall · a6 blanques rei · b6 negres peó · g6 negres peó · a5 negres peó · c5 negres peó · f5 negres peó · h5 negres peó · a4 blanques peó · f4 blanques peó · h4 blanques peó · c3 blanques peó · f3 blanques alfil · g3 blanques peó · b2 blanques peó | c7 negres rei · e7 negres cavall · a6 blanques rei · b6 negres peó · g6 negres peó · a5 negres peó · c5 negres peó · f5 negres peó · h5 negres peó · a4 blanques peó · f4 blanques peó · h4 blanques peó · c3 blanques peó · f3 blanques alfil · g3 blanques peó · b2 blanques peó | c7 negres rei · e7 negres cavall · a6 blanques rei · b6 negres peó · g6 negres peó · a5 negres peó · c5 negres peó · f5 negres peó · h5 negres peó · a4 blanques peó · f4 blanques peó · h4 blanques peó · c3 blanques peó · f3 blanques alfil · g3 blanques peó · b2 blanques peó | c7 negres rei · e7 negres cavall · a6 blanques rei · b6 negres peó · g6 negres peó · a5 negres peó · c5 negres peó · f5 negres peó · h5 negres peó · a4 blanques peó · f4 blanques peó · h4 blanques peó · c3 blanques peó · f3 blanques alfil · g3 blanques peó · b2 blanques peó | 2 |
| 1 | c7 negres rei · e7 negres cavall · a6 blanques rei · b6 negres peó · g6 negres peó · a5 negres peó · c5 negres peó · f5 negres peó · h5 negres peó · a4 blanques peó · f4 blanques peó · h4 blanques peó · c3 blanques peó · f3 blanques alfil · g3 blanques peó · b2 blanques peó | c7 negres rei · e7 negres cavall · a6 blanques rei · b6 negres peó · g6 negres peó · a5 negres peó · c5 negres peó · f5 negres peó · h5 negres peó · a4 blanques peó · f4 blanques peó · h4 blanques peó · c3 blanques peó · f3 blanques alfil · g3 blanques peó · b2 blanques peó | c7 negres rei · e7 negres cavall · a6 blanques rei · b6 negres peó · g6 negres peó · a5 negres peó · c5 negres peó · f5 negres peó · h5 negres peó · a4 blanques peó · f4 blanques peó · h4 blanques peó · c3 blanques peó · f3 blanques alfil · g3 blanques peó · b2 blanques peó | c7 negres rei · e7 negres cavall · a6 blanques rei · b6 negres peó · g6 negres peó · a5 negres peó · c5 negres peó · f5 negres peó · h5 negres peó · a4 blanques peó · f4 blanques peó · h4 blanques peó · c3 blanques peó · f3 blanques alfil · g3 blanques peó · b2 blanques peó | c7 negres rei · e7 negres cavall · a6 blanques rei · b6 negres peó · g6 negres peó · a5 negres peó · c5 negres peó · f5 negres peó · h5 negres peó · a4 blanques peó · f4 blanques peó · h4 blanques peó · c3 blanques peó · f3 blanques alfil · g3 blanques peó · b2 blanques peó | c7 negres rei · e7 negres cavall · a6 blanques rei · b6 negres peó · g6 negres peó · a5 negres peó · c5 negres peó · f5 negres peó · h5 negres peó · a4 blanques peó · f4 blanques peó · h4 blanques peó · c3 blanques peó · f3 blanques alfil · g3 blanques peó · b2 blanques peó | c7 negres rei · e7 negres cavall · a6 blanques rei · b6 negres peó · g6 negres peó · a5 negres peó · c5 negres peó · f5 negres peó · h5 negres peó · a4 blanques peó · f4 blanques peó · h4 blanques peó · c3 blanques peó · f3 blanques alfil · g3 blanques peó · b2 blanques peó | c7 negres rei · e7 negres cavall · a6 blanques rei · b6 negres peó · g6 negres peó · a5 negres peó · c5 negres peó · f5 negres peó · h5 negres peó · a4 blanques peó · f4 blanques peó · h4 blanques peó · c3 blanques peó · f3 blanques alfil · g3 blanques peó · b2 blanques peó | 1 |
|   | a | b | c | d | e | f | g | h |   |

A la posició del diagrama de la dreta, les blanques acaben de portar el seu rei a a6, on ataca el peó negre de b6, i lliga el rei negre a la seva defensa. Les blanques ara volen dur el seu alfil a f7 o e8 per atacar el peó de g6. La partida continuà:
57... Cc8
58. Ad5 Ce7
59. Ac4! Cc6
60. Af7 Ce7
Ara l'alfil pot fer un moviment d'espera, ja que és capaç de moure mentre encara ataca el peó de g6, i evitar que el rei negre mogui a c6.
61. Ae8
i les negres són en zugzwang. Els cavalls no poden perdre un temps (Nunn 1995:7), així que moure el cavall permetrà que l'alfil capturi els peons del flanc de rei. Per això, les negres mouen el rei.
61... Rd8
62. Axg6! Cxg6
63. Rxb6 Rd7
64. Rxc5
i les blanques tenen la posició guanyada. O bé un dels peons blancs del flanc de dama coronarà, o bé el rei blanc atacarà i guanyarà els peons negres del flanc de rei, i en coronarà un del flanc de rei propi. Les negres abandonaren set jugades més tard (Silman 2007:516–17), (Averbakh 1984:113–14), (Flear 2007:286–87). Andy Soltis diu que aquest és "potser el final més famós de Fischer" (Soltis 2003b:246).

### Tseixkovski contra Flear, 1988
|   | a | b | c | d | e | f | g | h |   |
| 8 | d7 negres alfil · f7 negres torre · h7 negres rei · d6 blanques peó · e5 blanques rei · g5 blanques dama | d7 negres alfil · f7 negres torre · h7 negres rei · d6 blanques peó · e5 blanques rei · g5 blanques dama | d7 negres alfil · f7 negres torre · h7 negres rei · d6 blanques peó · e5 blanques rei · g5 blanques dama | d7 negres alfil · f7 negres torre · h7 negres rei · d6 blanques peó · e5 blanques rei · g5 blanques dama | d7 negres alfil · f7 negres torre · h7 negres rei · d6 blanques peó · e5 blanques rei · g5 blanques dama | d7 negres alfil · f7 negres torre · h7 negres rei · d6 blanques peó · e5 blanques rei · g5 blanques dama | d7 negres alfil · f7 negres torre · h7 negres rei · d6 blanques peó · e5 blanques rei · g5 blanques dama | d7 negres alfil · f7 negres torre · h7 negres rei · d6 blanques peó · e5 blanques rei · g5 blanques dama | 8 |
| 7 | d7 negres alfil · f7 negres torre · h7 negres rei · d6 blanques peó · e5 blanques rei · g5 blanques dama | d7 negres alfil · f7 negres torre · h7 negres rei · d6 blanques peó · e5 blanques rei · g5 blanques dama | d7 negres alfil · f7 negres torre · h7 negres rei · d6 blanques peó · e5 blanques rei · g5 blanques dama | d7 negres alfil · f7 negres torre · h7 negres rei · d6 blanques peó · e5 blanques rei · g5 blanques dama | d7 negres alfil · f7 negres torre · h7 negres rei · d6 blanques peó · e5 blanques rei · g5 blanques dama | d7 negres alfil · f7 negres torre · h7 negres rei · d6 blanques peó · e5 blanques rei · g5 blanques dama | d7 negres alfil · f7 negres torre · h7 negres rei · d6 blanques peó · e5 blanques rei · g5 blanques dama | d7 negres alfil · f7 negres torre · h7 negres rei · d6 blanques peó · e5 blanques rei · g5 blanques dama | 7 |
| 6 | d7 negres alfil · f7 negres torre · h7 negres rei · d6 blanques peó · e5 blanques rei · g5 blanques dama | d7 negres alfil · f7 negres torre · h7 negres rei · d6 blanques peó · e5 blanques rei · g5 blanques dama | d7 negres alfil · f7 negres torre · h7 negres rei · d6 blanques peó · e5 blanques rei · g5 blanques dama | d7 negres alfil · f7 negres torre · h7 negres rei · d6 blanques peó · e5 blanques rei · g5 blanques dama | d7 negres alfil · f7 negres torre · h7 negres rei · d6 blanques peó · e5 blanques rei · g5 blanques dama | d7 negres alfil · f7 negres torre · h7 negres rei · d6 blanques peó · e5 blanques rei · g5 blanques dama | d7 negres alfil · f7 negres torre · h7 negres rei · d6 blanques peó · e5 blanques rei · g5 blanques dama | d7 negres alfil · f7 negres torre · h7 negres rei · d6 blanques peó · e5 blanques rei · g5 blanques dama | 6 |
| 5 | d7 negres alfil · f7 negres torre · h7 negres rei · d6 blanques peó · e5 blanques rei · g5 blanques dama | d7 negres alfil · f7 negres torre · h7 negres rei · d6 blanques peó · e5 blanques rei · g5 blanques dama | d7 negres alfil · f7 negres torre · h7 negres rei · d6 blanques peó · e5 blanques rei · g5 blanques dama | d7 negres alfil · f7 negres torre · h7 negres rei · d6 blanques peó · e5 blanques rei · g5 blanques dama | d7 negres alfil · f7 negres torre · h7 negres rei · d6 blanques peó · e5 blanques rei · g5 blanques dama | d7 negres alfil · f7 negres torre · h7 negres rei · d6 blanques peó · e5 blanques rei · g5 blanques dama | d7 negres alfil · f7 negres torre · h7 negres rei · d6 blanques peó · e5 blanques rei · g5 blanques dama | d7 negres alfil · f7 negres torre · h7 negres rei · d6 blanques peó · e5 blanques rei · g5 blanques dama | 5 |
| 4 | d7 negres alfil · f7 negres torre · h7 negres rei · d6 blanques peó · e5 blanques rei · g5 blanques dama | d7 negres alfil · f7 negres torre · h7 negres rei · d6 blanques peó · e5 blanques rei · g5 blanques dama | d7 negres alfil · f7 negres torre · h7 negres rei · d6 blanques peó · e5 blanques rei · g5 blanques dama | d7 negres alfil · f7 negres torre · h7 negres rei · d6 blanques peó · e5 blanques rei · g5 blanques dama | d7 negres alfil · f7 negres torre · h7 negres rei · d6 blanques peó · e5 blanques rei · g5 blanques dama | d7 negres alfil · f7 negres torre · h7 negres rei · d6 blanques peó · e5 blanques rei · g5 blanques dama | d7 negres alfil · f7 negres torre · h7 negres rei · d6 blanques peó · e5 blanques rei · g5 blanques dama | d7 negres alfil · f7 negres torre · h7 negres rei · d6 blanques peó · e5 blanques rei · g5 blanques dama | 4 |
| 3 | d7 negres alfil · f7 negres torre · h7 negres rei · d6 blanques peó · e5 blanques rei · g5 blanques dama | d7 negres alfil · f7 negres torre · h7 negres rei · d6 blanques peó · e5 blanques rei · g5 blanques dama | d7 negres alfil · f7 negres torre · h7 negres rei · d6 blanques peó · e5 blanques rei · g5 blanques dama | d7 negres alfil · f7 negres torre · h7 negres rei · d6 blanques peó · e5 blanques rei · g5 blanques dama | d7 negres alfil · f7 negres torre · h7 negres rei · d6 blanques peó · e5 blanques rei · g5 blanques dama | d7 negres alfil · f7 negres torre · h7 negres rei · d6 blanques peó · e5 blanques rei · g5 blanques dama | d7 negres alfil · f7 negres torre · h7 negres rei · d6 blanques peó · e5 blanques rei · g5 blanques dama | d7 negres alfil · f7 negres torre · h7 negres rei · d6 blanques peó · e5 blanques rei · g5 blanques dama | 3 |
| 2 | d7 negres alfil · f7 negres torre · h7 negres rei · d6 blanques peó · e5 blanques rei · g5 blanques dama | d7 negres alfil · f7 negres torre · h7 negres rei · d6 blanques peó · e5 blanques rei · g5 blanques dama | d7 negres alfil · f7 negres torre · h7 negres rei · d6 blanques peó · e5 blanques rei · g5 blanques dama | d7 negres alfil · f7 negres torre · h7 negres rei · d6 blanques peó · e5 blanques rei · g5 blanques dama | d7 negres alfil · f7 negres torre · h7 negres rei · d6 blanques peó · e5 blanques rei · g5 blanques dama | d7 negres alfil · f7 negres torre · h7 negres rei · d6 blanques peó · e5 blanques rei · g5 blanques dama | d7 negres alfil · f7 negres torre · h7 negres rei · d6 blanques peó · e5 blanques rei · g5 blanques dama | d7 negres alfil · f7 negres torre · h7 negres rei · d6 blanques peó · e5 blanques rei · g5 blanques dama | 2 |
| 1 | d7 negres alfil · f7 negres torre · h7 negres rei · d6 blanques peó · e5 blanques rei · g5 blanques dama | d7 negres alfil · f7 negres torre · h7 negres rei · d6 blanques peó · e5 blanques rei · g5 blanques dama | d7 negres alfil · f7 negres torre · h7 negres rei · d6 blanques peó · e5 blanques rei · g5 blanques dama | d7 negres alfil · f7 negres torre · h7 negres rei · d6 blanques peó · e5 blanques rei · g5 blanques dama | d7 negres alfil · f7 negres torre · h7 negres rei · d6 blanques peó · e5 blanques rei · g5 blanques dama | d7 negres alfil · f7 negres torre · h7 negres rei · d6 blanques peó · e5 blanques rei · g5 blanques dama | d7 negres alfil · f7 negres torre · h7 negres rei · d6 blanques peó · e5 blanques rei · g5 blanques dama | d7 negres alfil · f7 negres torre · h7 negres rei · d6 blanques peó · e5 blanques rei · g5 blanques dama | 1 |
|   | a | b | c | d | e | f | g | h |   |

Aquesta és una posició d'una partida de 1988 entre Vitali Tseixkovski i Glenn Flear a Wijk aan Zee, i mostra una fase del "zugzwang" en què l'obligació de moure fa la defensa més difícil, però no significa la pèrdua de la partida. Onze jugades més tard s'arribà a unes taules per mutu acord (Flear 2007:241).

## Zugzwang recíproc
|   | a                                                 | b                                                 | c                                                 | d                                                 | e                                                 | f                                                 | g                                                 | h                                                 |   |
| 8 | c8 negres rei · c7 blanques peó · b6 blanques rei | c8 negres rei · c7 blanques peó · b6 blanques rei | c8 negres rei · c7 blanques peó · b6 blanques rei | c8 negres rei · c7 blanques peó · b6 blanques rei | c8 negres rei · c7 blanques peó · b6 blanques rei | c8 negres rei · c7 blanques peó · b6 blanques rei | c8 negres rei · c7 blanques peó · b6 blanques rei | c8 negres rei · c7 blanques peó · b6 blanques rei | 8 |
| 7 | c8 negres rei · c7 blanques peó · b6 blanques rei | c8 negres rei · c7 blanques peó · b6 blanques rei | c8 negres rei · c7 blanques peó · b6 blanques rei | c8 negres rei · c7 blanques peó · b6 blanques rei | c8 negres rei · c7 blanques peó · b6 blanques rei | c8 negres rei · c7 blanques peó · b6 blanques rei | c8 negres rei · c7 blanques peó · b6 blanques rei | c8 negres rei · c7 blanques peó · b6 blanques rei | 7 |
| 6 | c8 negres rei · c7 blanques peó · b6 blanques rei | c8 negres rei · c7 blanques peó · b6 blanques rei | c8 negres rei · c7 blanques peó · b6 blanques rei | c8 negres rei · c7 blanques peó · b6 blanques rei | c8 negres rei · c7 blanques peó · b6 blanques rei | c8 negres rei · c7 blanques peó · b6 blanques rei | c8 negres rei · c7 blanques peó · b6 blanques rei | c8 negres rei · c7 blanques peó · b6 blanques rei | 6 |
| 5 | c8 negres rei · c7 blanques peó · b6 blanques rei | c8 negres rei · c7 blanques peó · b6 blanques rei | c8 negres rei · c7 blanques peó · b6 blanques rei | c8 negres rei · c7 blanques peó · b6 blanques rei | c8 negres rei · c7 blanques peó · b6 blanques rei | c8 negres rei · c7 blanques peó · b6 blanques rei | c8 negres rei · c7 blanques peó · b6 blanques rei | c8 negres rei · c7 blanques peó · b6 blanques rei | 5 |
| 4 | c8 negres rei · c7 blanques peó · b6 blanques rei | c8 negres rei · c7 blanques peó · b6 blanques rei | c8 negres rei · c7 blanques peó · b6 blanques rei | c8 negres rei · c7 blanques peó · b6 blanques rei | c8 negres rei · c7 blanques peó · b6 blanques rei | c8 negres rei · c7 blanques peó · b6 blanques rei | c8 negres rei · c7 blanques peó · b6 blanques rei | c8 negres rei · c7 blanques peó · b6 blanques rei | 4 |
| 3 | c8 negres rei · c7 blanques peó · b6 blanques rei | c8 negres rei · c7 blanques peó · b6 blanques rei | c8 negres rei · c7 blanques peó · b6 blanques rei | c8 negres rei · c7 blanques peó · b6 blanques rei | c8 negres rei · c7 blanques peó · b6 blanques rei | c8 negres rei · c7 blanques peó · b6 blanques rei | c8 negres rei · c7 blanques peó · b6 blanques rei | c8 negres rei · c7 blanques peó · b6 blanques rei | 3 |
| 2 | c8 negres rei · c7 blanques peó · b6 blanques rei | c8 negres rei · c7 blanques peó · b6 blanques rei | c8 negres rei · c7 blanques peó · b6 blanques rei | c8 negres rei · c7 blanques peó · b6 blanques rei | c8 negres rei · c7 blanques peó · b6 blanques rei | c8 negres rei · c7 blanques peó · b6 blanques rei | c8 negres rei · c7 blanques peó · b6 blanques rei | c8 negres rei · c7 blanques peó · b6 blanques rei | 2 |
| 1 | c8 negres rei · c7 blanques peó · b6 blanques rei | c8 negres rei · c7 blanques peó · b6 blanques rei | c8 negres rei · c7 blanques peó · b6 blanques rei | c8 negres rei · c7 blanques peó · b6 blanques rei | c8 negres rei · c7 blanques peó · b6 blanques rei | c8 negres rei · c7 blanques peó · b6 blanques rei | c8 negres rei · c7 blanques peó · b6 blanques rei | c8 negres rei · c7 blanques peó · b6 blanques rei | 1 |
|   | a                                                 | b                                                 | c                                                 | d                                                 | e                                                 | f                                                 | g                                                 | h                                                 |   |

Un cas especial de zugzwang és el zugzwang recíproc o zugzwang mutu, que és una posició tal que sigui qui sigui qui mogui, és en zugzwang. Les posicions de zugzwang recíproc són sorprenentment importants en l'anàlisi de finals (Nunn 1995:6), (Nunn 1999:7). Una posició de zugzwang mutu és molt relacionada amb un joc amb un valor Conway de zero en teoria de jocs (Stiller 1996:175).
El diagrama de la dreta mostra una posició de zugzwang recíproc. Si les negres mouen, han de fer 1... Rd7 i perden davant el moviment 2.Rb7 de les blanques, que promocionen el peó i guanyen. Si les blanques mouen, han de fer o bé 1.Rc6 que són taules per ofegat, o bé han d'abandonar el peó, que són també taules un cop les negres el capturin. Ambdós bàndols estarien en zugzwang si tinguessin el torn, de manera que es tracta d'un zugzwang recíproc (Hooper 1970:21), (Averbakh 1993:35).
En una posició amb zugzwang recíproc, només el jugador que té el torn és en zugzwang en aquell moment. De tota manera, el jugador que no és en zugzwang ha de jugar acuradament, perquè un moviment equivocat podria posar-lo a ell en zugzwang (Müller & Pajeken 2008:179). Aquest és un contrast amb el zugzwang, habitual, perquè el bàndol superior normalment té alguna jugada d'espera per posar l'oponent en zugzwang (Nunn 1999:7).

### Segon exemple
|   | a                                                 | b                                                 | c                                                 | d                                                 | e                                                 | f                                                 | g                                                 | h                                                 |   |
| 8 | c7 negres rei · c5 blanques rei · c4 blanques peó | c7 negres rei · c5 blanques rei · c4 blanques peó | c7 negres rei · c5 blanques rei · c4 blanques peó | c7 negres rei · c5 blanques rei · c4 blanques peó | c7 negres rei · c5 blanques rei · c4 blanques peó | c7 negres rei · c5 blanques rei · c4 blanques peó | c7 negres rei · c5 blanques rei · c4 blanques peó | c7 negres rei · c5 blanques rei · c4 blanques peó | 8 |
| 7 | c7 negres rei · c5 blanques rei · c4 blanques peó | c7 negres rei · c5 blanques rei · c4 blanques peó | c7 negres rei · c5 blanques rei · c4 blanques peó | c7 negres rei · c5 blanques rei · c4 blanques peó | c7 negres rei · c5 blanques rei · c4 blanques peó | c7 negres rei · c5 blanques rei · c4 blanques peó | c7 negres rei · c5 blanques rei · c4 blanques peó | c7 negres rei · c5 blanques rei · c4 blanques peó | 7 |
| 6 | c7 negres rei · c5 blanques rei · c4 blanques peó | c7 negres rei · c5 blanques rei · c4 blanques peó | c7 negres rei · c5 blanques rei · c4 blanques peó | c7 negres rei · c5 blanques rei · c4 blanques peó | c7 negres rei · c5 blanques rei · c4 blanques peó | c7 negres rei · c5 blanques rei · c4 blanques peó | c7 negres rei · c5 blanques rei · c4 blanques peó | c7 negres rei · c5 blanques rei · c4 blanques peó | 6 |
| 5 | c7 negres rei · c5 blanques rei · c4 blanques peó | c7 negres rei · c5 blanques rei · c4 blanques peó | c7 negres rei · c5 blanques rei · c4 blanques peó | c7 negres rei · c5 blanques rei · c4 blanques peó | c7 negres rei · c5 blanques rei · c4 blanques peó | c7 negres rei · c5 blanques rei · c4 blanques peó | c7 negres rei · c5 blanques rei · c4 blanques peó | c7 negres rei · c5 blanques rei · c4 blanques peó | 5 |
| 4 | c7 negres rei · c5 blanques rei · c4 blanques peó | c7 negres rei · c5 blanques rei · c4 blanques peó | c7 negres rei · c5 blanques rei · c4 blanques peó | c7 negres rei · c5 blanques rei · c4 blanques peó | c7 negres rei · c5 blanques rei · c4 blanques peó | c7 negres rei · c5 blanques rei · c4 blanques peó | c7 negres rei · c5 blanques rei · c4 blanques peó | c7 negres rei · c5 blanques rei · c4 blanques peó | 4 |
| 3 | c7 negres rei · c5 blanques rei · c4 blanques peó | c7 negres rei · c5 blanques rei · c4 blanques peó | c7 negres rei · c5 blanques rei · c4 blanques peó | c7 negres rei · c5 blanques rei · c4 blanques peó | c7 negres rei · c5 blanques rei · c4 blanques peó | c7 negres rei · c5 blanques rei · c4 blanques peó | c7 negres rei · c5 blanques rei · c4 blanques peó | c7 negres rei · c5 blanques rei · c4 blanques peó | 3 |
| 2 | c7 negres rei · c5 blanques rei · c4 blanques peó | c7 negres rei · c5 blanques rei · c4 blanques peó | c7 negres rei · c5 blanques rei · c4 blanques peó | c7 negres rei · c5 blanques rei · c4 blanques peó | c7 negres rei · c5 blanques rei · c4 blanques peó | c7 negres rei · c5 blanques rei · c4 blanques peó | c7 negres rei · c5 blanques rei · c4 blanques peó | c7 negres rei · c5 blanques rei · c4 blanques peó | 2 |
| 1 | c7 negres rei · c5 blanques rei · c4 blanques peó | c7 negres rei · c5 blanques rei · c4 blanques peó | c7 negres rei · c5 blanques rei · c4 blanques peó | c7 negres rei · c5 blanques rei · c4 blanques peó | c7 negres rei · c5 blanques rei · c4 blanques peó | c7 negres rei · c5 blanques rei · c4 blanques peó | c7 negres rei · c5 blanques rei · c4 blanques peó | c7 negres rei · c5 blanques rei · c4 blanques peó | 1 |
|   | a                                                 | b                                                 | c                                                 | d                                                 | e                                                 | f                                                 | g                                                 | h                                                 |   |

Al diagrama de la dreta s'hi mostra un altre exemple – si les blanques mouen, la partida és taules; si mouen les negres, perden. Movent les blanques:
1. Rd5 Rd7
2. c5 Rc7
3. c6 Rc8!
4. Rd6 Rd8!
Les negres tenen l'oposició i entaulen perquè 5. c7+ Rc8 6. Rc6 és ofegat.
Si les negres mouen, les blanques guanyen
1. ... Rd7
2. Rb6 Rc8
3. Rc6 Rd8
i les blanques guanyen amb
4. Rb7
or
4. c5 (Flear 2004:22), (vegeu final de rei i peó contra rei).

### Exemples de partides
|   | a                                                                                       | b                                                                                       | c                                                                                       | d                                                                                       | e                                                                                       | f                                                                                       | g                                                                                       | h                                                                                       |   |
| 8 | d7 negres rei · e5 blanques torre · g5 blanques peó · e4 blanques rei · f1 negres torre | d7 negres rei · e5 blanques torre · g5 blanques peó · e4 blanques rei · f1 negres torre | d7 negres rei · e5 blanques torre · g5 blanques peó · e4 blanques rei · f1 negres torre | d7 negres rei · e5 blanques torre · g5 blanques peó · e4 blanques rei · f1 negres torre | d7 negres rei · e5 blanques torre · g5 blanques peó · e4 blanques rei · f1 negres torre | d7 negres rei · e5 blanques torre · g5 blanques peó · e4 blanques rei · f1 negres torre | d7 negres rei · e5 blanques torre · g5 blanques peó · e4 blanques rei · f1 negres torre | d7 negres rei · e5 blanques torre · g5 blanques peó · e4 blanques rei · f1 negres torre | 8 |
| 7 | d7 negres rei · e5 blanques torre · g5 blanques peó · e4 blanques rei · f1 negres torre | d7 negres rei · e5 blanques torre · g5 blanques peó · e4 blanques rei · f1 negres torre | d7 negres rei · e5 blanques torre · g5 blanques peó · e4 blanques rei · f1 negres torre | d7 negres rei · e5 blanques torre · g5 blanques peó · e4 blanques rei · f1 negres torre | d7 negres rei · e5 blanques torre · g5 blanques peó · e4 blanques rei · f1 negres torre | d7 negres rei · e5 blanques torre · g5 blanques peó · e4 blanques rei · f1 negres torre | d7 negres rei · e5 blanques torre · g5 blanques peó · e4 blanques rei · f1 negres torre | d7 negres rei · e5 blanques torre · g5 blanques peó · e4 blanques rei · f1 negres torre | 7 |
| 6 | d7 negres rei · e5 blanques torre · g5 blanques peó · e4 blanques rei · f1 negres torre | d7 negres rei · e5 blanques torre · g5 blanques peó · e4 blanques rei · f1 negres torre | d7 negres rei · e5 blanques torre · g5 blanques peó · e4 blanques rei · f1 negres torre | d7 negres rei · e5 blanques torre · g5 blanques peó · e4 blanques rei · f1 negres torre | d7 negres rei · e5 blanques torre · g5 blanques peó · e4 blanques rei · f1 negres torre | d7 negres rei · e5 blanques torre · g5 blanques peó · e4 blanques rei · f1 negres torre | d7 negres rei · e5 blanques torre · g5 blanques peó · e4 blanques rei · f1 negres torre | d7 negres rei · e5 blanques torre · g5 blanques peó · e4 blanques rei · f1 negres torre | 6 |
| 5 | d7 negres rei · e5 blanques torre · g5 blanques peó · e4 blanques rei · f1 negres torre | d7 negres rei · e5 blanques torre · g5 blanques peó · e4 blanques rei · f1 negres torre | d7 negres rei · e5 blanques torre · g5 blanques peó · e4 blanques rei · f1 negres torre | d7 negres rei · e5 blanques torre · g5 blanques peó · e4 blanques rei · f1 negres torre | d7 negres rei · e5 blanques torre · g5 blanques peó · e4 blanques rei · f1 negres torre | d7 negres rei · e5 blanques torre · g5 blanques peó · e4 blanques rei · f1 negres torre | d7 negres rei · e5 blanques torre · g5 blanques peó · e4 blanques rei · f1 negres torre | d7 negres rei · e5 blanques torre · g5 blanques peó · e4 blanques rei · f1 negres torre | 5 |
| 4 | d7 negres rei · e5 blanques torre · g5 blanques peó · e4 blanques rei · f1 negres torre | d7 negres rei · e5 blanques torre · g5 blanques peó · e4 blanques rei · f1 negres torre | d7 negres rei · e5 blanques torre · g5 blanques peó · e4 blanques rei · f1 negres torre | d7 negres rei · e5 blanques torre · g5 blanques peó · e4 blanques rei · f1 negres torre | d7 negres rei · e5 blanques torre · g5 blanques peó · e4 blanques rei · f1 negres torre | d7 negres rei · e5 blanques torre · g5 blanques peó · e4 blanques rei · f1 negres torre | d7 negres rei · e5 blanques torre · g5 blanques peó · e4 blanques rei · f1 negres torre | d7 negres rei · e5 blanques torre · g5 blanques peó · e4 blanques rei · f1 negres torre | 4 |
| 3 | d7 negres rei · e5 blanques torre · g5 blanques peó · e4 blanques rei · f1 negres torre | d7 negres rei · e5 blanques torre · g5 blanques peó · e4 blanques rei · f1 negres torre | d7 negres rei · e5 blanques torre · g5 blanques peó · e4 blanques rei · f1 negres torre | d7 negres rei · e5 blanques torre · g5 blanques peó · e4 blanques rei · f1 negres torre | d7 negres rei · e5 blanques torre · g5 blanques peó · e4 blanques rei · f1 negres torre | d7 negres rei · e5 blanques torre · g5 blanques peó · e4 blanques rei · f1 negres torre | d7 negres rei · e5 blanques torre · g5 blanques peó · e4 blanques rei · f1 negres torre | d7 negres rei · e5 blanques torre · g5 blanques peó · e4 blanques rei · f1 negres torre | 3 |
| 2 | d7 negres rei · e5 blanques torre · g5 blanques peó · e4 blanques rei · f1 negres torre | d7 negres rei · e5 blanques torre · g5 blanques peó · e4 blanques rei · f1 negres torre | d7 negres rei · e5 blanques torre · g5 blanques peó · e4 blanques rei · f1 negres torre | d7 negres rei · e5 blanques torre · g5 blanques peó · e4 blanques rei · f1 negres torre | d7 negres rei · e5 blanques torre · g5 blanques peó · e4 blanques rei · f1 negres torre | d7 negres rei · e5 blanques torre · g5 blanques peó · e4 blanques rei · f1 negres torre | d7 negres rei · e5 blanques torre · g5 blanques peó · e4 blanques rei · f1 negres torre | d7 negres rei · e5 blanques torre · g5 blanques peó · e4 blanques rei · f1 negres torre | 2 |
| 1 | d7 negres rei · e5 blanques torre · g5 blanques peó · e4 blanques rei · f1 negres torre | d7 negres rei · e5 blanques torre · g5 blanques peó · e4 blanques rei · f1 negres torre | d7 negres rei · e5 blanques torre · g5 blanques peó · e4 blanques rei · f1 negres torre | d7 negres rei · e5 blanques torre · g5 blanques peó · e4 blanques rei · f1 negres torre | d7 negres rei · e5 blanques torre · g5 blanques peó · e4 blanques rei · f1 negres torre | d7 negres rei · e5 blanques torre · g5 blanques peó · e4 blanques rei · f1 negres torre | d7 negres rei · e5 blanques torre · g5 blanques peó · e4 blanques rei · f1 negres torre | d7 negres rei · e5 blanques torre · g5 blanques peó · e4 blanques rei · f1 negres torre | 1 |
|   | a                                                                                       | b                                                                                       | c                                                                                       | d                                                                                       | e                                                                                       | f                                                                                       | g                                                                                       | h                                                                                       |   |

La posició de la dreta és una posició que podria haver ocorregut a la partida de 1961 entre Viacheslav Kalashnikov i un jove Anatoli Kàrpov. Si les blanques mouen en aquesta posició, fan taules, però si fos el torn de les negres, perdrien. El moviment número 49 de Kàrpov a la partida real va evitar el zugzwang i la partida acabà en taules (Károlyi & Aplin 2007:22). Aquesta és una de les 209 posicions de zugzwang mutu al final de torre i peó contra torre (Nunn 1999:7).
|   | a | b | c | d | e | f | g | h |   |
| 8 | b5 negres peó · c5 blanques cavall · d5 negres peó · b4 blanques peó · c4 negres alfil · d4 blanques peó · f4 negres rei · a3 blanques peó · f2 blanques rei | b5 negres peó · c5 blanques cavall · d5 negres peó · b4 blanques peó · c4 negres alfil · d4 blanques peó · f4 negres rei · a3 blanques peó · f2 blanques rei | b5 negres peó · c5 blanques cavall · d5 negres peó · b4 blanques peó · c4 negres alfil · d4 blanques peó · f4 negres rei · a3 blanques peó · f2 blanques rei | b5 negres peó · c5 blanques cavall · d5 negres peó · b4 blanques peó · c4 negres alfil · d4 blanques peó · f4 negres rei · a3 blanques peó · f2 blanques rei | b5 negres peó · c5 blanques cavall · d5 negres peó · b4 blanques peó · c4 negres alfil · d4 blanques peó · f4 negres rei · a3 blanques peó · f2 blanques rei | b5 negres peó · c5 blanques cavall · d5 negres peó · b4 blanques peó · c4 negres alfil · d4 blanques peó · f4 negres rei · a3 blanques peó · f2 blanques rei | b5 negres peó · c5 blanques cavall · d5 negres peó · b4 blanques peó · c4 negres alfil · d4 blanques peó · f4 negres rei · a3 blanques peó · f2 blanques rei | b5 negres peó · c5 blanques cavall · d5 negres peó · b4 blanques peó · c4 negres alfil · d4 blanques peó · f4 negres rei · a3 blanques peó · f2 blanques rei | 8 |
| 7 | b5 negres peó · c5 blanques cavall · d5 negres peó · b4 blanques peó · c4 negres alfil · d4 blanques peó · f4 negres rei · a3 blanques peó · f2 blanques rei | b5 negres peó · c5 blanques cavall · d5 negres peó · b4 blanques peó · c4 negres alfil · d4 blanques peó · f4 negres rei · a3 blanques peó · f2 blanques rei | b5 negres peó · c5 blanques cavall · d5 negres peó · b4 blanques peó · c4 negres alfil · d4 blanques peó · f4 negres rei · a3 blanques peó · f2 blanques rei | b5 negres peó · c5 blanques cavall · d5 negres peó · b4 blanques peó · c4 negres alfil · d4 blanques peó · f4 negres rei · a3 blanques peó · f2 blanques rei | b5 negres peó · c5 blanques cavall · d5 negres peó · b4 blanques peó · c4 negres alfil · d4 blanques peó · f4 negres rei · a3 blanques peó · f2 blanques rei | b5 negres peó · c5 blanques cavall · d5 negres peó · b4 blanques peó · c4 negres alfil · d4 blanques peó · f4 negres rei · a3 blanques peó · f2 blanques rei | b5 negres peó · c5 blanques cavall · d5 negres peó · b4 blanques peó · c4 negres alfil · d4 blanques peó · f4 negres rei · a3 blanques peó · f2 blanques rei | b5 negres peó · c5 blanques cavall · d5 negres peó · b4 blanques peó · c4 negres alfil · d4 blanques peó · f4 negres rei · a3 blanques peó · f2 blanques rei | 7 |
| 6 | b5 negres peó · c5 blanques cavall · d5 negres peó · b4 blanques peó · c4 negres alfil · d4 blanques peó · f4 negres rei · a3 blanques peó · f2 blanques rei | b5 negres peó · c5 blanques cavall · d5 negres peó · b4 blanques peó · c4 negres alfil · d4 blanques peó · f4 negres rei · a3 blanques peó · f2 blanques rei | b5 negres peó · c5 blanques cavall · d5 negres peó · b4 blanques peó · c4 negres alfil · d4 blanques peó · f4 negres rei · a3 blanques peó · f2 blanques rei | b5 negres peó · c5 blanques cavall · d5 negres peó · b4 blanques peó · c4 negres alfil · d4 blanques peó · f4 negres rei · a3 blanques peó · f2 blanques rei | b5 negres peó · c5 blanques cavall · d5 negres peó · b4 blanques peó · c4 negres alfil · d4 blanques peó · f4 negres rei · a3 blanques peó · f2 blanques rei | b5 negres peó · c5 blanques cavall · d5 negres peó · b4 blanques peó · c4 negres alfil · d4 blanques peó · f4 negres rei · a3 blanques peó · f2 blanques rei | b5 negres peó · c5 blanques cavall · d5 negres peó · b4 blanques peó · c4 negres alfil · d4 blanques peó · f4 negres rei · a3 blanques peó · f2 blanques rei | b5 negres peó · c5 blanques cavall · d5 negres peó · b4 blanques peó · c4 negres alfil · d4 blanques peó · f4 negres rei · a3 blanques peó · f2 blanques rei | 6 |
| 5 | b5 negres peó · c5 blanques cavall · d5 negres peó · b4 blanques peó · c4 negres alfil · d4 blanques peó · f4 negres rei · a3 blanques peó · f2 blanques rei | b5 negres peó · c5 blanques cavall · d5 negres peó · b4 blanques peó · c4 negres alfil · d4 blanques peó · f4 negres rei · a3 blanques peó · f2 blanques rei | b5 negres peó · c5 blanques cavall · d5 negres peó · b4 blanques peó · c4 negres alfil · d4 blanques peó · f4 negres rei · a3 blanques peó · f2 blanques rei | b5 negres peó · c5 blanques cavall · d5 negres peó · b4 blanques peó · c4 negres alfil · d4 blanques peó · f4 negres rei · a3 blanques peó · f2 blanques rei | b5 negres peó · c5 blanques cavall · d5 negres peó · b4 blanques peó · c4 negres alfil · d4 blanques peó · f4 negres rei · a3 blanques peó · f2 blanques rei | b5 negres peó · c5 blanques cavall · d5 negres peó · b4 blanques peó · c4 negres alfil · d4 blanques peó · f4 negres rei · a3 blanques peó · f2 blanques rei | b5 negres peó · c5 blanques cavall · d5 negres peó · b4 blanques peó · c4 negres alfil · d4 blanques peó · f4 negres rei · a3 blanques peó · f2 blanques rei | b5 negres peó · c5 blanques cavall · d5 negres peó · b4 blanques peó · c4 negres alfil · d4 blanques peó · f4 negres rei · a3 blanques peó · f2 blanques rei | 5 |
| 4 | b5 negres peó · c5 blanques cavall · d5 negres peó · b4 blanques peó · c4 negres alfil · d4 blanques peó · f4 negres rei · a3 blanques peó · f2 blanques rei | b5 negres peó · c5 blanques cavall · d5 negres peó · b4 blanques peó · c4 negres alfil · d4 blanques peó · f4 negres rei · a3 blanques peó · f2 blanques rei | b5 negres peó · c5 blanques cavall · d5 negres peó · b4 blanques peó · c4 negres alfil · d4 blanques peó · f4 negres rei · a3 blanques peó · f2 blanques rei | b5 negres peó · c5 blanques cavall · d5 negres peó · b4 blanques peó · c4 negres alfil · d4 blanques peó · f4 negres rei · a3 blanques peó · f2 blanques rei | b5 negres peó · c5 blanques cavall · d5 negres peó · b4 blanques peó · c4 negres alfil · d4 blanques peó · f4 negres rei · a3 blanques peó · f2 blanques rei | b5 negres peó · c5 blanques cavall · d5 negres peó · b4 blanques peó · c4 negres alfil · d4 blanques peó · f4 negres rei · a3 blanques peó · f2 blanques rei | b5 negres peó · c5 blanques cavall · d5 negres peó · b4 blanques peó · c4 negres alfil · d4 blanques peó · f4 negres rei · a3 blanques peó · f2 blanques rei | b5 negres peó · c5 blanques cavall · d5 negres peó · b4 blanques peó · c4 negres alfil · d4 blanques peó · f4 negres rei · a3 blanques peó · f2 blanques rei | 4 |
| 3 | b5 negres peó · c5 blanques cavall · d5 negres peó · b4 blanques peó · c4 negres alfil · d4 blanques peó · f4 negres rei · a3 blanques peó · f2 blanques rei | b5 negres peó · c5 blanques cavall · d5 negres peó · b4 blanques peó · c4 negres alfil · d4 blanques peó · f4 negres rei · a3 blanques peó · f2 blanques rei | b5 negres peó · c5 blanques cavall · d5 negres peó · b4 blanques peó · c4 negres alfil · d4 blanques peó · f4 negres rei · a3 blanques peó · f2 blanques rei | b5 negres peó · c5 blanques cavall · d5 negres peó · b4 blanques peó · c4 negres alfil · d4 blanques peó · f4 negres rei · a3 blanques peó · f2 blanques rei | b5 negres peó · c5 blanques cavall · d5 negres peó · b4 blanques peó · c4 negres alfil · d4 blanques peó · f4 negres rei · a3 blanques peó · f2 blanques rei | b5 negres peó · c5 blanques cavall · d5 negres peó · b4 blanques peó · c4 negres alfil · d4 blanques peó · f4 negres rei · a3 blanques peó · f2 blanques rei | b5 negres peó · c5 blanques cavall · d5 negres peó · b4 blanques peó · c4 negres alfil · d4 blanques peó · f4 negres rei · a3 blanques peó · f2 blanques rei | b5 negres peó · c5 blanques cavall · d5 negres peó · b4 blanques peó · c4 negres alfil · d4 blanques peó · f4 negres rei · a3 blanques peó · f2 blanques rei | 3 |
| 2 | b5 negres peó · c5 blanques cavall · d5 negres peó · b4 blanques peó · c4 negres alfil · d4 blanques peó · f4 negres rei · a3 blanques peó · f2 blanques rei | b5 negres peó · c5 blanques cavall · d5 negres peó · b4 blanques peó · c4 negres alfil · d4 blanques peó · f4 negres rei · a3 blanques peó · f2 blanques rei | b5 negres peó · c5 blanques cavall · d5 negres peó · b4 blanques peó · c4 negres alfil · d4 blanques peó · f4 negres rei · a3 blanques peó · f2 blanques rei | b5 negres peó · c5 blanques cavall · d5 negres peó · b4 blanques peó · c4 negres alfil · d4 blanques peó · f4 negres rei · a3 blanques peó · f2 blanques rei | b5 negres peó · c5 blanques cavall · d5 negres peó · b4 blanques peó · c4 negres alfil · d4 blanques peó · f4 negres rei · a3 blanques peó · f2 blanques rei | b5 negres peó · c5 blanques cavall · d5 negres peó · b4 blanques peó · c4 negres alfil · d4 blanques peó · f4 negres rei · a3 blanques peó · f2 blanques rei | b5 negres peó · c5 blanques cavall · d5 negres peó · b4 blanques peó · c4 negres alfil · d4 blanques peó · f4 negres rei · a3 blanques peó · f2 blanques rei | b5 negres peó · c5 blanques cavall · d5 negres peó · b4 blanques peó · c4 negres alfil · d4 blanques peó · f4 negres rei · a3 blanques peó · f2 blanques rei | 2 |
| 1 | b5 negres peó · c5 blanques cavall · d5 negres peó · b4 blanques peó · c4 negres alfil · d4 blanques peó · f4 negres rei · a3 blanques peó · f2 blanques rei | b5 negres peó · c5 blanques cavall · d5 negres peó · b4 blanques peó · c4 negres alfil · d4 blanques peó · f4 negres rei · a3 blanques peó · f2 blanques rei | b5 negres peó · c5 blanques cavall · d5 negres peó · b4 blanques peó · c4 negres alfil · d4 blanques peó · f4 negres rei · a3 blanques peó · f2 blanques rei | b5 negres peó · c5 blanques cavall · d5 negres peó · b4 blanques peó · c4 negres alfil · d4 blanques peó · f4 negres rei · a3 blanques peó · f2 blanques rei | b5 negres peó · c5 blanques cavall · d5 negres peó · b4 blanques peó · c4 negres alfil · d4 blanques peó · f4 negres rei · a3 blanques peó · f2 blanques rei | b5 negres peó · c5 blanques cavall · d5 negres peó · b4 blanques peó · c4 negres alfil · d4 blanques peó · f4 negres rei · a3 blanques peó · f2 blanques rei | b5 negres peó · c5 blanques cavall · d5 negres peó · b4 blanques peó · c4 negres alfil · d4 blanques peó · f4 negres rei · a3 blanques peó · f2 blanques rei | b5 negres peó · c5 blanques cavall · d5 negres peó · b4 blanques peó · c4 negres alfil · d4 blanques peó · f4 negres rei · a3 blanques peó · f2 blanques rei | 1 |
|   | a | b | c | d | e | f | g | h |   |

La segona posició és una posició d'anàlisi a partir de la novena partida del Campionat del món de 1984 entre Anatoli Kàrpov i Garri Kaspàrov. El moviment alternatiu 45... Re6 faria que aquesta fos la posició després de la jugada 57. Si les blanques mouen són taules; si mouen les negres, perden. En aquesta posició d'anàlisi, seria el torn de les blanques. Kaspàrov va fer un moviment 45 diferent, i Kàrpov va guanyar després de setanta jugades (Kasparov 2008:111), (Károlyi & Aplin 2007:269).

### Trébuchet
|   | a                                                                 | b                                                                 | c                                                                 | d                                                                 | e                                                                 | f                                                                 | g                                                                 | h                                                                 |   |
| 8 | d5 negres peó · e5 blanques rei · c4 negres rei · d4 blanques peó | d5 negres peó · e5 blanques rei · c4 negres rei · d4 blanques peó | d5 negres peó · e5 blanques rei · c4 negres rei · d4 blanques peó | d5 negres peó · e5 blanques rei · c4 negres rei · d4 blanques peó | d5 negres peó · e5 blanques rei · c4 negres rei · d4 blanques peó | d5 negres peó · e5 blanques rei · c4 negres rei · d4 blanques peó | d5 negres peó · e5 blanques rei · c4 negres rei · d4 blanques peó | d5 negres peó · e5 blanques rei · c4 negres rei · d4 blanques peó | 8 |
| 7 | d5 negres peó · e5 blanques rei · c4 negres rei · d4 blanques peó | d5 negres peó · e5 blanques rei · c4 negres rei · d4 blanques peó | d5 negres peó · e5 blanques rei · c4 negres rei · d4 blanques peó | d5 negres peó · e5 blanques rei · c4 negres rei · d4 blanques peó | d5 negres peó · e5 blanques rei · c4 negres rei · d4 blanques peó | d5 negres peó · e5 blanques rei · c4 negres rei · d4 blanques peó | d5 negres peó · e5 blanques rei · c4 negres rei · d4 blanques peó | d5 negres peó · e5 blanques rei · c4 negres rei · d4 blanques peó | 7 |
| 6 | d5 negres peó · e5 blanques rei · c4 negres rei · d4 blanques peó | d5 negres peó · e5 blanques rei · c4 negres rei · d4 blanques peó | d5 negres peó · e5 blanques rei · c4 negres rei · d4 blanques peó | d5 negres peó · e5 blanques rei · c4 negres rei · d4 blanques peó | d5 negres peó · e5 blanques rei · c4 negres rei · d4 blanques peó | d5 negres peó · e5 blanques rei · c4 negres rei · d4 blanques peó | d5 negres peó · e5 blanques rei · c4 negres rei · d4 blanques peó | d5 negres peó · e5 blanques rei · c4 negres rei · d4 blanques peó | 6 |
| 5 | d5 negres peó · e5 blanques rei · c4 negres rei · d4 blanques peó | d5 negres peó · e5 blanques rei · c4 negres rei · d4 blanques peó | d5 negres peó · e5 blanques rei · c4 negres rei · d4 blanques peó | d5 negres peó · e5 blanques rei · c4 negres rei · d4 blanques peó | d5 negres peó · e5 blanques rei · c4 negres rei · d4 blanques peó | d5 negres peó · e5 blanques rei · c4 negres rei · d4 blanques peó | d5 negres peó · e5 blanques rei · c4 negres rei · d4 blanques peó | d5 negres peó · e5 blanques rei · c4 negres rei · d4 blanques peó | 5 |
| 4 | d5 negres peó · e5 blanques rei · c4 negres rei · d4 blanques peó | d5 negres peó · e5 blanques rei · c4 negres rei · d4 blanques peó | d5 negres peó · e5 blanques rei · c4 negres rei · d4 blanques peó | d5 negres peó · e5 blanques rei · c4 negres rei · d4 blanques peó | d5 negres peó · e5 blanques rei · c4 negres rei · d4 blanques peó | d5 negres peó · e5 blanques rei · c4 negres rei · d4 blanques peó | d5 negres peó · e5 blanques rei · c4 negres rei · d4 blanques peó | d5 negres peó · e5 blanques rei · c4 negres rei · d4 blanques peó | 4 |
| 3 | d5 negres peó · e5 blanques rei · c4 negres rei · d4 blanques peó | d5 negres peó · e5 blanques rei · c4 negres rei · d4 blanques peó | d5 negres peó · e5 blanques rei · c4 negres rei · d4 blanques peó | d5 negres peó · e5 blanques rei · c4 negres rei · d4 blanques peó | d5 negres peó · e5 blanques rei · c4 negres rei · d4 blanques peó | d5 negres peó · e5 blanques rei · c4 negres rei · d4 blanques peó | d5 negres peó · e5 blanques rei · c4 negres rei · d4 blanques peó | d5 negres peó · e5 blanques rei · c4 negres rei · d4 blanques peó | 3 |
| 2 | d5 negres peó · e5 blanques rei · c4 negres rei · d4 blanques peó | d5 negres peó · e5 blanques rei · c4 negres rei · d4 blanques peó | d5 negres peó · e5 blanques rei · c4 negres rei · d4 blanques peó | d5 negres peó · e5 blanques rei · c4 negres rei · d4 blanques peó | d5 negres peó · e5 blanques rei · c4 negres rei · d4 blanques peó | d5 negres peó · e5 blanques rei · c4 negres rei · d4 blanques peó | d5 negres peó · e5 blanques rei · c4 negres rei · d4 blanques peó | d5 negres peó · e5 blanques rei · c4 negres rei · d4 blanques peó | 2 |
| 1 | d5 negres peó · e5 blanques rei · c4 negres rei · d4 blanques peó | d5 negres peó · e5 blanques rei · c4 negres rei · d4 blanques peó | d5 negres peó · e5 blanques rei · c4 negres rei · d4 blanques peó | d5 negres peó · e5 blanques rei · c4 negres rei · d4 blanques peó | d5 negres peó · e5 blanques rei · c4 negres rei · d4 blanques peó | d5 negres peó · e5 blanques rei · c4 negres rei · d4 blanques peó | d5 negres peó · e5 blanques rei · c4 negres rei · d4 blanques peó | d5 negres peó · e5 blanques rei · c4 negres rei · d4 blanques peó | 1 |
|   | a                                                                 | b                                                                 | c                                                                 | d                                                                 | e                                                                 | f                                                                 | g                                                                 | h                                                                 |   |

Un tipus extrem de zugzwang recíproc, anomenat trébuchet, és el que mostra el tercer diagrama. També s'anomena de vegades zugzwang mutu de punt sencer perquè un punt sencer (victòria versus derrota) està en joc (Nunn 2002:4). En aquesta posició, qui mogui perd la partida perquè ha d'abandonar el peó propi, i permetre que l'oponent el capturi, cosa que li permetrà també de promocionar el peó restant (Flear 2004:13).

#### Exemples
|   | a                                                                                                   | b                                                                                                   | c                                                                                                   | d                                                                                                   | e                                                                                                   | f                                                                                                   | g                                                                                                   | h                                                                                                   |   |
| 8 | h6 negres peó · e5 negres peó · h5 blanques rei · e4 blanques peó · b3 negres rei · c3 blanques peó | h6 negres peó · e5 negres peó · h5 blanques rei · e4 blanques peó · b3 negres rei · c3 blanques peó | h6 negres peó · e5 negres peó · h5 blanques rei · e4 blanques peó · b3 negres rei · c3 blanques peó | h6 negres peó · e5 negres peó · h5 blanques rei · e4 blanques peó · b3 negres rei · c3 blanques peó | h6 negres peó · e5 negres peó · h5 blanques rei · e4 blanques peó · b3 negres rei · c3 blanques peó | h6 negres peó · e5 negres peó · h5 blanques rei · e4 blanques peó · b3 negres rei · c3 blanques peó | h6 negres peó · e5 negres peó · h5 blanques rei · e4 blanques peó · b3 negres rei · c3 blanques peó | h6 negres peó · e5 negres peó · h5 blanques rei · e4 blanques peó · b3 negres rei · c3 blanques peó | 8 |
| 7 | h6 negres peó · e5 negres peó · h5 blanques rei · e4 blanques peó · b3 negres rei · c3 blanques peó | h6 negres peó · e5 negres peó · h5 blanques rei · e4 blanques peó · b3 negres rei · c3 blanques peó | h6 negres peó · e5 negres peó · h5 blanques rei · e4 blanques peó · b3 negres rei · c3 blanques peó | h6 negres peó · e5 negres peó · h5 blanques rei · e4 blanques peó · b3 negres rei · c3 blanques peó | h6 negres peó · e5 negres peó · h5 blanques rei · e4 blanques peó · b3 negres rei · c3 blanques peó | h6 negres peó · e5 negres peó · h5 blanques rei · e4 blanques peó · b3 negres rei · c3 blanques peó | h6 negres peó · e5 negres peó · h5 blanques rei · e4 blanques peó · b3 negres rei · c3 blanques peó | h6 negres peó · e5 negres peó · h5 blanques rei · e4 blanques peó · b3 negres rei · c3 blanques peó | 7 |
| 6 | h6 negres peó · e5 negres peó · h5 blanques rei · e4 blanques peó · b3 negres rei · c3 blanques peó | h6 negres peó · e5 negres peó · h5 blanques rei · e4 blanques peó · b3 negres rei · c3 blanques peó | h6 negres peó · e5 negres peó · h5 blanques rei · e4 blanques peó · b3 negres rei · c3 blanques peó | h6 negres peó · e5 negres peó · h5 blanques rei · e4 blanques peó · b3 negres rei · c3 blanques peó | h6 negres peó · e5 negres peó · h5 blanques rei · e4 blanques peó · b3 negres rei · c3 blanques peó | h6 negres peó · e5 negres peó · h5 blanques rei · e4 blanques peó · b3 negres rei · c3 blanques peó | h6 negres peó · e5 negres peó · h5 blanques rei · e4 blanques peó · b3 negres rei · c3 blanques peó | h6 negres peó · e5 negres peó · h5 blanques rei · e4 blanques peó · b3 negres rei · c3 blanques peó | 6 |
| 5 | h6 negres peó · e5 negres peó · h5 blanques rei · e4 blanques peó · b3 negres rei · c3 blanques peó | h6 negres peó · e5 negres peó · h5 blanques rei · e4 blanques peó · b3 negres rei · c3 blanques peó | h6 negres peó · e5 negres peó · h5 blanques rei · e4 blanques peó · b3 negres rei · c3 blanques peó | h6 negres peó · e5 negres peó · h5 blanques rei · e4 blanques peó · b3 negres rei · c3 blanques peó | h6 negres peó · e5 negres peó · h5 blanques rei · e4 blanques peó · b3 negres rei · c3 blanques peó | h6 negres peó · e5 negres peó · h5 blanques rei · e4 blanques peó · b3 negres rei · c3 blanques peó | h6 negres peó · e5 negres peó · h5 blanques rei · e4 blanques peó · b3 negres rei · c3 blanques peó | h6 negres peó · e5 negres peó · h5 blanques rei · e4 blanques peó · b3 negres rei · c3 blanques peó | 5 |
| 4 | h6 negres peó · e5 negres peó · h5 blanques rei · e4 blanques peó · b3 negres rei · c3 blanques peó | h6 negres peó · e5 negres peó · h5 blanques rei · e4 blanques peó · b3 negres rei · c3 blanques peó | h6 negres peó · e5 negres peó · h5 blanques rei · e4 blanques peó · b3 negres rei · c3 blanques peó | h6 negres peó · e5 negres peó · h5 blanques rei · e4 blanques peó · b3 negres rei · c3 blanques peó | h6 negres peó · e5 negres peó · h5 blanques rei · e4 blanques peó · b3 negres rei · c3 blanques peó | h6 negres peó · e5 negres peó · h5 blanques rei · e4 blanques peó · b3 negres rei · c3 blanques peó | h6 negres peó · e5 negres peó · h5 blanques rei · e4 blanques peó · b3 negres rei · c3 blanques peó | h6 negres peó · e5 negres peó · h5 blanques rei · e4 blanques peó · b3 negres rei · c3 blanques peó | 4 |
| 3 | h6 negres peó · e5 negres peó · h5 blanques rei · e4 blanques peó · b3 negres rei · c3 blanques peó | h6 negres peó · e5 negres peó · h5 blanques rei · e4 blanques peó · b3 negres rei · c3 blanques peó | h6 negres peó · e5 negres peó · h5 blanques rei · e4 blanques peó · b3 negres rei · c3 blanques peó | h6 negres peó · e5 negres peó · h5 blanques rei · e4 blanques peó · b3 negres rei · c3 blanques peó | h6 negres peó · e5 negres peó · h5 blanques rei · e4 blanques peó · b3 negres rei · c3 blanques peó | h6 negres peó · e5 negres peó · h5 blanques rei · e4 blanques peó · b3 negres rei · c3 blanques peó | h6 negres peó · e5 negres peó · h5 blanques rei · e4 blanques peó · b3 negres rei · c3 blanques peó | h6 negres peó · e5 negres peó · h5 blanques rei · e4 blanques peó · b3 negres rei · c3 blanques peó | 3 |
| 2 | h6 negres peó · e5 negres peó · h5 blanques rei · e4 blanques peó · b3 negres rei · c3 blanques peó | h6 negres peó · e5 negres peó · h5 blanques rei · e4 blanques peó · b3 negres rei · c3 blanques peó | h6 negres peó · e5 negres peó · h5 blanques rei · e4 blanques peó · b3 negres rei · c3 blanques peó | h6 negres peó · e5 negres peó · h5 blanques rei · e4 blanques peó · b3 negres rei · c3 blanques peó | h6 negres peó · e5 negres peó · h5 blanques rei · e4 blanques peó · b3 negres rei · c3 blanques peó | h6 negres peó · e5 negres peó · h5 blanques rei · e4 blanques peó · b3 negres rei · c3 blanques peó | h6 negres peó · e5 negres peó · h5 blanques rei · e4 blanques peó · b3 negres rei · c3 blanques peó | h6 negres peó · e5 negres peó · h5 blanques rei · e4 blanques peó · b3 negres rei · c3 blanques peó | 2 |
| 1 | h6 negres peó · e5 negres peó · h5 blanques rei · e4 blanques peó · b3 negres rei · c3 blanques peó | h6 negres peó · e5 negres peó · h5 blanques rei · e4 blanques peó · b3 negres rei · c3 blanques peó | h6 negres peó · e5 negres peó · h5 blanques rei · e4 blanques peó · b3 negres rei · c3 blanques peó | h6 negres peó · e5 negres peó · h5 blanques rei · e4 blanques peó · b3 negres rei · c3 blanques peó | h6 negres peó · e5 negres peó · h5 blanques rei · e4 blanques peó · b3 negres rei · c3 blanques peó | h6 negres peó · e5 negres peó · h5 blanques rei · e4 blanques peó · b3 negres rei · c3 blanques peó | h6 negres peó · e5 negres peó · h5 blanques rei · e4 blanques peó · b3 negres rei · c3 blanques peó | h6 negres peó · e5 negres peó · h5 blanques rei · e4 blanques peó · b3 negres rei · c3 blanques peó | 1 |
|   | a                                                                                                   | b                                                                                                   | c                                                                                                   | d                                                                                                   | e                                                                                                   | f                                                                                                   | g                                                                                                   | h                                                                                                   |   |

Aquest diagrama mostra una posició en la qual es pot assolir un trébuchet per guanyar la partida. el primer rei que arribi als peons bloquejats guanyarà. La partida continua:
1. Rxh6 Rxc3
2. Rg5 Rd3!
2... Rd4?? perd perquè després de 3. Rf5 les negres estan a la banda equivocada del trébuchet.
3. Rf5 Rd4!
i les negres guanyen el peó i la partida (vegeu final de rei i peó contra rei) (Silman 2007:98).
|   | a                                                                                                 | b                                                                                                 | c                                                                                                 | d                                                                                                 | e                                                                                                 | f                                                                                                 | g                                                                                                 | h                                                                                                 |   |
| 8 | a5 negres peó · a4 negres rei · b4 negres peó · c4 blanques rei · a3 negres peó · a2 blanques peó | a5 negres peó · a4 negres rei · b4 negres peó · c4 blanques rei · a3 negres peó · a2 blanques peó | a5 negres peó · a4 negres rei · b4 negres peó · c4 blanques rei · a3 negres peó · a2 blanques peó | a5 negres peó · a4 negres rei · b4 negres peó · c4 blanques rei · a3 negres peó · a2 blanques peó | a5 negres peó · a4 negres rei · b4 negres peó · c4 blanques rei · a3 negres peó · a2 blanques peó | a5 negres peó · a4 negres rei · b4 negres peó · c4 blanques rei · a3 negres peó · a2 blanques peó | a5 negres peó · a4 negres rei · b4 negres peó · c4 blanques rei · a3 negres peó · a2 blanques peó | a5 negres peó · a4 negres rei · b4 negres peó · c4 blanques rei · a3 negres peó · a2 blanques peó | 8 |
| 7 | a5 negres peó · a4 negres rei · b4 negres peó · c4 blanques rei · a3 negres peó · a2 blanques peó | a5 negres peó · a4 negres rei · b4 negres peó · c4 blanques rei · a3 negres peó · a2 blanques peó | a5 negres peó · a4 negres rei · b4 negres peó · c4 blanques rei · a3 negres peó · a2 blanques peó | a5 negres peó · a4 negres rei · b4 negres peó · c4 blanques rei · a3 negres peó · a2 blanques peó | a5 negres peó · a4 negres rei · b4 negres peó · c4 blanques rei · a3 negres peó · a2 blanques peó | a5 negres peó · a4 negres rei · b4 negres peó · c4 blanques rei · a3 negres peó · a2 blanques peó | a5 negres peó · a4 negres rei · b4 negres peó · c4 blanques rei · a3 negres peó · a2 blanques peó | a5 negres peó · a4 negres rei · b4 negres peó · c4 blanques rei · a3 negres peó · a2 blanques peó | 7 |
| 6 | a5 negres peó · a4 negres rei · b4 negres peó · c4 blanques rei · a3 negres peó · a2 blanques peó | a5 negres peó · a4 negres rei · b4 negres peó · c4 blanques rei · a3 negres peó · a2 blanques peó | a5 negres peó · a4 negres rei · b4 negres peó · c4 blanques rei · a3 negres peó · a2 blanques peó | a5 negres peó · a4 negres rei · b4 negres peó · c4 blanques rei · a3 negres peó · a2 blanques peó | a5 negres peó · a4 negres rei · b4 negres peó · c4 blanques rei · a3 negres peó · a2 blanques peó | a5 negres peó · a4 negres rei · b4 negres peó · c4 blanques rei · a3 negres peó · a2 blanques peó | a5 negres peó · a4 negres rei · b4 negres peó · c4 blanques rei · a3 negres peó · a2 blanques peó | a5 negres peó · a4 negres rei · b4 negres peó · c4 blanques rei · a3 negres peó · a2 blanques peó | 6 |
| 5 | a5 negres peó · a4 negres rei · b4 negres peó · c4 blanques rei · a3 negres peó · a2 blanques peó | a5 negres peó · a4 negres rei · b4 negres peó · c4 blanques rei · a3 negres peó · a2 blanques peó | a5 negres peó · a4 negres rei · b4 negres peó · c4 blanques rei · a3 negres peó · a2 blanques peó | a5 negres peó · a4 negres rei · b4 negres peó · c4 blanques rei · a3 negres peó · a2 blanques peó | a5 negres peó · a4 negres rei · b4 negres peó · c4 blanques rei · a3 negres peó · a2 blanques peó | a5 negres peó · a4 negres rei · b4 negres peó · c4 blanques rei · a3 negres peó · a2 blanques peó | a5 negres peó · a4 negres rei · b4 negres peó · c4 blanques rei · a3 negres peó · a2 blanques peó | a5 negres peó · a4 negres rei · b4 negres peó · c4 blanques rei · a3 negres peó · a2 blanques peó | 5 |
| 4 | a5 negres peó · a4 negres rei · b4 negres peó · c4 blanques rei · a3 negres peó · a2 blanques peó | a5 negres peó · a4 negres rei · b4 negres peó · c4 blanques rei · a3 negres peó · a2 blanques peó | a5 negres peó · a4 negres rei · b4 negres peó · c4 blanques rei · a3 negres peó · a2 blanques peó | a5 negres peó · a4 negres rei · b4 negres peó · c4 blanques rei · a3 negres peó · a2 blanques peó | a5 negres peó · a4 negres rei · b4 negres peó · c4 blanques rei · a3 negres peó · a2 blanques peó | a5 negres peó · a4 negres rei · b4 negres peó · c4 blanques rei · a3 negres peó · a2 blanques peó | a5 negres peó · a4 negres rei · b4 negres peó · c4 blanques rei · a3 negres peó · a2 blanques peó | a5 negres peó · a4 negres rei · b4 negres peó · c4 blanques rei · a3 negres peó · a2 blanques peó | 4 |
| 3 | a5 negres peó · a4 negres rei · b4 negres peó · c4 blanques rei · a3 negres peó · a2 blanques peó | a5 negres peó · a4 negres rei · b4 negres peó · c4 blanques rei · a3 negres peó · a2 blanques peó | a5 negres peó · a4 negres rei · b4 negres peó · c4 blanques rei · a3 negres peó · a2 blanques peó | a5 negres peó · a4 negres rei · b4 negres peó · c4 blanques rei · a3 negres peó · a2 blanques peó | a5 negres peó · a4 negres rei · b4 negres peó · c4 blanques rei · a3 negres peó · a2 blanques peó | a5 negres peó · a4 negres rei · b4 negres peó · c4 blanques rei · a3 negres peó · a2 blanques peó | a5 negres peó · a4 negres rei · b4 negres peó · c4 blanques rei · a3 negres peó · a2 blanques peó | a5 negres peó · a4 negres rei · b4 negres peó · c4 blanques rei · a3 negres peó · a2 blanques peó | 3 |
| 2 | a5 negres peó · a4 negres rei · b4 negres peó · c4 blanques rei · a3 negres peó · a2 blanques peó | a5 negres peó · a4 negres rei · b4 negres peó · c4 blanques rei · a3 negres peó · a2 blanques peó | a5 negres peó · a4 negres rei · b4 negres peó · c4 blanques rei · a3 negres peó · a2 blanques peó | a5 negres peó · a4 negres rei · b4 negres peó · c4 blanques rei · a3 negres peó · a2 blanques peó | a5 negres peó · a4 negres rei · b4 negres peó · c4 blanques rei · a3 negres peó · a2 blanques peó | a5 negres peó · a4 negres rei · b4 negres peó · c4 blanques rei · a3 negres peó · a2 blanques peó | a5 negres peó · a4 negres rei · b4 negres peó · c4 blanques rei · a3 negres peó · a2 blanques peó | a5 negres peó · a4 negres rei · b4 negres peó · c4 blanques rei · a3 negres peó · a2 blanques peó | 2 |
| 1 | a5 negres peó · a4 negres rei · b4 negres peó · c4 blanques rei · a3 negres peó · a2 blanques peó | a5 negres peó · a4 negres rei · b4 negres peó · c4 blanques rei · a3 negres peó · a2 blanques peó | a5 negres peó · a4 negres rei · b4 negres peó · c4 blanques rei · a3 negres peó · a2 blanques peó | a5 negres peó · a4 negres rei · b4 negres peó · c4 blanques rei · a3 negres peó · a2 blanques peó | a5 negres peó · a4 negres rei · b4 negres peó · c4 blanques rei · a3 negres peó · a2 blanques peó | a5 negres peó · a4 negres rei · b4 negres peó · c4 blanques rei · a3 negres peó · a2 blanques peó | a5 negres peó · a4 negres rei · b4 negres peó · c4 blanques rei · a3 negres peó · a2 blanques peó | a5 negres peó · a4 negres rei · b4 negres peó · c4 blanques rei · a3 negres peó · a2 blanques peó | 1 |
|   | a                                                                                                 | b                                                                                                 | c                                                                                                 | d                                                                                                 | e                                                                                                 | f                                                                                                 | g                                                                                                 | h                                                                                                 |   |

Un altre exemple simple es veu al diagrama de baix a la dreta. Mouen les negres, i han de fer 1...b3, permetent 2.axb3#. Si moguessin les blanques, haurien de moure el seu rei, cosa que permetria 1...b3, amb fàcil victòria per les negres.

#### Exemple en unestudi
|   | a | b | c | d | e | f | g | h |   |
| 8 | a7 negres peó · d7 negres peó · h6 negres rei · g5 negres peó · h5 blanques peó · g4 blanques rei · b2 blanques peó · c2 blanques peó | a7 negres peó · d7 negres peó · h6 negres rei · g5 negres peó · h5 blanques peó · g4 blanques rei · b2 blanques peó · c2 blanques peó | a7 negres peó · d7 negres peó · h6 negres rei · g5 negres peó · h5 blanques peó · g4 blanques rei · b2 blanques peó · c2 blanques peó | a7 negres peó · d7 negres peó · h6 negres rei · g5 negres peó · h5 blanques peó · g4 blanques rei · b2 blanques peó · c2 blanques peó | a7 negres peó · d7 negres peó · h6 negres rei · g5 negres peó · h5 blanques peó · g4 blanques rei · b2 blanques peó · c2 blanques peó | a7 negres peó · d7 negres peó · h6 negres rei · g5 negres peó · h5 blanques peó · g4 blanques rei · b2 blanques peó · c2 blanques peó | a7 negres peó · d7 negres peó · h6 negres rei · g5 negres peó · h5 blanques peó · g4 blanques rei · b2 blanques peó · c2 blanques peó | a7 negres peó · d7 negres peó · h6 negres rei · g5 negres peó · h5 blanques peó · g4 blanques rei · b2 blanques peó · c2 blanques peó | 8 |
| 7 | a7 negres peó · d7 negres peó · h6 negres rei · g5 negres peó · h5 blanques peó · g4 blanques rei · b2 blanques peó · c2 blanques peó | a7 negres peó · d7 negres peó · h6 negres rei · g5 negres peó · h5 blanques peó · g4 blanques rei · b2 blanques peó · c2 blanques peó | a7 negres peó · d7 negres peó · h6 negres rei · g5 negres peó · h5 blanques peó · g4 blanques rei · b2 blanques peó · c2 blanques peó | a7 negres peó · d7 negres peó · h6 negres rei · g5 negres peó · h5 blanques peó · g4 blanques rei · b2 blanques peó · c2 blanques peó | a7 negres peó · d7 negres peó · h6 negres rei · g5 negres peó · h5 blanques peó · g4 blanques rei · b2 blanques peó · c2 blanques peó | a7 negres peó · d7 negres peó · h6 negres rei · g5 negres peó · h5 blanques peó · g4 blanques rei · b2 blanques peó · c2 blanques peó | a7 negres peó · d7 negres peó · h6 negres rei · g5 negres peó · h5 blanques peó · g4 blanques rei · b2 blanques peó · c2 blanques peó | a7 negres peó · d7 negres peó · h6 negres rei · g5 negres peó · h5 blanques peó · g4 blanques rei · b2 blanques peó · c2 blanques peó | 7 |
| 6 | a7 negres peó · d7 negres peó · h6 negres rei · g5 negres peó · h5 blanques peó · g4 blanques rei · b2 blanques peó · c2 blanques peó | a7 negres peó · d7 negres peó · h6 negres rei · g5 negres peó · h5 blanques peó · g4 blanques rei · b2 blanques peó · c2 blanques peó | a7 negres peó · d7 negres peó · h6 negres rei · g5 negres peó · h5 blanques peó · g4 blanques rei · b2 blanques peó · c2 blanques peó | a7 negres peó · d7 negres peó · h6 negres rei · g5 negres peó · h5 blanques peó · g4 blanques rei · b2 blanques peó · c2 blanques peó | a7 negres peó · d7 negres peó · h6 negres rei · g5 negres peó · h5 blanques peó · g4 blanques rei · b2 blanques peó · c2 blanques peó | a7 negres peó · d7 negres peó · h6 negres rei · g5 negres peó · h5 blanques peó · g4 blanques rei · b2 blanques peó · c2 blanques peó | a7 negres peó · d7 negres peó · h6 negres rei · g5 negres peó · h5 blanques peó · g4 blanques rei · b2 blanques peó · c2 blanques peó | a7 negres peó · d7 negres peó · h6 negres rei · g5 negres peó · h5 blanques peó · g4 blanques rei · b2 blanques peó · c2 blanques peó | 6 |
| 5 | a7 negres peó · d7 negres peó · h6 negres rei · g5 negres peó · h5 blanques peó · g4 blanques rei · b2 blanques peó · c2 blanques peó | a7 negres peó · d7 negres peó · h6 negres rei · g5 negres peó · h5 blanques peó · g4 blanques rei · b2 blanques peó · c2 blanques peó | a7 negres peó · d7 negres peó · h6 negres rei · g5 negres peó · h5 blanques peó · g4 blanques rei · b2 blanques peó · c2 blanques peó | a7 negres peó · d7 negres peó · h6 negres rei · g5 negres peó · h5 blanques peó · g4 blanques rei · b2 blanques peó · c2 blanques peó | a7 negres peó · d7 negres peó · h6 negres rei · g5 negres peó · h5 blanques peó · g4 blanques rei · b2 blanques peó · c2 blanques peó | a7 negres peó · d7 negres peó · h6 negres rei · g5 negres peó · h5 blanques peó · g4 blanques rei · b2 blanques peó · c2 blanques peó | a7 negres peó · d7 negres peó · h6 negres rei · g5 negres peó · h5 blanques peó · g4 blanques rei · b2 blanques peó · c2 blanques peó | a7 negres peó · d7 negres peó · h6 negres rei · g5 negres peó · h5 blanques peó · g4 blanques rei · b2 blanques peó · c2 blanques peó | 5 |
| 4 | a7 negres peó · d7 negres peó · h6 negres rei · g5 negres peó · h5 blanques peó · g4 blanques rei · b2 blanques peó · c2 blanques peó | a7 negres peó · d7 negres peó · h6 negres rei · g5 negres peó · h5 blanques peó · g4 blanques rei · b2 blanques peó · c2 blanques peó | a7 negres peó · d7 negres peó · h6 negres rei · g5 negres peó · h5 blanques peó · g4 blanques rei · b2 blanques peó · c2 blanques peó | a7 negres peó · d7 negres peó · h6 negres rei · g5 negres peó · h5 blanques peó · g4 blanques rei · b2 blanques peó · c2 blanques peó | a7 negres peó · d7 negres peó · h6 negres rei · g5 negres peó · h5 blanques peó · g4 blanques rei · b2 blanques peó · c2 blanques peó | a7 negres peó · d7 negres peó · h6 negres rei · g5 negres peó · h5 blanques peó · g4 blanques rei · b2 blanques peó · c2 blanques peó | a7 negres peó · d7 negres peó · h6 negres rei · g5 negres peó · h5 blanques peó · g4 blanques rei · b2 blanques peó · c2 blanques peó | a7 negres peó · d7 negres peó · h6 negres rei · g5 negres peó · h5 blanques peó · g4 blanques rei · b2 blanques peó · c2 blanques peó | 4 |
| 3 | a7 negres peó · d7 negres peó · h6 negres rei · g5 negres peó · h5 blanques peó · g4 blanques rei · b2 blanques peó · c2 blanques peó | a7 negres peó · d7 negres peó · h6 negres rei · g5 negres peó · h5 blanques peó · g4 blanques rei · b2 blanques peó · c2 blanques peó | a7 negres peó · d7 negres peó · h6 negres rei · g5 negres peó · h5 blanques peó · g4 blanques rei · b2 blanques peó · c2 blanques peó | a7 negres peó · d7 negres peó · h6 negres rei · g5 negres peó · h5 blanques peó · g4 blanques rei · b2 blanques peó · c2 blanques peó | a7 negres peó · d7 negres peó · h6 negres rei · g5 negres peó · h5 blanques peó · g4 blanques rei · b2 blanques peó · c2 blanques peó | a7 negres peó · d7 negres peó · h6 negres rei · g5 negres peó · h5 blanques peó · g4 blanques rei · b2 blanques peó · c2 blanques peó | a7 negres peó · d7 negres peó · h6 negres rei · g5 negres peó · h5 blanques peó · g4 blanques rei · b2 blanques peó · c2 blanques peó | a7 negres peó · d7 negres peó · h6 negres rei · g5 negres peó · h5 blanques peó · g4 blanques rei · b2 blanques peó · c2 blanques peó | 3 |
| 2 | a7 negres peó · d7 negres peó · h6 negres rei · g5 negres peó · h5 blanques peó · g4 blanques rei · b2 blanques peó · c2 blanques peó | a7 negres peó · d7 negres peó · h6 negres rei · g5 negres peó · h5 blanques peó · g4 blanques rei · b2 blanques peó · c2 blanques peó | a7 negres peó · d7 negres peó · h6 negres rei · g5 negres peó · h5 blanques peó · g4 blanques rei · b2 blanques peó · c2 blanques peó | a7 negres peó · d7 negres peó · h6 negres rei · g5 negres peó · h5 blanques peó · g4 blanques rei · b2 blanques peó · c2 blanques peó | a7 negres peó · d7 negres peó · h6 negres rei · g5 negres peó · h5 blanques peó · g4 blanques rei · b2 blanques peó · c2 blanques peó | a7 negres peó · d7 negres peó · h6 negres rei · g5 negres peó · h5 blanques peó · g4 blanques rei · b2 blanques peó · c2 blanques peó | a7 negres peó · d7 negres peó · h6 negres rei · g5 negres peó · h5 blanques peó · g4 blanques rei · b2 blanques peó · c2 blanques peó | a7 negres peó · d7 negres peó · h6 negres rei · g5 negres peó · h5 blanques peó · g4 blanques rei · b2 blanques peó · c2 blanques peó | 2 |
| 1 | a7 negres peó · d7 negres peó · h6 negres rei · g5 negres peó · h5 blanques peó · g4 blanques rei · b2 blanques peó · c2 blanques peó | a7 negres peó · d7 negres peó · h6 negres rei · g5 negres peó · h5 blanques peó · g4 blanques rei · b2 blanques peó · c2 blanques peó | a7 negres peó · d7 negres peó · h6 negres rei · g5 negres peó · h5 blanques peó · g4 blanques rei · b2 blanques peó · c2 blanques peó | a7 negres peó · d7 negres peó · h6 negres rei · g5 negres peó · h5 blanques peó · g4 blanques rei · b2 blanques peó · c2 blanques peó | a7 negres peó · d7 negres peó · h6 negres rei · g5 negres peó · h5 blanques peó · g4 blanques rei · b2 blanques peó · c2 blanques peó | a7 negres peó · d7 negres peó · h6 negres rei · g5 negres peó · h5 blanques peó · g4 blanques rei · b2 blanques peó · c2 blanques peó | a7 negres peó · d7 negres peó · h6 negres rei · g5 negres peó · h5 blanques peó · g4 blanques rei · b2 blanques peó · c2 blanques peó | a7 negres peó · d7 negres peó · h6 negres rei · g5 negres peó · h5 blanques peó · g4 blanques rei · b2 blanques peó · c2 blanques peó | 1 |
|   | a | b | c | d | e | f | g | h |   |

Aquesta és una posició de zugzwang mutu d'un estudi de 1792. El primer jugador que mogui queda sense jugades i perd (Speelman 1981:43).

#### Anàlisi d'una partida
|   | a | b | c | d | e | f | g | h |   |
| 8 | a6 negres peó · c6 negres peó · h6 negres peó · b5 negres peó · g5 negres rei · h5 blanques peó · b4 blanques peó · f4 negres peó · g4 blanques peó · a3 blanques peó · c3 blanques peó · f3 blanques rei | a6 negres peó · c6 negres peó · h6 negres peó · b5 negres peó · g5 negres rei · h5 blanques peó · b4 blanques peó · f4 negres peó · g4 blanques peó · a3 blanques peó · c3 blanques peó · f3 blanques rei | a6 negres peó · c6 negres peó · h6 negres peó · b5 negres peó · g5 negres rei · h5 blanques peó · b4 blanques peó · f4 negres peó · g4 blanques peó · a3 blanques peó · c3 blanques peó · f3 blanques rei | a6 negres peó · c6 negres peó · h6 negres peó · b5 negres peó · g5 negres rei · h5 blanques peó · b4 blanques peó · f4 negres peó · g4 blanques peó · a3 blanques peó · c3 blanques peó · f3 blanques rei | a6 negres peó · c6 negres peó · h6 negres peó · b5 negres peó · g5 negres rei · h5 blanques peó · b4 blanques peó · f4 negres peó · g4 blanques peó · a3 blanques peó · c3 blanques peó · f3 blanques rei | a6 negres peó · c6 negres peó · h6 negres peó · b5 negres peó · g5 negres rei · h5 blanques peó · b4 blanques peó · f4 negres peó · g4 blanques peó · a3 blanques peó · c3 blanques peó · f3 blanques rei | a6 negres peó · c6 negres peó · h6 negres peó · b5 negres peó · g5 negres rei · h5 blanques peó · b4 blanques peó · f4 negres peó · g4 blanques peó · a3 blanques peó · c3 blanques peó · f3 blanques rei | a6 negres peó · c6 negres peó · h6 negres peó · b5 negres peó · g5 negres rei · h5 blanques peó · b4 blanques peó · f4 negres peó · g4 blanques peó · a3 blanques peó · c3 blanques peó · f3 blanques rei | 8 |
| 7 | a6 negres peó · c6 negres peó · h6 negres peó · b5 negres peó · g5 negres rei · h5 blanques peó · b4 blanques peó · f4 negres peó · g4 blanques peó · a3 blanques peó · c3 blanques peó · f3 blanques rei | a6 negres peó · c6 negres peó · h6 negres peó · b5 negres peó · g5 negres rei · h5 blanques peó · b4 blanques peó · f4 negres peó · g4 blanques peó · a3 blanques peó · c3 blanques peó · f3 blanques rei | a6 negres peó · c6 negres peó · h6 negres peó · b5 negres peó · g5 negres rei · h5 blanques peó · b4 blanques peó · f4 negres peó · g4 blanques peó · a3 blanques peó · c3 blanques peó · f3 blanques rei | a6 negres peó · c6 negres peó · h6 negres peó · b5 negres peó · g5 negres rei · h5 blanques peó · b4 blanques peó · f4 negres peó · g4 blanques peó · a3 blanques peó · c3 blanques peó · f3 blanques rei | a6 negres peó · c6 negres peó · h6 negres peó · b5 negres peó · g5 negres rei · h5 blanques peó · b4 blanques peó · f4 negres peó · g4 blanques peó · a3 blanques peó · c3 blanques peó · f3 blanques rei | a6 negres peó · c6 negres peó · h6 negres peó · b5 negres peó · g5 negres rei · h5 blanques peó · b4 blanques peó · f4 negres peó · g4 blanques peó · a3 blanques peó · c3 blanques peó · f3 blanques rei | a6 negres peó · c6 negres peó · h6 negres peó · b5 negres peó · g5 negres rei · h5 blanques peó · b4 blanques peó · f4 negres peó · g4 blanques peó · a3 blanques peó · c3 blanques peó · f3 blanques rei | a6 negres peó · c6 negres peó · h6 negres peó · b5 negres peó · g5 negres rei · h5 blanques peó · b4 blanques peó · f4 negres peó · g4 blanques peó · a3 blanques peó · c3 blanques peó · f3 blanques rei | 7 |
| 6 | a6 negres peó · c6 negres peó · h6 negres peó · b5 negres peó · g5 negres rei · h5 blanques peó · b4 blanques peó · f4 negres peó · g4 blanques peó · a3 blanques peó · c3 blanques peó · f3 blanques rei | a6 negres peó · c6 negres peó · h6 negres peó · b5 negres peó · g5 negres rei · h5 blanques peó · b4 blanques peó · f4 negres peó · g4 blanques peó · a3 blanques peó · c3 blanques peó · f3 blanques rei | a6 negres peó · c6 negres peó · h6 negres peó · b5 negres peó · g5 negres rei · h5 blanques peó · b4 blanques peó · f4 negres peó · g4 blanques peó · a3 blanques peó · c3 blanques peó · f3 blanques rei | a6 negres peó · c6 negres peó · h6 negres peó · b5 negres peó · g5 negres rei · h5 blanques peó · b4 blanques peó · f4 negres peó · g4 blanques peó · a3 blanques peó · c3 blanques peó · f3 blanques rei | a6 negres peó · c6 negres peó · h6 negres peó · b5 negres peó · g5 negres rei · h5 blanques peó · b4 blanques peó · f4 negres peó · g4 blanques peó · a3 blanques peó · c3 blanques peó · f3 blanques rei | a6 negres peó · c6 negres peó · h6 negres peó · b5 negres peó · g5 negres rei · h5 blanques peó · b4 blanques peó · f4 negres peó · g4 blanques peó · a3 blanques peó · c3 blanques peó · f3 blanques rei | a6 negres peó · c6 negres peó · h6 negres peó · b5 negres peó · g5 negres rei · h5 blanques peó · b4 blanques peó · f4 negres peó · g4 blanques peó · a3 blanques peó · c3 blanques peó · f3 blanques rei | a6 negres peó · c6 negres peó · h6 negres peó · b5 negres peó · g5 negres rei · h5 blanques peó · b4 blanques peó · f4 negres peó · g4 blanques peó · a3 blanques peó · c3 blanques peó · f3 blanques rei | 6 |
| 5 | a6 negres peó · c6 negres peó · h6 negres peó · b5 negres peó · g5 negres rei · h5 blanques peó · b4 blanques peó · f4 negres peó · g4 blanques peó · a3 blanques peó · c3 blanques peó · f3 blanques rei | a6 negres peó · c6 negres peó · h6 negres peó · b5 negres peó · g5 negres rei · h5 blanques peó · b4 blanques peó · f4 negres peó · g4 blanques peó · a3 blanques peó · c3 blanques peó · f3 blanques rei | a6 negres peó · c6 negres peó · h6 negres peó · b5 negres peó · g5 negres rei · h5 blanques peó · b4 blanques peó · f4 negres peó · g4 blanques peó · a3 blanques peó · c3 blanques peó · f3 blanques rei | a6 negres peó · c6 negres peó · h6 negres peó · b5 negres peó · g5 negres rei · h5 blanques peó · b4 blanques peó · f4 negres peó · g4 blanques peó · a3 blanques peó · c3 blanques peó · f3 blanques rei | a6 negres peó · c6 negres peó · h6 negres peó · b5 negres peó · g5 negres rei · h5 blanques peó · b4 blanques peó · f4 negres peó · g4 blanques peó · a3 blanques peó · c3 blanques peó · f3 blanques rei | a6 negres peó · c6 negres peó · h6 negres peó · b5 negres peó · g5 negres rei · h5 blanques peó · b4 blanques peó · f4 negres peó · g4 blanques peó · a3 blanques peó · c3 blanques peó · f3 blanques rei | a6 negres peó · c6 negres peó · h6 negres peó · b5 negres peó · g5 negres rei · h5 blanques peó · b4 blanques peó · f4 negres peó · g4 blanques peó · a3 blanques peó · c3 blanques peó · f3 blanques rei | a6 negres peó · c6 negres peó · h6 negres peó · b5 negres peó · g5 negres rei · h5 blanques peó · b4 blanques peó · f4 negres peó · g4 blanques peó · a3 blanques peó · c3 blanques peó · f3 blanques rei | 5 |
| 4 | a6 negres peó · c6 negres peó · h6 negres peó · b5 negres peó · g5 negres rei · h5 blanques peó · b4 blanques peó · f4 negres peó · g4 blanques peó · a3 blanques peó · c3 blanques peó · f3 blanques rei | a6 negres peó · c6 negres peó · h6 negres peó · b5 negres peó · g5 negres rei · h5 blanques peó · b4 blanques peó · f4 negres peó · g4 blanques peó · a3 blanques peó · c3 blanques peó · f3 blanques rei | a6 negres peó · c6 negres peó · h6 negres peó · b5 negres peó · g5 negres rei · h5 blanques peó · b4 blanques peó · f4 negres peó · g4 blanques peó · a3 blanques peó · c3 blanques peó · f3 blanques rei | a6 negres peó · c6 negres peó · h6 negres peó · b5 negres peó · g5 negres rei · h5 blanques peó · b4 blanques peó · f4 negres peó · g4 blanques peó · a3 blanques peó · c3 blanques peó · f3 blanques rei | a6 negres peó · c6 negres peó · h6 negres peó · b5 negres peó · g5 negres rei · h5 blanques peó · b4 blanques peó · f4 negres peó · g4 blanques peó · a3 blanques peó · c3 blanques peó · f3 blanques rei | a6 negres peó · c6 negres peó · h6 negres peó · b5 negres peó · g5 negres rei · h5 blanques peó · b4 blanques peó · f4 negres peó · g4 blanques peó · a3 blanques peó · c3 blanques peó · f3 blanques rei | a6 negres peó · c6 negres peó · h6 negres peó · b5 negres peó · g5 negres rei · h5 blanques peó · b4 blanques peó · f4 negres peó · g4 blanques peó · a3 blanques peó · c3 blanques peó · f3 blanques rei | a6 negres peó · c6 negres peó · h6 negres peó · b5 negres peó · g5 negres rei · h5 blanques peó · b4 blanques peó · f4 negres peó · g4 blanques peó · a3 blanques peó · c3 blanques peó · f3 blanques rei | 4 |
| 3 | a6 negres peó · c6 negres peó · h6 negres peó · b5 negres peó · g5 negres rei · h5 blanques peó · b4 blanques peó · f4 negres peó · g4 blanques peó · a3 blanques peó · c3 blanques peó · f3 blanques rei | a6 negres peó · c6 negres peó · h6 negres peó · b5 negres peó · g5 negres rei · h5 blanques peó · b4 blanques peó · f4 negres peó · g4 blanques peó · a3 blanques peó · c3 blanques peó · f3 blanques rei | a6 negres peó · c6 negres peó · h6 negres peó · b5 negres peó · g5 negres rei · h5 blanques peó · b4 blanques peó · f4 negres peó · g4 blanques peó · a3 blanques peó · c3 blanques peó · f3 blanques rei | a6 negres peó · c6 negres peó · h6 negres peó · b5 negres peó · g5 negres rei · h5 blanques peó · b4 blanques peó · f4 negres peó · g4 blanques peó · a3 blanques peó · c3 blanques peó · f3 blanques rei | a6 negres peó · c6 negres peó · h6 negres peó · b5 negres peó · g5 negres rei · h5 blanques peó · b4 blanques peó · f4 negres peó · g4 blanques peó · a3 blanques peó · c3 blanques peó · f3 blanques rei | a6 negres peó · c6 negres peó · h6 negres peó · b5 negres peó · g5 negres rei · h5 blanques peó · b4 blanques peó · f4 negres peó · g4 blanques peó · a3 blanques peó · c3 blanques peó · f3 blanques rei | a6 negres peó · c6 negres peó · h6 negres peó · b5 negres peó · g5 negres rei · h5 blanques peó · b4 blanques peó · f4 negres peó · g4 blanques peó · a3 blanques peó · c3 blanques peó · f3 blanques rei | a6 negres peó · c6 negres peó · h6 negres peó · b5 negres peó · g5 negres rei · h5 blanques peó · b4 blanques peó · f4 negres peó · g4 blanques peó · a3 blanques peó · c3 blanques peó · f3 blanques rei | 3 |
| 2 | a6 negres peó · c6 negres peó · h6 negres peó · b5 negres peó · g5 negres rei · h5 blanques peó · b4 blanques peó · f4 negres peó · g4 blanques peó · a3 blanques peó · c3 blanques peó · f3 blanques rei | a6 negres peó · c6 negres peó · h6 negres peó · b5 negres peó · g5 negres rei · h5 blanques peó · b4 blanques peó · f4 negres peó · g4 blanques peó · a3 blanques peó · c3 blanques peó · f3 blanques rei | a6 negres peó · c6 negres peó · h6 negres peó · b5 negres peó · g5 negres rei · h5 blanques peó · b4 blanques peó · f4 negres peó · g4 blanques peó · a3 blanques peó · c3 blanques peó · f3 blanques rei | a6 negres peó · c6 negres peó · h6 negres peó · b5 negres peó · g5 negres rei · h5 blanques peó · b4 blanques peó · f4 negres peó · g4 blanques peó · a3 blanques peó · c3 blanques peó · f3 blanques rei | a6 negres peó · c6 negres peó · h6 negres peó · b5 negres peó · g5 negres rei · h5 blanques peó · b4 blanques peó · f4 negres peó · g4 blanques peó · a3 blanques peó · c3 blanques peó · f3 blanques rei | a6 negres peó · c6 negres peó · h6 negres peó · b5 negres peó · g5 negres rei · h5 blanques peó · b4 blanques peó · f4 negres peó · g4 blanques peó · a3 blanques peó · c3 blanques peó · f3 blanques rei | a6 negres peó · c6 negres peó · h6 negres peó · b5 negres peó · g5 negres rei · h5 blanques peó · b4 blanques peó · f4 negres peó · g4 blanques peó · a3 blanques peó · c3 blanques peó · f3 blanques rei | a6 negres peó · c6 negres peó · h6 negres peó · b5 negres peó · g5 negres rei · h5 blanques peó · b4 blanques peó · f4 negres peó · g4 blanques peó · a3 blanques peó · c3 blanques peó · f3 blanques rei | 2 |
| 1 | a6 negres peó · c6 negres peó · h6 negres peó · b5 negres peó · g5 negres rei · h5 blanques peó · b4 blanques peó · f4 negres peó · g4 blanques peó · a3 blanques peó · c3 blanques peó · f3 blanques rei | a6 negres peó · c6 negres peó · h6 negres peó · b5 negres peó · g5 negres rei · h5 blanques peó · b4 blanques peó · f4 negres peó · g4 blanques peó · a3 blanques peó · c3 blanques peó · f3 blanques rei | a6 negres peó · c6 negres peó · h6 negres peó · b5 negres peó · g5 negres rei · h5 blanques peó · b4 blanques peó · f4 negres peó · g4 blanques peó · a3 blanques peó · c3 blanques peó · f3 blanques rei | a6 negres peó · c6 negres peó · h6 negres peó · b5 negres peó · g5 negres rei · h5 blanques peó · b4 blanques peó · f4 negres peó · g4 blanques peó · a3 blanques peó · c3 blanques peó · f3 blanques rei | a6 negres peó · c6 negres peó · h6 negres peó · b5 negres peó · g5 negres rei · h5 blanques peó · b4 blanques peó · f4 negres peó · g4 blanques peó · a3 blanques peó · c3 blanques peó · f3 blanques rei | a6 negres peó · c6 negres peó · h6 negres peó · b5 negres peó · g5 negres rei · h5 blanques peó · b4 blanques peó · f4 negres peó · g4 blanques peó · a3 blanques peó · c3 blanques peó · f3 blanques rei | a6 negres peó · c6 negres peó · h6 negres peó · b5 negres peó · g5 negres rei · h5 blanques peó · b4 blanques peó · f4 negres peó · g4 blanques peó · a3 blanques peó · c3 blanques peó · f3 blanques rei | a6 negres peó · c6 negres peó · h6 negres peó · b5 negres peó · g5 negres rei · h5 blanques peó · b4 blanques peó · f4 negres peó · g4 blanques peó · a3 blanques peó · c3 blanques peó · f3 blanques rei | 1 |
|   | a | b | c | d | e | f | g | h |   |

En aquesta anàlisi d'una partida de 1978 entre Miguel Najdorf i Henrique Mecking, qui mogui perd. (Si la posició hagués ocorregut a la partida, seria el torn de les blanques.) (Silman 2007:385–87)

#### Exemple en una partida
|   | a | b | c | d | e | f | g | h |   |
| 8 | f8 negres rei · h7 negres peó · a6 negres peó · c6 negres peó · f6 blanques rei · a5 blanques peó · c5 blanques peó · f5 blanques peó | f8 negres rei · h7 negres peó · a6 negres peó · c6 negres peó · f6 blanques rei · a5 blanques peó · c5 blanques peó · f5 blanques peó | f8 negres rei · h7 negres peó · a6 negres peó · c6 negres peó · f6 blanques rei · a5 blanques peó · c5 blanques peó · f5 blanques peó | f8 negres rei · h7 negres peó · a6 negres peó · c6 negres peó · f6 blanques rei · a5 blanques peó · c5 blanques peó · f5 blanques peó | f8 negres rei · h7 negres peó · a6 negres peó · c6 negres peó · f6 blanques rei · a5 blanques peó · c5 blanques peó · f5 blanques peó | f8 negres rei · h7 negres peó · a6 negres peó · c6 negres peó · f6 blanques rei · a5 blanques peó · c5 blanques peó · f5 blanques peó | f8 negres rei · h7 negres peó · a6 negres peó · c6 negres peó · f6 blanques rei · a5 blanques peó · c5 blanques peó · f5 blanques peó | f8 negres rei · h7 negres peó · a6 negres peó · c6 negres peó · f6 blanques rei · a5 blanques peó · c5 blanques peó · f5 blanques peó | 8 |
| 7 | f8 negres rei · h7 negres peó · a6 negres peó · c6 negres peó · f6 blanques rei · a5 blanques peó · c5 blanques peó · f5 blanques peó | f8 negres rei · h7 negres peó · a6 negres peó · c6 negres peó · f6 blanques rei · a5 blanques peó · c5 blanques peó · f5 blanques peó | f8 negres rei · h7 negres peó · a6 negres peó · c6 negres peó · f6 blanques rei · a5 blanques peó · c5 blanques peó · f5 blanques peó | f8 negres rei · h7 negres peó · a6 negres peó · c6 negres peó · f6 blanques rei · a5 blanques peó · c5 blanques peó · f5 blanques peó | f8 negres rei · h7 negres peó · a6 negres peó · c6 negres peó · f6 blanques rei · a5 blanques peó · c5 blanques peó · f5 blanques peó | f8 negres rei · h7 negres peó · a6 negres peó · c6 negres peó · f6 blanques rei · a5 blanques peó · c5 blanques peó · f5 blanques peó | f8 negres rei · h7 negres peó · a6 negres peó · c6 negres peó · f6 blanques rei · a5 blanques peó · c5 blanques peó · f5 blanques peó | f8 negres rei · h7 negres peó · a6 negres peó · c6 negres peó · f6 blanques rei · a5 blanques peó · c5 blanques peó · f5 blanques peó | 7 |
| 6 | f8 negres rei · h7 negres peó · a6 negres peó · c6 negres peó · f6 blanques rei · a5 blanques peó · c5 blanques peó · f5 blanques peó | f8 negres rei · h7 negres peó · a6 negres peó · c6 negres peó · f6 blanques rei · a5 blanques peó · c5 blanques peó · f5 blanques peó | f8 negres rei · h7 negres peó · a6 negres peó · c6 negres peó · f6 blanques rei · a5 blanques peó · c5 blanques peó · f5 blanques peó | f8 negres rei · h7 negres peó · a6 negres peó · c6 negres peó · f6 blanques rei · a5 blanques peó · c5 blanques peó · f5 blanques peó | f8 negres rei · h7 negres peó · a6 negres peó · c6 negres peó · f6 blanques rei · a5 blanques peó · c5 blanques peó · f5 blanques peó | f8 negres rei · h7 negres peó · a6 negres peó · c6 negres peó · f6 blanques rei · a5 blanques peó · c5 blanques peó · f5 blanques peó | f8 negres rei · h7 negres peó · a6 negres peó · c6 negres peó · f6 blanques rei · a5 blanques peó · c5 blanques peó · f5 blanques peó | f8 negres rei · h7 negres peó · a6 negres peó · c6 negres peó · f6 blanques rei · a5 blanques peó · c5 blanques peó · f5 blanques peó | 6 |
| 5 | f8 negres rei · h7 negres peó · a6 negres peó · c6 negres peó · f6 blanques rei · a5 blanques peó · c5 blanques peó · f5 blanques peó | f8 negres rei · h7 negres peó · a6 negres peó · c6 negres peó · f6 blanques rei · a5 blanques peó · c5 blanques peó · f5 blanques peó | f8 negres rei · h7 negres peó · a6 negres peó · c6 negres peó · f6 blanques rei · a5 blanques peó · c5 blanques peó · f5 blanques peó | f8 negres rei · h7 negres peó · a6 negres peó · c6 negres peó · f6 blanques rei · a5 blanques peó · c5 blanques peó · f5 blanques peó | f8 negres rei · h7 negres peó · a6 negres peó · c6 negres peó · f6 blanques rei · a5 blanques peó · c5 blanques peó · f5 blanques peó | f8 negres rei · h7 negres peó · a6 negres peó · c6 negres peó · f6 blanques rei · a5 blanques peó · c5 blanques peó · f5 blanques peó | f8 negres rei · h7 negres peó · a6 negres peó · c6 negres peó · f6 blanques rei · a5 blanques peó · c5 blanques peó · f5 blanques peó | f8 negres rei · h7 negres peó · a6 negres peó · c6 negres peó · f6 blanques rei · a5 blanques peó · c5 blanques peó · f5 blanques peó | 5 |
| 4 | f8 negres rei · h7 negres peó · a6 negres peó · c6 negres peó · f6 blanques rei · a5 blanques peó · c5 blanques peó · f5 blanques peó | f8 negres rei · h7 negres peó · a6 negres peó · c6 negres peó · f6 blanques rei · a5 blanques peó · c5 blanques peó · f5 blanques peó | f8 negres rei · h7 negres peó · a6 negres peó · c6 negres peó · f6 blanques rei · a5 blanques peó · c5 blanques peó · f5 blanques peó | f8 negres rei · h7 negres peó · a6 negres peó · c6 negres peó · f6 blanques rei · a5 blanques peó · c5 blanques peó · f5 blanques peó | f8 negres rei · h7 negres peó · a6 negres peó · c6 negres peó · f6 blanques rei · a5 blanques peó · c5 blanques peó · f5 blanques peó | f8 negres rei · h7 negres peó · a6 negres peó · c6 negres peó · f6 blanques rei · a5 blanques peó · c5 blanques peó · f5 blanques peó | f8 negres rei · h7 negres peó · a6 negres peó · c6 negres peó · f6 blanques rei · a5 blanques peó · c5 blanques peó · f5 blanques peó | f8 negres rei · h7 negres peó · a6 negres peó · c6 negres peó · f6 blanques rei · a5 blanques peó · c5 blanques peó · f5 blanques peó | 4 |
| 3 | f8 negres rei · h7 negres peó · a6 negres peó · c6 negres peó · f6 blanques rei · a5 blanques peó · c5 blanques peó · f5 blanques peó | f8 negres rei · h7 negres peó · a6 negres peó · c6 negres peó · f6 blanques rei · a5 blanques peó · c5 blanques peó · f5 blanques peó | f8 negres rei · h7 negres peó · a6 negres peó · c6 negres peó · f6 blanques rei · a5 blanques peó · c5 blanques peó · f5 blanques peó | f8 negres rei · h7 negres peó · a6 negres peó · c6 negres peó · f6 blanques rei · a5 blanques peó · c5 blanques peó · f5 blanques peó | f8 negres rei · h7 negres peó · a6 negres peó · c6 negres peó · f6 blanques rei · a5 blanques peó · c5 blanques peó · f5 blanques peó | f8 negres rei · h7 negres peó · a6 negres peó · c6 negres peó · f6 blanques rei · a5 blanques peó · c5 blanques peó · f5 blanques peó | f8 negres rei · h7 negres peó · a6 negres peó · c6 negres peó · f6 blanques rei · a5 blanques peó · c5 blanques peó · f5 blanques peó | f8 negres rei · h7 negres peó · a6 negres peó · c6 negres peó · f6 blanques rei · a5 blanques peó · c5 blanques peó · f5 blanques peó | 3 |
| 2 | f8 negres rei · h7 negres peó · a6 negres peó · c6 negres peó · f6 blanques rei · a5 blanques peó · c5 blanques peó · f5 blanques peó | f8 negres rei · h7 negres peó · a6 negres peó · c6 negres peó · f6 blanques rei · a5 blanques peó · c5 blanques peó · f5 blanques peó | f8 negres rei · h7 negres peó · a6 negres peó · c6 negres peó · f6 blanques rei · a5 blanques peó · c5 blanques peó · f5 blanques peó | f8 negres rei · h7 negres peó · a6 negres peó · c6 negres peó · f6 blanques rei · a5 blanques peó · c5 blanques peó · f5 blanques peó | f8 negres rei · h7 negres peó · a6 negres peó · c6 negres peó · f6 blanques rei · a5 blanques peó · c5 blanques peó · f5 blanques peó | f8 negres rei · h7 negres peó · a6 negres peó · c6 negres peó · f6 blanques rei · a5 blanques peó · c5 blanques peó · f5 blanques peó | f8 negres rei · h7 negres peó · a6 negres peó · c6 negres peó · f6 blanques rei · a5 blanques peó · c5 blanques peó · f5 blanques peó | f8 negres rei · h7 negres peó · a6 negres peó · c6 negres peó · f6 blanques rei · a5 blanques peó · c5 blanques peó · f5 blanques peó | 2 |
| 1 | f8 negres rei · h7 negres peó · a6 negres peó · c6 negres peó · f6 blanques rei · a5 blanques peó · c5 blanques peó · f5 blanques peó | f8 negres rei · h7 negres peó · a6 negres peó · c6 negres peó · f6 blanques rei · a5 blanques peó · c5 blanques peó · f5 blanques peó | f8 negres rei · h7 negres peó · a6 negres peó · c6 negres peó · f6 blanques rei · a5 blanques peó · c5 blanques peó · f5 blanques peó | f8 negres rei · h7 negres peó · a6 negres peó · c6 negres peó · f6 blanques rei · a5 blanques peó · c5 blanques peó · f5 blanques peó | f8 negres rei · h7 negres peó · a6 negres peó · c6 negres peó · f6 blanques rei · a5 blanques peó · c5 blanques peó · f5 blanques peó | f8 negres rei · h7 negres peó · a6 negres peó · c6 negres peó · f6 blanques rei · a5 blanques peó · c5 blanques peó · f5 blanques peó | f8 negres rei · h7 negres peó · a6 negres peó · c6 negres peó · f6 blanques rei · a5 blanques peó · c5 blanques peó · f5 blanques peó | f8 negres rei · h7 negres peó · a6 negres peó · c6 negres peó · f6 blanques rei · a5 blanques peó · c5 blanques peó · f5 blanques peó | 1 |
|   | a | b | c | d | e | f | g | h |   |

En aquesta posició d'una partida de l'Olimpíada d'escacs de 1972, qui mogui perd. A la partida, era el torn de les negres, que varen abandonar (Nunn 2010:104-6).

#### En un estudi de final
|   | a | b | c | d | e | f | g | h |   |
| 8 | f5 blanques cavall · h5 blanques cavall · d3 negres rei · f3 negres dama · g3 blanques cavall · c1 blanques rei · h1 blanques cavall | f5 blanques cavall · h5 blanques cavall · d3 negres rei · f3 negres dama · g3 blanques cavall · c1 blanques rei · h1 blanques cavall | f5 blanques cavall · h5 blanques cavall · d3 negres rei · f3 negres dama · g3 blanques cavall · c1 blanques rei · h1 blanques cavall | f5 blanques cavall · h5 blanques cavall · d3 negres rei · f3 negres dama · g3 blanques cavall · c1 blanques rei · h1 blanques cavall | f5 blanques cavall · h5 blanques cavall · d3 negres rei · f3 negres dama · g3 blanques cavall · c1 blanques rei · h1 blanques cavall | f5 blanques cavall · h5 blanques cavall · d3 negres rei · f3 negres dama · g3 blanques cavall · c1 blanques rei · h1 blanques cavall | f5 blanques cavall · h5 blanques cavall · d3 negres rei · f3 negres dama · g3 blanques cavall · c1 blanques rei · h1 blanques cavall | f5 blanques cavall · h5 blanques cavall · d3 negres rei · f3 negres dama · g3 blanques cavall · c1 blanques rei · h1 blanques cavall | 8 |
| 7 | f5 blanques cavall · h5 blanques cavall · d3 negres rei · f3 negres dama · g3 blanques cavall · c1 blanques rei · h1 blanques cavall | f5 blanques cavall · h5 blanques cavall · d3 negres rei · f3 negres dama · g3 blanques cavall · c1 blanques rei · h1 blanques cavall | f5 blanques cavall · h5 blanques cavall · d3 negres rei · f3 negres dama · g3 blanques cavall · c1 blanques rei · h1 blanques cavall | f5 blanques cavall · h5 blanques cavall · d3 negres rei · f3 negres dama · g3 blanques cavall · c1 blanques rei · h1 blanques cavall | f5 blanques cavall · h5 blanques cavall · d3 negres rei · f3 negres dama · g3 blanques cavall · c1 blanques rei · h1 blanques cavall | f5 blanques cavall · h5 blanques cavall · d3 negres rei · f3 negres dama · g3 blanques cavall · c1 blanques rei · h1 blanques cavall | f5 blanques cavall · h5 blanques cavall · d3 negres rei · f3 negres dama · g3 blanques cavall · c1 blanques rei · h1 blanques cavall | f5 blanques cavall · h5 blanques cavall · d3 negres rei · f3 negres dama · g3 blanques cavall · c1 blanques rei · h1 blanques cavall | 7 |
| 6 | f5 blanques cavall · h5 blanques cavall · d3 negres rei · f3 negres dama · g3 blanques cavall · c1 blanques rei · h1 blanques cavall | f5 blanques cavall · h5 blanques cavall · d3 negres rei · f3 negres dama · g3 blanques cavall · c1 blanques rei · h1 blanques cavall | f5 blanques cavall · h5 blanques cavall · d3 negres rei · f3 negres dama · g3 blanques cavall · c1 blanques rei · h1 blanques cavall | f5 blanques cavall · h5 blanques cavall · d3 negres rei · f3 negres dama · g3 blanques cavall · c1 blanques rei · h1 blanques cavall | f5 blanques cavall · h5 blanques cavall · d3 negres rei · f3 negres dama · g3 blanques cavall · c1 blanques rei · h1 blanques cavall | f5 blanques cavall · h5 blanques cavall · d3 negres rei · f3 negres dama · g3 blanques cavall · c1 blanques rei · h1 blanques cavall | f5 blanques cavall · h5 blanques cavall · d3 negres rei · f3 negres dama · g3 blanques cavall · c1 blanques rei · h1 blanques cavall | f5 blanques cavall · h5 blanques cavall · d3 negres rei · f3 negres dama · g3 blanques cavall · c1 blanques rei · h1 blanques cavall | 6 |
| 5 | f5 blanques cavall · h5 blanques cavall · d3 negres rei · f3 negres dama · g3 blanques cavall · c1 blanques rei · h1 blanques cavall | f5 blanques cavall · h5 blanques cavall · d3 negres rei · f3 negres dama · g3 blanques cavall · c1 blanques rei · h1 blanques cavall | f5 blanques cavall · h5 blanques cavall · d3 negres rei · f3 negres dama · g3 blanques cavall · c1 blanques rei · h1 blanques cavall | f5 blanques cavall · h5 blanques cavall · d3 negres rei · f3 negres dama · g3 blanques cavall · c1 blanques rei · h1 blanques cavall | f5 blanques cavall · h5 blanques cavall · d3 negres rei · f3 negres dama · g3 blanques cavall · c1 blanques rei · h1 blanques cavall | f5 blanques cavall · h5 blanques cavall · d3 negres rei · f3 negres dama · g3 blanques cavall · c1 blanques rei · h1 blanques cavall | f5 blanques cavall · h5 blanques cavall · d3 negres rei · f3 negres dama · g3 blanques cavall · c1 blanques rei · h1 blanques cavall | f5 blanques cavall · h5 blanques cavall · d3 negres rei · f3 negres dama · g3 blanques cavall · c1 blanques rei · h1 blanques cavall | 5 |
| 4 | f5 blanques cavall · h5 blanques cavall · d3 negres rei · f3 negres dama · g3 blanques cavall · c1 blanques rei · h1 blanques cavall | f5 blanques cavall · h5 blanques cavall · d3 negres rei · f3 negres dama · g3 blanques cavall · c1 blanques rei · h1 blanques cavall | f5 blanques cavall · h5 blanques cavall · d3 negres rei · f3 negres dama · g3 blanques cavall · c1 blanques rei · h1 blanques cavall | f5 blanques cavall · h5 blanques cavall · d3 negres rei · f3 negres dama · g3 blanques cavall · c1 blanques rei · h1 blanques cavall | f5 blanques cavall · h5 blanques cavall · d3 negres rei · f3 negres dama · g3 blanques cavall · c1 blanques rei · h1 blanques cavall | f5 blanques cavall · h5 blanques cavall · d3 negres rei · f3 negres dama · g3 blanques cavall · c1 blanques rei · h1 blanques cavall | f5 blanques cavall · h5 blanques cavall · d3 negres rei · f3 negres dama · g3 blanques cavall · c1 blanques rei · h1 blanques cavall | f5 blanques cavall · h5 blanques cavall · d3 negres rei · f3 negres dama · g3 blanques cavall · c1 blanques rei · h1 blanques cavall | 4 |
| 3 | f5 blanques cavall · h5 blanques cavall · d3 negres rei · f3 negres dama · g3 blanques cavall · c1 blanques rei · h1 blanques cavall | f5 blanques cavall · h5 blanques cavall · d3 negres rei · f3 negres dama · g3 blanques cavall · c1 blanques rei · h1 blanques cavall | f5 blanques cavall · h5 blanques cavall · d3 negres rei · f3 negres dama · g3 blanques cavall · c1 blanques rei · h1 blanques cavall | f5 blanques cavall · h5 blanques cavall · d3 negres rei · f3 negres dama · g3 blanques cavall · c1 blanques rei · h1 blanques cavall | f5 blanques cavall · h5 blanques cavall · d3 negres rei · f3 negres dama · g3 blanques cavall · c1 blanques rei · h1 blanques cavall | f5 blanques cavall · h5 blanques cavall · d3 negres rei · f3 negres dama · g3 blanques cavall · c1 blanques rei · h1 blanques cavall | f5 blanques cavall · h5 blanques cavall · d3 negres rei · f3 negres dama · g3 blanques cavall · c1 blanques rei · h1 blanques cavall | f5 blanques cavall · h5 blanques cavall · d3 negres rei · f3 negres dama · g3 blanques cavall · c1 blanques rei · h1 blanques cavall | 3 |
| 2 | f5 blanques cavall · h5 blanques cavall · d3 negres rei · f3 negres dama · g3 blanques cavall · c1 blanques rei · h1 blanques cavall | f5 blanques cavall · h5 blanques cavall · d3 negres rei · f3 negres dama · g3 blanques cavall · c1 blanques rei · h1 blanques cavall | f5 blanques cavall · h5 blanques cavall · d3 negres rei · f3 negres dama · g3 blanques cavall · c1 blanques rei · h1 blanques cavall | f5 blanques cavall · h5 blanques cavall · d3 negres rei · f3 negres dama · g3 blanques cavall · c1 blanques rei · h1 blanques cavall | f5 blanques cavall · h5 blanques cavall · d3 negres rei · f3 negres dama · g3 blanques cavall · c1 blanques rei · h1 blanques cavall | f5 blanques cavall · h5 blanques cavall · d3 negres rei · f3 negres dama · g3 blanques cavall · c1 blanques rei · h1 blanques cavall | f5 blanques cavall · h5 blanques cavall · d3 negres rei · f3 negres dama · g3 blanques cavall · c1 blanques rei · h1 blanques cavall | f5 blanques cavall · h5 blanques cavall · d3 negres rei · f3 negres dama · g3 blanques cavall · c1 blanques rei · h1 blanques cavall | 2 |
| 1 | f5 blanques cavall · h5 blanques cavall · d3 negres rei · f3 negres dama · g3 blanques cavall · c1 blanques rei · h1 blanques cavall | f5 blanques cavall · h5 blanques cavall · d3 negres rei · f3 negres dama · g3 blanques cavall · c1 blanques rei · h1 blanques cavall | f5 blanques cavall · h5 blanques cavall · d3 negres rei · f3 negres dama · g3 blanques cavall · c1 blanques rei · h1 blanques cavall | f5 blanques cavall · h5 blanques cavall · d3 negres rei · f3 negres dama · g3 blanques cavall · c1 blanques rei · h1 blanques cavall | f5 blanques cavall · h5 blanques cavall · d3 negres rei · f3 negres dama · g3 blanques cavall · c1 blanques rei · h1 blanques cavall | f5 blanques cavall · h5 blanques cavall · d3 negres rei · f3 negres dama · g3 blanques cavall · c1 blanques rei · h1 blanques cavall | f5 blanques cavall · h5 blanques cavall · d3 negres rei · f3 negres dama · g3 blanques cavall · c1 blanques rei · h1 blanques cavall | f5 blanques cavall · h5 blanques cavall · d3 negres rei · f3 negres dama · g3 blanques cavall · c1 blanques rei · h1 blanques cavall | 1 |
|   | a | b | c | d | e | f | g | h |   |

Marc Bourzutschky ha fet servir anàlisis d'ordinador per a crear algunes posicions de trébuchet complicades. Si mouen les blanques en aquesta posició, les negres ràpidament condueixen el rei blanc al raó i li fan mat en vuit jugades com a màxim, per ex. 1.Rb2 (1.Chg7 Df4+ o 1.Ch4 De3+ també deixen el rei blanc amb problemes) Dg2+ 2.Rb3 Db7+! 3.Ra3 Db6 4.Cf4+ Rc4! 5.Ra2 Db3+! 6.Ra1 Rb4 7.Cg7 Ra3 8.Cge6 Db2#. Si mouen les negres han de cedir terreny, cosa que permet que les blanques millorin gradualment la posició de les seves peces, per exemple: 1...Rc4 (1...Rc3 permet 2.Cf2! Dxf2?? 3.Ce4+) 2.Rd2! Rd5 3.Ce3+ Re5 4.Cg7 i les blanques fan mat al moviment 42 d'acord amb Bourzutschky.– baixeu fins al núm. 282

## Caselles minades
|   | a | b | c | d | e | f | g | h |   |
| 8 | b6 negres rei · d6 negres peó · e6 white circle · c5 black circle · d5 blanques peó · f5 blanques rei | b6 negres rei · d6 negres peó · e6 white circle · c5 black circle · d5 blanques peó · f5 blanques rei | b6 negres rei · d6 negres peó · e6 white circle · c5 black circle · d5 blanques peó · f5 blanques rei | b6 negres rei · d6 negres peó · e6 white circle · c5 black circle · d5 blanques peó · f5 blanques rei | b6 negres rei · d6 negres peó · e6 white circle · c5 black circle · d5 blanques peó · f5 blanques rei | b6 negres rei · d6 negres peó · e6 white circle · c5 black circle · d5 blanques peó · f5 blanques rei | b6 negres rei · d6 negres peó · e6 white circle · c5 black circle · d5 blanques peó · f5 blanques rei | b6 negres rei · d6 negres peó · e6 white circle · c5 black circle · d5 blanques peó · f5 blanques rei | 8 |
| 7 | b6 negres rei · d6 negres peó · e6 white circle · c5 black circle · d5 blanques peó · f5 blanques rei | b6 negres rei · d6 negres peó · e6 white circle · c5 black circle · d5 blanques peó · f5 blanques rei | b6 negres rei · d6 negres peó · e6 white circle · c5 black circle · d5 blanques peó · f5 blanques rei | b6 negres rei · d6 negres peó · e6 white circle · c5 black circle · d5 blanques peó · f5 blanques rei | b6 negres rei · d6 negres peó · e6 white circle · c5 black circle · d5 blanques peó · f5 blanques rei | b6 negres rei · d6 negres peó · e6 white circle · c5 black circle · d5 blanques peó · f5 blanques rei | b6 negres rei · d6 negres peó · e6 white circle · c5 black circle · d5 blanques peó · f5 blanques rei | b6 negres rei · d6 negres peó · e6 white circle · c5 black circle · d5 blanques peó · f5 blanques rei | 7 |
| 6 | b6 negres rei · d6 negres peó · e6 white circle · c5 black circle · d5 blanques peó · f5 blanques rei | b6 negres rei · d6 negres peó · e6 white circle · c5 black circle · d5 blanques peó · f5 blanques rei | b6 negres rei · d6 negres peó · e6 white circle · c5 black circle · d5 blanques peó · f5 blanques rei | b6 negres rei · d6 negres peó · e6 white circle · c5 black circle · d5 blanques peó · f5 blanques rei | b6 negres rei · d6 negres peó · e6 white circle · c5 black circle · d5 blanques peó · f5 blanques rei | b6 negres rei · d6 negres peó · e6 white circle · c5 black circle · d5 blanques peó · f5 blanques rei | b6 negres rei · d6 negres peó · e6 white circle · c5 black circle · d5 blanques peó · f5 blanques rei | b6 negres rei · d6 negres peó · e6 white circle · c5 black circle · d5 blanques peó · f5 blanques rei | 6 |
| 5 | b6 negres rei · d6 negres peó · e6 white circle · c5 black circle · d5 blanques peó · f5 blanques rei | b6 negres rei · d6 negres peó · e6 white circle · c5 black circle · d5 blanques peó · f5 blanques rei | b6 negres rei · d6 negres peó · e6 white circle · c5 black circle · d5 blanques peó · f5 blanques rei | b6 negres rei · d6 negres peó · e6 white circle · c5 black circle · d5 blanques peó · f5 blanques rei | b6 negres rei · d6 negres peó · e6 white circle · c5 black circle · d5 blanques peó · f5 blanques rei | b6 negres rei · d6 negres peó · e6 white circle · c5 black circle · d5 blanques peó · f5 blanques rei | b6 negres rei · d6 negres peó · e6 white circle · c5 black circle · d5 blanques peó · f5 blanques rei | b6 negres rei · d6 negres peó · e6 white circle · c5 black circle · d5 blanques peó · f5 blanques rei | 5 |
| 4 | b6 negres rei · d6 negres peó · e6 white circle · c5 black circle · d5 blanques peó · f5 blanques rei | b6 negres rei · d6 negres peó · e6 white circle · c5 black circle · d5 blanques peó · f5 blanques rei | b6 negres rei · d6 negres peó · e6 white circle · c5 black circle · d5 blanques peó · f5 blanques rei | b6 negres rei · d6 negres peó · e6 white circle · c5 black circle · d5 blanques peó · f5 blanques rei | b6 negres rei · d6 negres peó · e6 white circle · c5 black circle · d5 blanques peó · f5 blanques rei | b6 negres rei · d6 negres peó · e6 white circle · c5 black circle · d5 blanques peó · f5 blanques rei | b6 negres rei · d6 negres peó · e6 white circle · c5 black circle · d5 blanques peó · f5 blanques rei | b6 negres rei · d6 negres peó · e6 white circle · c5 black circle · d5 blanques peó · f5 blanques rei | 4 |
| 3 | b6 negres rei · d6 negres peó · e6 white circle · c5 black circle · d5 blanques peó · f5 blanques rei | b6 negres rei · d6 negres peó · e6 white circle · c5 black circle · d5 blanques peó · f5 blanques rei | b6 negres rei · d6 negres peó · e6 white circle · c5 black circle · d5 blanques peó · f5 blanques rei | b6 negres rei · d6 negres peó · e6 white circle · c5 black circle · d5 blanques peó · f5 blanques rei | b6 negres rei · d6 negres peó · e6 white circle · c5 black circle · d5 blanques peó · f5 blanques rei | b6 negres rei · d6 negres peó · e6 white circle · c5 black circle · d5 blanques peó · f5 blanques rei | b6 negres rei · d6 negres peó · e6 white circle · c5 black circle · d5 blanques peó · f5 blanques rei | b6 negres rei · d6 negres peó · e6 white circle · c5 black circle · d5 blanques peó · f5 blanques rei | 3 |
| 2 | b6 negres rei · d6 negres peó · e6 white circle · c5 black circle · d5 blanques peó · f5 blanques rei | b6 negres rei · d6 negres peó · e6 white circle · c5 black circle · d5 blanques peó · f5 blanques rei | b6 negres rei · d6 negres peó · e6 white circle · c5 black circle · d5 blanques peó · f5 blanques rei | b6 negres rei · d6 negres peó · e6 white circle · c5 black circle · d5 blanques peó · f5 blanques rei | b6 negres rei · d6 negres peó · e6 white circle · c5 black circle · d5 blanques peó · f5 blanques rei | b6 negres rei · d6 negres peó · e6 white circle · c5 black circle · d5 blanques peó · f5 blanques rei | b6 negres rei · d6 negres peó · e6 white circle · c5 black circle · d5 blanques peó · f5 blanques rei | b6 negres rei · d6 negres peó · e6 white circle · c5 black circle · d5 blanques peó · f5 blanques rei | 2 |
| 1 | b6 negres rei · d6 negres peó · e6 white circle · c5 black circle · d5 blanques peó · f5 blanques rei | b6 negres rei · d6 negres peó · e6 white circle · c5 black circle · d5 blanques peó · f5 blanques rei | b6 negres rei · d6 negres peó · e6 white circle · c5 black circle · d5 blanques peó · f5 blanques rei | b6 negres rei · d6 negres peó · e6 white circle · c5 black circle · d5 blanques peó · f5 blanques rei | b6 negres rei · d6 negres peó · e6 white circle · c5 black circle · d5 blanques peó · f5 blanques rei | b6 negres rei · d6 negres peó · e6 white circle · c5 black circle · d5 blanques peó · f5 blanques rei | b6 negres rei · d6 negres peó · e6 white circle · c5 black circle · d5 blanques peó · f5 blanques rei | b6 negres rei · d6 negres peó · e6 white circle · c5 black circle · d5 blanques peó · f5 blanques rei | 1 |
|   | a | b | c | d | e | f | g | h |   |

Les caselles conjugades són caselles de zugzwang mutu. Quan només hi ha un parell de caselles conjugades, s'anomenen caselles minades (Dvoretsky 2003:87). Un jugador quedarà en zugzwang si mou el seu rei en una d'aquestes caselles i el rival està en condicions de moure a la casella conjugada. Al diagrama de la dreta, si algun dels reis mou a una casella marcada amb el punt del mateix color, queda en zugzwang si l'altre rei mou a la casella minada que té al costat (Dvoretsky 2006:19).

## Zugzwang requerit per guanyar
En alguns finals cal posar l'oponent en zugzwang per tal de forçar la victòria. Entre aquests hi ha:
- escac i mat de torre (i rei) contra rei
- escac i mat de dos alfils contra rei
- escac i mat de dos cavalls contra peó
- escac i mat d'alfil i cavall
- dama contra torre
- dama contra cavall
- dama contra dos cavalls, i
- dama contra dos alfils (Soltis 2003a:79).

A més a més, el zugzwang és requerit en molts finals de rei i peó contra rei per tal de forçar al promoció del peó i en altres finals de rei i peó amb més peons (Müller & Pajeken 2008:173). (Vegeu Finals d'escacs amb peons de menys i fortalesa (escacs) per a més informació sobre alguns d'aquests finals.)

## Zugzwang que ajuda la defensa
|   | a | b | c | d | e | f | g | h |   |
| 8 | h6 negres alfil · b5 blanques cavall · c5 negres rei · h5 blanques peó · a4 blanques peó · c2 blanques rei | h6 negres alfil · b5 blanques cavall · c5 negres rei · h5 blanques peó · a4 blanques peó · c2 blanques rei | h6 negres alfil · b5 blanques cavall · c5 negres rei · h5 blanques peó · a4 blanques peó · c2 blanques rei | h6 negres alfil · b5 blanques cavall · c5 negres rei · h5 blanques peó · a4 blanques peó · c2 blanques rei | h6 negres alfil · b5 blanques cavall · c5 negres rei · h5 blanques peó · a4 blanques peó · c2 blanques rei | h6 negres alfil · b5 blanques cavall · c5 negres rei · h5 blanques peó · a4 blanques peó · c2 blanques rei | h6 negres alfil · b5 blanques cavall · c5 negres rei · h5 blanques peó · a4 blanques peó · c2 blanques rei | h6 negres alfil · b5 blanques cavall · c5 negres rei · h5 blanques peó · a4 blanques peó · c2 blanques rei | 8 |
| 7 | h6 negres alfil · b5 blanques cavall · c5 negres rei · h5 blanques peó · a4 blanques peó · c2 blanques rei | h6 negres alfil · b5 blanques cavall · c5 negres rei · h5 blanques peó · a4 blanques peó · c2 blanques rei | h6 negres alfil · b5 blanques cavall · c5 negres rei · h5 blanques peó · a4 blanques peó · c2 blanques rei | h6 negres alfil · b5 blanques cavall · c5 negres rei · h5 blanques peó · a4 blanques peó · c2 blanques rei | h6 negres alfil · b5 blanques cavall · c5 negres rei · h5 blanques peó · a4 blanques peó · c2 blanques rei | h6 negres alfil · b5 blanques cavall · c5 negres rei · h5 blanques peó · a4 blanques peó · c2 blanques rei | h6 negres alfil · b5 blanques cavall · c5 negres rei · h5 blanques peó · a4 blanques peó · c2 blanques rei | h6 negres alfil · b5 blanques cavall · c5 negres rei · h5 blanques peó · a4 blanques peó · c2 blanques rei | 7 |
| 6 | h6 negres alfil · b5 blanques cavall · c5 negres rei · h5 blanques peó · a4 blanques peó · c2 blanques rei | h6 negres alfil · b5 blanques cavall · c5 negres rei · h5 blanques peó · a4 blanques peó · c2 blanques rei | h6 negres alfil · b5 blanques cavall · c5 negres rei · h5 blanques peó · a4 blanques peó · c2 blanques rei | h6 negres alfil · b5 blanques cavall · c5 negres rei · h5 blanques peó · a4 blanques peó · c2 blanques rei | h6 negres alfil · b5 blanques cavall · c5 negres rei · h5 blanques peó · a4 blanques peó · c2 blanques rei | h6 negres alfil · b5 blanques cavall · c5 negres rei · h5 blanques peó · a4 blanques peó · c2 blanques rei | h6 negres alfil · b5 blanques cavall · c5 negres rei · h5 blanques peó · a4 blanques peó · c2 blanques rei | h6 negres alfil · b5 blanques cavall · c5 negres rei · h5 blanques peó · a4 blanques peó · c2 blanques rei | 6 |
| 5 | h6 negres alfil · b5 blanques cavall · c5 negres rei · h5 blanques peó · a4 blanques peó · c2 blanques rei | h6 negres alfil · b5 blanques cavall · c5 negres rei · h5 blanques peó · a4 blanques peó · c2 blanques rei | h6 negres alfil · b5 blanques cavall · c5 negres rei · h5 blanques peó · a4 blanques peó · c2 blanques rei | h6 negres alfil · b5 blanques cavall · c5 negres rei · h5 blanques peó · a4 blanques peó · c2 blanques rei | h6 negres alfil · b5 blanques cavall · c5 negres rei · h5 blanques peó · a4 blanques peó · c2 blanques rei | h6 negres alfil · b5 blanques cavall · c5 negres rei · h5 blanques peó · a4 blanques peó · c2 blanques rei | h6 negres alfil · b5 blanques cavall · c5 negres rei · h5 blanques peó · a4 blanques peó · c2 blanques rei | h6 negres alfil · b5 blanques cavall · c5 negres rei · h5 blanques peó · a4 blanques peó · c2 blanques rei | 5 |
| 4 | h6 negres alfil · b5 blanques cavall · c5 negres rei · h5 blanques peó · a4 blanques peó · c2 blanques rei | h6 negres alfil · b5 blanques cavall · c5 negres rei · h5 blanques peó · a4 blanques peó · c2 blanques rei | h6 negres alfil · b5 blanques cavall · c5 negres rei · h5 blanques peó · a4 blanques peó · c2 blanques rei | h6 negres alfil · b5 blanques cavall · c5 negres rei · h5 blanques peó · a4 blanques peó · c2 blanques rei | h6 negres alfil · b5 blanques cavall · c5 negres rei · h5 blanques peó · a4 blanques peó · c2 blanques rei | h6 negres alfil · b5 blanques cavall · c5 negres rei · h5 blanques peó · a4 blanques peó · c2 blanques rei | h6 negres alfil · b5 blanques cavall · c5 negres rei · h5 blanques peó · a4 blanques peó · c2 blanques rei | h6 negres alfil · b5 blanques cavall · c5 negres rei · h5 blanques peó · a4 blanques peó · c2 blanques rei | 4 |
| 3 | h6 negres alfil · b5 blanques cavall · c5 negres rei · h5 blanques peó · a4 blanques peó · c2 blanques rei | h6 negres alfil · b5 blanques cavall · c5 negres rei · h5 blanques peó · a4 blanques peó · c2 blanques rei | h6 negres alfil · b5 blanques cavall · c5 negres rei · h5 blanques peó · a4 blanques peó · c2 blanques rei | h6 negres alfil · b5 blanques cavall · c5 negres rei · h5 blanques peó · a4 blanques peó · c2 blanques rei | h6 negres alfil · b5 blanques cavall · c5 negres rei · h5 blanques peó · a4 blanques peó · c2 blanques rei | h6 negres alfil · b5 blanques cavall · c5 negres rei · h5 blanques peó · a4 blanques peó · c2 blanques rei | h6 negres alfil · b5 blanques cavall · c5 negres rei · h5 blanques peó · a4 blanques peó · c2 blanques rei | h6 negres alfil · b5 blanques cavall · c5 negres rei · h5 blanques peó · a4 blanques peó · c2 blanques rei | 3 |
| 2 | h6 negres alfil · b5 blanques cavall · c5 negres rei · h5 blanques peó · a4 blanques peó · c2 blanques rei | h6 negres alfil · b5 blanques cavall · c5 negres rei · h5 blanques peó · a4 blanques peó · c2 blanques rei | h6 negres alfil · b5 blanques cavall · c5 negres rei · h5 blanques peó · a4 blanques peó · c2 blanques rei | h6 negres alfil · b5 blanques cavall · c5 negres rei · h5 blanques peó · a4 blanques peó · c2 blanques rei | h6 negres alfil · b5 blanques cavall · c5 negres rei · h5 blanques peó · a4 blanques peó · c2 blanques rei | h6 negres alfil · b5 blanques cavall · c5 negres rei · h5 blanques peó · a4 blanques peó · c2 blanques rei | h6 negres alfil · b5 blanques cavall · c5 negres rei · h5 blanques peó · a4 blanques peó · c2 blanques rei | h6 negres alfil · b5 blanques cavall · c5 negres rei · h5 blanques peó · a4 blanques peó · c2 blanques rei | 2 |
| 1 | h6 negres alfil · b5 blanques cavall · c5 negres rei · h5 blanques peó · a4 blanques peó · c2 blanques rei | h6 negres alfil · b5 blanques cavall · c5 negres rei · h5 blanques peó · a4 blanques peó · c2 blanques rei | h6 negres alfil · b5 blanques cavall · c5 negres rei · h5 blanques peó · a4 blanques peó · c2 blanques rei | h6 negres alfil · b5 blanques cavall · c5 negres rei · h5 blanques peó · a4 blanques peó · c2 blanques rei | h6 negres alfil · b5 blanques cavall · c5 negres rei · h5 blanques peó · a4 blanques peó · c2 blanques rei | h6 negres alfil · b5 blanques cavall · c5 negres rei · h5 blanques peó · a4 blanques peó · c2 blanques rei | h6 negres alfil · b5 blanques cavall · c5 negres rei · h5 blanques peó · a4 blanques peó · c2 blanques rei | h6 negres alfil · b5 blanques cavall · c5 negres rei · h5 blanques peó · a4 blanques peó · c2 blanques rei | 1 |
|   | a | b | c | d | e | f | g | h |   |

El zugzwang normalment treballa a favor del bàndol superior, però de vegades ajuda la defensa. En aquesta posició basada en una partida entre Zoltán Varga i Peter Acs, salva la partida pel bàndol defensor:
1... Rc4!! Zugzwang recíproc
2. Cc3 Rb4 Zugzwang recíproc altre cop
3. Rd3 Ag7 Zugzwang recíproc altre cop
4. Rc2 Ah6
5. Rd3 Ag7
6. Cd5+ Rxa4
7. Re4 Rb5
8. Rf5 Rc5
9. Rg6 Ad4
10. Cf4 Rd6
11. h6 Re7
12. h7 Ab2
Aquesta posició és taules, i els jugadors les acordaren poques jugades després (Müller & Pajeken 2008:179–80).
|   | a                                                                                       | b                                                                                       | c                                                                                       | d                                                                                       | e                                                                                       | f                                                                                       | g                                                                                       | h                                                                                       |   |
| 8 | c8 negres alfil · d8 negres rei · b6 blanques peó · b5 blanques alfil · c5 blanques rei | c8 negres alfil · d8 negres rei · b6 blanques peó · b5 blanques alfil · c5 blanques rei | c8 negres alfil · d8 negres rei · b6 blanques peó · b5 blanques alfil · c5 blanques rei | c8 negres alfil · d8 negres rei · b6 blanques peó · b5 blanques alfil · c5 blanques rei | c8 negres alfil · d8 negres rei · b6 blanques peó · b5 blanques alfil · c5 blanques rei | c8 negres alfil · d8 negres rei · b6 blanques peó · b5 blanques alfil · c5 blanques rei | c8 negres alfil · d8 negres rei · b6 blanques peó · b5 blanques alfil · c5 blanques rei | c8 negres alfil · d8 negres rei · b6 blanques peó · b5 blanques alfil · c5 blanques rei | 8 |
| 7 | c8 negres alfil · d8 negres rei · b6 blanques peó · b5 blanques alfil · c5 blanques rei | c8 negres alfil · d8 negres rei · b6 blanques peó · b5 blanques alfil · c5 blanques rei | c8 negres alfil · d8 negres rei · b6 blanques peó · b5 blanques alfil · c5 blanques rei | c8 negres alfil · d8 negres rei · b6 blanques peó · b5 blanques alfil · c5 blanques rei | c8 negres alfil · d8 negres rei · b6 blanques peó · b5 blanques alfil · c5 blanques rei | c8 negres alfil · d8 negres rei · b6 blanques peó · b5 blanques alfil · c5 blanques rei | c8 negres alfil · d8 negres rei · b6 blanques peó · b5 blanques alfil · c5 blanques rei | c8 negres alfil · d8 negres rei · b6 blanques peó · b5 blanques alfil · c5 blanques rei | 7 |
| 6 | c8 negres alfil · d8 negres rei · b6 blanques peó · b5 blanques alfil · c5 blanques rei | c8 negres alfil · d8 negres rei · b6 blanques peó · b5 blanques alfil · c5 blanques rei | c8 negres alfil · d8 negres rei · b6 blanques peó · b5 blanques alfil · c5 blanques rei | c8 negres alfil · d8 negres rei · b6 blanques peó · b5 blanques alfil · c5 blanques rei | c8 negres alfil · d8 negres rei · b6 blanques peó · b5 blanques alfil · c5 blanques rei | c8 negres alfil · d8 negres rei · b6 blanques peó · b5 blanques alfil · c5 blanques rei | c8 negres alfil · d8 negres rei · b6 blanques peó · b5 blanques alfil · c5 blanques rei | c8 negres alfil · d8 negres rei · b6 blanques peó · b5 blanques alfil · c5 blanques rei | 6 |
| 5 | c8 negres alfil · d8 negres rei · b6 blanques peó · b5 blanques alfil · c5 blanques rei | c8 negres alfil · d8 negres rei · b6 blanques peó · b5 blanques alfil · c5 blanques rei | c8 negres alfil · d8 negres rei · b6 blanques peó · b5 blanques alfil · c5 blanques rei | c8 negres alfil · d8 negres rei · b6 blanques peó · b5 blanques alfil · c5 blanques rei | c8 negres alfil · d8 negres rei · b6 blanques peó · b5 blanques alfil · c5 blanques rei | c8 negres alfil · d8 negres rei · b6 blanques peó · b5 blanques alfil · c5 blanques rei | c8 negres alfil · d8 negres rei · b6 blanques peó · b5 blanques alfil · c5 blanques rei | c8 negres alfil · d8 negres rei · b6 blanques peó · b5 blanques alfil · c5 blanques rei | 5 |
| 4 | c8 negres alfil · d8 negres rei · b6 blanques peó · b5 blanques alfil · c5 blanques rei | c8 negres alfil · d8 negres rei · b6 blanques peó · b5 blanques alfil · c5 blanques rei | c8 negres alfil · d8 negres rei · b6 blanques peó · b5 blanques alfil · c5 blanques rei | c8 negres alfil · d8 negres rei · b6 blanques peó · b5 blanques alfil · c5 blanques rei | c8 negres alfil · d8 negres rei · b6 blanques peó · b5 blanques alfil · c5 blanques rei | c8 negres alfil · d8 negres rei · b6 blanques peó · b5 blanques alfil · c5 blanques rei | c8 negres alfil · d8 negres rei · b6 blanques peó · b5 blanques alfil · c5 blanques rei | c8 negres alfil · d8 negres rei · b6 blanques peó · b5 blanques alfil · c5 blanques rei | 4 |
| 3 | c8 negres alfil · d8 negres rei · b6 blanques peó · b5 blanques alfil · c5 blanques rei | c8 negres alfil · d8 negres rei · b6 blanques peó · b5 blanques alfil · c5 blanques rei | c8 negres alfil · d8 negres rei · b6 blanques peó · b5 blanques alfil · c5 blanques rei | c8 negres alfil · d8 negres rei · b6 blanques peó · b5 blanques alfil · c5 blanques rei | c8 negres alfil · d8 negres rei · b6 blanques peó · b5 blanques alfil · c5 blanques rei | c8 negres alfil · d8 negres rei · b6 blanques peó · b5 blanques alfil · c5 blanques rei | c8 negres alfil · d8 negres rei · b6 blanques peó · b5 blanques alfil · c5 blanques rei | c8 negres alfil · d8 negres rei · b6 blanques peó · b5 blanques alfil · c5 blanques rei | 3 |
| 2 | c8 negres alfil · d8 negres rei · b6 blanques peó · b5 blanques alfil · c5 blanques rei | c8 negres alfil · d8 negres rei · b6 blanques peó · b5 blanques alfil · c5 blanques rei | c8 negres alfil · d8 negres rei · b6 blanques peó · b5 blanques alfil · c5 blanques rei | c8 negres alfil · d8 negres rei · b6 blanques peó · b5 blanques alfil · c5 blanques rei | c8 negres alfil · d8 negres rei · b6 blanques peó · b5 blanques alfil · c5 blanques rei | c8 negres alfil · d8 negres rei · b6 blanques peó · b5 blanques alfil · c5 blanques rei | c8 negres alfil · d8 negres rei · b6 blanques peó · b5 blanques alfil · c5 blanques rei | c8 negres alfil · d8 negres rei · b6 blanques peó · b5 blanques alfil · c5 blanques rei | 2 |
| 1 | c8 negres alfil · d8 negres rei · b6 blanques peó · b5 blanques alfil · c5 blanques rei | c8 negres alfil · d8 negres rei · b6 blanques peó · b5 blanques alfil · c5 blanques rei | c8 negres alfil · d8 negres rei · b6 blanques peó · b5 blanques alfil · c5 blanques rei | c8 negres alfil · d8 negres rei · b6 blanques peó · b5 blanques alfil · c5 blanques rei | c8 negres alfil · d8 negres rei · b6 blanques peó · b5 blanques alfil · c5 blanques rei | c8 negres alfil · d8 negres rei · b6 blanques peó · b5 blanques alfil · c5 blanques rei | c8 negres alfil · d8 negres rei · b6 blanques peó · b5 blanques alfil · c5 blanques rei | c8 negres alfil · d8 negres rei · b6 blanques peó · b5 blanques alfil · c5 blanques rei | 1 |
|   | a                                                                                       | b                                                                                       | c                                                                                       | d                                                                                       | e                                                                                       | f                                                                                       | g                                                                                       | h                                                                                       |   |

|   | a                                                                                       | b                                                                                       | c                                                                                       | d                                                                                       | e                                                                                       | f                                                                                       | g                                                                                       | h                                                                                       |   |
| 8 | d8 negres rei · b7 negres alfil · b6 blanques peó · d6 blanques rei · e6 blanques alfil | d8 negres rei · b7 negres alfil · b6 blanques peó · d6 blanques rei · e6 blanques alfil | d8 negres rei · b7 negres alfil · b6 blanques peó · d6 blanques rei · e6 blanques alfil | d8 negres rei · b7 negres alfil · b6 blanques peó · d6 blanques rei · e6 blanques alfil | d8 negres rei · b7 negres alfil · b6 blanques peó · d6 blanques rei · e6 blanques alfil | d8 negres rei · b7 negres alfil · b6 blanques peó · d6 blanques rei · e6 blanques alfil | d8 negres rei · b7 negres alfil · b6 blanques peó · d6 blanques rei · e6 blanques alfil | d8 negres rei · b7 negres alfil · b6 blanques peó · d6 blanques rei · e6 blanques alfil | 8 |
| 7 | d8 negres rei · b7 negres alfil · b6 blanques peó · d6 blanques rei · e6 blanques alfil | d8 negres rei · b7 negres alfil · b6 blanques peó · d6 blanques rei · e6 blanques alfil | d8 negres rei · b7 negres alfil · b6 blanques peó · d6 blanques rei · e6 blanques alfil | d8 negres rei · b7 negres alfil · b6 blanques peó · d6 blanques rei · e6 blanques alfil | d8 negres rei · b7 negres alfil · b6 blanques peó · d6 blanques rei · e6 blanques alfil | d8 negres rei · b7 negres alfil · b6 blanques peó · d6 blanques rei · e6 blanques alfil | d8 negres rei · b7 negres alfil · b6 blanques peó · d6 blanques rei · e6 blanques alfil | d8 negres rei · b7 negres alfil · b6 blanques peó · d6 blanques rei · e6 blanques alfil | 7 |
| 6 | d8 negres rei · b7 negres alfil · b6 blanques peó · d6 blanques rei · e6 blanques alfil | d8 negres rei · b7 negres alfil · b6 blanques peó · d6 blanques rei · e6 blanques alfil | d8 negres rei · b7 negres alfil · b6 blanques peó · d6 blanques rei · e6 blanques alfil | d8 negres rei · b7 negres alfil · b6 blanques peó · d6 blanques rei · e6 blanques alfil | d8 negres rei · b7 negres alfil · b6 blanques peó · d6 blanques rei · e6 blanques alfil | d8 negres rei · b7 negres alfil · b6 blanques peó · d6 blanques rei · e6 blanques alfil | d8 negres rei · b7 negres alfil · b6 blanques peó · d6 blanques rei · e6 blanques alfil | d8 negres rei · b7 negres alfil · b6 blanques peó · d6 blanques rei · e6 blanques alfil | 6 |
| 5 | d8 negres rei · b7 negres alfil · b6 blanques peó · d6 blanques rei · e6 blanques alfil | d8 negres rei · b7 negres alfil · b6 blanques peó · d6 blanques rei · e6 blanques alfil | d8 negres rei · b7 negres alfil · b6 blanques peó · d6 blanques rei · e6 blanques alfil | d8 negres rei · b7 negres alfil · b6 blanques peó · d6 blanques rei · e6 blanques alfil | d8 negres rei · b7 negres alfil · b6 blanques peó · d6 blanques rei · e6 blanques alfil | d8 negres rei · b7 negres alfil · b6 blanques peó · d6 blanques rei · e6 blanques alfil | d8 negres rei · b7 negres alfil · b6 blanques peó · d6 blanques rei · e6 blanques alfil | d8 negres rei · b7 negres alfil · b6 blanques peó · d6 blanques rei · e6 blanques alfil | 5 |
| 4 | d8 negres rei · b7 negres alfil · b6 blanques peó · d6 blanques rei · e6 blanques alfil | d8 negres rei · b7 negres alfil · b6 blanques peó · d6 blanques rei · e6 blanques alfil | d8 negres rei · b7 negres alfil · b6 blanques peó · d6 blanques rei · e6 blanques alfil | d8 negres rei · b7 negres alfil · b6 blanques peó · d6 blanques rei · e6 blanques alfil | d8 negres rei · b7 negres alfil · b6 blanques peó · d6 blanques rei · e6 blanques alfil | d8 negres rei · b7 negres alfil · b6 blanques peó · d6 blanques rei · e6 blanques alfil | d8 negres rei · b7 negres alfil · b6 blanques peó · d6 blanques rei · e6 blanques alfil | d8 negres rei · b7 negres alfil · b6 blanques peó · d6 blanques rei · e6 blanques alfil | 4 |
| 3 | d8 negres rei · b7 negres alfil · b6 blanques peó · d6 blanques rei · e6 blanques alfil | d8 negres rei · b7 negres alfil · b6 blanques peó · d6 blanques rei · e6 blanques alfil | d8 negres rei · b7 negres alfil · b6 blanques peó · d6 blanques rei · e6 blanques alfil | d8 negres rei · b7 negres alfil · b6 blanques peó · d6 blanques rei · e6 blanques alfil | d8 negres rei · b7 negres alfil · b6 blanques peó · d6 blanques rei · e6 blanques alfil | d8 negres rei · b7 negres alfil · b6 blanques peó · d6 blanques rei · e6 blanques alfil | d8 negres rei · b7 negres alfil · b6 blanques peó · d6 blanques rei · e6 blanques alfil | d8 negres rei · b7 negres alfil · b6 blanques peó · d6 blanques rei · e6 blanques alfil | 3 |
| 2 | d8 negres rei · b7 negres alfil · b6 blanques peó · d6 blanques rei · e6 blanques alfil | d8 negres rei · b7 negres alfil · b6 blanques peó · d6 blanques rei · e6 blanques alfil | d8 negres rei · b7 negres alfil · b6 blanques peó · d6 blanques rei · e6 blanques alfil | d8 negres rei · b7 negres alfil · b6 blanques peó · d6 blanques rei · e6 blanques alfil | d8 negres rei · b7 negres alfil · b6 blanques peó · d6 blanques rei · e6 blanques alfil | d8 negres rei · b7 negres alfil · b6 blanques peó · d6 blanques rei · e6 blanques alfil | d8 negres rei · b7 negres alfil · b6 blanques peó · d6 blanques rei · e6 blanques alfil | d8 negres rei · b7 negres alfil · b6 blanques peó · d6 blanques rei · e6 blanques alfil | 2 |
| 1 | d8 negres rei · b7 negres alfil · b6 blanques peó · d6 blanques rei · e6 blanques alfil | d8 negres rei · b7 negres alfil · b6 blanques peó · d6 blanques rei · e6 blanques alfil | d8 negres rei · b7 negres alfil · b6 blanques peó · d6 blanques rei · e6 blanques alfil | d8 negres rei · b7 negres alfil · b6 blanques peó · d6 blanques rei · e6 blanques alfil | d8 negres rei · b7 negres alfil · b6 blanques peó · d6 blanques rei · e6 blanques alfil | d8 negres rei · b7 negres alfil · b6 blanques peó · d6 blanques rei · e6 blanques alfil | d8 negres rei · b7 negres alfil · b6 blanques peó · d6 blanques rei · e6 blanques alfil | d8 negres rei · b7 negres alfil · b6 blanques peó · d6 blanques rei · e6 blanques alfil | 1 |
|   | a                                                                                       | b                                                                                       | c                                                                                       | d                                                                                       | e                                                                                       | f                                                                                       | g                                                                                       | h                                                                                       |   |

En aquesta posició de Benko, les blanques haurien de guanyar, però cometen un error i cauen en zugzwang, cosa que permet que les negres entaulin
1. Rd6? Ab7
2. Ad7 Af3
3. Ae6 Ab7!
i les negres fan taules perquè les blanques són en zugzwang (Fine & Benko 2003:153–54).

### En un estudi
|   | a                                                                   | b                                                                   | c                                                                   | d                                                                   | e                                                                   | f                                                                   | g                                                                   | h                                                                   |   |
| 8 | c7 blanques rei · b5 negres rei · b4 negres peó · b1 blanques torre | c7 blanques rei · b5 negres rei · b4 negres peó · b1 blanques torre | c7 blanques rei · b5 negres rei · b4 negres peó · b1 blanques torre | c7 blanques rei · b5 negres rei · b4 negres peó · b1 blanques torre | c7 blanques rei · b5 negres rei · b4 negres peó · b1 blanques torre | c7 blanques rei · b5 negres rei · b4 negres peó · b1 blanques torre | c7 blanques rei · b5 negres rei · b4 negres peó · b1 blanques torre | c7 blanques rei · b5 negres rei · b4 negres peó · b1 blanques torre | 8 |
| 7 | c7 blanques rei · b5 negres rei · b4 negres peó · b1 blanques torre | c7 blanques rei · b5 negres rei · b4 negres peó · b1 blanques torre | c7 blanques rei · b5 negres rei · b4 negres peó · b1 blanques torre | c7 blanques rei · b5 negres rei · b4 negres peó · b1 blanques torre | c7 blanques rei · b5 negres rei · b4 negres peó · b1 blanques torre | c7 blanques rei · b5 negres rei · b4 negres peó · b1 blanques torre | c7 blanques rei · b5 negres rei · b4 negres peó · b1 blanques torre | c7 blanques rei · b5 negres rei · b4 negres peó · b1 blanques torre | 7 |
| 6 | c7 blanques rei · b5 negres rei · b4 negres peó · b1 blanques torre | c7 blanques rei · b5 negres rei · b4 negres peó · b1 blanques torre | c7 blanques rei · b5 negres rei · b4 negres peó · b1 blanques torre | c7 blanques rei · b5 negres rei · b4 negres peó · b1 blanques torre | c7 blanques rei · b5 negres rei · b4 negres peó · b1 blanques torre | c7 blanques rei · b5 negres rei · b4 negres peó · b1 blanques torre | c7 blanques rei · b5 negres rei · b4 negres peó · b1 blanques torre | c7 blanques rei · b5 negres rei · b4 negres peó · b1 blanques torre | 6 |
| 5 | c7 blanques rei · b5 negres rei · b4 negres peó · b1 blanques torre | c7 blanques rei · b5 negres rei · b4 negres peó · b1 blanques torre | c7 blanques rei · b5 negres rei · b4 negres peó · b1 blanques torre | c7 blanques rei · b5 negres rei · b4 negres peó · b1 blanques torre | c7 blanques rei · b5 negres rei · b4 negres peó · b1 blanques torre | c7 blanques rei · b5 negres rei · b4 negres peó · b1 blanques torre | c7 blanques rei · b5 negres rei · b4 negres peó · b1 blanques torre | c7 blanques rei · b5 negres rei · b4 negres peó · b1 blanques torre | 5 |
| 4 | c7 blanques rei · b5 negres rei · b4 negres peó · b1 blanques torre | c7 blanques rei · b5 negres rei · b4 negres peó · b1 blanques torre | c7 blanques rei · b5 negres rei · b4 negres peó · b1 blanques torre | c7 blanques rei · b5 negres rei · b4 negres peó · b1 blanques torre | c7 blanques rei · b5 negres rei · b4 negres peó · b1 blanques torre | c7 blanques rei · b5 negres rei · b4 negres peó · b1 blanques torre | c7 blanques rei · b5 negres rei · b4 negres peó · b1 blanques torre | c7 blanques rei · b5 negres rei · b4 negres peó · b1 blanques torre | 4 |
| 3 | c7 blanques rei · b5 negres rei · b4 negres peó · b1 blanques torre | c7 blanques rei · b5 negres rei · b4 negres peó · b1 blanques torre | c7 blanques rei · b5 negres rei · b4 negres peó · b1 blanques torre | c7 blanques rei · b5 negres rei · b4 negres peó · b1 blanques torre | c7 blanques rei · b5 negres rei · b4 negres peó · b1 blanques torre | c7 blanques rei · b5 negres rei · b4 negres peó · b1 blanques torre | c7 blanques rei · b5 negres rei · b4 negres peó · b1 blanques torre | c7 blanques rei · b5 negres rei · b4 negres peó · b1 blanques torre | 3 |
| 2 | c7 blanques rei · b5 negres rei · b4 negres peó · b1 blanques torre | c7 blanques rei · b5 negres rei · b4 negres peó · b1 blanques torre | c7 blanques rei · b5 negres rei · b4 negres peó · b1 blanques torre | c7 blanques rei · b5 negres rei · b4 negres peó · b1 blanques torre | c7 blanques rei · b5 negres rei · b4 negres peó · b1 blanques torre | c7 blanques rei · b5 negres rei · b4 negres peó · b1 blanques torre | c7 blanques rei · b5 negres rei · b4 negres peó · b1 blanques torre | c7 blanques rei · b5 negres rei · b4 negres peó · b1 blanques torre | 2 |
| 1 | c7 blanques rei · b5 negres rei · b4 negres peó · b1 blanques torre | c7 blanques rei · b5 negres rei · b4 negres peó · b1 blanques torre | c7 blanques rei · b5 negres rei · b4 negres peó · b1 blanques torre | c7 blanques rei · b5 negres rei · b4 negres peó · b1 blanques torre | c7 blanques rei · b5 negres rei · b4 negres peó · b1 blanques torre | c7 blanques rei · b5 negres rei · b4 negres peó · b1 blanques torre | c7 blanques rei · b5 negres rei · b4 negres peó · b1 blanques torre | c7 blanques rei · b5 negres rei · b4 negres peó · b1 blanques torre | 1 |
|   | a                                                                   | b                                                                   | c                                                                   | d                                                                   | e                                                                   | f                                                                   | g                                                                   | h                                                                   |   |

Aquesta posició és un estudi de final d'Amelung, de 1901. Les blanques juguen i guanyen prenent l'oposició després de 1. Rb7! que posa les negres en zugzwang, per ex. 1... Rc4 2. Rb6 b3 3. Ra5 Rc3 4. Ra4 b2 5. Ra3 i les blanques guanyen el peó. El 1956 Ilyia Maizelis va indicar que si juguessin les negres poden prendre l'oposició i posar les blanques en zugzwang:
1... Rc5!
2. Rb7 Rb5!
3. Ra7 Ra5!
i les blanques no poden progressar (Angos 2005:109–10).

## Zugzwang al mig joc i en finals complexos
Alex Angos indica que, "A mesura que augmenta el nombre de peces a l'escaquer, la probabilitat que hi hagi un zugzwang decreix." (Angos 2005:178) D'aquesta manera, el zugzwang es veu molt rarament al mig joc (Angos 2005:183).

### Sämisch contra Nimzowitsch
|   | a | b | c | d | e | f | g | h |   |
| 8 | g8 negres rei · d7 negres dama · g7 negres peó · a6 negres peó · d6 negres alfil · e6 negres peó · h6 negres peó · d5 negres peó · f5 negres torre · b4 negres peó · d4 blanques peó · e4 negres peó · d3 negres alfil · e3 blanques dama · g3 blanques peó · h3 blanques peó · a2 blanques peó · b2 blanques peó · d2 blanques alfil · f2 negres torre · g2 blanques alfil · b1 blanques cavall · e1 blanques torre · g1 blanques torre · h1 blanques rei | g8 negres rei · d7 negres dama · g7 negres peó · a6 negres peó · d6 negres alfil · e6 negres peó · h6 negres peó · d5 negres peó · f5 negres torre · b4 negres peó · d4 blanques peó · e4 negres peó · d3 negres alfil · e3 blanques dama · g3 blanques peó · h3 blanques peó · a2 blanques peó · b2 blanques peó · d2 blanques alfil · f2 negres torre · g2 blanques alfil · b1 blanques cavall · e1 blanques torre · g1 blanques torre · h1 blanques rei | g8 negres rei · d7 negres dama · g7 negres peó · a6 negres peó · d6 negres alfil · e6 negres peó · h6 negres peó · d5 negres peó · f5 negres torre · b4 negres peó · d4 blanques peó · e4 negres peó · d3 negres alfil · e3 blanques dama · g3 blanques peó · h3 blanques peó · a2 blanques peó · b2 blanques peó · d2 blanques alfil · f2 negres torre · g2 blanques alfil · b1 blanques cavall · e1 blanques torre · g1 blanques torre · h1 blanques rei | g8 negres rei · d7 negres dama · g7 negres peó · a6 negres peó · d6 negres alfil · e6 negres peó · h6 negres peó · d5 negres peó · f5 negres torre · b4 negres peó · d4 blanques peó · e4 negres peó · d3 negres alfil · e3 blanques dama · g3 blanques peó · h3 blanques peó · a2 blanques peó · b2 blanques peó · d2 blanques alfil · f2 negres torre · g2 blanques alfil · b1 blanques cavall · e1 blanques torre · g1 blanques torre · h1 blanques rei | g8 negres rei · d7 negres dama · g7 negres peó · a6 negres peó · d6 negres alfil · e6 negres peó · h6 negres peó · d5 negres peó · f5 negres torre · b4 negres peó · d4 blanques peó · e4 negres peó · d3 negres alfil · e3 blanques dama · g3 blanques peó · h3 blanques peó · a2 blanques peó · b2 blanques peó · d2 blanques alfil · f2 negres torre · g2 blanques alfil · b1 blanques cavall · e1 blanques torre · g1 blanques torre · h1 blanques rei | g8 negres rei · d7 negres dama · g7 negres peó · a6 negres peó · d6 negres alfil · e6 negres peó · h6 negres peó · d5 negres peó · f5 negres torre · b4 negres peó · d4 blanques peó · e4 negres peó · d3 negres alfil · e3 blanques dama · g3 blanques peó · h3 blanques peó · a2 blanques peó · b2 blanques peó · d2 blanques alfil · f2 negres torre · g2 blanques alfil · b1 blanques cavall · e1 blanques torre · g1 blanques torre · h1 blanques rei | g8 negres rei · d7 negres dama · g7 negres peó · a6 negres peó · d6 negres alfil · e6 negres peó · h6 negres peó · d5 negres peó · f5 negres torre · b4 negres peó · d4 blanques peó · e4 negres peó · d3 negres alfil · e3 blanques dama · g3 blanques peó · h3 blanques peó · a2 blanques peó · b2 blanques peó · d2 blanques alfil · f2 negres torre · g2 blanques alfil · b1 blanques cavall · e1 blanques torre · g1 blanques torre · h1 blanques rei | g8 negres rei · d7 negres dama · g7 negres peó · a6 negres peó · d6 negres alfil · e6 negres peó · h6 negres peó · d5 negres peó · f5 negres torre · b4 negres peó · d4 blanques peó · e4 negres peó · d3 negres alfil · e3 blanques dama · g3 blanques peó · h3 blanques peó · a2 blanques peó · b2 blanques peó · d2 blanques alfil · f2 negres torre · g2 blanques alfil · b1 blanques cavall · e1 blanques torre · g1 blanques torre · h1 blanques rei | 8 |
| 7 | g8 negres rei · d7 negres dama · g7 negres peó · a6 negres peó · d6 negres alfil · e6 negres peó · h6 negres peó · d5 negres peó · f5 negres torre · b4 negres peó · d4 blanques peó · e4 negres peó · d3 negres alfil · e3 blanques dama · g3 blanques peó · h3 blanques peó · a2 blanques peó · b2 blanques peó · d2 blanques alfil · f2 negres torre · g2 blanques alfil · b1 blanques cavall · e1 blanques torre · g1 blanques torre · h1 blanques rei | g8 negres rei · d7 negres dama · g7 negres peó · a6 negres peó · d6 negres alfil · e6 negres peó · h6 negres peó · d5 negres peó · f5 negres torre · b4 negres peó · d4 blanques peó · e4 negres peó · d3 negres alfil · e3 blanques dama · g3 blanques peó · h3 blanques peó · a2 blanques peó · b2 blanques peó · d2 blanques alfil · f2 negres torre · g2 blanques alfil · b1 blanques cavall · e1 blanques torre · g1 blanques torre · h1 blanques rei | g8 negres rei · d7 negres dama · g7 negres peó · a6 negres peó · d6 negres alfil · e6 negres peó · h6 negres peó · d5 negres peó · f5 negres torre · b4 negres peó · d4 blanques peó · e4 negres peó · d3 negres alfil · e3 blanques dama · g3 blanques peó · h3 blanques peó · a2 blanques peó · b2 blanques peó · d2 blanques alfil · f2 negres torre · g2 blanques alfil · b1 blanques cavall · e1 blanques torre · g1 blanques torre · h1 blanques rei | g8 negres rei · d7 negres dama · g7 negres peó · a6 negres peó · d6 negres alfil · e6 negres peó · h6 negres peó · d5 negres peó · f5 negres torre · b4 negres peó · d4 blanques peó · e4 negres peó · d3 negres alfil · e3 blanques dama · g3 blanques peó · h3 blanques peó · a2 blanques peó · b2 blanques peó · d2 blanques alfil · f2 negres torre · g2 blanques alfil · b1 blanques cavall · e1 blanques torre · g1 blanques torre · h1 blanques rei | g8 negres rei · d7 negres dama · g7 negres peó · a6 negres peó · d6 negres alfil · e6 negres peó · h6 negres peó · d5 negres peó · f5 negres torre · b4 negres peó · d4 blanques peó · e4 negres peó · d3 negres alfil · e3 blanques dama · g3 blanques peó · h3 blanques peó · a2 blanques peó · b2 blanques peó · d2 blanques alfil · f2 negres torre · g2 blanques alfil · b1 blanques cavall · e1 blanques torre · g1 blanques torre · h1 blanques rei | g8 negres rei · d7 negres dama · g7 negres peó · a6 negres peó · d6 negres alfil · e6 negres peó · h6 negres peó · d5 negres peó · f5 negres torre · b4 negres peó · d4 blanques peó · e4 negres peó · d3 negres alfil · e3 blanques dama · g3 blanques peó · h3 blanques peó · a2 blanques peó · b2 blanques peó · d2 blanques alfil · f2 negres torre · g2 blanques alfil · b1 blanques cavall · e1 blanques torre · g1 blanques torre · h1 blanques rei | g8 negres rei · d7 negres dama · g7 negres peó · a6 negres peó · d6 negres alfil · e6 negres peó · h6 negres peó · d5 negres peó · f5 negres torre · b4 negres peó · d4 blanques peó · e4 negres peó · d3 negres alfil · e3 blanques dama · g3 blanques peó · h3 blanques peó · a2 blanques peó · b2 blanques peó · d2 blanques alfil · f2 negres torre · g2 blanques alfil · b1 blanques cavall · e1 blanques torre · g1 blanques torre · h1 blanques rei | g8 negres rei · d7 negres dama · g7 negres peó · a6 negres peó · d6 negres alfil · e6 negres peó · h6 negres peó · d5 negres peó · f5 negres torre · b4 negres peó · d4 blanques peó · e4 negres peó · d3 negres alfil · e3 blanques dama · g3 blanques peó · h3 blanques peó · a2 blanques peó · b2 blanques peó · d2 blanques alfil · f2 negres torre · g2 blanques alfil · b1 blanques cavall · e1 blanques torre · g1 blanques torre · h1 blanques rei | 7 |
| 6 | g8 negres rei · d7 negres dama · g7 negres peó · a6 negres peó · d6 negres alfil · e6 negres peó · h6 negres peó · d5 negres peó · f5 negres torre · b4 negres peó · d4 blanques peó · e4 negres peó · d3 negres alfil · e3 blanques dama · g3 blanques peó · h3 blanques peó · a2 blanques peó · b2 blanques peó · d2 blanques alfil · f2 negres torre · g2 blanques alfil · b1 blanques cavall · e1 blanques torre · g1 blanques torre · h1 blanques rei | g8 negres rei · d7 negres dama · g7 negres peó · a6 negres peó · d6 negres alfil · e6 negres peó · h6 negres peó · d5 negres peó · f5 negres torre · b4 negres peó · d4 blanques peó · e4 negres peó · d3 negres alfil · e3 blanques dama · g3 blanques peó · h3 blanques peó · a2 blanques peó · b2 blanques peó · d2 blanques alfil · f2 negres torre · g2 blanques alfil · b1 blanques cavall · e1 blanques torre · g1 blanques torre · h1 blanques rei | g8 negres rei · d7 negres dama · g7 negres peó · a6 negres peó · d6 negres alfil · e6 negres peó · h6 negres peó · d5 negres peó · f5 negres torre · b4 negres peó · d4 blanques peó · e4 negres peó · d3 negres alfil · e3 blanques dama · g3 blanques peó · h3 blanques peó · a2 blanques peó · b2 blanques peó · d2 blanques alfil · f2 negres torre · g2 blanques alfil · b1 blanques cavall · e1 blanques torre · g1 blanques torre · h1 blanques rei | g8 negres rei · d7 negres dama · g7 negres peó · a6 negres peó · d6 negres alfil · e6 negres peó · h6 negres peó · d5 negres peó · f5 negres torre · b4 negres peó · d4 blanques peó · e4 negres peó · d3 negres alfil · e3 blanques dama · g3 blanques peó · h3 blanques peó · a2 blanques peó · b2 blanques peó · d2 blanques alfil · f2 negres torre · g2 blanques alfil · b1 blanques cavall · e1 blanques torre · g1 blanques torre · h1 blanques rei | g8 negres rei · d7 negres dama · g7 negres peó · a6 negres peó · d6 negres alfil · e6 negres peó · h6 negres peó · d5 negres peó · f5 negres torre · b4 negres peó · d4 blanques peó · e4 negres peó · d3 negres alfil · e3 blanques dama · g3 blanques peó · h3 blanques peó · a2 blanques peó · b2 blanques peó · d2 blanques alfil · f2 negres torre · g2 blanques alfil · b1 blanques cavall · e1 blanques torre · g1 blanques torre · h1 blanques rei | g8 negres rei · d7 negres dama · g7 negres peó · a6 negres peó · d6 negres alfil · e6 negres peó · h6 negres peó · d5 negres peó · f5 negres torre · b4 negres peó · d4 blanques peó · e4 negres peó · d3 negres alfil · e3 blanques dama · g3 blanques peó · h3 blanques peó · a2 blanques peó · b2 blanques peó · d2 blanques alfil · f2 negres torre · g2 blanques alfil · b1 blanques cavall · e1 blanques torre · g1 blanques torre · h1 blanques rei | g8 negres rei · d7 negres dama · g7 negres peó · a6 negres peó · d6 negres alfil · e6 negres peó · h6 negres peó · d5 negres peó · f5 negres torre · b4 negres peó · d4 blanques peó · e4 negres peó · d3 negres alfil · e3 blanques dama · g3 blanques peó · h3 blanques peó · a2 blanques peó · b2 blanques peó · d2 blanques alfil · f2 negres torre · g2 blanques alfil · b1 blanques cavall · e1 blanques torre · g1 blanques torre · h1 blanques rei | g8 negres rei · d7 negres dama · g7 negres peó · a6 negres peó · d6 negres alfil · e6 negres peó · h6 negres peó · d5 negres peó · f5 negres torre · b4 negres peó · d4 blanques peó · e4 negres peó · d3 negres alfil · e3 blanques dama · g3 blanques peó · h3 blanques peó · a2 blanques peó · b2 blanques peó · d2 blanques alfil · f2 negres torre · g2 blanques alfil · b1 blanques cavall · e1 blanques torre · g1 blanques torre · h1 blanques rei | 6 |
| 5 | g8 negres rei · d7 negres dama · g7 negres peó · a6 negres peó · d6 negres alfil · e6 negres peó · h6 negres peó · d5 negres peó · f5 negres torre · b4 negres peó · d4 blanques peó · e4 negres peó · d3 negres alfil · e3 blanques dama · g3 blanques peó · h3 blanques peó · a2 blanques peó · b2 blanques peó · d2 blanques alfil · f2 negres torre · g2 blanques alfil · b1 blanques cavall · e1 blanques torre · g1 blanques torre · h1 blanques rei | g8 negres rei · d7 negres dama · g7 negres peó · a6 negres peó · d6 negres alfil · e6 negres peó · h6 negres peó · d5 negres peó · f5 negres torre · b4 negres peó · d4 blanques peó · e4 negres peó · d3 negres alfil · e3 blanques dama · g3 blanques peó · h3 blanques peó · a2 blanques peó · b2 blanques peó · d2 blanques alfil · f2 negres torre · g2 blanques alfil · b1 blanques cavall · e1 blanques torre · g1 blanques torre · h1 blanques rei | g8 negres rei · d7 negres dama · g7 negres peó · a6 negres peó · d6 negres alfil · e6 negres peó · h6 negres peó · d5 negres peó · f5 negres torre · b4 negres peó · d4 blanques peó · e4 negres peó · d3 negres alfil · e3 blanques dama · g3 blanques peó · h3 blanques peó · a2 blanques peó · b2 blanques peó · d2 blanques alfil · f2 negres torre · g2 blanques alfil · b1 blanques cavall · e1 blanques torre · g1 blanques torre · h1 blanques rei | g8 negres rei · d7 negres dama · g7 negres peó · a6 negres peó · d6 negres alfil · e6 negres peó · h6 negres peó · d5 negres peó · f5 negres torre · b4 negres peó · d4 blanques peó · e4 negres peó · d3 negres alfil · e3 blanques dama · g3 blanques peó · h3 blanques peó · a2 blanques peó · b2 blanques peó · d2 blanques alfil · f2 negres torre · g2 blanques alfil · b1 blanques cavall · e1 blanques torre · g1 blanques torre · h1 blanques rei | g8 negres rei · d7 negres dama · g7 negres peó · a6 negres peó · d6 negres alfil · e6 negres peó · h6 negres peó · d5 negres peó · f5 negres torre · b4 negres peó · d4 blanques peó · e4 negres peó · d3 negres alfil · e3 blanques dama · g3 blanques peó · h3 blanques peó · a2 blanques peó · b2 blanques peó · d2 blanques alfil · f2 negres torre · g2 blanques alfil · b1 blanques cavall · e1 blanques torre · g1 blanques torre · h1 blanques rei | g8 negres rei · d7 negres dama · g7 negres peó · a6 negres peó · d6 negres alfil · e6 negres peó · h6 negres peó · d5 negres peó · f5 negres torre · b4 negres peó · d4 blanques peó · e4 negres peó · d3 negres alfil · e3 blanques dama · g3 blanques peó · h3 blanques peó · a2 blanques peó · b2 blanques peó · d2 blanques alfil · f2 negres torre · g2 blanques alfil · b1 blanques cavall · e1 blanques torre · g1 blanques torre · h1 blanques rei | g8 negres rei · d7 negres dama · g7 negres peó · a6 negres peó · d6 negres alfil · e6 negres peó · h6 negres peó · d5 negres peó · f5 negres torre · b4 negres peó · d4 blanques peó · e4 negres peó · d3 negres alfil · e3 blanques dama · g3 blanques peó · h3 blanques peó · a2 blanques peó · b2 blanques peó · d2 blanques alfil · f2 negres torre · g2 blanques alfil · b1 blanques cavall · e1 blanques torre · g1 blanques torre · h1 blanques rei | g8 negres rei · d7 negres dama · g7 negres peó · a6 negres peó · d6 negres alfil · e6 negres peó · h6 negres peó · d5 negres peó · f5 negres torre · b4 negres peó · d4 blanques peó · e4 negres peó · d3 negres alfil · e3 blanques dama · g3 blanques peó · h3 blanques peó · a2 blanques peó · b2 blanques peó · d2 blanques alfil · f2 negres torre · g2 blanques alfil · b1 blanques cavall · e1 blanques torre · g1 blanques torre · h1 blanques rei | 5 |
| 4 | g8 negres rei · d7 negres dama · g7 negres peó · a6 negres peó · d6 negres alfil · e6 negres peó · h6 negres peó · d5 negres peó · f5 negres torre · b4 negres peó · d4 blanques peó · e4 negres peó · d3 negres alfil · e3 blanques dama · g3 blanques peó · h3 blanques peó · a2 blanques peó · b2 blanques peó · d2 blanques alfil · f2 negres torre · g2 blanques alfil · b1 blanques cavall · e1 blanques torre · g1 blanques torre · h1 blanques rei | g8 negres rei · d7 negres dama · g7 negres peó · a6 negres peó · d6 negres alfil · e6 negres peó · h6 negres peó · d5 negres peó · f5 negres torre · b4 negres peó · d4 blanques peó · e4 negres peó · d3 negres alfil · e3 blanques dama · g3 blanques peó · h3 blanques peó · a2 blanques peó · b2 blanques peó · d2 blanques alfil · f2 negres torre · g2 blanques alfil · b1 blanques cavall · e1 blanques torre · g1 blanques torre · h1 blanques rei | g8 negres rei · d7 negres dama · g7 negres peó · a6 negres peó · d6 negres alfil · e6 negres peó · h6 negres peó · d5 negres peó · f5 negres torre · b4 negres peó · d4 blanques peó · e4 negres peó · d3 negres alfil · e3 blanques dama · g3 blanques peó · h3 blanques peó · a2 blanques peó · b2 blanques peó · d2 blanques alfil · f2 negres torre · g2 blanques alfil · b1 blanques cavall · e1 blanques torre · g1 blanques torre · h1 blanques rei | g8 negres rei · d7 negres dama · g7 negres peó · a6 negres peó · d6 negres alfil · e6 negres peó · h6 negres peó · d5 negres peó · f5 negres torre · b4 negres peó · d4 blanques peó · e4 negres peó · d3 negres alfil · e3 blanques dama · g3 blanques peó · h3 blanques peó · a2 blanques peó · b2 blanques peó · d2 blanques alfil · f2 negres torre · g2 blanques alfil · b1 blanques cavall · e1 blanques torre · g1 blanques torre · h1 blanques rei | g8 negres rei · d7 negres dama · g7 negres peó · a6 negres peó · d6 negres alfil · e6 negres peó · h6 negres peó · d5 negres peó · f5 negres torre · b4 negres peó · d4 blanques peó · e4 negres peó · d3 negres alfil · e3 blanques dama · g3 blanques peó · h3 blanques peó · a2 blanques peó · b2 blanques peó · d2 blanques alfil · f2 negres torre · g2 blanques alfil · b1 blanques cavall · e1 blanques torre · g1 blanques torre · h1 blanques rei | g8 negres rei · d7 negres dama · g7 negres peó · a6 negres peó · d6 negres alfil · e6 negres peó · h6 negres peó · d5 negres peó · f5 negres torre · b4 negres peó · d4 blanques peó · e4 negres peó · d3 negres alfil · e3 blanques dama · g3 blanques peó · h3 blanques peó · a2 blanques peó · b2 blanques peó · d2 blanques alfil · f2 negres torre · g2 blanques alfil · b1 blanques cavall · e1 blanques torre · g1 blanques torre · h1 blanques rei | g8 negres rei · d7 negres dama · g7 negres peó · a6 negres peó · d6 negres alfil · e6 negres peó · h6 negres peó · d5 negres peó · f5 negres torre · b4 negres peó · d4 blanques peó · e4 negres peó · d3 negres alfil · e3 blanques dama · g3 blanques peó · h3 blanques peó · a2 blanques peó · b2 blanques peó · d2 blanques alfil · f2 negres torre · g2 blanques alfil · b1 blanques cavall · e1 blanques torre · g1 blanques torre · h1 blanques rei | g8 negres rei · d7 negres dama · g7 negres peó · a6 negres peó · d6 negres alfil · e6 negres peó · h6 negres peó · d5 negres peó · f5 negres torre · b4 negres peó · d4 blanques peó · e4 negres peó · d3 negres alfil · e3 blanques dama · g3 blanques peó · h3 blanques peó · a2 blanques peó · b2 blanques peó · d2 blanques alfil · f2 negres torre · g2 blanques alfil · b1 blanques cavall · e1 blanques torre · g1 blanques torre · h1 blanques rei | 4 |
| 3 | g8 negres rei · d7 negres dama · g7 negres peó · a6 negres peó · d6 negres alfil · e6 negres peó · h6 negres peó · d5 negres peó · f5 negres torre · b4 negres peó · d4 blanques peó · e4 negres peó · d3 negres alfil · e3 blanques dama · g3 blanques peó · h3 blanques peó · a2 blanques peó · b2 blanques peó · d2 blanques alfil · f2 negres torre · g2 blanques alfil · b1 blanques cavall · e1 blanques torre · g1 blanques torre · h1 blanques rei | g8 negres rei · d7 negres dama · g7 negres peó · a6 negres peó · d6 negres alfil · e6 negres peó · h6 negres peó · d5 negres peó · f5 negres torre · b4 negres peó · d4 blanques peó · e4 negres peó · d3 negres alfil · e3 blanques dama · g3 blanques peó · h3 blanques peó · a2 blanques peó · b2 blanques peó · d2 blanques alfil · f2 negres torre · g2 blanques alfil · b1 blanques cavall · e1 blanques torre · g1 blanques torre · h1 blanques rei | g8 negres rei · d7 negres dama · g7 negres peó · a6 negres peó · d6 negres alfil · e6 negres peó · h6 negres peó · d5 negres peó · f5 negres torre · b4 negres peó · d4 blanques peó · e4 negres peó · d3 negres alfil · e3 blanques dama · g3 blanques peó · h3 blanques peó · a2 blanques peó · b2 blanques peó · d2 blanques alfil · f2 negres torre · g2 blanques alfil · b1 blanques cavall · e1 blanques torre · g1 blanques torre · h1 blanques rei | g8 negres rei · d7 negres dama · g7 negres peó · a6 negres peó · d6 negres alfil · e6 negres peó · h6 negres peó · d5 negres peó · f5 negres torre · b4 negres peó · d4 blanques peó · e4 negres peó · d3 negres alfil · e3 blanques dama · g3 blanques peó · h3 blanques peó · a2 blanques peó · b2 blanques peó · d2 blanques alfil · f2 negres torre · g2 blanques alfil · b1 blanques cavall · e1 blanques torre · g1 blanques torre · h1 blanques rei | g8 negres rei · d7 negres dama · g7 negres peó · a6 negres peó · d6 negres alfil · e6 negres peó · h6 negres peó · d5 negres peó · f5 negres torre · b4 negres peó · d4 blanques peó · e4 negres peó · d3 negres alfil · e3 blanques dama · g3 blanques peó · h3 blanques peó · a2 blanques peó · b2 blanques peó · d2 blanques alfil · f2 negres torre · g2 blanques alfil · b1 blanques cavall · e1 blanques torre · g1 blanques torre · h1 blanques rei | g8 negres rei · d7 negres dama · g7 negres peó · a6 negres peó · d6 negres alfil · e6 negres peó · h6 negres peó · d5 negres peó · f5 negres torre · b4 negres peó · d4 blanques peó · e4 negres peó · d3 negres alfil · e3 blanques dama · g3 blanques peó · h3 blanques peó · a2 blanques peó · b2 blanques peó · d2 blanques alfil · f2 negres torre · g2 blanques alfil · b1 blanques cavall · e1 blanques torre · g1 blanques torre · h1 blanques rei | g8 negres rei · d7 negres dama · g7 negres peó · a6 negres peó · d6 negres alfil · e6 negres peó · h6 negres peó · d5 negres peó · f5 negres torre · b4 negres peó · d4 blanques peó · e4 negres peó · d3 negres alfil · e3 blanques dama · g3 blanques peó · h3 blanques peó · a2 blanques peó · b2 blanques peó · d2 blanques alfil · f2 negres torre · g2 blanques alfil · b1 blanques cavall · e1 blanques torre · g1 blanques torre · h1 blanques rei | g8 negres rei · d7 negres dama · g7 negres peó · a6 negres peó · d6 negres alfil · e6 negres peó · h6 negres peó · d5 negres peó · f5 negres torre · b4 negres peó · d4 blanques peó · e4 negres peó · d3 negres alfil · e3 blanques dama · g3 blanques peó · h3 blanques peó · a2 blanques peó · b2 blanques peó · d2 blanques alfil · f2 negres torre · g2 blanques alfil · b1 blanques cavall · e1 blanques torre · g1 blanques torre · h1 blanques rei | 3 |
| 2 | g8 negres rei · d7 negres dama · g7 negres peó · a6 negres peó · d6 negres alfil · e6 negres peó · h6 negres peó · d5 negres peó · f5 negres torre · b4 negres peó · d4 blanques peó · e4 negres peó · d3 negres alfil · e3 blanques dama · g3 blanques peó · h3 blanques peó · a2 blanques peó · b2 blanques peó · d2 blanques alfil · f2 negres torre · g2 blanques alfil · b1 blanques cavall · e1 blanques torre · g1 blanques torre · h1 blanques rei | g8 negres rei · d7 negres dama · g7 negres peó · a6 negres peó · d6 negres alfil · e6 negres peó · h6 negres peó · d5 negres peó · f5 negres torre · b4 negres peó · d4 blanques peó · e4 negres peó · d3 negres alfil · e3 blanques dama · g3 blanques peó · h3 blanques peó · a2 blanques peó · b2 blanques peó · d2 blanques alfil · f2 negres torre · g2 blanques alfil · b1 blanques cavall · e1 blanques torre · g1 blanques torre · h1 blanques rei | g8 negres rei · d7 negres dama · g7 negres peó · a6 negres peó · d6 negres alfil · e6 negres peó · h6 negres peó · d5 negres peó · f5 negres torre · b4 negres peó · d4 blanques peó · e4 negres peó · d3 negres alfil · e3 blanques dama · g3 blanques peó · h3 blanques peó · a2 blanques peó · b2 blanques peó · d2 blanques alfil · f2 negres torre · g2 blanques alfil · b1 blanques cavall · e1 blanques torre · g1 blanques torre · h1 blanques rei | g8 negres rei · d7 negres dama · g7 negres peó · a6 negres peó · d6 negres alfil · e6 negres peó · h6 negres peó · d5 negres peó · f5 negres torre · b4 negres peó · d4 blanques peó · e4 negres peó · d3 negres alfil · e3 blanques dama · g3 blanques peó · h3 blanques peó · a2 blanques peó · b2 blanques peó · d2 blanques alfil · f2 negres torre · g2 blanques alfil · b1 blanques cavall · e1 blanques torre · g1 blanques torre · h1 blanques rei | g8 negres rei · d7 negres dama · g7 negres peó · a6 negres peó · d6 negres alfil · e6 negres peó · h6 negres peó · d5 negres peó · f5 negres torre · b4 negres peó · d4 blanques peó · e4 negres peó · d3 negres alfil · e3 blanques dama · g3 blanques peó · h3 blanques peó · a2 blanques peó · b2 blanques peó · d2 blanques alfil · f2 negres torre · g2 blanques alfil · b1 blanques cavall · e1 blanques torre · g1 blanques torre · h1 blanques rei | g8 negres rei · d7 negres dama · g7 negres peó · a6 negres peó · d6 negres alfil · e6 negres peó · h6 negres peó · d5 negres peó · f5 negres torre · b4 negres peó · d4 blanques peó · e4 negres peó · d3 negres alfil · e3 blanques dama · g3 blanques peó · h3 blanques peó · a2 blanques peó · b2 blanques peó · d2 blanques alfil · f2 negres torre · g2 blanques alfil · b1 blanques cavall · e1 blanques torre · g1 blanques torre · h1 blanques rei | g8 negres rei · d7 negres dama · g7 negres peó · a6 negres peó · d6 negres alfil · e6 negres peó · h6 negres peó · d5 negres peó · f5 negres torre · b4 negres peó · d4 blanques peó · e4 negres peó · d3 negres alfil · e3 blanques dama · g3 blanques peó · h3 blanques peó · a2 blanques peó · b2 blanques peó · d2 blanques alfil · f2 negres torre · g2 blanques alfil · b1 blanques cavall · e1 blanques torre · g1 blanques torre · h1 blanques rei | g8 negres rei · d7 negres dama · g7 negres peó · a6 negres peó · d6 negres alfil · e6 negres peó · h6 negres peó · d5 negres peó · f5 negres torre · b4 negres peó · d4 blanques peó · e4 negres peó · d3 negres alfil · e3 blanques dama · g3 blanques peó · h3 blanques peó · a2 blanques peó · b2 blanques peó · d2 blanques alfil · f2 negres torre · g2 blanques alfil · b1 blanques cavall · e1 blanques torre · g1 blanques torre · h1 blanques rei | 2 |
| 1 | g8 negres rei · d7 negres dama · g7 negres peó · a6 negres peó · d6 negres alfil · e6 negres peó · h6 negres peó · d5 negres peó · f5 negres torre · b4 negres peó · d4 blanques peó · e4 negres peó · d3 negres alfil · e3 blanques dama · g3 blanques peó · h3 blanques peó · a2 blanques peó · b2 blanques peó · d2 blanques alfil · f2 negres torre · g2 blanques alfil · b1 blanques cavall · e1 blanques torre · g1 blanques torre · h1 blanques rei | g8 negres rei · d7 negres dama · g7 negres peó · a6 negres peó · d6 negres alfil · e6 negres peó · h6 negres peó · d5 negres peó · f5 negres torre · b4 negres peó · d4 blanques peó · e4 negres peó · d3 negres alfil · e3 blanques dama · g3 blanques peó · h3 blanques peó · a2 blanques peó · b2 blanques peó · d2 blanques alfil · f2 negres torre · g2 blanques alfil · b1 blanques cavall · e1 blanques torre · g1 blanques torre · h1 blanques rei | g8 negres rei · d7 negres dama · g7 negres peó · a6 negres peó · d6 negres alfil · e6 negres peó · h6 negres peó · d5 negres peó · f5 negres torre · b4 negres peó · d4 blanques peó · e4 negres peó · d3 negres alfil · e3 blanques dama · g3 blanques peó · h3 blanques peó · a2 blanques peó · b2 blanques peó · d2 blanques alfil · f2 negres torre · g2 blanques alfil · b1 blanques cavall · e1 blanques torre · g1 blanques torre · h1 blanques rei | g8 negres rei · d7 negres dama · g7 negres peó · a6 negres peó · d6 negres alfil · e6 negres peó · h6 negres peó · d5 negres peó · f5 negres torre · b4 negres peó · d4 blanques peó · e4 negres peó · d3 negres alfil · e3 blanques dama · g3 blanques peó · h3 blanques peó · a2 blanques peó · b2 blanques peó · d2 blanques alfil · f2 negres torre · g2 blanques alfil · b1 blanques cavall · e1 blanques torre · g1 blanques torre · h1 blanques rei | g8 negres rei · d7 negres dama · g7 negres peó · a6 negres peó · d6 negres alfil · e6 negres peó · h6 negres peó · d5 negres peó · f5 negres torre · b4 negres peó · d4 blanques peó · e4 negres peó · d3 negres alfil · e3 blanques dama · g3 blanques peó · h3 blanques peó · a2 blanques peó · b2 blanques peó · d2 blanques alfil · f2 negres torre · g2 blanques alfil · b1 blanques cavall · e1 blanques torre · g1 blanques torre · h1 blanques rei | g8 negres rei · d7 negres dama · g7 negres peó · a6 negres peó · d6 negres alfil · e6 negres peó · h6 negres peó · d5 negres peó · f5 negres torre · b4 negres peó · d4 blanques peó · e4 negres peó · d3 negres alfil · e3 blanques dama · g3 blanques peó · h3 blanques peó · a2 blanques peó · b2 blanques peó · d2 blanques alfil · f2 negres torre · g2 blanques alfil · b1 blanques cavall · e1 blanques torre · g1 blanques torre · h1 blanques rei | g8 negres rei · d7 negres dama · g7 negres peó · a6 negres peó · d6 negres alfil · e6 negres peó · h6 negres peó · d5 negres peó · f5 negres torre · b4 negres peó · d4 blanques peó · e4 negres peó · d3 negres alfil · e3 blanques dama · g3 blanques peó · h3 blanques peó · a2 blanques peó · b2 blanques peó · d2 blanques alfil · f2 negres torre · g2 blanques alfil · b1 blanques cavall · e1 blanques torre · g1 blanques torre · h1 blanques rei | g8 negres rei · d7 negres dama · g7 negres peó · a6 negres peó · d6 negres alfil · e6 negres peó · h6 negres peó · d5 negres peó · f5 negres torre · b4 negres peó · d4 blanques peó · e4 negres peó · d3 negres alfil · e3 blanques dama · g3 blanques peó · h3 blanques peó · a2 blanques peó · b2 blanques peó · d2 blanques alfil · f2 negres torre · g2 blanques alfil · b1 blanques cavall · e1 blanques torre · g1 blanques torre · h1 blanques rei | 1 |
|   | a | b | c | d | e | f | g | h |   |

La partida Fritz Sämisch contra Aron Nimzowitsch, Copenhaguen 1923, és anomenada normalment "La Immortal del Zugzwang". Alguns consideren la posició final com un cas extremadament rar de zugzwang en el mig joc (Reinfeld 1958:90). Va posar fi a les blanques abandonant a la posició del diagrama.
Les blanques tenen uns pocs moviments de peó que no perden material, però hauran d'acabar movent alguna de les seves peces. Si fan 1.Tc1 o Td1, llavors 1...Te2 atrapa la dama blanca; 1.Rh2 falla per 1...T5f3, també atrapant la dama, de manera que les blanques no poden fer 2.Axf3 perquè l'alfil està clavat; 1.g4 provoca 1...T5f3 2.Axf3? Th2 mat. Angos analitza 1.a3 a5 2.axb4 axb4 3.h4 Rh8 (esperant) 4.b3 Tg8 i les blanques s'han quedat sense jugades d'espera i han de perdre material. Millor en aquesta línia és 5.Cc3!? bxc3 6.bxc3, que només deixa les negres amb un clar avantatge posicional i un peó de més (Angos 2005:180). D'altres moviments perden material de diverses maneres òbvies.
De tota manera, i com que les negres guanyarien fins i tot sense el zugzwang (Nunn 1981:86), és debatible fins a quin punt la posició és un zugzwang veritable. Fins i tot encara que les blanques poguessin passar, la seva posició seguiria estant perduda, tot i que trigaria més, després de 1...T5f3 2.Axf3 Txf3, atrapant la dama i guanyant dama i alfil per dues torres (Horowitz 1971:182). Wolfgang Heidenfeld considera erroni anomenar zugzwang aquesta posició (Golombek 1977). Vegeu també Partida Immortal del Zugzwang: Objeccions al nom.

### Steinitz contra Lasker
|   | a | b | c | d | e | f | g | h |   |
| 8 | g8 negres torre · b7 negres rei · c7 negres peó · b6 negres peó · c6 negres alfil · a5 negres peó · d5 negres dama · f5 blanques peó · g5 blanques alfil · a4 blanques peó · c4 negres peó · d4 blanques peó · h4 negres peó · c3 blanques peó · h3 blanques peó · d2 blanques dama · h2 blanques rei · f1 blanques torre | g8 negres torre · b7 negres rei · c7 negres peó · b6 negres peó · c6 negres alfil · a5 negres peó · d5 negres dama · f5 blanques peó · g5 blanques alfil · a4 blanques peó · c4 negres peó · d4 blanques peó · h4 negres peó · c3 blanques peó · h3 blanques peó · d2 blanques dama · h2 blanques rei · f1 blanques torre | g8 negres torre · b7 negres rei · c7 negres peó · b6 negres peó · c6 negres alfil · a5 negres peó · d5 negres dama · f5 blanques peó · g5 blanques alfil · a4 blanques peó · c4 negres peó · d4 blanques peó · h4 negres peó · c3 blanques peó · h3 blanques peó · d2 blanques dama · h2 blanques rei · f1 blanques torre | g8 negres torre · b7 negres rei · c7 negres peó · b6 negres peó · c6 negres alfil · a5 negres peó · d5 negres dama · f5 blanques peó · g5 blanques alfil · a4 blanques peó · c4 negres peó · d4 blanques peó · h4 negres peó · c3 blanques peó · h3 blanques peó · d2 blanques dama · h2 blanques rei · f1 blanques torre | g8 negres torre · b7 negres rei · c7 negres peó · b6 negres peó · c6 negres alfil · a5 negres peó · d5 negres dama · f5 blanques peó · g5 blanques alfil · a4 blanques peó · c4 negres peó · d4 blanques peó · h4 negres peó · c3 blanques peó · h3 blanques peó · d2 blanques dama · h2 blanques rei · f1 blanques torre | g8 negres torre · b7 negres rei · c7 negres peó · b6 negres peó · c6 negres alfil · a5 negres peó · d5 negres dama · f5 blanques peó · g5 blanques alfil · a4 blanques peó · c4 negres peó · d4 blanques peó · h4 negres peó · c3 blanques peó · h3 blanques peó · d2 blanques dama · h2 blanques rei · f1 blanques torre | g8 negres torre · b7 negres rei · c7 negres peó · b6 negres peó · c6 negres alfil · a5 negres peó · d5 negres dama · f5 blanques peó · g5 blanques alfil · a4 blanques peó · c4 negres peó · d4 blanques peó · h4 negres peó · c3 blanques peó · h3 blanques peó · d2 blanques dama · h2 blanques rei · f1 blanques torre | g8 negres torre · b7 negres rei · c7 negres peó · b6 negres peó · c6 negres alfil · a5 negres peó · d5 negres dama · f5 blanques peó · g5 blanques alfil · a4 blanques peó · c4 negres peó · d4 blanques peó · h4 negres peó · c3 blanques peó · h3 blanques peó · d2 blanques dama · h2 blanques rei · f1 blanques torre | 8 |
| 7 | g8 negres torre · b7 negres rei · c7 negres peó · b6 negres peó · c6 negres alfil · a5 negres peó · d5 negres dama · f5 blanques peó · g5 blanques alfil · a4 blanques peó · c4 negres peó · d4 blanques peó · h4 negres peó · c3 blanques peó · h3 blanques peó · d2 blanques dama · h2 blanques rei · f1 blanques torre | g8 negres torre · b7 negres rei · c7 negres peó · b6 negres peó · c6 negres alfil · a5 negres peó · d5 negres dama · f5 blanques peó · g5 blanques alfil · a4 blanques peó · c4 negres peó · d4 blanques peó · h4 negres peó · c3 blanques peó · h3 blanques peó · d2 blanques dama · h2 blanques rei · f1 blanques torre | g8 negres torre · b7 negres rei · c7 negres peó · b6 negres peó · c6 negres alfil · a5 negres peó · d5 negres dama · f5 blanques peó · g5 blanques alfil · a4 blanques peó · c4 negres peó · d4 blanques peó · h4 negres peó · c3 blanques peó · h3 blanques peó · d2 blanques dama · h2 blanques rei · f1 blanques torre | g8 negres torre · b7 negres rei · c7 negres peó · b6 negres peó · c6 negres alfil · a5 negres peó · d5 negres dama · f5 blanques peó · g5 blanques alfil · a4 blanques peó · c4 negres peó · d4 blanques peó · h4 negres peó · c3 blanques peó · h3 blanques peó · d2 blanques dama · h2 blanques rei · f1 blanques torre | g8 negres torre · b7 negres rei · c7 negres peó · b6 negres peó · c6 negres alfil · a5 negres peó · d5 negres dama · f5 blanques peó · g5 blanques alfil · a4 blanques peó · c4 negres peó · d4 blanques peó · h4 negres peó · c3 blanques peó · h3 blanques peó · d2 blanques dama · h2 blanques rei · f1 blanques torre | g8 negres torre · b7 negres rei · c7 negres peó · b6 negres peó · c6 negres alfil · a5 negres peó · d5 negres dama · f5 blanques peó · g5 blanques alfil · a4 blanques peó · c4 negres peó · d4 blanques peó · h4 negres peó · c3 blanques peó · h3 blanques peó · d2 blanques dama · h2 blanques rei · f1 blanques torre | g8 negres torre · b7 negres rei · c7 negres peó · b6 negres peó · c6 negres alfil · a5 negres peó · d5 negres dama · f5 blanques peó · g5 blanques alfil · a4 blanques peó · c4 negres peó · d4 blanques peó · h4 negres peó · c3 blanques peó · h3 blanques peó · d2 blanques dama · h2 blanques rei · f1 blanques torre | g8 negres torre · b7 negres rei · c7 negres peó · b6 negres peó · c6 negres alfil · a5 negres peó · d5 negres dama · f5 blanques peó · g5 blanques alfil · a4 blanques peó · c4 negres peó · d4 blanques peó · h4 negres peó · c3 blanques peó · h3 blanques peó · d2 blanques dama · h2 blanques rei · f1 blanques torre | 7 |
| 6 | g8 negres torre · b7 negres rei · c7 negres peó · b6 negres peó · c6 negres alfil · a5 negres peó · d5 negres dama · f5 blanques peó · g5 blanques alfil · a4 blanques peó · c4 negres peó · d4 blanques peó · h4 negres peó · c3 blanques peó · h3 blanques peó · d2 blanques dama · h2 blanques rei · f1 blanques torre | g8 negres torre · b7 negres rei · c7 negres peó · b6 negres peó · c6 negres alfil · a5 negres peó · d5 negres dama · f5 blanques peó · g5 blanques alfil · a4 blanques peó · c4 negres peó · d4 blanques peó · h4 negres peó · c3 blanques peó · h3 blanques peó · d2 blanques dama · h2 blanques rei · f1 blanques torre | g8 negres torre · b7 negres rei · c7 negres peó · b6 negres peó · c6 negres alfil · a5 negres peó · d5 negres dama · f5 blanques peó · g5 blanques alfil · a4 blanques peó · c4 negres peó · d4 blanques peó · h4 negres peó · c3 blanques peó · h3 blanques peó · d2 blanques dama · h2 blanques rei · f1 blanques torre | g8 negres torre · b7 negres rei · c7 negres peó · b6 negres peó · c6 negres alfil · a5 negres peó · d5 negres dama · f5 blanques peó · g5 blanques alfil · a4 blanques peó · c4 negres peó · d4 blanques peó · h4 negres peó · c3 blanques peó · h3 blanques peó · d2 blanques dama · h2 blanques rei · f1 blanques torre | g8 negres torre · b7 negres rei · c7 negres peó · b6 negres peó · c6 negres alfil · a5 negres peó · d5 negres dama · f5 blanques peó · g5 blanques alfil · a4 blanques peó · c4 negres peó · d4 blanques peó · h4 negres peó · c3 blanques peó · h3 blanques peó · d2 blanques dama · h2 blanques rei · f1 blanques torre | g8 negres torre · b7 negres rei · c7 negres peó · b6 negres peó · c6 negres alfil · a5 negres peó · d5 negres dama · f5 blanques peó · g5 blanques alfil · a4 blanques peó · c4 negres peó · d4 blanques peó · h4 negres peó · c3 blanques peó · h3 blanques peó · d2 blanques dama · h2 blanques rei · f1 blanques torre | g8 negres torre · b7 negres rei · c7 negres peó · b6 negres peó · c6 negres alfil · a5 negres peó · d5 negres dama · f5 blanques peó · g5 blanques alfil · a4 blanques peó · c4 negres peó · d4 blanques peó · h4 negres peó · c3 blanques peó · h3 blanques peó · d2 blanques dama · h2 blanques rei · f1 blanques torre | g8 negres torre · b7 negres rei · c7 negres peó · b6 negres peó · c6 negres alfil · a5 negres peó · d5 negres dama · f5 blanques peó · g5 blanques alfil · a4 blanques peó · c4 negres peó · d4 blanques peó · h4 negres peó · c3 blanques peó · h3 blanques peó · d2 blanques dama · h2 blanques rei · f1 blanques torre | 6 |
| 5 | g8 negres torre · b7 negres rei · c7 negres peó · b6 negres peó · c6 negres alfil · a5 negres peó · d5 negres dama · f5 blanques peó · g5 blanques alfil · a4 blanques peó · c4 negres peó · d4 blanques peó · h4 negres peó · c3 blanques peó · h3 blanques peó · d2 blanques dama · h2 blanques rei · f1 blanques torre | g8 negres torre · b7 negres rei · c7 negres peó · b6 negres peó · c6 negres alfil · a5 negres peó · d5 negres dama · f5 blanques peó · g5 blanques alfil · a4 blanques peó · c4 negres peó · d4 blanques peó · h4 negres peó · c3 blanques peó · h3 blanques peó · d2 blanques dama · h2 blanques rei · f1 blanques torre | g8 negres torre · b7 negres rei · c7 negres peó · b6 negres peó · c6 negres alfil · a5 negres peó · d5 negres dama · f5 blanques peó · g5 blanques alfil · a4 blanques peó · c4 negres peó · d4 blanques peó · h4 negres peó · c3 blanques peó · h3 blanques peó · d2 blanques dama · h2 blanques rei · f1 blanques torre | g8 negres torre · b7 negres rei · c7 negres peó · b6 negres peó · c6 negres alfil · a5 negres peó · d5 negres dama · f5 blanques peó · g5 blanques alfil · a4 blanques peó · c4 negres peó · d4 blanques peó · h4 negres peó · c3 blanques peó · h3 blanques peó · d2 blanques dama · h2 blanques rei · f1 blanques torre | g8 negres torre · b7 negres rei · c7 negres peó · b6 negres peó · c6 negres alfil · a5 negres peó · d5 negres dama · f5 blanques peó · g5 blanques alfil · a4 blanques peó · c4 negres peó · d4 blanques peó · h4 negres peó · c3 blanques peó · h3 blanques peó · d2 blanques dama · h2 blanques rei · f1 blanques torre | g8 negres torre · b7 negres rei · c7 negres peó · b6 negres peó · c6 negres alfil · a5 negres peó · d5 negres dama · f5 blanques peó · g5 blanques alfil · a4 blanques peó · c4 negres peó · d4 blanques peó · h4 negres peó · c3 blanques peó · h3 blanques peó · d2 blanques dama · h2 blanques rei · f1 blanques torre | g8 negres torre · b7 negres rei · c7 negres peó · b6 negres peó · c6 negres alfil · a5 negres peó · d5 negres dama · f5 blanques peó · g5 blanques alfil · a4 blanques peó · c4 negres peó · d4 blanques peó · h4 negres peó · c3 blanques peó · h3 blanques peó · d2 blanques dama · h2 blanques rei · f1 blanques torre | g8 negres torre · b7 negres rei · c7 negres peó · b6 negres peó · c6 negres alfil · a5 negres peó · d5 negres dama · f5 blanques peó · g5 blanques alfil · a4 blanques peó · c4 negres peó · d4 blanques peó · h4 negres peó · c3 blanques peó · h3 blanques peó · d2 blanques dama · h2 blanques rei · f1 blanques torre | 5 |
| 4 | g8 negres torre · b7 negres rei · c7 negres peó · b6 negres peó · c6 negres alfil · a5 negres peó · d5 negres dama · f5 blanques peó · g5 blanques alfil · a4 blanques peó · c4 negres peó · d4 blanques peó · h4 negres peó · c3 blanques peó · h3 blanques peó · d2 blanques dama · h2 blanques rei · f1 blanques torre | g8 negres torre · b7 negres rei · c7 negres peó · b6 negres peó · c6 negres alfil · a5 negres peó · d5 negres dama · f5 blanques peó · g5 blanques alfil · a4 blanques peó · c4 negres peó · d4 blanques peó · h4 negres peó · c3 blanques peó · h3 blanques peó · d2 blanques dama · h2 blanques rei · f1 blanques torre | g8 negres torre · b7 negres rei · c7 negres peó · b6 negres peó · c6 negres alfil · a5 negres peó · d5 negres dama · f5 blanques peó · g5 blanques alfil · a4 blanques peó · c4 negres peó · d4 blanques peó · h4 negres peó · c3 blanques peó · h3 blanques peó · d2 blanques dama · h2 blanques rei · f1 blanques torre | g8 negres torre · b7 negres rei · c7 negres peó · b6 negres peó · c6 negres alfil · a5 negres peó · d5 negres dama · f5 blanques peó · g5 blanques alfil · a4 blanques peó · c4 negres peó · d4 blanques peó · h4 negres peó · c3 blanques peó · h3 blanques peó · d2 blanques dama · h2 blanques rei · f1 blanques torre | g8 negres torre · b7 negres rei · c7 negres peó · b6 negres peó · c6 negres alfil · a5 negres peó · d5 negres dama · f5 blanques peó · g5 blanques alfil · a4 blanques peó · c4 negres peó · d4 blanques peó · h4 negres peó · c3 blanques peó · h3 blanques peó · d2 blanques dama · h2 blanques rei · f1 blanques torre | g8 negres torre · b7 negres rei · c7 negres peó · b6 negres peó · c6 negres alfil · a5 negres peó · d5 negres dama · f5 blanques peó · g5 blanques alfil · a4 blanques peó · c4 negres peó · d4 blanques peó · h4 negres peó · c3 blanques peó · h3 blanques peó · d2 blanques dama · h2 blanques rei · f1 blanques torre | g8 negres torre · b7 negres rei · c7 negres peó · b6 negres peó · c6 negres alfil · a5 negres peó · d5 negres dama · f5 blanques peó · g5 blanques alfil · a4 blanques peó · c4 negres peó · d4 blanques peó · h4 negres peó · c3 blanques peó · h3 blanques peó · d2 blanques dama · h2 blanques rei · f1 blanques torre | g8 negres torre · b7 negres rei · c7 negres peó · b6 negres peó · c6 negres alfil · a5 negres peó · d5 negres dama · f5 blanques peó · g5 blanques alfil · a4 blanques peó · c4 negres peó · d4 blanques peó · h4 negres peó · c3 blanques peó · h3 blanques peó · d2 blanques dama · h2 blanques rei · f1 blanques torre | 4 |
| 3 | g8 negres torre · b7 negres rei · c7 negres peó · b6 negres peó · c6 negres alfil · a5 negres peó · d5 negres dama · f5 blanques peó · g5 blanques alfil · a4 blanques peó · c4 negres peó · d4 blanques peó · h4 negres peó · c3 blanques peó · h3 blanques peó · d2 blanques dama · h2 blanques rei · f1 blanques torre | g8 negres torre · b7 negres rei · c7 negres peó · b6 negres peó · c6 negres alfil · a5 negres peó · d5 negres dama · f5 blanques peó · g5 blanques alfil · a4 blanques peó · c4 negres peó · d4 blanques peó · h4 negres peó · c3 blanques peó · h3 blanques peó · d2 blanques dama · h2 blanques rei · f1 blanques torre | g8 negres torre · b7 negres rei · c7 negres peó · b6 negres peó · c6 negres alfil · a5 negres peó · d5 negres dama · f5 blanques peó · g5 blanques alfil · a4 blanques peó · c4 negres peó · d4 blanques peó · h4 negres peó · c3 blanques peó · h3 blanques peó · d2 blanques dama · h2 blanques rei · f1 blanques torre | g8 negres torre · b7 negres rei · c7 negres peó · b6 negres peó · c6 negres alfil · a5 negres peó · d5 negres dama · f5 blanques peó · g5 blanques alfil · a4 blanques peó · c4 negres peó · d4 blanques peó · h4 negres peó · c3 blanques peó · h3 blanques peó · d2 blanques dama · h2 blanques rei · f1 blanques torre | g8 negres torre · b7 negres rei · c7 negres peó · b6 negres peó · c6 negres alfil · a5 negres peó · d5 negres dama · f5 blanques peó · g5 blanques alfil · a4 blanques peó · c4 negres peó · d4 blanques peó · h4 negres peó · c3 blanques peó · h3 blanques peó · d2 blanques dama · h2 blanques rei · f1 blanques torre | g8 negres torre · b7 negres rei · c7 negres peó · b6 negres peó · c6 negres alfil · a5 negres peó · d5 negres dama · f5 blanques peó · g5 blanques alfil · a4 blanques peó · c4 negres peó · d4 blanques peó · h4 negres peó · c3 blanques peó · h3 blanques peó · d2 blanques dama · h2 blanques rei · f1 blanques torre | g8 negres torre · b7 negres rei · c7 negres peó · b6 negres peó · c6 negres alfil · a5 negres peó · d5 negres dama · f5 blanques peó · g5 blanques alfil · a4 blanques peó · c4 negres peó · d4 blanques peó · h4 negres peó · c3 blanques peó · h3 blanques peó · d2 blanques dama · h2 blanques rei · f1 blanques torre | g8 negres torre · b7 negres rei · c7 negres peó · b6 negres peó · c6 negres alfil · a5 negres peó · d5 negres dama · f5 blanques peó · g5 blanques alfil · a4 blanques peó · c4 negres peó · d4 blanques peó · h4 negres peó · c3 blanques peó · h3 blanques peó · d2 blanques dama · h2 blanques rei · f1 blanques torre | 3 |
| 2 | g8 negres torre · b7 negres rei · c7 negres peó · b6 negres peó · c6 negres alfil · a5 negres peó · d5 negres dama · f5 blanques peó · g5 blanques alfil · a4 blanques peó · c4 negres peó · d4 blanques peó · h4 negres peó · c3 blanques peó · h3 blanques peó · d2 blanques dama · h2 blanques rei · f1 blanques torre | g8 negres torre · b7 negres rei · c7 negres peó · b6 negres peó · c6 negres alfil · a5 negres peó · d5 negres dama · f5 blanques peó · g5 blanques alfil · a4 blanques peó · c4 negres peó · d4 blanques peó · h4 negres peó · c3 blanques peó · h3 blanques peó · d2 blanques dama · h2 blanques rei · f1 blanques torre | g8 negres torre · b7 negres rei · c7 negres peó · b6 negres peó · c6 negres alfil · a5 negres peó · d5 negres dama · f5 blanques peó · g5 blanques alfil · a4 blanques peó · c4 negres peó · d4 blanques peó · h4 negres peó · c3 blanques peó · h3 blanques peó · d2 blanques dama · h2 blanques rei · f1 blanques torre | g8 negres torre · b7 negres rei · c7 negres peó · b6 negres peó · c6 negres alfil · a5 negres peó · d5 negres dama · f5 blanques peó · g5 blanques alfil · a4 blanques peó · c4 negres peó · d4 blanques peó · h4 negres peó · c3 blanques peó · h3 blanques peó · d2 blanques dama · h2 blanques rei · f1 blanques torre | g8 negres torre · b7 negres rei · c7 negres peó · b6 negres peó · c6 negres alfil · a5 negres peó · d5 negres dama · f5 blanques peó · g5 blanques alfil · a4 blanques peó · c4 negres peó · d4 blanques peó · h4 negres peó · c3 blanques peó · h3 blanques peó · d2 blanques dama · h2 blanques rei · f1 blanques torre | g8 negres torre · b7 negres rei · c7 negres peó · b6 negres peó · c6 negres alfil · a5 negres peó · d5 negres dama · f5 blanques peó · g5 blanques alfil · a4 blanques peó · c4 negres peó · d4 blanques peó · h4 negres peó · c3 blanques peó · h3 blanques peó · d2 blanques dama · h2 blanques rei · f1 blanques torre | g8 negres torre · b7 negres rei · c7 negres peó · b6 negres peó · c6 negres alfil · a5 negres peó · d5 negres dama · f5 blanques peó · g5 blanques alfil · a4 blanques peó · c4 negres peó · d4 blanques peó · h4 negres peó · c3 blanques peó · h3 blanques peó · d2 blanques dama · h2 blanques rei · f1 blanques torre | g8 negres torre · b7 negres rei · c7 negres peó · b6 negres peó · c6 negres alfil · a5 negres peó · d5 negres dama · f5 blanques peó · g5 blanques alfil · a4 blanques peó · c4 negres peó · d4 blanques peó · h4 negres peó · c3 blanques peó · h3 blanques peó · d2 blanques dama · h2 blanques rei · f1 blanques torre | 2 |
| 1 | g8 negres torre · b7 negres rei · c7 negres peó · b6 negres peó · c6 negres alfil · a5 negres peó · d5 negres dama · f5 blanques peó · g5 blanques alfil · a4 blanques peó · c4 negres peó · d4 blanques peó · h4 negres peó · c3 blanques peó · h3 blanques peó · d2 blanques dama · h2 blanques rei · f1 blanques torre | g8 negres torre · b7 negres rei · c7 negres peó · b6 negres peó · c6 negres alfil · a5 negres peó · d5 negres dama · f5 blanques peó · g5 blanques alfil · a4 blanques peó · c4 negres peó · d4 blanques peó · h4 negres peó · c3 blanques peó · h3 blanques peó · d2 blanques dama · h2 blanques rei · f1 blanques torre | g8 negres torre · b7 negres rei · c7 negres peó · b6 negres peó · c6 negres alfil · a5 negres peó · d5 negres dama · f5 blanques peó · g5 blanques alfil · a4 blanques peó · c4 negres peó · d4 blanques peó · h4 negres peó · c3 blanques peó · h3 blanques peó · d2 blanques dama · h2 blanques rei · f1 blanques torre | g8 negres torre · b7 negres rei · c7 negres peó · b6 negres peó · c6 negres alfil · a5 negres peó · d5 negres dama · f5 blanques peó · g5 blanques alfil · a4 blanques peó · c4 negres peó · d4 blanques peó · h4 negres peó · c3 blanques peó · h3 blanques peó · d2 blanques dama · h2 blanques rei · f1 blanques torre | g8 negres torre · b7 negres rei · c7 negres peó · b6 negres peó · c6 negres alfil · a5 negres peó · d5 negres dama · f5 blanques peó · g5 blanques alfil · a4 blanques peó · c4 negres peó · d4 blanques peó · h4 negres peó · c3 blanques peó · h3 blanques peó · d2 blanques dama · h2 blanques rei · f1 blanques torre | g8 negres torre · b7 negres rei · c7 negres peó · b6 negres peó · c6 negres alfil · a5 negres peó · d5 negres dama · f5 blanques peó · g5 blanques alfil · a4 blanques peó · c4 negres peó · d4 blanques peó · h4 negres peó · c3 blanques peó · h3 blanques peó · d2 blanques dama · h2 blanques rei · f1 blanques torre | g8 negres torre · b7 negres rei · c7 negres peó · b6 negres peó · c6 negres alfil · a5 negres peó · d5 negres dama · f5 blanques peó · g5 blanques alfil · a4 blanques peó · c4 negres peó · d4 blanques peó · h4 negres peó · c3 blanques peó · h3 blanques peó · d2 blanques dama · h2 blanques rei · f1 blanques torre | g8 negres torre · b7 negres rei · c7 negres peó · b6 negres peó · c6 negres alfil · a5 negres peó · d5 negres dama · f5 blanques peó · g5 blanques alfil · a4 blanques peó · c4 negres peó · d4 blanques peó · h4 negres peó · c3 blanques peó · h3 blanques peó · d2 blanques dama · h2 blanques rei · f1 blanques torre | 1 |
|   | a | b | c | d | e | f | g | h |   |

Aquesta partida entre Wilhelm Steinitz i Emanuel Lasker del Campionat del món d'escacs de 1896-97, és un exemple primerenc de zugzwang al mig joc. Després del moviment de Lasker 34...Te8-g8!, Steinitz abandonà perquè no tenia moviments jugables. L'alfil blanc no pot moure's perquè si ho fes permetria l'escruixidora ...Tg2+. La dama no es pot moure sense abandonar o bé la defensa de l'alfil de g5 o de la casella g2, on està evitant ...Dg2#. El moviment blanc 35.f6 perd l'alfil: 35...Txg5 36. f7 Tg2+, forçant el mat. El moviment 35.Rg1 permet 35...Dh1+ 36.Rf2 Dg2+ seguit de la captura de l'alfil. La torre no pot abandonar la primera fila, ja que això permetria 35...Dh1#. Qualsevol moviment de torre per la primera fila diferent de 35.Tg1 permet 35...Dxf5, quan 36.Axh4 és impossible a causa de 36...Tg2+; per exemple, 35.Td1 Dxf5 36.d5 Ad7, guanyant. Això deixa només 35.Tg1, quan les negres guanyen amb 35...Txg5! 36.Dxg5 (36.Txg5? Dh1#) Dd6+ 37.Tg3 hxg3+ 38.Dxg3 Ae8 39.h4 Dxg3+ 40.Rxg3 b5! 41.axb5 a4! i les negres coronen abans (Reinfeld & Fine 1965:71). Colin Crouch titlla la posició final de "Un zugzwang de mig joc encara més perfecte que ... Sämisch-Nimzowitsch ... en la posició final el negre no té amenaces directes, i cap pla clar per millorar la ja excel·lent posició de les seves peces, i no obstant això, qualsevol moviment de les blanques perd a l'instant" (Crouch 2000:36–37).

### Podgaets contra Dvoretsky
|   | a | b | c | d | e | f | g | h |   |
| 8 | f8 negres torre · a7 negres peó · g7 negres rei · a6 blanques peó · b6 negres peó · d6 negres peó · g6 negres peó · c5 negres peó · d5 blanques peó · g4 negres cavall · h4 negres dama · b2 blanques peó · c2 blanques peó · f2 blanques peó · g2 blanques dama · f1 blanques torre · g1 blanques rei · h1 blanques alfil | f8 negres torre · a7 negres peó · g7 negres rei · a6 blanques peó · b6 negres peó · d6 negres peó · g6 negres peó · c5 negres peó · d5 blanques peó · g4 negres cavall · h4 negres dama · b2 blanques peó · c2 blanques peó · f2 blanques peó · g2 blanques dama · f1 blanques torre · g1 blanques rei · h1 blanques alfil | f8 negres torre · a7 negres peó · g7 negres rei · a6 blanques peó · b6 negres peó · d6 negres peó · g6 negres peó · c5 negres peó · d5 blanques peó · g4 negres cavall · h4 negres dama · b2 blanques peó · c2 blanques peó · f2 blanques peó · g2 blanques dama · f1 blanques torre · g1 blanques rei · h1 blanques alfil | f8 negres torre · a7 negres peó · g7 negres rei · a6 blanques peó · b6 negres peó · d6 negres peó · g6 negres peó · c5 negres peó · d5 blanques peó · g4 negres cavall · h4 negres dama · b2 blanques peó · c2 blanques peó · f2 blanques peó · g2 blanques dama · f1 blanques torre · g1 blanques rei · h1 blanques alfil | f8 negres torre · a7 negres peó · g7 negres rei · a6 blanques peó · b6 negres peó · d6 negres peó · g6 negres peó · c5 negres peó · d5 blanques peó · g4 negres cavall · h4 negres dama · b2 blanques peó · c2 blanques peó · f2 blanques peó · g2 blanques dama · f1 blanques torre · g1 blanques rei · h1 blanques alfil | f8 negres torre · a7 negres peó · g7 negres rei · a6 blanques peó · b6 negres peó · d6 negres peó · g6 negres peó · c5 negres peó · d5 blanques peó · g4 negres cavall · h4 negres dama · b2 blanques peó · c2 blanques peó · f2 blanques peó · g2 blanques dama · f1 blanques torre · g1 blanques rei · h1 blanques alfil | f8 negres torre · a7 negres peó · g7 negres rei · a6 blanques peó · b6 negres peó · d6 negres peó · g6 negres peó · c5 negres peó · d5 blanques peó · g4 negres cavall · h4 negres dama · b2 blanques peó · c2 blanques peó · f2 blanques peó · g2 blanques dama · f1 blanques torre · g1 blanques rei · h1 blanques alfil | f8 negres torre · a7 negres peó · g7 negres rei · a6 blanques peó · b6 negres peó · d6 negres peó · g6 negres peó · c5 negres peó · d5 blanques peó · g4 negres cavall · h4 negres dama · b2 blanques peó · c2 blanques peó · f2 blanques peó · g2 blanques dama · f1 blanques torre · g1 blanques rei · h1 blanques alfil | 8 |
| 7 | f8 negres torre · a7 negres peó · g7 negres rei · a6 blanques peó · b6 negres peó · d6 negres peó · g6 negres peó · c5 negres peó · d5 blanques peó · g4 negres cavall · h4 negres dama · b2 blanques peó · c2 blanques peó · f2 blanques peó · g2 blanques dama · f1 blanques torre · g1 blanques rei · h1 blanques alfil | f8 negres torre · a7 negres peó · g7 negres rei · a6 blanques peó · b6 negres peó · d6 negres peó · g6 negres peó · c5 negres peó · d5 blanques peó · g4 negres cavall · h4 negres dama · b2 blanques peó · c2 blanques peó · f2 blanques peó · g2 blanques dama · f1 blanques torre · g1 blanques rei · h1 blanques alfil | f8 negres torre · a7 negres peó · g7 negres rei · a6 blanques peó · b6 negres peó · d6 negres peó · g6 negres peó · c5 negres peó · d5 blanques peó · g4 negres cavall · h4 negres dama · b2 blanques peó · c2 blanques peó · f2 blanques peó · g2 blanques dama · f1 blanques torre · g1 blanques rei · h1 blanques alfil | f8 negres torre · a7 negres peó · g7 negres rei · a6 blanques peó · b6 negres peó · d6 negres peó · g6 negres peó · c5 negres peó · d5 blanques peó · g4 negres cavall · h4 negres dama · b2 blanques peó · c2 blanques peó · f2 blanques peó · g2 blanques dama · f1 blanques torre · g1 blanques rei · h1 blanques alfil | f8 negres torre · a7 negres peó · g7 negres rei · a6 blanques peó · b6 negres peó · d6 negres peó · g6 negres peó · c5 negres peó · d5 blanques peó · g4 negres cavall · h4 negres dama · b2 blanques peó · c2 blanques peó · f2 blanques peó · g2 blanques dama · f1 blanques torre · g1 blanques rei · h1 blanques alfil | f8 negres torre · a7 negres peó · g7 negres rei · a6 blanques peó · b6 negres peó · d6 negres peó · g6 negres peó · c5 negres peó · d5 blanques peó · g4 negres cavall · h4 negres dama · b2 blanques peó · c2 blanques peó · f2 blanques peó · g2 blanques dama · f1 blanques torre · g1 blanques rei · h1 blanques alfil | f8 negres torre · a7 negres peó · g7 negres rei · a6 blanques peó · b6 negres peó · d6 negres peó · g6 negres peó · c5 negres peó · d5 blanques peó · g4 negres cavall · h4 negres dama · b2 blanques peó · c2 blanques peó · f2 blanques peó · g2 blanques dama · f1 blanques torre · g1 blanques rei · h1 blanques alfil | f8 negres torre · a7 negres peó · g7 negres rei · a6 blanques peó · b6 negres peó · d6 negres peó · g6 negres peó · c5 negres peó · d5 blanques peó · g4 negres cavall · h4 negres dama · b2 blanques peó · c2 blanques peó · f2 blanques peó · g2 blanques dama · f1 blanques torre · g1 blanques rei · h1 blanques alfil | 7 |
| 6 | f8 negres torre · a7 negres peó · g7 negres rei · a6 blanques peó · b6 negres peó · d6 negres peó · g6 negres peó · c5 negres peó · d5 blanques peó · g4 negres cavall · h4 negres dama · b2 blanques peó · c2 blanques peó · f2 blanques peó · g2 blanques dama · f1 blanques torre · g1 blanques rei · h1 blanques alfil | f8 negres torre · a7 negres peó · g7 negres rei · a6 blanques peó · b6 negres peó · d6 negres peó · g6 negres peó · c5 negres peó · d5 blanques peó · g4 negres cavall · h4 negres dama · b2 blanques peó · c2 blanques peó · f2 blanques peó · g2 blanques dama · f1 blanques torre · g1 blanques rei · h1 blanques alfil | f8 negres torre · a7 negres peó · g7 negres rei · a6 blanques peó · b6 negres peó · d6 negres peó · g6 negres peó · c5 negres peó · d5 blanques peó · g4 negres cavall · h4 negres dama · b2 blanques peó · c2 blanques peó · f2 blanques peó · g2 blanques dama · f1 blanques torre · g1 blanques rei · h1 blanques alfil | f8 negres torre · a7 negres peó · g7 negres rei · a6 blanques peó · b6 negres peó · d6 negres peó · g6 negres peó · c5 negres peó · d5 blanques peó · g4 negres cavall · h4 negres dama · b2 blanques peó · c2 blanques peó · f2 blanques peó · g2 blanques dama · f1 blanques torre · g1 blanques rei · h1 blanques alfil | f8 negres torre · a7 negres peó · g7 negres rei · a6 blanques peó · b6 negres peó · d6 negres peó · g6 negres peó · c5 negres peó · d5 blanques peó · g4 negres cavall · h4 negres dama · b2 blanques peó · c2 blanques peó · f2 blanques peó · g2 blanques dama · f1 blanques torre · g1 blanques rei · h1 blanques alfil | f8 negres torre · a7 negres peó · g7 negres rei · a6 blanques peó · b6 negres peó · d6 negres peó · g6 negres peó · c5 negres peó · d5 blanques peó · g4 negres cavall · h4 negres dama · b2 blanques peó · c2 blanques peó · f2 blanques peó · g2 blanques dama · f1 blanques torre · g1 blanques rei · h1 blanques alfil | f8 negres torre · a7 negres peó · g7 negres rei · a6 blanques peó · b6 negres peó · d6 negres peó · g6 negres peó · c5 negres peó · d5 blanques peó · g4 negres cavall · h4 negres dama · b2 blanques peó · c2 blanques peó · f2 blanques peó · g2 blanques dama · f1 blanques torre · g1 blanques rei · h1 blanques alfil | f8 negres torre · a7 negres peó · g7 negres rei · a6 blanques peó · b6 negres peó · d6 negres peó · g6 negres peó · c5 negres peó · d5 blanques peó · g4 negres cavall · h4 negres dama · b2 blanques peó · c2 blanques peó · f2 blanques peó · g2 blanques dama · f1 blanques torre · g1 blanques rei · h1 blanques alfil | 6 |
| 5 | f8 negres torre · a7 negres peó · g7 negres rei · a6 blanques peó · b6 negres peó · d6 negres peó · g6 negres peó · c5 negres peó · d5 blanques peó · g4 negres cavall · h4 negres dama · b2 blanques peó · c2 blanques peó · f2 blanques peó · g2 blanques dama · f1 blanques torre · g1 blanques rei · h1 blanques alfil | f8 negres torre · a7 negres peó · g7 negres rei · a6 blanques peó · b6 negres peó · d6 negres peó · g6 negres peó · c5 negres peó · d5 blanques peó · g4 negres cavall · h4 negres dama · b2 blanques peó · c2 blanques peó · f2 blanques peó · g2 blanques dama · f1 blanques torre · g1 blanques rei · h1 blanques alfil | f8 negres torre · a7 negres peó · g7 negres rei · a6 blanques peó · b6 negres peó · d6 negres peó · g6 negres peó · c5 negres peó · d5 blanques peó · g4 negres cavall · h4 negres dama · b2 blanques peó · c2 blanques peó · f2 blanques peó · g2 blanques dama · f1 blanques torre · g1 blanques rei · h1 blanques alfil | f8 negres torre · a7 negres peó · g7 negres rei · a6 blanques peó · b6 negres peó · d6 negres peó · g6 negres peó · c5 negres peó · d5 blanques peó · g4 negres cavall · h4 negres dama · b2 blanques peó · c2 blanques peó · f2 blanques peó · g2 blanques dama · f1 blanques torre · g1 blanques rei · h1 blanques alfil | f8 negres torre · a7 negres peó · g7 negres rei · a6 blanques peó · b6 negres peó · d6 negres peó · g6 negres peó · c5 negres peó · d5 blanques peó · g4 negres cavall · h4 negres dama · b2 blanques peó · c2 blanques peó · f2 blanques peó · g2 blanques dama · f1 blanques torre · g1 blanques rei · h1 blanques alfil | f8 negres torre · a7 negres peó · g7 negres rei · a6 blanques peó · b6 negres peó · d6 negres peó · g6 negres peó · c5 negres peó · d5 blanques peó · g4 negres cavall · h4 negres dama · b2 blanques peó · c2 blanques peó · f2 blanques peó · g2 blanques dama · f1 blanques torre · g1 blanques rei · h1 blanques alfil | f8 negres torre · a7 negres peó · g7 negres rei · a6 blanques peó · b6 negres peó · d6 negres peó · g6 negres peó · c5 negres peó · d5 blanques peó · g4 negres cavall · h4 negres dama · b2 blanques peó · c2 blanques peó · f2 blanques peó · g2 blanques dama · f1 blanques torre · g1 blanques rei · h1 blanques alfil | f8 negres torre · a7 negres peó · g7 negres rei · a6 blanques peó · b6 negres peó · d6 negres peó · g6 negres peó · c5 negres peó · d5 blanques peó · g4 negres cavall · h4 negres dama · b2 blanques peó · c2 blanques peó · f2 blanques peó · g2 blanques dama · f1 blanques torre · g1 blanques rei · h1 blanques alfil | 5 |
| 4 | f8 negres torre · a7 negres peó · g7 negres rei · a6 blanques peó · b6 negres peó · d6 negres peó · g6 negres peó · c5 negres peó · d5 blanques peó · g4 negres cavall · h4 negres dama · b2 blanques peó · c2 blanques peó · f2 blanques peó · g2 blanques dama · f1 blanques torre · g1 blanques rei · h1 blanques alfil | f8 negres torre · a7 negres peó · g7 negres rei · a6 blanques peó · b6 negres peó · d6 negres peó · g6 negres peó · c5 negres peó · d5 blanques peó · g4 negres cavall · h4 negres dama · b2 blanques peó · c2 blanques peó · f2 blanques peó · g2 blanques dama · f1 blanques torre · g1 blanques rei · h1 blanques alfil | f8 negres torre · a7 negres peó · g7 negres rei · a6 blanques peó · b6 negres peó · d6 negres peó · g6 negres peó · c5 negres peó · d5 blanques peó · g4 negres cavall · h4 negres dama · b2 blanques peó · c2 blanques peó · f2 blanques peó · g2 blanques dama · f1 blanques torre · g1 blanques rei · h1 blanques alfil | f8 negres torre · a7 negres peó · g7 negres rei · a6 blanques peó · b6 negres peó · d6 negres peó · g6 negres peó · c5 negres peó · d5 blanques peó · g4 negres cavall · h4 negres dama · b2 blanques peó · c2 blanques peó · f2 blanques peó · g2 blanques dama · f1 blanques torre · g1 blanques rei · h1 blanques alfil | f8 negres torre · a7 negres peó · g7 negres rei · a6 blanques peó · b6 negres peó · d6 negres peó · g6 negres peó · c5 negres peó · d5 blanques peó · g4 negres cavall · h4 negres dama · b2 blanques peó · c2 blanques peó · f2 blanques peó · g2 blanques dama · f1 blanques torre · g1 blanques rei · h1 blanques alfil | f8 negres torre · a7 negres peó · g7 negres rei · a6 blanques peó · b6 negres peó · d6 negres peó · g6 negres peó · c5 negres peó · d5 blanques peó · g4 negres cavall · h4 negres dama · b2 blanques peó · c2 blanques peó · f2 blanques peó · g2 blanques dama · f1 blanques torre · g1 blanques rei · h1 blanques alfil | f8 negres torre · a7 negres peó · g7 negres rei · a6 blanques peó · b6 negres peó · d6 negres peó · g6 negres peó · c5 negres peó · d5 blanques peó · g4 negres cavall · h4 negres dama · b2 blanques peó · c2 blanques peó · f2 blanques peó · g2 blanques dama · f1 blanques torre · g1 blanques rei · h1 blanques alfil | f8 negres torre · a7 negres peó · g7 negres rei · a6 blanques peó · b6 negres peó · d6 negres peó · g6 negres peó · c5 negres peó · d5 blanques peó · g4 negres cavall · h4 negres dama · b2 blanques peó · c2 blanques peó · f2 blanques peó · g2 blanques dama · f1 blanques torre · g1 blanques rei · h1 blanques alfil | 4 |
| 3 | f8 negres torre · a7 negres peó · g7 negres rei · a6 blanques peó · b6 negres peó · d6 negres peó · g6 negres peó · c5 negres peó · d5 blanques peó · g4 negres cavall · h4 negres dama · b2 blanques peó · c2 blanques peó · f2 blanques peó · g2 blanques dama · f1 blanques torre · g1 blanques rei · h1 blanques alfil | f8 negres torre · a7 negres peó · g7 negres rei · a6 blanques peó · b6 negres peó · d6 negres peó · g6 negres peó · c5 negres peó · d5 blanques peó · g4 negres cavall · h4 negres dama · b2 blanques peó · c2 blanques peó · f2 blanques peó · g2 blanques dama · f1 blanques torre · g1 blanques rei · h1 blanques alfil | f8 negres torre · a7 negres peó · g7 negres rei · a6 blanques peó · b6 negres peó · d6 negres peó · g6 negres peó · c5 negres peó · d5 blanques peó · g4 negres cavall · h4 negres dama · b2 blanques peó · c2 blanques peó · f2 blanques peó · g2 blanques dama · f1 blanques torre · g1 blanques rei · h1 blanques alfil | f8 negres torre · a7 negres peó · g7 negres rei · a6 blanques peó · b6 negres peó · d6 negres peó · g6 negres peó · c5 negres peó · d5 blanques peó · g4 negres cavall · h4 negres dama · b2 blanques peó · c2 blanques peó · f2 blanques peó · g2 blanques dama · f1 blanques torre · g1 blanques rei · h1 blanques alfil | f8 negres torre · a7 negres peó · g7 negres rei · a6 blanques peó · b6 negres peó · d6 negres peó · g6 negres peó · c5 negres peó · d5 blanques peó · g4 negres cavall · h4 negres dama · b2 blanques peó · c2 blanques peó · f2 blanques peó · g2 blanques dama · f1 blanques torre · g1 blanques rei · h1 blanques alfil | f8 negres torre · a7 negres peó · g7 negres rei · a6 blanques peó · b6 negres peó · d6 negres peó · g6 negres peó · c5 negres peó · d5 blanques peó · g4 negres cavall · h4 negres dama · b2 blanques peó · c2 blanques peó · f2 blanques peó · g2 blanques dama · f1 blanques torre · g1 blanques rei · h1 blanques alfil | f8 negres torre · a7 negres peó · g7 negres rei · a6 blanques peó · b6 negres peó · d6 negres peó · g6 negres peó · c5 negres peó · d5 blanques peó · g4 negres cavall · h4 negres dama · b2 blanques peó · c2 blanques peó · f2 blanques peó · g2 blanques dama · f1 blanques torre · g1 blanques rei · h1 blanques alfil | f8 negres torre · a7 negres peó · g7 negres rei · a6 blanques peó · b6 negres peó · d6 negres peó · g6 negres peó · c5 negres peó · d5 blanques peó · g4 negres cavall · h4 negres dama · b2 blanques peó · c2 blanques peó · f2 blanques peó · g2 blanques dama · f1 blanques torre · g1 blanques rei · h1 blanques alfil | 3 |
| 2 | f8 negres torre · a7 negres peó · g7 negres rei · a6 blanques peó · b6 negres peó · d6 negres peó · g6 negres peó · c5 negres peó · d5 blanques peó · g4 negres cavall · h4 negres dama · b2 blanques peó · c2 blanques peó · f2 blanques peó · g2 blanques dama · f1 blanques torre · g1 blanques rei · h1 blanques alfil | f8 negres torre · a7 negres peó · g7 negres rei · a6 blanques peó · b6 negres peó · d6 negres peó · g6 negres peó · c5 negres peó · d5 blanques peó · g4 negres cavall · h4 negres dama · b2 blanques peó · c2 blanques peó · f2 blanques peó · g2 blanques dama · f1 blanques torre · g1 blanques rei · h1 blanques alfil | f8 negres torre · a7 negres peó · g7 negres rei · a6 blanques peó · b6 negres peó · d6 negres peó · g6 negres peó · c5 negres peó · d5 blanques peó · g4 negres cavall · h4 negres dama · b2 blanques peó · c2 blanques peó · f2 blanques peó · g2 blanques dama · f1 blanques torre · g1 blanques rei · h1 blanques alfil | f8 negres torre · a7 negres peó · g7 negres rei · a6 blanques peó · b6 negres peó · d6 negres peó · g6 negres peó · c5 negres peó · d5 blanques peó · g4 negres cavall · h4 negres dama · b2 blanques peó · c2 blanques peó · f2 blanques peó · g2 blanques dama · f1 blanques torre · g1 blanques rei · h1 blanques alfil | f8 negres torre · a7 negres peó · g7 negres rei · a6 blanques peó · b6 negres peó · d6 negres peó · g6 negres peó · c5 negres peó · d5 blanques peó · g4 negres cavall · h4 negres dama · b2 blanques peó · c2 blanques peó · f2 blanques peó · g2 blanques dama · f1 blanques torre · g1 blanques rei · h1 blanques alfil | f8 negres torre · a7 negres peó · g7 negres rei · a6 blanques peó · b6 negres peó · d6 negres peó · g6 negres peó · c5 negres peó · d5 blanques peó · g4 negres cavall · h4 negres dama · b2 blanques peó · c2 blanques peó · f2 blanques peó · g2 blanques dama · f1 blanques torre · g1 blanques rei · h1 blanques alfil | f8 negres torre · a7 negres peó · g7 negres rei · a6 blanques peó · b6 negres peó · d6 negres peó · g6 negres peó · c5 negres peó · d5 blanques peó · g4 negres cavall · h4 negres dama · b2 blanques peó · c2 blanques peó · f2 blanques peó · g2 blanques dama · f1 blanques torre · g1 blanques rei · h1 blanques alfil | f8 negres torre · a7 negres peó · g7 negres rei · a6 blanques peó · b6 negres peó · d6 negres peó · g6 negres peó · c5 negres peó · d5 blanques peó · g4 negres cavall · h4 negres dama · b2 blanques peó · c2 blanques peó · f2 blanques peó · g2 blanques dama · f1 blanques torre · g1 blanques rei · h1 blanques alfil | 2 |
| 1 | f8 negres torre · a7 negres peó · g7 negres rei · a6 blanques peó · b6 negres peó · d6 negres peó · g6 negres peó · c5 negres peó · d5 blanques peó · g4 negres cavall · h4 negres dama · b2 blanques peó · c2 blanques peó · f2 blanques peó · g2 blanques dama · f1 blanques torre · g1 blanques rei · h1 blanques alfil | f8 negres torre · a7 negres peó · g7 negres rei · a6 blanques peó · b6 negres peó · d6 negres peó · g6 negres peó · c5 negres peó · d5 blanques peó · g4 negres cavall · h4 negres dama · b2 blanques peó · c2 blanques peó · f2 blanques peó · g2 blanques dama · f1 blanques torre · g1 blanques rei · h1 blanques alfil | f8 negres torre · a7 negres peó · g7 negres rei · a6 blanques peó · b6 negres peó · d6 negres peó · g6 negres peó · c5 negres peó · d5 blanques peó · g4 negres cavall · h4 negres dama · b2 blanques peó · c2 blanques peó · f2 blanques peó · g2 blanques dama · f1 blanques torre · g1 blanques rei · h1 blanques alfil | f8 negres torre · a7 negres peó · g7 negres rei · a6 blanques peó · b6 negres peó · d6 negres peó · g6 negres peó · c5 negres peó · d5 blanques peó · g4 negres cavall · h4 negres dama · b2 blanques peó · c2 blanques peó · f2 blanques peó · g2 blanques dama · f1 blanques torre · g1 blanques rei · h1 blanques alfil | f8 negres torre · a7 negres peó · g7 negres rei · a6 blanques peó · b6 negres peó · d6 negres peó · g6 negres peó · c5 negres peó · d5 blanques peó · g4 negres cavall · h4 negres dama · b2 blanques peó · c2 blanques peó · f2 blanques peó · g2 blanques dama · f1 blanques torre · g1 blanques rei · h1 blanques alfil | f8 negres torre · a7 negres peó · g7 negres rei · a6 blanques peó · b6 negres peó · d6 negres peó · g6 negres peó · c5 negres peó · d5 blanques peó · g4 negres cavall · h4 negres dama · b2 blanques peó · c2 blanques peó · f2 blanques peó · g2 blanques dama · f1 blanques torre · g1 blanques rei · h1 blanques alfil | f8 negres torre · a7 negres peó · g7 negres rei · a6 blanques peó · b6 negres peó · d6 negres peó · g6 negres peó · c5 negres peó · d5 blanques peó · g4 negres cavall · h4 negres dama · b2 blanques peó · c2 blanques peó · f2 blanques peó · g2 blanques dama · f1 blanques torre · g1 blanques rei · h1 blanques alfil | f8 negres torre · a7 negres peó · g7 negres rei · a6 blanques peó · b6 negres peó · d6 negres peó · g6 negres peó · c5 negres peó · d5 blanques peó · g4 negres cavall · h4 negres dama · b2 blanques peó · c2 blanques peó · f2 blanques peó · g2 blanques dama · f1 blanques torre · g1 blanques rei · h1 blanques alfil | 1 |
|   | a | b | c | d | e | f | g | h |   |

|   | a | b | c | d | e | f | g | h |   |
| 8 | a7 negres peó · a6 blanques peó · b6 negres peó · d6 negres peó · g6 negres peó · h6 negres rei · c5 negres peó · d5 blanques peó · c4 blanques peó · g4 negres cavall · h4 negres dama · f3 negres torre · b2 blanques peó · f2 blanques peó · g2 blanques dama · f1 blanques torre · g1 blanques rei · h1 blanques alfil | a7 negres peó · a6 blanques peó · b6 negres peó · d6 negres peó · g6 negres peó · h6 negres rei · c5 negres peó · d5 blanques peó · c4 blanques peó · g4 negres cavall · h4 negres dama · f3 negres torre · b2 blanques peó · f2 blanques peó · g2 blanques dama · f1 blanques torre · g1 blanques rei · h1 blanques alfil | a7 negres peó · a6 blanques peó · b6 negres peó · d6 negres peó · g6 negres peó · h6 negres rei · c5 negres peó · d5 blanques peó · c4 blanques peó · g4 negres cavall · h4 negres dama · f3 negres torre · b2 blanques peó · f2 blanques peó · g2 blanques dama · f1 blanques torre · g1 blanques rei · h1 blanques alfil | a7 negres peó · a6 blanques peó · b6 negres peó · d6 negres peó · g6 negres peó · h6 negres rei · c5 negres peó · d5 blanques peó · c4 blanques peó · g4 negres cavall · h4 negres dama · f3 negres torre · b2 blanques peó · f2 blanques peó · g2 blanques dama · f1 blanques torre · g1 blanques rei · h1 blanques alfil | a7 negres peó · a6 blanques peó · b6 negres peó · d6 negres peó · g6 negres peó · h6 negres rei · c5 negres peó · d5 blanques peó · c4 blanques peó · g4 negres cavall · h4 negres dama · f3 negres torre · b2 blanques peó · f2 blanques peó · g2 blanques dama · f1 blanques torre · g1 blanques rei · h1 blanques alfil | a7 negres peó · a6 blanques peó · b6 negres peó · d6 negres peó · g6 negres peó · h6 negres rei · c5 negres peó · d5 blanques peó · c4 blanques peó · g4 negres cavall · h4 negres dama · f3 negres torre · b2 blanques peó · f2 blanques peó · g2 blanques dama · f1 blanques torre · g1 blanques rei · h1 blanques alfil | a7 negres peó · a6 blanques peó · b6 negres peó · d6 negres peó · g6 negres peó · h6 negres rei · c5 negres peó · d5 blanques peó · c4 blanques peó · g4 negres cavall · h4 negres dama · f3 negres torre · b2 blanques peó · f2 blanques peó · g2 blanques dama · f1 blanques torre · g1 blanques rei · h1 blanques alfil | a7 negres peó · a6 blanques peó · b6 negres peó · d6 negres peó · g6 negres peó · h6 negres rei · c5 negres peó · d5 blanques peó · c4 blanques peó · g4 negres cavall · h4 negres dama · f3 negres torre · b2 blanques peó · f2 blanques peó · g2 blanques dama · f1 blanques torre · g1 blanques rei · h1 blanques alfil | 8 |
| 7 | a7 negres peó · a6 blanques peó · b6 negres peó · d6 negres peó · g6 negres peó · h6 negres rei · c5 negres peó · d5 blanques peó · c4 blanques peó · g4 negres cavall · h4 negres dama · f3 negres torre · b2 blanques peó · f2 blanques peó · g2 blanques dama · f1 blanques torre · g1 blanques rei · h1 blanques alfil | a7 negres peó · a6 blanques peó · b6 negres peó · d6 negres peó · g6 negres peó · h6 negres rei · c5 negres peó · d5 blanques peó · c4 blanques peó · g4 negres cavall · h4 negres dama · f3 negres torre · b2 blanques peó · f2 blanques peó · g2 blanques dama · f1 blanques torre · g1 blanques rei · h1 blanques alfil | a7 negres peó · a6 blanques peó · b6 negres peó · d6 negres peó · g6 negres peó · h6 negres rei · c5 negres peó · d5 blanques peó · c4 blanques peó · g4 negres cavall · h4 negres dama · f3 negres torre · b2 blanques peó · f2 blanques peó · g2 blanques dama · f1 blanques torre · g1 blanques rei · h1 blanques alfil | a7 negres peó · a6 blanques peó · b6 negres peó · d6 negres peó · g6 negres peó · h6 negres rei · c5 negres peó · d5 blanques peó · c4 blanques peó · g4 negres cavall · h4 negres dama · f3 negres torre · b2 blanques peó · f2 blanques peó · g2 blanques dama · f1 blanques torre · g1 blanques rei · h1 blanques alfil | a7 negres peó · a6 blanques peó · b6 negres peó · d6 negres peó · g6 negres peó · h6 negres rei · c5 negres peó · d5 blanques peó · c4 blanques peó · g4 negres cavall · h4 negres dama · f3 negres torre · b2 blanques peó · f2 blanques peó · g2 blanques dama · f1 blanques torre · g1 blanques rei · h1 blanques alfil | a7 negres peó · a6 blanques peó · b6 negres peó · d6 negres peó · g6 negres peó · h6 negres rei · c5 negres peó · d5 blanques peó · c4 blanques peó · g4 negres cavall · h4 negres dama · f3 negres torre · b2 blanques peó · f2 blanques peó · g2 blanques dama · f1 blanques torre · g1 blanques rei · h1 blanques alfil | a7 negres peó · a6 blanques peó · b6 negres peó · d6 negres peó · g6 negres peó · h6 negres rei · c5 negres peó · d5 blanques peó · c4 blanques peó · g4 negres cavall · h4 negres dama · f3 negres torre · b2 blanques peó · f2 blanques peó · g2 blanques dama · f1 blanques torre · g1 blanques rei · h1 blanques alfil | a7 negres peó · a6 blanques peó · b6 negres peó · d6 negres peó · g6 negres peó · h6 negres rei · c5 negres peó · d5 blanques peó · c4 blanques peó · g4 negres cavall · h4 negres dama · f3 negres torre · b2 blanques peó · f2 blanques peó · g2 blanques dama · f1 blanques torre · g1 blanques rei · h1 blanques alfil | 7 |
| 6 | a7 negres peó · a6 blanques peó · b6 negres peó · d6 negres peó · g6 negres peó · h6 negres rei · c5 negres peó · d5 blanques peó · c4 blanques peó · g4 negres cavall · h4 negres dama · f3 negres torre · b2 blanques peó · f2 blanques peó · g2 blanques dama · f1 blanques torre · g1 blanques rei · h1 blanques alfil | a7 negres peó · a6 blanques peó · b6 negres peó · d6 negres peó · g6 negres peó · h6 negres rei · c5 negres peó · d5 blanques peó · c4 blanques peó · g4 negres cavall · h4 negres dama · f3 negres torre · b2 blanques peó · f2 blanques peó · g2 blanques dama · f1 blanques torre · g1 blanques rei · h1 blanques alfil | a7 negres peó · a6 blanques peó · b6 negres peó · d6 negres peó · g6 negres peó · h6 negres rei · c5 negres peó · d5 blanques peó · c4 blanques peó · g4 negres cavall · h4 negres dama · f3 negres torre · b2 blanques peó · f2 blanques peó · g2 blanques dama · f1 blanques torre · g1 blanques rei · h1 blanques alfil | a7 negres peó · a6 blanques peó · b6 negres peó · d6 negres peó · g6 negres peó · h6 negres rei · c5 negres peó · d5 blanques peó · c4 blanques peó · g4 negres cavall · h4 negres dama · f3 negres torre · b2 blanques peó · f2 blanques peó · g2 blanques dama · f1 blanques torre · g1 blanques rei · h1 blanques alfil | a7 negres peó · a6 blanques peó · b6 negres peó · d6 negres peó · g6 negres peó · h6 negres rei · c5 negres peó · d5 blanques peó · c4 blanques peó · g4 negres cavall · h4 negres dama · f3 negres torre · b2 blanques peó · f2 blanques peó · g2 blanques dama · f1 blanques torre · g1 blanques rei · h1 blanques alfil | a7 negres peó · a6 blanques peó · b6 negres peó · d6 negres peó · g6 negres peó · h6 negres rei · c5 negres peó · d5 blanques peó · c4 blanques peó · g4 negres cavall · h4 negres dama · f3 negres torre · b2 blanques peó · f2 blanques peó · g2 blanques dama · f1 blanques torre · g1 blanques rei · h1 blanques alfil | a7 negres peó · a6 blanques peó · b6 negres peó · d6 negres peó · g6 negres peó · h6 negres rei · c5 negres peó · d5 blanques peó · c4 blanques peó · g4 negres cavall · h4 negres dama · f3 negres torre · b2 blanques peó · f2 blanques peó · g2 blanques dama · f1 blanques torre · g1 blanques rei · h1 blanques alfil | a7 negres peó · a6 blanques peó · b6 negres peó · d6 negres peó · g6 negres peó · h6 negres rei · c5 negres peó · d5 blanques peó · c4 blanques peó · g4 negres cavall · h4 negres dama · f3 negres torre · b2 blanques peó · f2 blanques peó · g2 blanques dama · f1 blanques torre · g1 blanques rei · h1 blanques alfil | 6 |
| 5 | a7 negres peó · a6 blanques peó · b6 negres peó · d6 negres peó · g6 negres peó · h6 negres rei · c5 negres peó · d5 blanques peó · c4 blanques peó · g4 negres cavall · h4 negres dama · f3 negres torre · b2 blanques peó · f2 blanques peó · g2 blanques dama · f1 blanques torre · g1 blanques rei · h1 blanques alfil | a7 negres peó · a6 blanques peó · b6 negres peó · d6 negres peó · g6 negres peó · h6 negres rei · c5 negres peó · d5 blanques peó · c4 blanques peó · g4 negres cavall · h4 negres dama · f3 negres torre · b2 blanques peó · f2 blanques peó · g2 blanques dama · f1 blanques torre · g1 blanques rei · h1 blanques alfil | a7 negres peó · a6 blanques peó · b6 negres peó · d6 negres peó · g6 negres peó · h6 negres rei · c5 negres peó · d5 blanques peó · c4 blanques peó · g4 negres cavall · h4 negres dama · f3 negres torre · b2 blanques peó · f2 blanques peó · g2 blanques dama · f1 blanques torre · g1 blanques rei · h1 blanques alfil | a7 negres peó · a6 blanques peó · b6 negres peó · d6 negres peó · g6 negres peó · h6 negres rei · c5 negres peó · d5 blanques peó · c4 blanques peó · g4 negres cavall · h4 negres dama · f3 negres torre · b2 blanques peó · f2 blanques peó · g2 blanques dama · f1 blanques torre · g1 blanques rei · h1 blanques alfil | a7 negres peó · a6 blanques peó · b6 negres peó · d6 negres peó · g6 negres peó · h6 negres rei · c5 negres peó · d5 blanques peó · c4 blanques peó · g4 negres cavall · h4 negres dama · f3 negres torre · b2 blanques peó · f2 blanques peó · g2 blanques dama · f1 blanques torre · g1 blanques rei · h1 blanques alfil | a7 negres peó · a6 blanques peó · b6 negres peó · d6 negres peó · g6 negres peó · h6 negres rei · c5 negres peó · d5 blanques peó · c4 blanques peó · g4 negres cavall · h4 negres dama · f3 negres torre · b2 blanques peó · f2 blanques peó · g2 blanques dama · f1 blanques torre · g1 blanques rei · h1 blanques alfil | a7 negres peó · a6 blanques peó · b6 negres peó · d6 negres peó · g6 negres peó · h6 negres rei · c5 negres peó · d5 blanques peó · c4 blanques peó · g4 negres cavall · h4 negres dama · f3 negres torre · b2 blanques peó · f2 blanques peó · g2 blanques dama · f1 blanques torre · g1 blanques rei · h1 blanques alfil | a7 negres peó · a6 blanques peó · b6 negres peó · d6 negres peó · g6 negres peó · h6 negres rei · c5 negres peó · d5 blanques peó · c4 blanques peó · g4 negres cavall · h4 negres dama · f3 negres torre · b2 blanques peó · f2 blanques peó · g2 blanques dama · f1 blanques torre · g1 blanques rei · h1 blanques alfil | 5 |
| 4 | a7 negres peó · a6 blanques peó · b6 negres peó · d6 negres peó · g6 negres peó · h6 negres rei · c5 negres peó · d5 blanques peó · c4 blanques peó · g4 negres cavall · h4 negres dama · f3 negres torre · b2 blanques peó · f2 blanques peó · g2 blanques dama · f1 blanques torre · g1 blanques rei · h1 blanques alfil | a7 negres peó · a6 blanques peó · b6 negres peó · d6 negres peó · g6 negres peó · h6 negres rei · c5 negres peó · d5 blanques peó · c4 blanques peó · g4 negres cavall · h4 negres dama · f3 negres torre · b2 blanques peó · f2 blanques peó · g2 blanques dama · f1 blanques torre · g1 blanques rei · h1 blanques alfil | a7 negres peó · a6 blanques peó · b6 negres peó · d6 negres peó · g6 negres peó · h6 negres rei · c5 negres peó · d5 blanques peó · c4 blanques peó · g4 negres cavall · h4 negres dama · f3 negres torre · b2 blanques peó · f2 blanques peó · g2 blanques dama · f1 blanques torre · g1 blanques rei · h1 blanques alfil | a7 negres peó · a6 blanques peó · b6 negres peó · d6 negres peó · g6 negres peó · h6 negres rei · c5 negres peó · d5 blanques peó · c4 blanques peó · g4 negres cavall · h4 negres dama · f3 negres torre · b2 blanques peó · f2 blanques peó · g2 blanques dama · f1 blanques torre · g1 blanques rei · h1 blanques alfil | a7 negres peó · a6 blanques peó · b6 negres peó · d6 negres peó · g6 negres peó · h6 negres rei · c5 negres peó · d5 blanques peó · c4 blanques peó · g4 negres cavall · h4 negres dama · f3 negres torre · b2 blanques peó · f2 blanques peó · g2 blanques dama · f1 blanques torre · g1 blanques rei · h1 blanques alfil | a7 negres peó · a6 blanques peó · b6 negres peó · d6 negres peó · g6 negres peó · h6 negres rei · c5 negres peó · d5 blanques peó · c4 blanques peó · g4 negres cavall · h4 negres dama · f3 negres torre · b2 blanques peó · f2 blanques peó · g2 blanques dama · f1 blanques torre · g1 blanques rei · h1 blanques alfil | a7 negres peó · a6 blanques peó · b6 negres peó · d6 negres peó · g6 negres peó · h6 negres rei · c5 negres peó · d5 blanques peó · c4 blanques peó · g4 negres cavall · h4 negres dama · f3 negres torre · b2 blanques peó · f2 blanques peó · g2 blanques dama · f1 blanques torre · g1 blanques rei · h1 blanques alfil | a7 negres peó · a6 blanques peó · b6 negres peó · d6 negres peó · g6 negres peó · h6 negres rei · c5 negres peó · d5 blanques peó · c4 blanques peó · g4 negres cavall · h4 negres dama · f3 negres torre · b2 blanques peó · f2 blanques peó · g2 blanques dama · f1 blanques torre · g1 blanques rei · h1 blanques alfil | 4 |
| 3 | a7 negres peó · a6 blanques peó · b6 negres peó · d6 negres peó · g6 negres peó · h6 negres rei · c5 negres peó · d5 blanques peó · c4 blanques peó · g4 negres cavall · h4 negres dama · f3 negres torre · b2 blanques peó · f2 blanques peó · g2 blanques dama · f1 blanques torre · g1 blanques rei · h1 blanques alfil | a7 negres peó · a6 blanques peó · b6 negres peó · d6 negres peó · g6 negres peó · h6 negres rei · c5 negres peó · d5 blanques peó · c4 blanques peó · g4 negres cavall · h4 negres dama · f3 negres torre · b2 blanques peó · f2 blanques peó · g2 blanques dama · f1 blanques torre · g1 blanques rei · h1 blanques alfil | a7 negres peó · a6 blanques peó · b6 negres peó · d6 negres peó · g6 negres peó · h6 negres rei · c5 negres peó · d5 blanques peó · c4 blanques peó · g4 negres cavall · h4 negres dama · f3 negres torre · b2 blanques peó · f2 blanques peó · g2 blanques dama · f1 blanques torre · g1 blanques rei · h1 blanques alfil | a7 negres peó · a6 blanques peó · b6 negres peó · d6 negres peó · g6 negres peó · h6 negres rei · c5 negres peó · d5 blanques peó · c4 blanques peó · g4 negres cavall · h4 negres dama · f3 negres torre · b2 blanques peó · f2 blanques peó · g2 blanques dama · f1 blanques torre · g1 blanques rei · h1 blanques alfil | a7 negres peó · a6 blanques peó · b6 negres peó · d6 negres peó · g6 negres peó · h6 negres rei · c5 negres peó · d5 blanques peó · c4 blanques peó · g4 negres cavall · h4 negres dama · f3 negres torre · b2 blanques peó · f2 blanques peó · g2 blanques dama · f1 blanques torre · g1 blanques rei · h1 blanques alfil | a7 negres peó · a6 blanques peó · b6 negres peó · d6 negres peó · g6 negres peó · h6 negres rei · c5 negres peó · d5 blanques peó · c4 blanques peó · g4 negres cavall · h4 negres dama · f3 negres torre · b2 blanques peó · f2 blanques peó · g2 blanques dama · f1 blanques torre · g1 blanques rei · h1 blanques alfil | a7 negres peó · a6 blanques peó · b6 negres peó · d6 negres peó · g6 negres peó · h6 negres rei · c5 negres peó · d5 blanques peó · c4 blanques peó · g4 negres cavall · h4 negres dama · f3 negres torre · b2 blanques peó · f2 blanques peó · g2 blanques dama · f1 blanques torre · g1 blanques rei · h1 blanques alfil | a7 negres peó · a6 blanques peó · b6 negres peó · d6 negres peó · g6 negres peó · h6 negres rei · c5 negres peó · d5 blanques peó · c4 blanques peó · g4 negres cavall · h4 negres dama · f3 negres torre · b2 blanques peó · f2 blanques peó · g2 blanques dama · f1 blanques torre · g1 blanques rei · h1 blanques alfil | 3 |
| 2 | a7 negres peó · a6 blanques peó · b6 negres peó · d6 negres peó · g6 negres peó · h6 negres rei · c5 negres peó · d5 blanques peó · c4 blanques peó · g4 negres cavall · h4 negres dama · f3 negres torre · b2 blanques peó · f2 blanques peó · g2 blanques dama · f1 blanques torre · g1 blanques rei · h1 blanques alfil | a7 negres peó · a6 blanques peó · b6 negres peó · d6 negres peó · g6 negres peó · h6 negres rei · c5 negres peó · d5 blanques peó · c4 blanques peó · g4 negres cavall · h4 negres dama · f3 negres torre · b2 blanques peó · f2 blanques peó · g2 blanques dama · f1 blanques torre · g1 blanques rei · h1 blanques alfil | a7 negres peó · a6 blanques peó · b6 negres peó · d6 negres peó · g6 negres peó · h6 negres rei · c5 negres peó · d5 blanques peó · c4 blanques peó · g4 negres cavall · h4 negres dama · f3 negres torre · b2 blanques peó · f2 blanques peó · g2 blanques dama · f1 blanques torre · g1 blanques rei · h1 blanques alfil | a7 negres peó · a6 blanques peó · b6 negres peó · d6 negres peó · g6 negres peó · h6 negres rei · c5 negres peó · d5 blanques peó · c4 blanques peó · g4 negres cavall · h4 negres dama · f3 negres torre · b2 blanques peó · f2 blanques peó · g2 blanques dama · f1 blanques torre · g1 blanques rei · h1 blanques alfil | a7 negres peó · a6 blanques peó · b6 negres peó · d6 negres peó · g6 negres peó · h6 negres rei · c5 negres peó · d5 blanques peó · c4 blanques peó · g4 negres cavall · h4 negres dama · f3 negres torre · b2 blanques peó · f2 blanques peó · g2 blanques dama · f1 blanques torre · g1 blanques rei · h1 blanques alfil | a7 negres peó · a6 blanques peó · b6 negres peó · d6 negres peó · g6 negres peó · h6 negres rei · c5 negres peó · d5 blanques peó · c4 blanques peó · g4 negres cavall · h4 negres dama · f3 negres torre · b2 blanques peó · f2 blanques peó · g2 blanques dama · f1 blanques torre · g1 blanques rei · h1 blanques alfil | a7 negres peó · a6 blanques peó · b6 negres peó · d6 negres peó · g6 negres peó · h6 negres rei · c5 negres peó · d5 blanques peó · c4 blanques peó · g4 negres cavall · h4 negres dama · f3 negres torre · b2 blanques peó · f2 blanques peó · g2 blanques dama · f1 blanques torre · g1 blanques rei · h1 blanques alfil | a7 negres peó · a6 blanques peó · b6 negres peó · d6 negres peó · g6 negres peó · h6 negres rei · c5 negres peó · d5 blanques peó · c4 blanques peó · g4 negres cavall · h4 negres dama · f3 negres torre · b2 blanques peó · f2 blanques peó · g2 blanques dama · f1 blanques torre · g1 blanques rei · h1 blanques alfil | 2 |
| 1 | a7 negres peó · a6 blanques peó · b6 negres peó · d6 negres peó · g6 negres peó · h6 negres rei · c5 negres peó · d5 blanques peó · c4 blanques peó · g4 negres cavall · h4 negres dama · f3 negres torre · b2 blanques peó · f2 blanques peó · g2 blanques dama · f1 blanques torre · g1 blanques rei · h1 blanques alfil | a7 negres peó · a6 blanques peó · b6 negres peó · d6 negres peó · g6 negres peó · h6 negres rei · c5 negres peó · d5 blanques peó · c4 blanques peó · g4 negres cavall · h4 negres dama · f3 negres torre · b2 blanques peó · f2 blanques peó · g2 blanques dama · f1 blanques torre · g1 blanques rei · h1 blanques alfil | a7 negres peó · a6 blanques peó · b6 negres peó · d6 negres peó · g6 negres peó · h6 negres rei · c5 negres peó · d5 blanques peó · c4 blanques peó · g4 negres cavall · h4 negres dama · f3 negres torre · b2 blanques peó · f2 blanques peó · g2 blanques dama · f1 blanques torre · g1 blanques rei · h1 blanques alfil | a7 negres peó · a6 blanques peó · b6 negres peó · d6 negres peó · g6 negres peó · h6 negres rei · c5 negres peó · d5 blanques peó · c4 blanques peó · g4 negres cavall · h4 negres dama · f3 negres torre · b2 blanques peó · f2 blanques peó · g2 blanques dama · f1 blanques torre · g1 blanques rei · h1 blanques alfil | a7 negres peó · a6 blanques peó · b6 negres peó · d6 negres peó · g6 negres peó · h6 negres rei · c5 negres peó · d5 blanques peó · c4 blanques peó · g4 negres cavall · h4 negres dama · f3 negres torre · b2 blanques peó · f2 blanques peó · g2 blanques dama · f1 blanques torre · g1 blanques rei · h1 blanques alfil | a7 negres peó · a6 blanques peó · b6 negres peó · d6 negres peó · g6 negres peó · h6 negres rei · c5 negres peó · d5 blanques peó · c4 blanques peó · g4 negres cavall · h4 negres dama · f3 negres torre · b2 blanques peó · f2 blanques peó · g2 blanques dama · f1 blanques torre · g1 blanques rei · h1 blanques alfil | a7 negres peó · a6 blanques peó · b6 negres peó · d6 negres peó · g6 negres peó · h6 negres rei · c5 negres peó · d5 blanques peó · c4 blanques peó · g4 negres cavall · h4 negres dama · f3 negres torre · b2 blanques peó · f2 blanques peó · g2 blanques dama · f1 blanques torre · g1 blanques rei · h1 blanques alfil | a7 negres peó · a6 blanques peó · b6 negres peó · d6 negres peó · g6 negres peó · h6 negres rei · c5 negres peó · d5 blanques peó · c4 blanques peó · g4 negres cavall · h4 negres dama · f3 negres torre · b2 blanques peó · f2 blanques peó · g2 blanques dama · f1 blanques torre · g1 blanques rei · h1 blanques alfil | 1 |
|   | a | b | c | d | e | f | g | h |   |

Soltis ha escrit que la seva "candidata com a partida ideal del zugzwang" és la següent (Soltis 1978:55) : Podgaets-Dvoretsky, USSR 1974 1.d4 c5 2.d5 e5 3.e4 d6 4.Cc3 Ae7 5.Cf3 Ag4 6.h3 Axf3 7.Dxf3 Ag5! 8.Ab5+ Rf8! les negres canvien el seu alfil dolent, i no permeten que les blanques facin el mateix. 9.Axg5 Dxg5 10.h4 De7 11.Ae2 h5 12.a4 g6 13.g3 Rg7 14.0-0 Ch6 15.Cd1 Cd7 16.Ce3 Thf8 17.a5 f5 18.exf5 e4! 19.Dg2 Cxf5 20.Cxf5+ Txf5 21.a6 b6 22.g4? hxg4 23.Axg4 Tf4 24.Tae1 Ce5! 25.Txe4 Txe4 26.Dxe4 Dxh4 27.Af3 Tf8!! 28. Ah1 28.Dxh4? Cxf3+ i 29...Cxh4 deixa les negres amb peça de més. Cg4 29.Dg2 (vegeu el diagrama de l'esquerra) Tf3!! 30.c4 Rh6!! (diagrama de la dreta) I ara tots els moviments de peça blancs permeten el mat o ...Txf2 amb atac aclaparador (per ex. 31.Dxf3 Dh2#; 31.Tb1 Txf2 32.Dxg4 Dh2#). Això deixa només moviments del peó-b blanc, que les negres poden ignorar, per exemple, 31.b3 Rg7 32.b4 Rh6 33.bxc5 bxc5 i les blanques s'han quedat sense moviments. 0-1

### Harper contra Zuk
|   | a | b | c | d | e | f | g | h |   |
| 8 | g8 negres rei · a7 negres peó · g7 negres cavall · b6 negres peó · d6 negres peó · c5 negres peó · d5 blanques peó · h5 negres peó · b4 blanques peó · c4 blanques peó · e4 negres dama · g4 negres peó · h4 blanques peó · a3 blanques peó · g3 blanques peó · g2 blanques torre · h2 blanques dama · f1 negres torre · g1 blanques cavall · h1 blanques rei | g8 negres rei · a7 negres peó · g7 negres cavall · b6 negres peó · d6 negres peó · c5 negres peó · d5 blanques peó · h5 negres peó · b4 blanques peó · c4 blanques peó · e4 negres dama · g4 negres peó · h4 blanques peó · a3 blanques peó · g3 blanques peó · g2 blanques torre · h2 blanques dama · f1 negres torre · g1 blanques cavall · h1 blanques rei | g8 negres rei · a7 negres peó · g7 negres cavall · b6 negres peó · d6 negres peó · c5 negres peó · d5 blanques peó · h5 negres peó · b4 blanques peó · c4 blanques peó · e4 negres dama · g4 negres peó · h4 blanques peó · a3 blanques peó · g3 blanques peó · g2 blanques torre · h2 blanques dama · f1 negres torre · g1 blanques cavall · h1 blanques rei | g8 negres rei · a7 negres peó · g7 negres cavall · b6 negres peó · d6 negres peó · c5 negres peó · d5 blanques peó · h5 negres peó · b4 blanques peó · c4 blanques peó · e4 negres dama · g4 negres peó · h4 blanques peó · a3 blanques peó · g3 blanques peó · g2 blanques torre · h2 blanques dama · f1 negres torre · g1 blanques cavall · h1 blanques rei | g8 negres rei · a7 negres peó · g7 negres cavall · b6 negres peó · d6 negres peó · c5 negres peó · d5 blanques peó · h5 negres peó · b4 blanques peó · c4 blanques peó · e4 negres dama · g4 negres peó · h4 blanques peó · a3 blanques peó · g3 blanques peó · g2 blanques torre · h2 blanques dama · f1 negres torre · g1 blanques cavall · h1 blanques rei | g8 negres rei · a7 negres peó · g7 negres cavall · b6 negres peó · d6 negres peó · c5 negres peó · d5 blanques peó · h5 negres peó · b4 blanques peó · c4 blanques peó · e4 negres dama · g4 negres peó · h4 blanques peó · a3 blanques peó · g3 blanques peó · g2 blanques torre · h2 blanques dama · f1 negres torre · g1 blanques cavall · h1 blanques rei | g8 negres rei · a7 negres peó · g7 negres cavall · b6 negres peó · d6 negres peó · c5 negres peó · d5 blanques peó · h5 negres peó · b4 blanques peó · c4 blanques peó · e4 negres dama · g4 negres peó · h4 blanques peó · a3 blanques peó · g3 blanques peó · g2 blanques torre · h2 blanques dama · f1 negres torre · g1 blanques cavall · h1 blanques rei | g8 negres rei · a7 negres peó · g7 negres cavall · b6 negres peó · d6 negres peó · c5 negres peó · d5 blanques peó · h5 negres peó · b4 blanques peó · c4 blanques peó · e4 negres dama · g4 negres peó · h4 blanques peó · a3 blanques peó · g3 blanques peó · g2 blanques torre · h2 blanques dama · f1 negres torre · g1 blanques cavall · h1 blanques rei | 8 |
| 7 | g8 negres rei · a7 negres peó · g7 negres cavall · b6 negres peó · d6 negres peó · c5 negres peó · d5 blanques peó · h5 negres peó · b4 blanques peó · c4 blanques peó · e4 negres dama · g4 negres peó · h4 blanques peó · a3 blanques peó · g3 blanques peó · g2 blanques torre · h2 blanques dama · f1 negres torre · g1 blanques cavall · h1 blanques rei | g8 negres rei · a7 negres peó · g7 negres cavall · b6 negres peó · d6 negres peó · c5 negres peó · d5 blanques peó · h5 negres peó · b4 blanques peó · c4 blanques peó · e4 negres dama · g4 negres peó · h4 blanques peó · a3 blanques peó · g3 blanques peó · g2 blanques torre · h2 blanques dama · f1 negres torre · g1 blanques cavall · h1 blanques rei | g8 negres rei · a7 negres peó · g7 negres cavall · b6 negres peó · d6 negres peó · c5 negres peó · d5 blanques peó · h5 negres peó · b4 blanques peó · c4 blanques peó · e4 negres dama · g4 negres peó · h4 blanques peó · a3 blanques peó · g3 blanques peó · g2 blanques torre · h2 blanques dama · f1 negres torre · g1 blanques cavall · h1 blanques rei | g8 negres rei · a7 negres peó · g7 negres cavall · b6 negres peó · d6 negres peó · c5 negres peó · d5 blanques peó · h5 negres peó · b4 blanques peó · c4 blanques peó · e4 negres dama · g4 negres peó · h4 blanques peó · a3 blanques peó · g3 blanques peó · g2 blanques torre · h2 blanques dama · f1 negres torre · g1 blanques cavall · h1 blanques rei | g8 negres rei · a7 negres peó · g7 negres cavall · b6 negres peó · d6 negres peó · c5 negres peó · d5 blanques peó · h5 negres peó · b4 blanques peó · c4 blanques peó · e4 negres dama · g4 negres peó · h4 blanques peó · a3 blanques peó · g3 blanques peó · g2 blanques torre · h2 blanques dama · f1 negres torre · g1 blanques cavall · h1 blanques rei | g8 negres rei · a7 negres peó · g7 negres cavall · b6 negres peó · d6 negres peó · c5 negres peó · d5 blanques peó · h5 negres peó · b4 blanques peó · c4 blanques peó · e4 negres dama · g4 negres peó · h4 blanques peó · a3 blanques peó · g3 blanques peó · g2 blanques torre · h2 blanques dama · f1 negres torre · g1 blanques cavall · h1 blanques rei | g8 negres rei · a7 negres peó · g7 negres cavall · b6 negres peó · d6 negres peó · c5 negres peó · d5 blanques peó · h5 negres peó · b4 blanques peó · c4 blanques peó · e4 negres dama · g4 negres peó · h4 blanques peó · a3 blanques peó · g3 blanques peó · g2 blanques torre · h2 blanques dama · f1 negres torre · g1 blanques cavall · h1 blanques rei | g8 negres rei · a7 negres peó · g7 negres cavall · b6 negres peó · d6 negres peó · c5 negres peó · d5 blanques peó · h5 negres peó · b4 blanques peó · c4 blanques peó · e4 negres dama · g4 negres peó · h4 blanques peó · a3 blanques peó · g3 blanques peó · g2 blanques torre · h2 blanques dama · f1 negres torre · g1 blanques cavall · h1 blanques rei | 7 |
| 6 | g8 negres rei · a7 negres peó · g7 negres cavall · b6 negres peó · d6 negres peó · c5 negres peó · d5 blanques peó · h5 negres peó · b4 blanques peó · c4 blanques peó · e4 negres dama · g4 negres peó · h4 blanques peó · a3 blanques peó · g3 blanques peó · g2 blanques torre · h2 blanques dama · f1 negres torre · g1 blanques cavall · h1 blanques rei | g8 negres rei · a7 negres peó · g7 negres cavall · b6 negres peó · d6 negres peó · c5 negres peó · d5 blanques peó · h5 negres peó · b4 blanques peó · c4 blanques peó · e4 negres dama · g4 negres peó · h4 blanques peó · a3 blanques peó · g3 blanques peó · g2 blanques torre · h2 blanques dama · f1 negres torre · g1 blanques cavall · h1 blanques rei | g8 negres rei · a7 negres peó · g7 negres cavall · b6 negres peó · d6 negres peó · c5 negres peó · d5 blanques peó · h5 negres peó · b4 blanques peó · c4 blanques peó · e4 negres dama · g4 negres peó · h4 blanques peó · a3 blanques peó · g3 blanques peó · g2 blanques torre · h2 blanques dama · f1 negres torre · g1 blanques cavall · h1 blanques rei | g8 negres rei · a7 negres peó · g7 negres cavall · b6 negres peó · d6 negres peó · c5 negres peó · d5 blanques peó · h5 negres peó · b4 blanques peó · c4 blanques peó · e4 negres dama · g4 negres peó · h4 blanques peó · a3 blanques peó · g3 blanques peó · g2 blanques torre · h2 blanques dama · f1 negres torre · g1 blanques cavall · h1 blanques rei | g8 negres rei · a7 negres peó · g7 negres cavall · b6 negres peó · d6 negres peó · c5 negres peó · d5 blanques peó · h5 negres peó · b4 blanques peó · c4 blanques peó · e4 negres dama · g4 negres peó · h4 blanques peó · a3 blanques peó · g3 blanques peó · g2 blanques torre · h2 blanques dama · f1 negres torre · g1 blanques cavall · h1 blanques rei | g8 negres rei · a7 negres peó · g7 negres cavall · b6 negres peó · d6 negres peó · c5 negres peó · d5 blanques peó · h5 negres peó · b4 blanques peó · c4 blanques peó · e4 negres dama · g4 negres peó · h4 blanques peó · a3 blanques peó · g3 blanques peó · g2 blanques torre · h2 blanques dama · f1 negres torre · g1 blanques cavall · h1 blanques rei | g8 negres rei · a7 negres peó · g7 negres cavall · b6 negres peó · d6 negres peó · c5 negres peó · d5 blanques peó · h5 negres peó · b4 blanques peó · c4 blanques peó · e4 negres dama · g4 negres peó · h4 blanques peó · a3 blanques peó · g3 blanques peó · g2 blanques torre · h2 blanques dama · f1 negres torre · g1 blanques cavall · h1 blanques rei | g8 negres rei · a7 negres peó · g7 negres cavall · b6 negres peó · d6 negres peó · c5 negres peó · d5 blanques peó · h5 negres peó · b4 blanques peó · c4 blanques peó · e4 negres dama · g4 negres peó · h4 blanques peó · a3 blanques peó · g3 blanques peó · g2 blanques torre · h2 blanques dama · f1 negres torre · g1 blanques cavall · h1 blanques rei | 6 |
| 5 | g8 negres rei · a7 negres peó · g7 negres cavall · b6 negres peó · d6 negres peó · c5 negres peó · d5 blanques peó · h5 negres peó · b4 blanques peó · c4 blanques peó · e4 negres dama · g4 negres peó · h4 blanques peó · a3 blanques peó · g3 blanques peó · g2 blanques torre · h2 blanques dama · f1 negres torre · g1 blanques cavall · h1 blanques rei | g8 negres rei · a7 negres peó · g7 negres cavall · b6 negres peó · d6 negres peó · c5 negres peó · d5 blanques peó · h5 negres peó · b4 blanques peó · c4 blanques peó · e4 negres dama · g4 negres peó · h4 blanques peó · a3 blanques peó · g3 blanques peó · g2 blanques torre · h2 blanques dama · f1 negres torre · g1 blanques cavall · h1 blanques rei | g8 negres rei · a7 negres peó · g7 negres cavall · b6 negres peó · d6 negres peó · c5 negres peó · d5 blanques peó · h5 negres peó · b4 blanques peó · c4 blanques peó · e4 negres dama · g4 negres peó · h4 blanques peó · a3 blanques peó · g3 blanques peó · g2 blanques torre · h2 blanques dama · f1 negres torre · g1 blanques cavall · h1 blanques rei | g8 negres rei · a7 negres peó · g7 negres cavall · b6 negres peó · d6 negres peó · c5 negres peó · d5 blanques peó · h5 negres peó · b4 blanques peó · c4 blanques peó · e4 negres dama · g4 negres peó · h4 blanques peó · a3 blanques peó · g3 blanques peó · g2 blanques torre · h2 blanques dama · f1 negres torre · g1 blanques cavall · h1 blanques rei | g8 negres rei · a7 negres peó · g7 negres cavall · b6 negres peó · d6 negres peó · c5 negres peó · d5 blanques peó · h5 negres peó · b4 blanques peó · c4 blanques peó · e4 negres dama · g4 negres peó · h4 blanques peó · a3 blanques peó · g3 blanques peó · g2 blanques torre · h2 blanques dama · f1 negres torre · g1 blanques cavall · h1 blanques rei | g8 negres rei · a7 negres peó · g7 negres cavall · b6 negres peó · d6 negres peó · c5 negres peó · d5 blanques peó · h5 negres peó · b4 blanques peó · c4 blanques peó · e4 negres dama · g4 negres peó · h4 blanques peó · a3 blanques peó · g3 blanques peó · g2 blanques torre · h2 blanques dama · f1 negres torre · g1 blanques cavall · h1 blanques rei | g8 negres rei · a7 negres peó · g7 negres cavall · b6 negres peó · d6 negres peó · c5 negres peó · d5 blanques peó · h5 negres peó · b4 blanques peó · c4 blanques peó · e4 negres dama · g4 negres peó · h4 blanques peó · a3 blanques peó · g3 blanques peó · g2 blanques torre · h2 blanques dama · f1 negres torre · g1 blanques cavall · h1 blanques rei | g8 negres rei · a7 negres peó · g7 negres cavall · b6 negres peó · d6 negres peó · c5 negres peó · d5 blanques peó · h5 negres peó · b4 blanques peó · c4 blanques peó · e4 negres dama · g4 negres peó · h4 blanques peó · a3 blanques peó · g3 blanques peó · g2 blanques torre · h2 blanques dama · f1 negres torre · g1 blanques cavall · h1 blanques rei | 5 |
| 4 | g8 negres rei · a7 negres peó · g7 negres cavall · b6 negres peó · d6 negres peó · c5 negres peó · d5 blanques peó · h5 negres peó · b4 blanques peó · c4 blanques peó · e4 negres dama · g4 negres peó · h4 blanques peó · a3 blanques peó · g3 blanques peó · g2 blanques torre · h2 blanques dama · f1 negres torre · g1 blanques cavall · h1 blanques rei | g8 negres rei · a7 negres peó · g7 negres cavall · b6 negres peó · d6 negres peó · c5 negres peó · d5 blanques peó · h5 negres peó · b4 blanques peó · c4 blanques peó · e4 negres dama · g4 negres peó · h4 blanques peó · a3 blanques peó · g3 blanques peó · g2 blanques torre · h2 blanques dama · f1 negres torre · g1 blanques cavall · h1 blanques rei | g8 negres rei · a7 negres peó · g7 negres cavall · b6 negres peó · d6 negres peó · c5 negres peó · d5 blanques peó · h5 negres peó · b4 blanques peó · c4 blanques peó · e4 negres dama · g4 negres peó · h4 blanques peó · a3 blanques peó · g3 blanques peó · g2 blanques torre · h2 blanques dama · f1 negres torre · g1 blanques cavall · h1 blanques rei | g8 negres rei · a7 negres peó · g7 negres cavall · b6 negres peó · d6 negres peó · c5 negres peó · d5 blanques peó · h5 negres peó · b4 blanques peó · c4 blanques peó · e4 negres dama · g4 negres peó · h4 blanques peó · a3 blanques peó · g3 blanques peó · g2 blanques torre · h2 blanques dama · f1 negres torre · g1 blanques cavall · h1 blanques rei | g8 negres rei · a7 negres peó · g7 negres cavall · b6 negres peó · d6 negres peó · c5 negres peó · d5 blanques peó · h5 negres peó · b4 blanques peó · c4 blanques peó · e4 negres dama · g4 negres peó · h4 blanques peó · a3 blanques peó · g3 blanques peó · g2 blanques torre · h2 blanques dama · f1 negres torre · g1 blanques cavall · h1 blanques rei | g8 negres rei · a7 negres peó · g7 negres cavall · b6 negres peó · d6 negres peó · c5 negres peó · d5 blanques peó · h5 negres peó · b4 blanques peó · c4 blanques peó · e4 negres dama · g4 negres peó · h4 blanques peó · a3 blanques peó · g3 blanques peó · g2 blanques torre · h2 blanques dama · f1 negres torre · g1 blanques cavall · h1 blanques rei | g8 negres rei · a7 negres peó · g7 negres cavall · b6 negres peó · d6 negres peó · c5 negres peó · d5 blanques peó · h5 negres peó · b4 blanques peó · c4 blanques peó · e4 negres dama · g4 negres peó · h4 blanques peó · a3 blanques peó · g3 blanques peó · g2 blanques torre · h2 blanques dama · f1 negres torre · g1 blanques cavall · h1 blanques rei | g8 negres rei · a7 negres peó · g7 negres cavall · b6 negres peó · d6 negres peó · c5 negres peó · d5 blanques peó · h5 negres peó · b4 blanques peó · c4 blanques peó · e4 negres dama · g4 negres peó · h4 blanques peó · a3 blanques peó · g3 blanques peó · g2 blanques torre · h2 blanques dama · f1 negres torre · g1 blanques cavall · h1 blanques rei | 4 |
| 3 | g8 negres rei · a7 negres peó · g7 negres cavall · b6 negres peó · d6 negres peó · c5 negres peó · d5 blanques peó · h5 negres peó · b4 blanques peó · c4 blanques peó · e4 negres dama · g4 negres peó · h4 blanques peó · a3 blanques peó · g3 blanques peó · g2 blanques torre · h2 blanques dama · f1 negres torre · g1 blanques cavall · h1 blanques rei | g8 negres rei · a7 negres peó · g7 negres cavall · b6 negres peó · d6 negres peó · c5 negres peó · d5 blanques peó · h5 negres peó · b4 blanques peó · c4 blanques peó · e4 negres dama · g4 negres peó · h4 blanques peó · a3 blanques peó · g3 blanques peó · g2 blanques torre · h2 blanques dama · f1 negres torre · g1 blanques cavall · h1 blanques rei | g8 negres rei · a7 negres peó · g7 negres cavall · b6 negres peó · d6 negres peó · c5 negres peó · d5 blanques peó · h5 negres peó · b4 blanques peó · c4 blanques peó · e4 negres dama · g4 negres peó · h4 blanques peó · a3 blanques peó · g3 blanques peó · g2 blanques torre · h2 blanques dama · f1 negres torre · g1 blanques cavall · h1 blanques rei | g8 negres rei · a7 negres peó · g7 negres cavall · b6 negres peó · d6 negres peó · c5 negres peó · d5 blanques peó · h5 negres peó · b4 blanques peó · c4 blanques peó · e4 negres dama · g4 negres peó · h4 blanques peó · a3 blanques peó · g3 blanques peó · g2 blanques torre · h2 blanques dama · f1 negres torre · g1 blanques cavall · h1 blanques rei | g8 negres rei · a7 negres peó · g7 negres cavall · b6 negres peó · d6 negres peó · c5 negres peó · d5 blanques peó · h5 negres peó · b4 blanques peó · c4 blanques peó · e4 negres dama · g4 negres peó · h4 blanques peó · a3 blanques peó · g3 blanques peó · g2 blanques torre · h2 blanques dama · f1 negres torre · g1 blanques cavall · h1 blanques rei | g8 negres rei · a7 negres peó · g7 negres cavall · b6 negres peó · d6 negres peó · c5 negres peó · d5 blanques peó · h5 negres peó · b4 blanques peó · c4 blanques peó · e4 negres dama · g4 negres peó · h4 blanques peó · a3 blanques peó · g3 blanques peó · g2 blanques torre · h2 blanques dama · f1 negres torre · g1 blanques cavall · h1 blanques rei | g8 negres rei · a7 negres peó · g7 negres cavall · b6 negres peó · d6 negres peó · c5 negres peó · d5 blanques peó · h5 negres peó · b4 blanques peó · c4 blanques peó · e4 negres dama · g4 negres peó · h4 blanques peó · a3 blanques peó · g3 blanques peó · g2 blanques torre · h2 blanques dama · f1 negres torre · g1 blanques cavall · h1 blanques rei | g8 negres rei · a7 negres peó · g7 negres cavall · b6 negres peó · d6 negres peó · c5 negres peó · d5 blanques peó · h5 negres peó · b4 blanques peó · c4 blanques peó · e4 negres dama · g4 negres peó · h4 blanques peó · a3 blanques peó · g3 blanques peó · g2 blanques torre · h2 blanques dama · f1 negres torre · g1 blanques cavall · h1 blanques rei | 3 |
| 2 | g8 negres rei · a7 negres peó · g7 negres cavall · b6 negres peó · d6 negres peó · c5 negres peó · d5 blanques peó · h5 negres peó · b4 blanques peó · c4 blanques peó · e4 negres dama · g4 negres peó · h4 blanques peó · a3 blanques peó · g3 blanques peó · g2 blanques torre · h2 blanques dama · f1 negres torre · g1 blanques cavall · h1 blanques rei | g8 negres rei · a7 negres peó · g7 negres cavall · b6 negres peó · d6 negres peó · c5 negres peó · d5 blanques peó · h5 negres peó · b4 blanques peó · c4 blanques peó · e4 negres dama · g4 negres peó · h4 blanques peó · a3 blanques peó · g3 blanques peó · g2 blanques torre · h2 blanques dama · f1 negres torre · g1 blanques cavall · h1 blanques rei | g8 negres rei · a7 negres peó · g7 negres cavall · b6 negres peó · d6 negres peó · c5 negres peó · d5 blanques peó · h5 negres peó · b4 blanques peó · c4 blanques peó · e4 negres dama · g4 negres peó · h4 blanques peó · a3 blanques peó · g3 blanques peó · g2 blanques torre · h2 blanques dama · f1 negres torre · g1 blanques cavall · h1 blanques rei | g8 negres rei · a7 negres peó · g7 negres cavall · b6 negres peó · d6 negres peó · c5 negres peó · d5 blanques peó · h5 negres peó · b4 blanques peó · c4 blanques peó · e4 negres dama · g4 negres peó · h4 blanques peó · a3 blanques peó · g3 blanques peó · g2 blanques torre · h2 blanques dama · f1 negres torre · g1 blanques cavall · h1 blanques rei | g8 negres rei · a7 negres peó · g7 negres cavall · b6 negres peó · d6 negres peó · c5 negres peó · d5 blanques peó · h5 negres peó · b4 blanques peó · c4 blanques peó · e4 negres dama · g4 negres peó · h4 blanques peó · a3 blanques peó · g3 blanques peó · g2 blanques torre · h2 blanques dama · f1 negres torre · g1 blanques cavall · h1 blanques rei | g8 negres rei · a7 negres peó · g7 negres cavall · b6 negres peó · d6 negres peó · c5 negres peó · d5 blanques peó · h5 negres peó · b4 blanques peó · c4 blanques peó · e4 negres dama · g4 negres peó · h4 blanques peó · a3 blanques peó · g3 blanques peó · g2 blanques torre · h2 blanques dama · f1 negres torre · g1 blanques cavall · h1 blanques rei | g8 negres rei · a7 negres peó · g7 negres cavall · b6 negres peó · d6 negres peó · c5 negres peó · d5 blanques peó · h5 negres peó · b4 blanques peó · c4 blanques peó · e4 negres dama · g4 negres peó · h4 blanques peó · a3 blanques peó · g3 blanques peó · g2 blanques torre · h2 blanques dama · f1 negres torre · g1 blanques cavall · h1 blanques rei | g8 negres rei · a7 negres peó · g7 negres cavall · b6 negres peó · d6 negres peó · c5 negres peó · d5 blanques peó · h5 negres peó · b4 blanques peó · c4 blanques peó · e4 negres dama · g4 negres peó · h4 blanques peó · a3 blanques peó · g3 blanques peó · g2 blanques torre · h2 blanques dama · f1 negres torre · g1 blanques cavall · h1 blanques rei | 2 |
| 1 | g8 negres rei · a7 negres peó · g7 negres cavall · b6 negres peó · d6 negres peó · c5 negres peó · d5 blanques peó · h5 negres peó · b4 blanques peó · c4 blanques peó · e4 negres dama · g4 negres peó · h4 blanques peó · a3 blanques peó · g3 blanques peó · g2 blanques torre · h2 blanques dama · f1 negres torre · g1 blanques cavall · h1 blanques rei | g8 negres rei · a7 negres peó · g7 negres cavall · b6 negres peó · d6 negres peó · c5 negres peó · d5 blanques peó · h5 negres peó · b4 blanques peó · c4 blanques peó · e4 negres dama · g4 negres peó · h4 blanques peó · a3 blanques peó · g3 blanques peó · g2 blanques torre · h2 blanques dama · f1 negres torre · g1 blanques cavall · h1 blanques rei | g8 negres rei · a7 negres peó · g7 negres cavall · b6 negres peó · d6 negres peó · c5 negres peó · d5 blanques peó · h5 negres peó · b4 blanques peó · c4 blanques peó · e4 negres dama · g4 negres peó · h4 blanques peó · a3 blanques peó · g3 blanques peó · g2 blanques torre · h2 blanques dama · f1 negres torre · g1 blanques cavall · h1 blanques rei | g8 negres rei · a7 negres peó · g7 negres cavall · b6 negres peó · d6 negres peó · c5 negres peó · d5 blanques peó · h5 negres peó · b4 blanques peó · c4 blanques peó · e4 negres dama · g4 negres peó · h4 blanques peó · a3 blanques peó · g3 blanques peó · g2 blanques torre · h2 blanques dama · f1 negres torre · g1 blanques cavall · h1 blanques rei | g8 negres rei · a7 negres peó · g7 negres cavall · b6 negres peó · d6 negres peó · c5 negres peó · d5 blanques peó · h5 negres peó · b4 blanques peó · c4 blanques peó · e4 negres dama · g4 negres peó · h4 blanques peó · a3 blanques peó · g3 blanques peó · g2 blanques torre · h2 blanques dama · f1 negres torre · g1 blanques cavall · h1 blanques rei | g8 negres rei · a7 negres peó · g7 negres cavall · b6 negres peó · d6 negres peó · c5 negres peó · d5 blanques peó · h5 negres peó · b4 blanques peó · c4 blanques peó · e4 negres dama · g4 negres peó · h4 blanques peó · a3 blanques peó · g3 blanques peó · g2 blanques torre · h2 blanques dama · f1 negres torre · g1 blanques cavall · h1 blanques rei | g8 negres rei · a7 negres peó · g7 negres cavall · b6 negres peó · d6 negres peó · c5 negres peó · d5 blanques peó · h5 negres peó · b4 blanques peó · c4 blanques peó · e4 negres dama · g4 negres peó · h4 blanques peó · a3 blanques peó · g3 blanques peó · g2 blanques torre · h2 blanques dama · f1 negres torre · g1 blanques cavall · h1 blanques rei | g8 negres rei · a7 negres peó · g7 negres cavall · b6 negres peó · d6 negres peó · c5 negres peó · d5 blanques peó · h5 negres peó · b4 blanques peó · c4 blanques peó · e4 negres dama · g4 negres peó · h4 blanques peó · a3 blanques peó · g3 blanques peó · g2 blanques torre · h2 blanques dama · f1 negres torre · g1 blanques cavall · h1 blanques rei | 1 |
|   | a | b | c | d | e | f | g | h |   |

Harper-Zuk, Halloween Open, Burnaby, British Columbia 1971 és un exemple esgarrifós de zugzwang al mig joc. La dama, torre, cavall, i rei blancs tenen un total d'un moviment legal (Dh3), que perd la dama, la torre, i el rei successivament (... gxh3 seguit de ... Dxg2#). La partida va acabar: 37.b5 Rh8 37...Cf5 i Cd4-e2 era aclaparador, però deixar que les blanques s'autodestrueixin és encara més ràpid 38.a4 Rh7 39.a5 Rg8 0-1 Després de 40.axb6 axb6, les blanques estan forçades a jugar 41.Dh3, i llavors serà mat en dos: gxh3 42.Rh2 Dxg2#.

### Van Dongen contra Wijsman
|   | a | b | c | d | e | f | g | h |   |
| 8 | g8 negres rei · g7 blanques peó · h7 negres torre · a6 negres peó · f6 negres peó · g6 blanques rei · h6 blanques peó · a5 blanques peó · f5 blanques peó · b4 negres peó · c4 negres torre · d4 negres peó · e4 negres peó · c3 negres cavall · d3 blanques torre · e3 blanques torre | g8 negres rei · g7 blanques peó · h7 negres torre · a6 negres peó · f6 negres peó · g6 blanques rei · h6 blanques peó · a5 blanques peó · f5 blanques peó · b4 negres peó · c4 negres torre · d4 negres peó · e4 negres peó · c3 negres cavall · d3 blanques torre · e3 blanques torre | g8 negres rei · g7 blanques peó · h7 negres torre · a6 negres peó · f6 negres peó · g6 blanques rei · h6 blanques peó · a5 blanques peó · f5 blanques peó · b4 negres peó · c4 negres torre · d4 negres peó · e4 negres peó · c3 negres cavall · d3 blanques torre · e3 blanques torre | g8 negres rei · g7 blanques peó · h7 negres torre · a6 negres peó · f6 negres peó · g6 blanques rei · h6 blanques peó · a5 blanques peó · f5 blanques peó · b4 negres peó · c4 negres torre · d4 negres peó · e4 negres peó · c3 negres cavall · d3 blanques torre · e3 blanques torre | g8 negres rei · g7 blanques peó · h7 negres torre · a6 negres peó · f6 negres peó · g6 blanques rei · h6 blanques peó · a5 blanques peó · f5 blanques peó · b4 negres peó · c4 negres torre · d4 negres peó · e4 negres peó · c3 negres cavall · d3 blanques torre · e3 blanques torre | g8 negres rei · g7 blanques peó · h7 negres torre · a6 negres peó · f6 negres peó · g6 blanques rei · h6 blanques peó · a5 blanques peó · f5 blanques peó · b4 negres peó · c4 negres torre · d4 negres peó · e4 negres peó · c3 negres cavall · d3 blanques torre · e3 blanques torre | g8 negres rei · g7 blanques peó · h7 negres torre · a6 negres peó · f6 negres peó · g6 blanques rei · h6 blanques peó · a5 blanques peó · f5 blanques peó · b4 negres peó · c4 negres torre · d4 negres peó · e4 negres peó · c3 negres cavall · d3 blanques torre · e3 blanques torre | g8 negres rei · g7 blanques peó · h7 negres torre · a6 negres peó · f6 negres peó · g6 blanques rei · h6 blanques peó · a5 blanques peó · f5 blanques peó · b4 negres peó · c4 negres torre · d4 negres peó · e4 negres peó · c3 negres cavall · d3 blanques torre · e3 blanques torre | 8 |
| 7 | g8 negres rei · g7 blanques peó · h7 negres torre · a6 negres peó · f6 negres peó · g6 blanques rei · h6 blanques peó · a5 blanques peó · f5 blanques peó · b4 negres peó · c4 negres torre · d4 negres peó · e4 negres peó · c3 negres cavall · d3 blanques torre · e3 blanques torre | g8 negres rei · g7 blanques peó · h7 negres torre · a6 negres peó · f6 negres peó · g6 blanques rei · h6 blanques peó · a5 blanques peó · f5 blanques peó · b4 negres peó · c4 negres torre · d4 negres peó · e4 negres peó · c3 negres cavall · d3 blanques torre · e3 blanques torre | g8 negres rei · g7 blanques peó · h7 negres torre · a6 negres peó · f6 negres peó · g6 blanques rei · h6 blanques peó · a5 blanques peó · f5 blanques peó · b4 negres peó · c4 negres torre · d4 negres peó · e4 negres peó · c3 negres cavall · d3 blanques torre · e3 blanques torre | g8 negres rei · g7 blanques peó · h7 negres torre · a6 negres peó · f6 negres peó · g6 blanques rei · h6 blanques peó · a5 blanques peó · f5 blanques peó · b4 negres peó · c4 negres torre · d4 negres peó · e4 negres peó · c3 negres cavall · d3 blanques torre · e3 blanques torre | g8 negres rei · g7 blanques peó · h7 negres torre · a6 negres peó · f6 negres peó · g6 blanques rei · h6 blanques peó · a5 blanques peó · f5 blanques peó · b4 negres peó · c4 negres torre · d4 negres peó · e4 negres peó · c3 negres cavall · d3 blanques torre · e3 blanques torre | g8 negres rei · g7 blanques peó · h7 negres torre · a6 negres peó · f6 negres peó · g6 blanques rei · h6 blanques peó · a5 blanques peó · f5 blanques peó · b4 negres peó · c4 negres torre · d4 negres peó · e4 negres peó · c3 negres cavall · d3 blanques torre · e3 blanques torre | g8 negres rei · g7 blanques peó · h7 negres torre · a6 negres peó · f6 negres peó · g6 blanques rei · h6 blanques peó · a5 blanques peó · f5 blanques peó · b4 negres peó · c4 negres torre · d4 negres peó · e4 negres peó · c3 negres cavall · d3 blanques torre · e3 blanques torre | g8 negres rei · g7 blanques peó · h7 negres torre · a6 negres peó · f6 negres peó · g6 blanques rei · h6 blanques peó · a5 blanques peó · f5 blanques peó · b4 negres peó · c4 negres torre · d4 negres peó · e4 negres peó · c3 negres cavall · d3 blanques torre · e3 blanques torre | 7 |
| 6 | g8 negres rei · g7 blanques peó · h7 negres torre · a6 negres peó · f6 negres peó · g6 blanques rei · h6 blanques peó · a5 blanques peó · f5 blanques peó · b4 negres peó · c4 negres torre · d4 negres peó · e4 negres peó · c3 negres cavall · d3 blanques torre · e3 blanques torre | g8 negres rei · g7 blanques peó · h7 negres torre · a6 negres peó · f6 negres peó · g6 blanques rei · h6 blanques peó · a5 blanques peó · f5 blanques peó · b4 negres peó · c4 negres torre · d4 negres peó · e4 negres peó · c3 negres cavall · d3 blanques torre · e3 blanques torre | g8 negres rei · g7 blanques peó · h7 negres torre · a6 negres peó · f6 negres peó · g6 blanques rei · h6 blanques peó · a5 blanques peó · f5 blanques peó · b4 negres peó · c4 negres torre · d4 negres peó · e4 negres peó · c3 negres cavall · d3 blanques torre · e3 blanques torre | g8 negres rei · g7 blanques peó · h7 negres torre · a6 negres peó · f6 negres peó · g6 blanques rei · h6 blanques peó · a5 blanques peó · f5 blanques peó · b4 negres peó · c4 negres torre · d4 negres peó · e4 negres peó · c3 negres cavall · d3 blanques torre · e3 blanques torre | g8 negres rei · g7 blanques peó · h7 negres torre · a6 negres peó · f6 negres peó · g6 blanques rei · h6 blanques peó · a5 blanques peó · f5 blanques peó · b4 negres peó · c4 negres torre · d4 negres peó · e4 negres peó · c3 negres cavall · d3 blanques torre · e3 blanques torre | g8 negres rei · g7 blanques peó · h7 negres torre · a6 negres peó · f6 negres peó · g6 blanques rei · h6 blanques peó · a5 blanques peó · f5 blanques peó · b4 negres peó · c4 negres torre · d4 negres peó · e4 negres peó · c3 negres cavall · d3 blanques torre · e3 blanques torre | g8 negres rei · g7 blanques peó · h7 negres torre · a6 negres peó · f6 negres peó · g6 blanques rei · h6 blanques peó · a5 blanques peó · f5 blanques peó · b4 negres peó · c4 negres torre · d4 negres peó · e4 negres peó · c3 negres cavall · d3 blanques torre · e3 blanques torre | g8 negres rei · g7 blanques peó · h7 negres torre · a6 negres peó · f6 negres peó · g6 blanques rei · h6 blanques peó · a5 blanques peó · f5 blanques peó · b4 negres peó · c4 negres torre · d4 negres peó · e4 negres peó · c3 negres cavall · d3 blanques torre · e3 blanques torre | 6 |
| 5 | g8 negres rei · g7 blanques peó · h7 negres torre · a6 negres peó · f6 negres peó · g6 blanques rei · h6 blanques peó · a5 blanques peó · f5 blanques peó · b4 negres peó · c4 negres torre · d4 negres peó · e4 negres peó · c3 negres cavall · d3 blanques torre · e3 blanques torre | g8 negres rei · g7 blanques peó · h7 negres torre · a6 negres peó · f6 negres peó · g6 blanques rei · h6 blanques peó · a5 blanques peó · f5 blanques peó · b4 negres peó · c4 negres torre · d4 negres peó · e4 negres peó · c3 negres cavall · d3 blanques torre · e3 blanques torre | g8 negres rei · g7 blanques peó · h7 negres torre · a6 negres peó · f6 negres peó · g6 blanques rei · h6 blanques peó · a5 blanques peó · f5 blanques peó · b4 negres peó · c4 negres torre · d4 negres peó · e4 negres peó · c3 negres cavall · d3 blanques torre · e3 blanques torre | g8 negres rei · g7 blanques peó · h7 negres torre · a6 negres peó · f6 negres peó · g6 blanques rei · h6 blanques peó · a5 blanques peó · f5 blanques peó · b4 negres peó · c4 negres torre · d4 negres peó · e4 negres peó · c3 negres cavall · d3 blanques torre · e3 blanques torre | g8 negres rei · g7 blanques peó · h7 negres torre · a6 negres peó · f6 negres peó · g6 blanques rei · h6 blanques peó · a5 blanques peó · f5 blanques peó · b4 negres peó · c4 negres torre · d4 negres peó · e4 negres peó · c3 negres cavall · d3 blanques torre · e3 blanques torre | g8 negres rei · g7 blanques peó · h7 negres torre · a6 negres peó · f6 negres peó · g6 blanques rei · h6 blanques peó · a5 blanques peó · f5 blanques peó · b4 negres peó · c4 negres torre · d4 negres peó · e4 negres peó · c3 negres cavall · d3 blanques torre · e3 blanques torre | g8 negres rei · g7 blanques peó · h7 negres torre · a6 negres peó · f6 negres peó · g6 blanques rei · h6 blanques peó · a5 blanques peó · f5 blanques peó · b4 negres peó · c4 negres torre · d4 negres peó · e4 negres peó · c3 negres cavall · d3 blanques torre · e3 blanques torre | g8 negres rei · g7 blanques peó · h7 negres torre · a6 negres peó · f6 negres peó · g6 blanques rei · h6 blanques peó · a5 blanques peó · f5 blanques peó · b4 negres peó · c4 negres torre · d4 negres peó · e4 negres peó · c3 negres cavall · d3 blanques torre · e3 blanques torre | 5 |
| 4 | g8 negres rei · g7 blanques peó · h7 negres torre · a6 negres peó · f6 negres peó · g6 blanques rei · h6 blanques peó · a5 blanques peó · f5 blanques peó · b4 negres peó · c4 negres torre · d4 negres peó · e4 negres peó · c3 negres cavall · d3 blanques torre · e3 blanques torre | g8 negres rei · g7 blanques peó · h7 negres torre · a6 negres peó · f6 negres peó · g6 blanques rei · h6 blanques peó · a5 blanques peó · f5 blanques peó · b4 negres peó · c4 negres torre · d4 negres peó · e4 negres peó · c3 negres cavall · d3 blanques torre · e3 blanques torre | g8 negres rei · g7 blanques peó · h7 negres torre · a6 negres peó · f6 negres peó · g6 blanques rei · h6 blanques peó · a5 blanques peó · f5 blanques peó · b4 negres peó · c4 negres torre · d4 negres peó · e4 negres peó · c3 negres cavall · d3 blanques torre · e3 blanques torre | g8 negres rei · g7 blanques peó · h7 negres torre · a6 negres peó · f6 negres peó · g6 blanques rei · h6 blanques peó · a5 blanques peó · f5 blanques peó · b4 negres peó · c4 negres torre · d4 negres peó · e4 negres peó · c3 negres cavall · d3 blanques torre · e3 blanques torre | g8 negres rei · g7 blanques peó · h7 negres torre · a6 negres peó · f6 negres peó · g6 blanques rei · h6 blanques peó · a5 blanques peó · f5 blanques peó · b4 negres peó · c4 negres torre · d4 negres peó · e4 negres peó · c3 negres cavall · d3 blanques torre · e3 blanques torre | g8 negres rei · g7 blanques peó · h7 negres torre · a6 negres peó · f6 negres peó · g6 blanques rei · h6 blanques peó · a5 blanques peó · f5 blanques peó · b4 negres peó · c4 negres torre · d4 negres peó · e4 negres peó · c3 negres cavall · d3 blanques torre · e3 blanques torre | g8 negres rei · g7 blanques peó · h7 negres torre · a6 negres peó · f6 negres peó · g6 blanques rei · h6 blanques peó · a5 blanques peó · f5 blanques peó · b4 negres peó · c4 negres torre · d4 negres peó · e4 negres peó · c3 negres cavall · d3 blanques torre · e3 blanques torre | g8 negres rei · g7 blanques peó · h7 negres torre · a6 negres peó · f6 negres peó · g6 blanques rei · h6 blanques peó · a5 blanques peó · f5 blanques peó · b4 negres peó · c4 negres torre · d4 negres peó · e4 negres peó · c3 negres cavall · d3 blanques torre · e3 blanques torre | 4 |
| 3 | g8 negres rei · g7 blanques peó · h7 negres torre · a6 negres peó · f6 negres peó · g6 blanques rei · h6 blanques peó · a5 blanques peó · f5 blanques peó · b4 negres peó · c4 negres torre · d4 negres peó · e4 negres peó · c3 negres cavall · d3 blanques torre · e3 blanques torre | g8 negres rei · g7 blanques peó · h7 negres torre · a6 negres peó · f6 negres peó · g6 blanques rei · h6 blanques peó · a5 blanques peó · f5 blanques peó · b4 negres peó · c4 negres torre · d4 negres peó · e4 negres peó · c3 negres cavall · d3 blanques torre · e3 blanques torre | g8 negres rei · g7 blanques peó · h7 negres torre · a6 negres peó · f6 negres peó · g6 blanques rei · h6 blanques peó · a5 blanques peó · f5 blanques peó · b4 negres peó · c4 negres torre · d4 negres peó · e4 negres peó · c3 negres cavall · d3 blanques torre · e3 blanques torre | g8 negres rei · g7 blanques peó · h7 negres torre · a6 negres peó · f6 negres peó · g6 blanques rei · h6 blanques peó · a5 blanques peó · f5 blanques peó · b4 negres peó · c4 negres torre · d4 negres peó · e4 negres peó · c3 negres cavall · d3 blanques torre · e3 blanques torre | g8 negres rei · g7 blanques peó · h7 negres torre · a6 negres peó · f6 negres peó · g6 blanques rei · h6 blanques peó · a5 blanques peó · f5 blanques peó · b4 negres peó · c4 negres torre · d4 negres peó · e4 negres peó · c3 negres cavall · d3 blanques torre · e3 blanques torre | g8 negres rei · g7 blanques peó · h7 negres torre · a6 negres peó · f6 negres peó · g6 blanques rei · h6 blanques peó · a5 blanques peó · f5 blanques peó · b4 negres peó · c4 negres torre · d4 negres peó · e4 negres peó · c3 negres cavall · d3 blanques torre · e3 blanques torre | g8 negres rei · g7 blanques peó · h7 negres torre · a6 negres peó · f6 negres peó · g6 blanques rei · h6 blanques peó · a5 blanques peó · f5 blanques peó · b4 negres peó · c4 negres torre · d4 negres peó · e4 negres peó · c3 negres cavall · d3 blanques torre · e3 blanques torre | g8 negres rei · g7 blanques peó · h7 negres torre · a6 negres peó · f6 negres peó · g6 blanques rei · h6 blanques peó · a5 blanques peó · f5 blanques peó · b4 negres peó · c4 negres torre · d4 negres peó · e4 negres peó · c3 negres cavall · d3 blanques torre · e3 blanques torre | 3 |
| 2 | g8 negres rei · g7 blanques peó · h7 negres torre · a6 negres peó · f6 negres peó · g6 blanques rei · h6 blanques peó · a5 blanques peó · f5 blanques peó · b4 negres peó · c4 negres torre · d4 negres peó · e4 negres peó · c3 negres cavall · d3 blanques torre · e3 blanques torre | g8 negres rei · g7 blanques peó · h7 negres torre · a6 negres peó · f6 negres peó · g6 blanques rei · h6 blanques peó · a5 blanques peó · f5 blanques peó · b4 negres peó · c4 negres torre · d4 negres peó · e4 negres peó · c3 negres cavall · d3 blanques torre · e3 blanques torre | g8 negres rei · g7 blanques peó · h7 negres torre · a6 negres peó · f6 negres peó · g6 blanques rei · h6 blanques peó · a5 blanques peó · f5 blanques peó · b4 negres peó · c4 negres torre · d4 negres peó · e4 negres peó · c3 negres cavall · d3 blanques torre · e3 blanques torre | g8 negres rei · g7 blanques peó · h7 negres torre · a6 negres peó · f6 negres peó · g6 blanques rei · h6 blanques peó · a5 blanques peó · f5 blanques peó · b4 negres peó · c4 negres torre · d4 negres peó · e4 negres peó · c3 negres cavall · d3 blanques torre · e3 blanques torre | g8 negres rei · g7 blanques peó · h7 negres torre · a6 negres peó · f6 negres peó · g6 blanques rei · h6 blanques peó · a5 blanques peó · f5 blanques peó · b4 negres peó · c4 negres torre · d4 negres peó · e4 negres peó · c3 negres cavall · d3 blanques torre · e3 blanques torre | g8 negres rei · g7 blanques peó · h7 negres torre · a6 negres peó · f6 negres peó · g6 blanques rei · h6 blanques peó · a5 blanques peó · f5 blanques peó · b4 negres peó · c4 negres torre · d4 negres peó · e4 negres peó · c3 negres cavall · d3 blanques torre · e3 blanques torre | g8 negres rei · g7 blanques peó · h7 negres torre · a6 negres peó · f6 negres peó · g6 blanques rei · h6 blanques peó · a5 blanques peó · f5 blanques peó · b4 negres peó · c4 negres torre · d4 negres peó · e4 negres peó · c3 negres cavall · d3 blanques torre · e3 blanques torre | g8 negres rei · g7 blanques peó · h7 negres torre · a6 negres peó · f6 negres peó · g6 blanques rei · h6 blanques peó · a5 blanques peó · f5 blanques peó · b4 negres peó · c4 negres torre · d4 negres peó · e4 negres peó · c3 negres cavall · d3 blanques torre · e3 blanques torre | 2 |
| 1 | g8 negres rei · g7 blanques peó · h7 negres torre · a6 negres peó · f6 negres peó · g6 blanques rei · h6 blanques peó · a5 blanques peó · f5 blanques peó · b4 negres peó · c4 negres torre · d4 negres peó · e4 negres peó · c3 negres cavall · d3 blanques torre · e3 blanques torre | g8 negres rei · g7 blanques peó · h7 negres torre · a6 negres peó · f6 negres peó · g6 blanques rei · h6 blanques peó · a5 blanques peó · f5 blanques peó · b4 negres peó · c4 negres torre · d4 negres peó · e4 negres peó · c3 negres cavall · d3 blanques torre · e3 blanques torre | g8 negres rei · g7 blanques peó · h7 negres torre · a6 negres peó · f6 negres peó · g6 blanques rei · h6 blanques peó · a5 blanques peó · f5 blanques peó · b4 negres peó · c4 negres torre · d4 negres peó · e4 negres peó · c3 negres cavall · d3 blanques torre · e3 blanques torre | g8 negres rei · g7 blanques peó · h7 negres torre · a6 negres peó · f6 negres peó · g6 blanques rei · h6 blanques peó · a5 blanques peó · f5 blanques peó · b4 negres peó · c4 negres torre · d4 negres peó · e4 negres peó · c3 negres cavall · d3 blanques torre · e3 blanques torre | g8 negres rei · g7 blanques peó · h7 negres torre · a6 negres peó · f6 negres peó · g6 blanques rei · h6 blanques peó · a5 blanques peó · f5 blanques peó · b4 negres peó · c4 negres torre · d4 negres peó · e4 negres peó · c3 negres cavall · d3 blanques torre · e3 blanques torre | g8 negres rei · g7 blanques peó · h7 negres torre · a6 negres peó · f6 negres peó · g6 blanques rei · h6 blanques peó · a5 blanques peó · f5 blanques peó · b4 negres peó · c4 negres torre · d4 negres peó · e4 negres peó · c3 negres cavall · d3 blanques torre · e3 blanques torre | g8 negres rei · g7 blanques peó · h7 negres torre · a6 negres peó · f6 negres peó · g6 blanques rei · h6 blanques peó · a5 blanques peó · f5 blanques peó · b4 negres peó · c4 negres torre · d4 negres peó · e4 negres peó · c3 negres cavall · d3 blanques torre · e3 blanques torre | g8 negres rei · g7 blanques peó · h7 negres torre · a6 negres peó · f6 negres peó · g6 blanques rei · h6 blanques peó · a5 blanques peó · f5 blanques peó · b4 negres peó · c4 negres torre · d4 negres peó · e4 negres peó · c3 negres cavall · d3 blanques torre · e3 blanques torre | 1 |
|   | a | b | c | d | e | f | g | h |   |

Un inusual exemple de zugzwang en un complicat final va passar a la posició de la dreta. A la jugada anterior, les negres, amb posició guanyadora, van jugar 73...d4? i les blanques respongueren 74.Td2-d3!!, quan les negres, amb un cavall de més i tres perillosos peons passats, de sobte han de lluitar per les taules. Tim Krabbé explica que els peons de d4 i e4 estan bloquejats i clavats, el cavall és lligat a la defensa d'e4, la torre és lligada a la defensa de d4, i el peó de b4 és lligat a la defensa del cavall. Krabbé analitza com a millor per les negres 74...b3! 75.Txd4 Txd4 76.Txc3 Td8 77.Txb3 Te8 78.Te3 Te5 79.Tc3 (79.Rxf6? Txa5 82.Rg6 Ta1 83.f6 Tg1+ guanya) Te8 80.Te3 Te5 81.Tc3 i la partida acabarà en taules per repetició de moviments. En lloc d'això, les negres jugaren 74...Cb5? 75.Txe4 Cd6 76.Te6 Tc6 77.Txd4 Txh6+ 78.Rxh6 Cxf5+ 79.Rg6 1-0.

### Zhilin contra Chernov
|   | a | b | c | d | e | f | g | h |   |
| 8 | f8 negres rei · b7 negres peó · d7 negres alfil · g7 negres peó · c6 negres peó · f6 blanques peó · g6 blanques peó · h6 negres peó · d5 negres peó · e5 blanques dama · d4 blanques peó · a3 negres dama · c3 blanques peó · g3 blanques rei | f8 negres rei · b7 negres peó · d7 negres alfil · g7 negres peó · c6 negres peó · f6 blanques peó · g6 blanques peó · h6 negres peó · d5 negres peó · e5 blanques dama · d4 blanques peó · a3 negres dama · c3 blanques peó · g3 blanques rei | f8 negres rei · b7 negres peó · d7 negres alfil · g7 negres peó · c6 negres peó · f6 blanques peó · g6 blanques peó · h6 negres peó · d5 negres peó · e5 blanques dama · d4 blanques peó · a3 negres dama · c3 blanques peó · g3 blanques rei | f8 negres rei · b7 negres peó · d7 negres alfil · g7 negres peó · c6 negres peó · f6 blanques peó · g6 blanques peó · h6 negres peó · d5 negres peó · e5 blanques dama · d4 blanques peó · a3 negres dama · c3 blanques peó · g3 blanques rei | f8 negres rei · b7 negres peó · d7 negres alfil · g7 negres peó · c6 negres peó · f6 blanques peó · g6 blanques peó · h6 negres peó · d5 negres peó · e5 blanques dama · d4 blanques peó · a3 negres dama · c3 blanques peó · g3 blanques rei | f8 negres rei · b7 negres peó · d7 negres alfil · g7 negres peó · c6 negres peó · f6 blanques peó · g6 blanques peó · h6 negres peó · d5 negres peó · e5 blanques dama · d4 blanques peó · a3 negres dama · c3 blanques peó · g3 blanques rei | f8 negres rei · b7 negres peó · d7 negres alfil · g7 negres peó · c6 negres peó · f6 blanques peó · g6 blanques peó · h6 negres peó · d5 negres peó · e5 blanques dama · d4 blanques peó · a3 negres dama · c3 blanques peó · g3 blanques rei | f8 negres rei · b7 negres peó · d7 negres alfil · g7 negres peó · c6 negres peó · f6 blanques peó · g6 blanques peó · h6 negres peó · d5 negres peó · e5 blanques dama · d4 blanques peó · a3 negres dama · c3 blanques peó · g3 blanques rei | 8 |
| 7 | f8 negres rei · b7 negres peó · d7 negres alfil · g7 negres peó · c6 negres peó · f6 blanques peó · g6 blanques peó · h6 negres peó · d5 negres peó · e5 blanques dama · d4 blanques peó · a3 negres dama · c3 blanques peó · g3 blanques rei | f8 negres rei · b7 negres peó · d7 negres alfil · g7 negres peó · c6 negres peó · f6 blanques peó · g6 blanques peó · h6 negres peó · d5 negres peó · e5 blanques dama · d4 blanques peó · a3 negres dama · c3 blanques peó · g3 blanques rei | f8 negres rei · b7 negres peó · d7 negres alfil · g7 negres peó · c6 negres peó · f6 blanques peó · g6 blanques peó · h6 negres peó · d5 negres peó · e5 blanques dama · d4 blanques peó · a3 negres dama · c3 blanques peó · g3 blanques rei | f8 negres rei · b7 negres peó · d7 negres alfil · g7 negres peó · c6 negres peó · f6 blanques peó · g6 blanques peó · h6 negres peó · d5 negres peó · e5 blanques dama · d4 blanques peó · a3 negres dama · c3 blanques peó · g3 blanques rei | f8 negres rei · b7 negres peó · d7 negres alfil · g7 negres peó · c6 negres peó · f6 blanques peó · g6 blanques peó · h6 negres peó · d5 negres peó · e5 blanques dama · d4 blanques peó · a3 negres dama · c3 blanques peó · g3 blanques rei | f8 negres rei · b7 negres peó · d7 negres alfil · g7 negres peó · c6 negres peó · f6 blanques peó · g6 blanques peó · h6 negres peó · d5 negres peó · e5 blanques dama · d4 blanques peó · a3 negres dama · c3 blanques peó · g3 blanques rei | f8 negres rei · b7 negres peó · d7 negres alfil · g7 negres peó · c6 negres peó · f6 blanques peó · g6 blanques peó · h6 negres peó · d5 negres peó · e5 blanques dama · d4 blanques peó · a3 negres dama · c3 blanques peó · g3 blanques rei | f8 negres rei · b7 negres peó · d7 negres alfil · g7 negres peó · c6 negres peó · f6 blanques peó · g6 blanques peó · h6 negres peó · d5 negres peó · e5 blanques dama · d4 blanques peó · a3 negres dama · c3 blanques peó · g3 blanques rei | 7 |
| 6 | f8 negres rei · b7 negres peó · d7 negres alfil · g7 negres peó · c6 negres peó · f6 blanques peó · g6 blanques peó · h6 negres peó · d5 negres peó · e5 blanques dama · d4 blanques peó · a3 negres dama · c3 blanques peó · g3 blanques rei | f8 negres rei · b7 negres peó · d7 negres alfil · g7 negres peó · c6 negres peó · f6 blanques peó · g6 blanques peó · h6 negres peó · d5 negres peó · e5 blanques dama · d4 blanques peó · a3 negres dama · c3 blanques peó · g3 blanques rei | f8 negres rei · b7 negres peó · d7 negres alfil · g7 negres peó · c6 negres peó · f6 blanques peó · g6 blanques peó · h6 negres peó · d5 negres peó · e5 blanques dama · d4 blanques peó · a3 negres dama · c3 blanques peó · g3 blanques rei | f8 negres rei · b7 negres peó · d7 negres alfil · g7 negres peó · c6 negres peó · f6 blanques peó · g6 blanques peó · h6 negres peó · d5 negres peó · e5 blanques dama · d4 blanques peó · a3 negres dama · c3 blanques peó · g3 blanques rei | f8 negres rei · b7 negres peó · d7 negres alfil · g7 negres peó · c6 negres peó · f6 blanques peó · g6 blanques peó · h6 negres peó · d5 negres peó · e5 blanques dama · d4 blanques peó · a3 negres dama · c3 blanques peó · g3 blanques rei | f8 negres rei · b7 negres peó · d7 negres alfil · g7 negres peó · c6 negres peó · f6 blanques peó · g6 blanques peó · h6 negres peó · d5 negres peó · e5 blanques dama · d4 blanques peó · a3 negres dama · c3 blanques peó · g3 blanques rei | f8 negres rei · b7 negres peó · d7 negres alfil · g7 negres peó · c6 negres peó · f6 blanques peó · g6 blanques peó · h6 negres peó · d5 negres peó · e5 blanques dama · d4 blanques peó · a3 negres dama · c3 blanques peó · g3 blanques rei | f8 negres rei · b7 negres peó · d7 negres alfil · g7 negres peó · c6 negres peó · f6 blanques peó · g6 blanques peó · h6 negres peó · d5 negres peó · e5 blanques dama · d4 blanques peó · a3 negres dama · c3 blanques peó · g3 blanques rei | 6 |
| 5 | f8 negres rei · b7 negres peó · d7 negres alfil · g7 negres peó · c6 negres peó · f6 blanques peó · g6 blanques peó · h6 negres peó · d5 negres peó · e5 blanques dama · d4 blanques peó · a3 negres dama · c3 blanques peó · g3 blanques rei | f8 negres rei · b7 negres peó · d7 negres alfil · g7 negres peó · c6 negres peó · f6 blanques peó · g6 blanques peó · h6 negres peó · d5 negres peó · e5 blanques dama · d4 blanques peó · a3 negres dama · c3 blanques peó · g3 blanques rei | f8 negres rei · b7 negres peó · d7 negres alfil · g7 negres peó · c6 negres peó · f6 blanques peó · g6 blanques peó · h6 negres peó · d5 negres peó · e5 blanques dama · d4 blanques peó · a3 negres dama · c3 blanques peó · g3 blanques rei | f8 negres rei · b7 negres peó · d7 negres alfil · g7 negres peó · c6 negres peó · f6 blanques peó · g6 blanques peó · h6 negres peó · d5 negres peó · e5 blanques dama · d4 blanques peó · a3 negres dama · c3 blanques peó · g3 blanques rei | f8 negres rei · b7 negres peó · d7 negres alfil · g7 negres peó · c6 negres peó · f6 blanques peó · g6 blanques peó · h6 negres peó · d5 negres peó · e5 blanques dama · d4 blanques peó · a3 negres dama · c3 blanques peó · g3 blanques rei | f8 negres rei · b7 negres peó · d7 negres alfil · g7 negres peó · c6 negres peó · f6 blanques peó · g6 blanques peó · h6 negres peó · d5 negres peó · e5 blanques dama · d4 blanques peó · a3 negres dama · c3 blanques peó · g3 blanques rei | f8 negres rei · b7 negres peó · d7 negres alfil · g7 negres peó · c6 negres peó · f6 blanques peó · g6 blanques peó · h6 negres peó · d5 negres peó · e5 blanques dama · d4 blanques peó · a3 negres dama · c3 blanques peó · g3 blanques rei | f8 negres rei · b7 negres peó · d7 negres alfil · g7 negres peó · c6 negres peó · f6 blanques peó · g6 blanques peó · h6 negres peó · d5 negres peó · e5 blanques dama · d4 blanques peó · a3 negres dama · c3 blanques peó · g3 blanques rei | 5 |
| 4 | f8 negres rei · b7 negres peó · d7 negres alfil · g7 negres peó · c6 negres peó · f6 blanques peó · g6 blanques peó · h6 negres peó · d5 negres peó · e5 blanques dama · d4 blanques peó · a3 negres dama · c3 blanques peó · g3 blanques rei | f8 negres rei · b7 negres peó · d7 negres alfil · g7 negres peó · c6 negres peó · f6 blanques peó · g6 blanques peó · h6 negres peó · d5 negres peó · e5 blanques dama · d4 blanques peó · a3 negres dama · c3 blanques peó · g3 blanques rei | f8 negres rei · b7 negres peó · d7 negres alfil · g7 negres peó · c6 negres peó · f6 blanques peó · g6 blanques peó · h6 negres peó · d5 negres peó · e5 blanques dama · d4 blanques peó · a3 negres dama · c3 blanques peó · g3 blanques rei | f8 negres rei · b7 negres peó · d7 negres alfil · g7 negres peó · c6 negres peó · f6 blanques peó · g6 blanques peó · h6 negres peó · d5 negres peó · e5 blanques dama · d4 blanques peó · a3 negres dama · c3 blanques peó · g3 blanques rei | f8 negres rei · b7 negres peó · d7 negres alfil · g7 negres peó · c6 negres peó · f6 blanques peó · g6 blanques peó · h6 negres peó · d5 negres peó · e5 blanques dama · d4 blanques peó · a3 negres dama · c3 blanques peó · g3 blanques rei | f8 negres rei · b7 negres peó · d7 negres alfil · g7 negres peó · c6 negres peó · f6 blanques peó · g6 blanques peó · h6 negres peó · d5 negres peó · e5 blanques dama · d4 blanques peó · a3 negres dama · c3 blanques peó · g3 blanques rei | f8 negres rei · b7 negres peó · d7 negres alfil · g7 negres peó · c6 negres peó · f6 blanques peó · g6 blanques peó · h6 negres peó · d5 negres peó · e5 blanques dama · d4 blanques peó · a3 negres dama · c3 blanques peó · g3 blanques rei | f8 negres rei · b7 negres peó · d7 negres alfil · g7 negres peó · c6 negres peó · f6 blanques peó · g6 blanques peó · h6 negres peó · d5 negres peó · e5 blanques dama · d4 blanques peó · a3 negres dama · c3 blanques peó · g3 blanques rei | 4 |
| 3 | f8 negres rei · b7 negres peó · d7 negres alfil · g7 negres peó · c6 negres peó · f6 blanques peó · g6 blanques peó · h6 negres peó · d5 negres peó · e5 blanques dama · d4 blanques peó · a3 negres dama · c3 blanques peó · g3 blanques rei | f8 negres rei · b7 negres peó · d7 negres alfil · g7 negres peó · c6 negres peó · f6 blanques peó · g6 blanques peó · h6 negres peó · d5 negres peó · e5 blanques dama · d4 blanques peó · a3 negres dama · c3 blanques peó · g3 blanques rei | f8 negres rei · b7 negres peó · d7 negres alfil · g7 negres peó · c6 negres peó · f6 blanques peó · g6 blanques peó · h6 negres peó · d5 negres peó · e5 blanques dama · d4 blanques peó · a3 negres dama · c3 blanques peó · g3 blanques rei | f8 negres rei · b7 negres peó · d7 negres alfil · g7 negres peó · c6 negres peó · f6 blanques peó · g6 blanques peó · h6 negres peó · d5 negres peó · e5 blanques dama · d4 blanques peó · a3 negres dama · c3 blanques peó · g3 blanques rei | f8 negres rei · b7 negres peó · d7 negres alfil · g7 negres peó · c6 negres peó · f6 blanques peó · g6 blanques peó · h6 negres peó · d5 negres peó · e5 blanques dama · d4 blanques peó · a3 negres dama · c3 blanques peó · g3 blanques rei | f8 negres rei · b7 negres peó · d7 negres alfil · g7 negres peó · c6 negres peó · f6 blanques peó · g6 blanques peó · h6 negres peó · d5 negres peó · e5 blanques dama · d4 blanques peó · a3 negres dama · c3 blanques peó · g3 blanques rei | f8 negres rei · b7 negres peó · d7 negres alfil · g7 negres peó · c6 negres peó · f6 blanques peó · g6 blanques peó · h6 negres peó · d5 negres peó · e5 blanques dama · d4 blanques peó · a3 negres dama · c3 blanques peó · g3 blanques rei | f8 negres rei · b7 negres peó · d7 negres alfil · g7 negres peó · c6 negres peó · f6 blanques peó · g6 blanques peó · h6 negres peó · d5 negres peó · e5 blanques dama · d4 blanques peó · a3 negres dama · c3 blanques peó · g3 blanques rei | 3 |
| 2 | f8 negres rei · b7 negres peó · d7 negres alfil · g7 negres peó · c6 negres peó · f6 blanques peó · g6 blanques peó · h6 negres peó · d5 negres peó · e5 blanques dama · d4 blanques peó · a3 negres dama · c3 blanques peó · g3 blanques rei | f8 negres rei · b7 negres peó · d7 negres alfil · g7 negres peó · c6 negres peó · f6 blanques peó · g6 blanques peó · h6 negres peó · d5 negres peó · e5 blanques dama · d4 blanques peó · a3 negres dama · c3 blanques peó · g3 blanques rei | f8 negres rei · b7 negres peó · d7 negres alfil · g7 negres peó · c6 negres peó · f6 blanques peó · g6 blanques peó · h6 negres peó · d5 negres peó · e5 blanques dama · d4 blanques peó · a3 negres dama · c3 blanques peó · g3 blanques rei | f8 negres rei · b7 negres peó · d7 negres alfil · g7 negres peó · c6 negres peó · f6 blanques peó · g6 blanques peó · h6 negres peó · d5 negres peó · e5 blanques dama · d4 blanques peó · a3 negres dama · c3 blanques peó · g3 blanques rei | f8 negres rei · b7 negres peó · d7 negres alfil · g7 negres peó · c6 negres peó · f6 blanques peó · g6 blanques peó · h6 negres peó · d5 negres peó · e5 blanques dama · d4 blanques peó · a3 negres dama · c3 blanques peó · g3 blanques rei | f8 negres rei · b7 negres peó · d7 negres alfil · g7 negres peó · c6 negres peó · f6 blanques peó · g6 blanques peó · h6 negres peó · d5 negres peó · e5 blanques dama · d4 blanques peó · a3 negres dama · c3 blanques peó · g3 blanques rei | f8 negres rei · b7 negres peó · d7 negres alfil · g7 negres peó · c6 negres peó · f6 blanques peó · g6 blanques peó · h6 negres peó · d5 negres peó · e5 blanques dama · d4 blanques peó · a3 negres dama · c3 blanques peó · g3 blanques rei | f8 negres rei · b7 negres peó · d7 negres alfil · g7 negres peó · c6 negres peó · f6 blanques peó · g6 blanques peó · h6 negres peó · d5 negres peó · e5 blanques dama · d4 blanques peó · a3 negres dama · c3 blanques peó · g3 blanques rei | 2 |
| 1 | f8 negres rei · b7 negres peó · d7 negres alfil · g7 negres peó · c6 negres peó · f6 blanques peó · g6 blanques peó · h6 negres peó · d5 negres peó · e5 blanques dama · d4 blanques peó · a3 negres dama · c3 blanques peó · g3 blanques rei | f8 negres rei · b7 negres peó · d7 negres alfil · g7 negres peó · c6 negres peó · f6 blanques peó · g6 blanques peó · h6 negres peó · d5 negres peó · e5 blanques dama · d4 blanques peó · a3 negres dama · c3 blanques peó · g3 blanques rei | f8 negres rei · b7 negres peó · d7 negres alfil · g7 negres peó · c6 negres peó · f6 blanques peó · g6 blanques peó · h6 negres peó · d5 negres peó · e5 blanques dama · d4 blanques peó · a3 negres dama · c3 blanques peó · g3 blanques rei | f8 negres rei · b7 negres peó · d7 negres alfil · g7 negres peó · c6 negres peó · f6 blanques peó · g6 blanques peó · h6 negres peó · d5 negres peó · e5 blanques dama · d4 blanques peó · a3 negres dama · c3 blanques peó · g3 blanques rei | f8 negres rei · b7 negres peó · d7 negres alfil · g7 negres peó · c6 negres peó · f6 blanques peó · g6 blanques peó · h6 negres peó · d5 negres peó · e5 blanques dama · d4 blanques peó · a3 negres dama · c3 blanques peó · g3 blanques rei | f8 negres rei · b7 negres peó · d7 negres alfil · g7 negres peó · c6 negres peó · f6 blanques peó · g6 blanques peó · h6 negres peó · d5 negres peó · e5 blanques dama · d4 blanques peó · a3 negres dama · c3 blanques peó · g3 blanques rei | f8 negres rei · b7 negres peó · d7 negres alfil · g7 negres peó · c6 negres peó · f6 blanques peó · g6 blanques peó · h6 negres peó · d5 negres peó · e5 blanques dama · d4 blanques peó · a3 negres dama · c3 blanques peó · g3 blanques rei | f8 negres rei · b7 negres peó · d7 negres alfil · g7 negres peó · c6 negres peó · f6 blanques peó · g6 blanques peó · h6 negres peó · d5 negres peó · e5 blanques dama · d4 blanques peó · a3 negres dama · c3 blanques peó · g3 blanques rei | 1 |
|   | a | b | c | d | e | f | g | h |   |

A la partida entre Vitaly Valentinovich Zhilin i Chernov (o Txernov) al Campionat d'escacs de la Unió Soviètica de 1960, les blanques tenien un peó de menys, i acaben de sacrificar un alfil a h3. Després de 1. Rh4! les negres queden en zugzwang després de moure els seus peons b i h. La partida va continuar:
1. Rh4! b6
2. Rh5 b5
3. Rh4 h5
4. Rxh5
Ara les negres són en zugzwang i van abandonar (Nunn 1981:86–87), (van Perlo 2006:71).

### Fischer contra Rossetto
|   | a | b | c | d | e | f | g | h |   |
| 8 | c8 negres torre · f8 negres cavall · b7 blanques torre · c7 blanques peó · g7 negres rei · h7 negres peó · a6 negres peó · g6 negres peó · e5 negres peó · f5 negres peó · b3 blanques alfil · f3 blanques peó · a2 blanques peó · g2 blanques peó · h2 blanques peó · g1 blanques rei | c8 negres torre · f8 negres cavall · b7 blanques torre · c7 blanques peó · g7 negres rei · h7 negres peó · a6 negres peó · g6 negres peó · e5 negres peó · f5 negres peó · b3 blanques alfil · f3 blanques peó · a2 blanques peó · g2 blanques peó · h2 blanques peó · g1 blanques rei | c8 negres torre · f8 negres cavall · b7 blanques torre · c7 blanques peó · g7 negres rei · h7 negres peó · a6 negres peó · g6 negres peó · e5 negres peó · f5 negres peó · b3 blanques alfil · f3 blanques peó · a2 blanques peó · g2 blanques peó · h2 blanques peó · g1 blanques rei | c8 negres torre · f8 negres cavall · b7 blanques torre · c7 blanques peó · g7 negres rei · h7 negres peó · a6 negres peó · g6 negres peó · e5 negres peó · f5 negres peó · b3 blanques alfil · f3 blanques peó · a2 blanques peó · g2 blanques peó · h2 blanques peó · g1 blanques rei | c8 negres torre · f8 negres cavall · b7 blanques torre · c7 blanques peó · g7 negres rei · h7 negres peó · a6 negres peó · g6 negres peó · e5 negres peó · f5 negres peó · b3 blanques alfil · f3 blanques peó · a2 blanques peó · g2 blanques peó · h2 blanques peó · g1 blanques rei | c8 negres torre · f8 negres cavall · b7 blanques torre · c7 blanques peó · g7 negres rei · h7 negres peó · a6 negres peó · g6 negres peó · e5 negres peó · f5 negres peó · b3 blanques alfil · f3 blanques peó · a2 blanques peó · g2 blanques peó · h2 blanques peó · g1 blanques rei | c8 negres torre · f8 negres cavall · b7 blanques torre · c7 blanques peó · g7 negres rei · h7 negres peó · a6 negres peó · g6 negres peó · e5 negres peó · f5 negres peó · b3 blanques alfil · f3 blanques peó · a2 blanques peó · g2 blanques peó · h2 blanques peó · g1 blanques rei | c8 negres torre · f8 negres cavall · b7 blanques torre · c7 blanques peó · g7 negres rei · h7 negres peó · a6 negres peó · g6 negres peó · e5 negres peó · f5 negres peó · b3 blanques alfil · f3 blanques peó · a2 blanques peó · g2 blanques peó · h2 blanques peó · g1 blanques rei | 8 |
| 7 | c8 negres torre · f8 negres cavall · b7 blanques torre · c7 blanques peó · g7 negres rei · h7 negres peó · a6 negres peó · g6 negres peó · e5 negres peó · f5 negres peó · b3 blanques alfil · f3 blanques peó · a2 blanques peó · g2 blanques peó · h2 blanques peó · g1 blanques rei | c8 negres torre · f8 negres cavall · b7 blanques torre · c7 blanques peó · g7 negres rei · h7 negres peó · a6 negres peó · g6 negres peó · e5 negres peó · f5 negres peó · b3 blanques alfil · f3 blanques peó · a2 blanques peó · g2 blanques peó · h2 blanques peó · g1 blanques rei | c8 negres torre · f8 negres cavall · b7 blanques torre · c7 blanques peó · g7 negres rei · h7 negres peó · a6 negres peó · g6 negres peó · e5 negres peó · f5 negres peó · b3 blanques alfil · f3 blanques peó · a2 blanques peó · g2 blanques peó · h2 blanques peó · g1 blanques rei | c8 negres torre · f8 negres cavall · b7 blanques torre · c7 blanques peó · g7 negres rei · h7 negres peó · a6 negres peó · g6 negres peó · e5 negres peó · f5 negres peó · b3 blanques alfil · f3 blanques peó · a2 blanques peó · g2 blanques peó · h2 blanques peó · g1 blanques rei | c8 negres torre · f8 negres cavall · b7 blanques torre · c7 blanques peó · g7 negres rei · h7 negres peó · a6 negres peó · g6 negres peó · e5 negres peó · f5 negres peó · b3 blanques alfil · f3 blanques peó · a2 blanques peó · g2 blanques peó · h2 blanques peó · g1 blanques rei | c8 negres torre · f8 negres cavall · b7 blanques torre · c7 blanques peó · g7 negres rei · h7 negres peó · a6 negres peó · g6 negres peó · e5 negres peó · f5 negres peó · b3 blanques alfil · f3 blanques peó · a2 blanques peó · g2 blanques peó · h2 blanques peó · g1 blanques rei | c8 negres torre · f8 negres cavall · b7 blanques torre · c7 blanques peó · g7 negres rei · h7 negres peó · a6 negres peó · g6 negres peó · e5 negres peó · f5 negres peó · b3 blanques alfil · f3 blanques peó · a2 blanques peó · g2 blanques peó · h2 blanques peó · g1 blanques rei | c8 negres torre · f8 negres cavall · b7 blanques torre · c7 blanques peó · g7 negres rei · h7 negres peó · a6 negres peó · g6 negres peó · e5 negres peó · f5 negres peó · b3 blanques alfil · f3 blanques peó · a2 blanques peó · g2 blanques peó · h2 blanques peó · g1 blanques rei | 7 |
| 6 | c8 negres torre · f8 negres cavall · b7 blanques torre · c7 blanques peó · g7 negres rei · h7 negres peó · a6 negres peó · g6 negres peó · e5 negres peó · f5 negres peó · b3 blanques alfil · f3 blanques peó · a2 blanques peó · g2 blanques peó · h2 blanques peó · g1 blanques rei | c8 negres torre · f8 negres cavall · b7 blanques torre · c7 blanques peó · g7 negres rei · h7 negres peó · a6 negres peó · g6 negres peó · e5 negres peó · f5 negres peó · b3 blanques alfil · f3 blanques peó · a2 blanques peó · g2 blanques peó · h2 blanques peó · g1 blanques rei | c8 negres torre · f8 negres cavall · b7 blanques torre · c7 blanques peó · g7 negres rei · h7 negres peó · a6 negres peó · g6 negres peó · e5 negres peó · f5 negres peó · b3 blanques alfil · f3 blanques peó · a2 blanques peó · g2 blanques peó · h2 blanques peó · g1 blanques rei | c8 negres torre · f8 negres cavall · b7 blanques torre · c7 blanques peó · g7 negres rei · h7 negres peó · a6 negres peó · g6 negres peó · e5 negres peó · f5 negres peó · b3 blanques alfil · f3 blanques peó · a2 blanques peó · g2 blanques peó · h2 blanques peó · g1 blanques rei | c8 negres torre · f8 negres cavall · b7 blanques torre · c7 blanques peó · g7 negres rei · h7 negres peó · a6 negres peó · g6 negres peó · e5 negres peó · f5 negres peó · b3 blanques alfil · f3 blanques peó · a2 blanques peó · g2 blanques peó · h2 blanques peó · g1 blanques rei | c8 negres torre · f8 negres cavall · b7 blanques torre · c7 blanques peó · g7 negres rei · h7 negres peó · a6 negres peó · g6 negres peó · e5 negres peó · f5 negres peó · b3 blanques alfil · f3 blanques peó · a2 blanques peó · g2 blanques peó · h2 blanques peó · g1 blanques rei | c8 negres torre · f8 negres cavall · b7 blanques torre · c7 blanques peó · g7 negres rei · h7 negres peó · a6 negres peó · g6 negres peó · e5 negres peó · f5 negres peó · b3 blanques alfil · f3 blanques peó · a2 blanques peó · g2 blanques peó · h2 blanques peó · g1 blanques rei | c8 negres torre · f8 negres cavall · b7 blanques torre · c7 blanques peó · g7 negres rei · h7 negres peó · a6 negres peó · g6 negres peó · e5 negres peó · f5 negres peó · b3 blanques alfil · f3 blanques peó · a2 blanques peó · g2 blanques peó · h2 blanques peó · g1 blanques rei | 6 |
| 5 | c8 negres torre · f8 negres cavall · b7 blanques torre · c7 blanques peó · g7 negres rei · h7 negres peó · a6 negres peó · g6 negres peó · e5 negres peó · f5 negres peó · b3 blanques alfil · f3 blanques peó · a2 blanques peó · g2 blanques peó · h2 blanques peó · g1 blanques rei | c8 negres torre · f8 negres cavall · b7 blanques torre · c7 blanques peó · g7 negres rei · h7 negres peó · a6 negres peó · g6 negres peó · e5 negres peó · f5 negres peó · b3 blanques alfil · f3 blanques peó · a2 blanques peó · g2 blanques peó · h2 blanques peó · g1 blanques rei | c8 negres torre · f8 negres cavall · b7 blanques torre · c7 blanques peó · g7 negres rei · h7 negres peó · a6 negres peó · g6 negres peó · e5 negres peó · f5 negres peó · b3 blanques alfil · f3 blanques peó · a2 blanques peó · g2 blanques peó · h2 blanques peó · g1 blanques rei | c8 negres torre · f8 negres cavall · b7 blanques torre · c7 blanques peó · g7 negres rei · h7 negres peó · a6 negres peó · g6 negres peó · e5 negres peó · f5 negres peó · b3 blanques alfil · f3 blanques peó · a2 blanques peó · g2 blanques peó · h2 blanques peó · g1 blanques rei | c8 negres torre · f8 negres cavall · b7 blanques torre · c7 blanques peó · g7 negres rei · h7 negres peó · a6 negres peó · g6 negres peó · e5 negres peó · f5 negres peó · b3 blanques alfil · f3 blanques peó · a2 blanques peó · g2 blanques peó · h2 blanques peó · g1 blanques rei | c8 negres torre · f8 negres cavall · b7 blanques torre · c7 blanques peó · g7 negres rei · h7 negres peó · a6 negres peó · g6 negres peó · e5 negres peó · f5 negres peó · b3 blanques alfil · f3 blanques peó · a2 blanques peó · g2 blanques peó · h2 blanques peó · g1 blanques rei | c8 negres torre · f8 negres cavall · b7 blanques torre · c7 blanques peó · g7 negres rei · h7 negres peó · a6 negres peó · g6 negres peó · e5 negres peó · f5 negres peó · b3 blanques alfil · f3 blanques peó · a2 blanques peó · g2 blanques peó · h2 blanques peó · g1 blanques rei | c8 negres torre · f8 negres cavall · b7 blanques torre · c7 blanques peó · g7 negres rei · h7 negres peó · a6 negres peó · g6 negres peó · e5 negres peó · f5 negres peó · b3 blanques alfil · f3 blanques peó · a2 blanques peó · g2 blanques peó · h2 blanques peó · g1 blanques rei | 5 |
| 4 | c8 negres torre · f8 negres cavall · b7 blanques torre · c7 blanques peó · g7 negres rei · h7 negres peó · a6 negres peó · g6 negres peó · e5 negres peó · f5 negres peó · b3 blanques alfil · f3 blanques peó · a2 blanques peó · g2 blanques peó · h2 blanques peó · g1 blanques rei | c8 negres torre · f8 negres cavall · b7 blanques torre · c7 blanques peó · g7 negres rei · h7 negres peó · a6 negres peó · g6 negres peó · e5 negres peó · f5 negres peó · b3 blanques alfil · f3 blanques peó · a2 blanques peó · g2 blanques peó · h2 blanques peó · g1 blanques rei | c8 negres torre · f8 negres cavall · b7 blanques torre · c7 blanques peó · g7 negres rei · h7 negres peó · a6 negres peó · g6 negres peó · e5 negres peó · f5 negres peó · b3 blanques alfil · f3 blanques peó · a2 blanques peó · g2 blanques peó · h2 blanques peó · g1 blanques rei | c8 negres torre · f8 negres cavall · b7 blanques torre · c7 blanques peó · g7 negres rei · h7 negres peó · a6 negres peó · g6 negres peó · e5 negres peó · f5 negres peó · b3 blanques alfil · f3 blanques peó · a2 blanques peó · g2 blanques peó · h2 blanques peó · g1 blanques rei | c8 negres torre · f8 negres cavall · b7 blanques torre · c7 blanques peó · g7 negres rei · h7 negres peó · a6 negres peó · g6 negres peó · e5 negres peó · f5 negres peó · b3 blanques alfil · f3 blanques peó · a2 blanques peó · g2 blanques peó · h2 blanques peó · g1 blanques rei | c8 negres torre · f8 negres cavall · b7 blanques torre · c7 blanques peó · g7 negres rei · h7 negres peó · a6 negres peó · g6 negres peó · e5 negres peó · f5 negres peó · b3 blanques alfil · f3 blanques peó · a2 blanques peó · g2 blanques peó · h2 blanques peó · g1 blanques rei | c8 negres torre · f8 negres cavall · b7 blanques torre · c7 blanques peó · g7 negres rei · h7 negres peó · a6 negres peó · g6 negres peó · e5 negres peó · f5 negres peó · b3 blanques alfil · f3 blanques peó · a2 blanques peó · g2 blanques peó · h2 blanques peó · g1 blanques rei | c8 negres torre · f8 negres cavall · b7 blanques torre · c7 blanques peó · g7 negres rei · h7 negres peó · a6 negres peó · g6 negres peó · e5 negres peó · f5 negres peó · b3 blanques alfil · f3 blanques peó · a2 blanques peó · g2 blanques peó · h2 blanques peó · g1 blanques rei | 4 |
| 3 | c8 negres torre · f8 negres cavall · b7 blanques torre · c7 blanques peó · g7 negres rei · h7 negres peó · a6 negres peó · g6 negres peó · e5 negres peó · f5 negres peó · b3 blanques alfil · f3 blanques peó · a2 blanques peó · g2 blanques peó · h2 blanques peó · g1 blanques rei | c8 negres torre · f8 negres cavall · b7 blanques torre · c7 blanques peó · g7 negres rei · h7 negres peó · a6 negres peó · g6 negres peó · e5 negres peó · f5 negres peó · b3 blanques alfil · f3 blanques peó · a2 blanques peó · g2 blanques peó · h2 blanques peó · g1 blanques rei | c8 negres torre · f8 negres cavall · b7 blanques torre · c7 blanques peó · g7 negres rei · h7 negres peó · a6 negres peó · g6 negres peó · e5 negres peó · f5 negres peó · b3 blanques alfil · f3 blanques peó · a2 blanques peó · g2 blanques peó · h2 blanques peó · g1 blanques rei | c8 negres torre · f8 negres cavall · b7 blanques torre · c7 blanques peó · g7 negres rei · h7 negres peó · a6 negres peó · g6 negres peó · e5 negres peó · f5 negres peó · b3 blanques alfil · f3 blanques peó · a2 blanques peó · g2 blanques peó · h2 blanques peó · g1 blanques rei | c8 negres torre · f8 negres cavall · b7 blanques torre · c7 blanques peó · g7 negres rei · h7 negres peó · a6 negres peó · g6 negres peó · e5 negres peó · f5 negres peó · b3 blanques alfil · f3 blanques peó · a2 blanques peó · g2 blanques peó · h2 blanques peó · g1 blanques rei | c8 negres torre · f8 negres cavall · b7 blanques torre · c7 blanques peó · g7 negres rei · h7 negres peó · a6 negres peó · g6 negres peó · e5 negres peó · f5 negres peó · b3 blanques alfil · f3 blanques peó · a2 blanques peó · g2 blanques peó · h2 blanques peó · g1 blanques rei | c8 negres torre · f8 negres cavall · b7 blanques torre · c7 blanques peó · g7 negres rei · h7 negres peó · a6 negres peó · g6 negres peó · e5 negres peó · f5 negres peó · b3 blanques alfil · f3 blanques peó · a2 blanques peó · g2 blanques peó · h2 blanques peó · g1 blanques rei | c8 negres torre · f8 negres cavall · b7 blanques torre · c7 blanques peó · g7 negres rei · h7 negres peó · a6 negres peó · g6 negres peó · e5 negres peó · f5 negres peó · b3 blanques alfil · f3 blanques peó · a2 blanques peó · g2 blanques peó · h2 blanques peó · g1 blanques rei | 3 |
| 2 | c8 negres torre · f8 negres cavall · b7 blanques torre · c7 blanques peó · g7 negres rei · h7 negres peó · a6 negres peó · g6 negres peó · e5 negres peó · f5 negres peó · b3 blanques alfil · f3 blanques peó · a2 blanques peó · g2 blanques peó · h2 blanques peó · g1 blanques rei | c8 negres torre · f8 negres cavall · b7 blanques torre · c7 blanques peó · g7 negres rei · h7 negres peó · a6 negres peó · g6 negres peó · e5 negres peó · f5 negres peó · b3 blanques alfil · f3 blanques peó · a2 blanques peó · g2 blanques peó · h2 blanques peó · g1 blanques rei | c8 negres torre · f8 negres cavall · b7 blanques torre · c7 blanques peó · g7 negres rei · h7 negres peó · a6 negres peó · g6 negres peó · e5 negres peó · f5 negres peó · b3 blanques alfil · f3 blanques peó · a2 blanques peó · g2 blanques peó · h2 blanques peó · g1 blanques rei | c8 negres torre · f8 negres cavall · b7 blanques torre · c7 blanques peó · g7 negres rei · h7 negres peó · a6 negres peó · g6 negres peó · e5 negres peó · f5 negres peó · b3 blanques alfil · f3 blanques peó · a2 blanques peó · g2 blanques peó · h2 blanques peó · g1 blanques rei | c8 negres torre · f8 negres cavall · b7 blanques torre · c7 blanques peó · g7 negres rei · h7 negres peó · a6 negres peó · g6 negres peó · e5 negres peó · f5 negres peó · b3 blanques alfil · f3 blanques peó · a2 blanques peó · g2 blanques peó · h2 blanques peó · g1 blanques rei | c8 negres torre · f8 negres cavall · b7 blanques torre · c7 blanques peó · g7 negres rei · h7 negres peó · a6 negres peó · g6 negres peó · e5 negres peó · f5 negres peó · b3 blanques alfil · f3 blanques peó · a2 blanques peó · g2 blanques peó · h2 blanques peó · g1 blanques rei | c8 negres torre · f8 negres cavall · b7 blanques torre · c7 blanques peó · g7 negres rei · h7 negres peó · a6 negres peó · g6 negres peó · e5 negres peó · f5 negres peó · b3 blanques alfil · f3 blanques peó · a2 blanques peó · g2 blanques peó · h2 blanques peó · g1 blanques rei | c8 negres torre · f8 negres cavall · b7 blanques torre · c7 blanques peó · g7 negres rei · h7 negres peó · a6 negres peó · g6 negres peó · e5 negres peó · f5 negres peó · b3 blanques alfil · f3 blanques peó · a2 blanques peó · g2 blanques peó · h2 blanques peó · g1 blanques rei | 2 |
| 1 | c8 negres torre · f8 negres cavall · b7 blanques torre · c7 blanques peó · g7 negres rei · h7 negres peó · a6 negres peó · g6 negres peó · e5 negres peó · f5 negres peó · b3 blanques alfil · f3 blanques peó · a2 blanques peó · g2 blanques peó · h2 blanques peó · g1 blanques rei | c8 negres torre · f8 negres cavall · b7 blanques torre · c7 blanques peó · g7 negres rei · h7 negres peó · a6 negres peó · g6 negres peó · e5 negres peó · f5 negres peó · b3 blanques alfil · f3 blanques peó · a2 blanques peó · g2 blanques peó · h2 blanques peó · g1 blanques rei | c8 negres torre · f8 negres cavall · b7 blanques torre · c7 blanques peó · g7 negres rei · h7 negres peó · a6 negres peó · g6 negres peó · e5 negres peó · f5 negres peó · b3 blanques alfil · f3 blanques peó · a2 blanques peó · g2 blanques peó · h2 blanques peó · g1 blanques rei | c8 negres torre · f8 negres cavall · b7 blanques torre · c7 blanques peó · g7 negres rei · h7 negres peó · a6 negres peó · g6 negres peó · e5 negres peó · f5 negres peó · b3 blanques alfil · f3 blanques peó · a2 blanques peó · g2 blanques peó · h2 blanques peó · g1 blanques rei | c8 negres torre · f8 negres cavall · b7 blanques torre · c7 blanques peó · g7 negres rei · h7 negres peó · a6 negres peó · g6 negres peó · e5 negres peó · f5 negres peó · b3 blanques alfil · f3 blanques peó · a2 blanques peó · g2 blanques peó · h2 blanques peó · g1 blanques rei | c8 negres torre · f8 negres cavall · b7 blanques torre · c7 blanques peó · g7 negres rei · h7 negres peó · a6 negres peó · g6 negres peó · e5 negres peó · f5 negres peó · b3 blanques alfil · f3 blanques peó · a2 blanques peó · g2 blanques peó · h2 blanques peó · g1 blanques rei | c8 negres torre · f8 negres cavall · b7 blanques torre · c7 blanques peó · g7 negres rei · h7 negres peó · a6 negres peó · g6 negres peó · e5 negres peó · f5 negres peó · b3 blanques alfil · f3 blanques peó · a2 blanques peó · g2 blanques peó · h2 blanques peó · g1 blanques rei | c8 negres torre · f8 negres cavall · b7 blanques torre · c7 blanques peó · g7 negres rei · h7 negres peó · a6 negres peó · g6 negres peó · e5 negres peó · f5 negres peó · b3 blanques alfil · f3 blanques peó · a2 blanques peó · g2 blanques peó · h2 blanques peó · g1 blanques rei | 1 |
|   | a | b | c | d | e | f | g | h |   |

En aquesta partida de 1959 entre el futur Campió del món Bobby Fischer i Héctor Rossetto, 33.Ab3! posà les negres en zugzwang (Soltis 2003b:34). Si les negres mouen el rei, les blanques juguen Tb8, guanyant una peça (...Txc7 Txf8); si les negres mouen la torre, 33...Ta8 o T...e8, llavors 34.c8=D+ i la torre negra està perduda després de 35.Dxa8, 35.Dxe8 o 35.Txe7+ (depenent del moviment negre); si les negres mouen el cavall, Ae6 guanya la torre blanca. Això deixa només moviments de peó, però s'acaben ràpidament (Giddins 2007:108). La partida finalitzà:
33...a5
34.a4 h6
35.h3 g5
36.g4 fxg4
37.hxg4 1-0 (Fischer 2008:42).

### Exemple de la partida entre Euwe i Meiden
|   | a | b | c | d | e | f | g | h |   |
| 8 | a8 negres torre · c8 negres torre · g8 negres rei · a7 negres peó · b7 blanques torre · f7 negres peó · g7 negres peó · c6 negres peó · d6 negres dama · e6 negres cavall · h6 negres peó · d5 negres peó · f5 blanques alfil · d4 blanques peó · e3 blanques peó · h3 blanques peó · a2 blanques peó · c2 blanques dama · f2 blanques peó · g2 blanques peó · c1 blanques torre · g1 blanques rei | a8 negres torre · c8 negres torre · g8 negres rei · a7 negres peó · b7 blanques torre · f7 negres peó · g7 negres peó · c6 negres peó · d6 negres dama · e6 negres cavall · h6 negres peó · d5 negres peó · f5 blanques alfil · d4 blanques peó · e3 blanques peó · h3 blanques peó · a2 blanques peó · c2 blanques dama · f2 blanques peó · g2 blanques peó · c1 blanques torre · g1 blanques rei | a8 negres torre · c8 negres torre · g8 negres rei · a7 negres peó · b7 blanques torre · f7 negres peó · g7 negres peó · c6 negres peó · d6 negres dama · e6 negres cavall · h6 negres peó · d5 negres peó · f5 blanques alfil · d4 blanques peó · e3 blanques peó · h3 blanques peó · a2 blanques peó · c2 blanques dama · f2 blanques peó · g2 blanques peó · c1 blanques torre · g1 blanques rei | a8 negres torre · c8 negres torre · g8 negres rei · a7 negres peó · b7 blanques torre · f7 negres peó · g7 negres peó · c6 negres peó · d6 negres dama · e6 negres cavall · h6 negres peó · d5 negres peó · f5 blanques alfil · d4 blanques peó · e3 blanques peó · h3 blanques peó · a2 blanques peó · c2 blanques dama · f2 blanques peó · g2 blanques peó · c1 blanques torre · g1 blanques rei | a8 negres torre · c8 negres torre · g8 negres rei · a7 negres peó · b7 blanques torre · f7 negres peó · g7 negres peó · c6 negres peó · d6 negres dama · e6 negres cavall · h6 negres peó · d5 negres peó · f5 blanques alfil · d4 blanques peó · e3 blanques peó · h3 blanques peó · a2 blanques peó · c2 blanques dama · f2 blanques peó · g2 blanques peó · c1 blanques torre · g1 blanques rei | a8 negres torre · c8 negres torre · g8 negres rei · a7 negres peó · b7 blanques torre · f7 negres peó · g7 negres peó · c6 negres peó · d6 negres dama · e6 negres cavall · h6 negres peó · d5 negres peó · f5 blanques alfil · d4 blanques peó · e3 blanques peó · h3 blanques peó · a2 blanques peó · c2 blanques dama · f2 blanques peó · g2 blanques peó · c1 blanques torre · g1 blanques rei | a8 negres torre · c8 negres torre · g8 negres rei · a7 negres peó · b7 blanques torre · f7 negres peó · g7 negres peó · c6 negres peó · d6 negres dama · e6 negres cavall · h6 negres peó · d5 negres peó · f5 blanques alfil · d4 blanques peó · e3 blanques peó · h3 blanques peó · a2 blanques peó · c2 blanques dama · f2 blanques peó · g2 blanques peó · c1 blanques torre · g1 blanques rei | a8 negres torre · c8 negres torre · g8 negres rei · a7 negres peó · b7 blanques torre · f7 negres peó · g7 negres peó · c6 negres peó · d6 negres dama · e6 negres cavall · h6 negres peó · d5 negres peó · f5 blanques alfil · d4 blanques peó · e3 blanques peó · h3 blanques peó · a2 blanques peó · c2 blanques dama · f2 blanques peó · g2 blanques peó · c1 blanques torre · g1 blanques rei | 8 |
| 7 | a8 negres torre · c8 negres torre · g8 negres rei · a7 negres peó · b7 blanques torre · f7 negres peó · g7 negres peó · c6 negres peó · d6 negres dama · e6 negres cavall · h6 negres peó · d5 negres peó · f5 blanques alfil · d4 blanques peó · e3 blanques peó · h3 blanques peó · a2 blanques peó · c2 blanques dama · f2 blanques peó · g2 blanques peó · c1 blanques torre · g1 blanques rei | a8 negres torre · c8 negres torre · g8 negres rei · a7 negres peó · b7 blanques torre · f7 negres peó · g7 negres peó · c6 negres peó · d6 negres dama · e6 negres cavall · h6 negres peó · d5 negres peó · f5 blanques alfil · d4 blanques peó · e3 blanques peó · h3 blanques peó · a2 blanques peó · c2 blanques dama · f2 blanques peó · g2 blanques peó · c1 blanques torre · g1 blanques rei | a8 negres torre · c8 negres torre · g8 negres rei · a7 negres peó · b7 blanques torre · f7 negres peó · g7 negres peó · c6 negres peó · d6 negres dama · e6 negres cavall · h6 negres peó · d5 negres peó · f5 blanques alfil · d4 blanques peó · e3 blanques peó · h3 blanques peó · a2 blanques peó · c2 blanques dama · f2 blanques peó · g2 blanques peó · c1 blanques torre · g1 blanques rei | a8 negres torre · c8 negres torre · g8 negres rei · a7 negres peó · b7 blanques torre · f7 negres peó · g7 negres peó · c6 negres peó · d6 negres dama · e6 negres cavall · h6 negres peó · d5 negres peó · f5 blanques alfil · d4 blanques peó · e3 blanques peó · h3 blanques peó · a2 blanques peó · c2 blanques dama · f2 blanques peó · g2 blanques peó · c1 blanques torre · g1 blanques rei | a8 negres torre · c8 negres torre · g8 negres rei · a7 negres peó · b7 blanques torre · f7 negres peó · g7 negres peó · c6 negres peó · d6 negres dama · e6 negres cavall · h6 negres peó · d5 negres peó · f5 blanques alfil · d4 blanques peó · e3 blanques peó · h3 blanques peó · a2 blanques peó · c2 blanques dama · f2 blanques peó · g2 blanques peó · c1 blanques torre · g1 blanques rei | a8 negres torre · c8 negres torre · g8 negres rei · a7 negres peó · b7 blanques torre · f7 negres peó · g7 negres peó · c6 negres peó · d6 negres dama · e6 negres cavall · h6 negres peó · d5 negres peó · f5 blanques alfil · d4 blanques peó · e3 blanques peó · h3 blanques peó · a2 blanques peó · c2 blanques dama · f2 blanques peó · g2 blanques peó · c1 blanques torre · g1 blanques rei | a8 negres torre · c8 negres torre · g8 negres rei · a7 negres peó · b7 blanques torre · f7 negres peó · g7 negres peó · c6 negres peó · d6 negres dama · e6 negres cavall · h6 negres peó · d5 negres peó · f5 blanques alfil · d4 blanques peó · e3 blanques peó · h3 blanques peó · a2 blanques peó · c2 blanques dama · f2 blanques peó · g2 blanques peó · c1 blanques torre · g1 blanques rei | a8 negres torre · c8 negres torre · g8 negres rei · a7 negres peó · b7 blanques torre · f7 negres peó · g7 negres peó · c6 negres peó · d6 negres dama · e6 negres cavall · h6 negres peó · d5 negres peó · f5 blanques alfil · d4 blanques peó · e3 blanques peó · h3 blanques peó · a2 blanques peó · c2 blanques dama · f2 blanques peó · g2 blanques peó · c1 blanques torre · g1 blanques rei | 7 |
| 6 | a8 negres torre · c8 negres torre · g8 negres rei · a7 negres peó · b7 blanques torre · f7 negres peó · g7 negres peó · c6 negres peó · d6 negres dama · e6 negres cavall · h6 negres peó · d5 negres peó · f5 blanques alfil · d4 blanques peó · e3 blanques peó · h3 blanques peó · a2 blanques peó · c2 blanques dama · f2 blanques peó · g2 blanques peó · c1 blanques torre · g1 blanques rei | a8 negres torre · c8 negres torre · g8 negres rei · a7 negres peó · b7 blanques torre · f7 negres peó · g7 negres peó · c6 negres peó · d6 negres dama · e6 negres cavall · h6 negres peó · d5 negres peó · f5 blanques alfil · d4 blanques peó · e3 blanques peó · h3 blanques peó · a2 blanques peó · c2 blanques dama · f2 blanques peó · g2 blanques peó · c1 blanques torre · g1 blanques rei | a8 negres torre · c8 negres torre · g8 negres rei · a7 negres peó · b7 blanques torre · f7 negres peó · g7 negres peó · c6 negres peó · d6 negres dama · e6 negres cavall · h6 negres peó · d5 negres peó · f5 blanques alfil · d4 blanques peó · e3 blanques peó · h3 blanques peó · a2 blanques peó · c2 blanques dama · f2 blanques peó · g2 blanques peó · c1 blanques torre · g1 blanques rei | a8 negres torre · c8 negres torre · g8 negres rei · a7 negres peó · b7 blanques torre · f7 negres peó · g7 negres peó · c6 negres peó · d6 negres dama · e6 negres cavall · h6 negres peó · d5 negres peó · f5 blanques alfil · d4 blanques peó · e3 blanques peó · h3 blanques peó · a2 blanques peó · c2 blanques dama · f2 blanques peó · g2 blanques peó · c1 blanques torre · g1 blanques rei | a8 negres torre · c8 negres torre · g8 negres rei · a7 negres peó · b7 blanques torre · f7 negres peó · g7 negres peó · c6 negres peó · d6 negres dama · e6 negres cavall · h6 negres peó · d5 negres peó · f5 blanques alfil · d4 blanques peó · e3 blanques peó · h3 blanques peó · a2 blanques peó · c2 blanques dama · f2 blanques peó · g2 blanques peó · c1 blanques torre · g1 blanques rei | a8 negres torre · c8 negres torre · g8 negres rei · a7 negres peó · b7 blanques torre · f7 negres peó · g7 negres peó · c6 negres peó · d6 negres dama · e6 negres cavall · h6 negres peó · d5 negres peó · f5 blanques alfil · d4 blanques peó · e3 blanques peó · h3 blanques peó · a2 blanques peó · c2 blanques dama · f2 blanques peó · g2 blanques peó · c1 blanques torre · g1 blanques rei | a8 negres torre · c8 negres torre · g8 negres rei · a7 negres peó · b7 blanques torre · f7 negres peó · g7 negres peó · c6 negres peó · d6 negres dama · e6 negres cavall · h6 negres peó · d5 negres peó · f5 blanques alfil · d4 blanques peó · e3 blanques peó · h3 blanques peó · a2 blanques peó · c2 blanques dama · f2 blanques peó · g2 blanques peó · c1 blanques torre · g1 blanques rei | a8 negres torre · c8 negres torre · g8 negres rei · a7 negres peó · b7 blanques torre · f7 negres peó · g7 negres peó · c6 negres peó · d6 negres dama · e6 negres cavall · h6 negres peó · d5 negres peó · f5 blanques alfil · d4 blanques peó · e3 blanques peó · h3 blanques peó · a2 blanques peó · c2 blanques dama · f2 blanques peó · g2 blanques peó · c1 blanques torre · g1 blanques rei | 6 |
| 5 | a8 negres torre · c8 negres torre · g8 negres rei · a7 negres peó · b7 blanques torre · f7 negres peó · g7 negres peó · c6 negres peó · d6 negres dama · e6 negres cavall · h6 negres peó · d5 negres peó · f5 blanques alfil · d4 blanques peó · e3 blanques peó · h3 blanques peó · a2 blanques peó · c2 blanques dama · f2 blanques peó · g2 blanques peó · c1 blanques torre · g1 blanques rei | a8 negres torre · c8 negres torre · g8 negres rei · a7 negres peó · b7 blanques torre · f7 negres peó · g7 negres peó · c6 negres peó · d6 negres dama · e6 negres cavall · h6 negres peó · d5 negres peó · f5 blanques alfil · d4 blanques peó · e3 blanques peó · h3 blanques peó · a2 blanques peó · c2 blanques dama · f2 blanques peó · g2 blanques peó · c1 blanques torre · g1 blanques rei | a8 negres torre · c8 negres torre · g8 negres rei · a7 negres peó · b7 blanques torre · f7 negres peó · g7 negres peó · c6 negres peó · d6 negres dama · e6 negres cavall · h6 negres peó · d5 negres peó · f5 blanques alfil · d4 blanques peó · e3 blanques peó · h3 blanques peó · a2 blanques peó · c2 blanques dama · f2 blanques peó · g2 blanques peó · c1 blanques torre · g1 blanques rei | a8 negres torre · c8 negres torre · g8 negres rei · a7 negres peó · b7 blanques torre · f7 negres peó · g7 negres peó · c6 negres peó · d6 negres dama · e6 negres cavall · h6 negres peó · d5 negres peó · f5 blanques alfil · d4 blanques peó · e3 blanques peó · h3 blanques peó · a2 blanques peó · c2 blanques dama · f2 blanques peó · g2 blanques peó · c1 blanques torre · g1 blanques rei | a8 negres torre · c8 negres torre · g8 negres rei · a7 negres peó · b7 blanques torre · f7 negres peó · g7 negres peó · c6 negres peó · d6 negres dama · e6 negres cavall · h6 negres peó · d5 negres peó · f5 blanques alfil · d4 blanques peó · e3 blanques peó · h3 blanques peó · a2 blanques peó · c2 blanques dama · f2 blanques peó · g2 blanques peó · c1 blanques torre · g1 blanques rei | a8 negres torre · c8 negres torre · g8 negres rei · a7 negres peó · b7 blanques torre · f7 negres peó · g7 negres peó · c6 negres peó · d6 negres dama · e6 negres cavall · h6 negres peó · d5 negres peó · f5 blanques alfil · d4 blanques peó · e3 blanques peó · h3 blanques peó · a2 blanques peó · c2 blanques dama · f2 blanques peó · g2 blanques peó · c1 blanques torre · g1 blanques rei | a8 negres torre · c8 negres torre · g8 negres rei · a7 negres peó · b7 blanques torre · f7 negres peó · g7 negres peó · c6 negres peó · d6 negres dama · e6 negres cavall · h6 negres peó · d5 negres peó · f5 blanques alfil · d4 blanques peó · e3 blanques peó · h3 blanques peó · a2 blanques peó · c2 blanques dama · f2 blanques peó · g2 blanques peó · c1 blanques torre · g1 blanques rei | a8 negres torre · c8 negres torre · g8 negres rei · a7 negres peó · b7 blanques torre · f7 negres peó · g7 negres peó · c6 negres peó · d6 negres dama · e6 negres cavall · h6 negres peó · d5 negres peó · f5 blanques alfil · d4 blanques peó · e3 blanques peó · h3 blanques peó · a2 blanques peó · c2 blanques dama · f2 blanques peó · g2 blanques peó · c1 blanques torre · g1 blanques rei | 5 |
| 4 | a8 negres torre · c8 negres torre · g8 negres rei · a7 negres peó · b7 blanques torre · f7 negres peó · g7 negres peó · c6 negres peó · d6 negres dama · e6 negres cavall · h6 negres peó · d5 negres peó · f5 blanques alfil · d4 blanques peó · e3 blanques peó · h3 blanques peó · a2 blanques peó · c2 blanques dama · f2 blanques peó · g2 blanques peó · c1 blanques torre · g1 blanques rei | a8 negres torre · c8 negres torre · g8 negres rei · a7 negres peó · b7 blanques torre · f7 negres peó · g7 negres peó · c6 negres peó · d6 negres dama · e6 negres cavall · h6 negres peó · d5 negres peó · f5 blanques alfil · d4 blanques peó · e3 blanques peó · h3 blanques peó · a2 blanques peó · c2 blanques dama · f2 blanques peó · g2 blanques peó · c1 blanques torre · g1 blanques rei | a8 negres torre · c8 negres torre · g8 negres rei · a7 negres peó · b7 blanques torre · f7 negres peó · g7 negres peó · c6 negres peó · d6 negres dama · e6 negres cavall · h6 negres peó · d5 negres peó · f5 blanques alfil · d4 blanques peó · e3 blanques peó · h3 blanques peó · a2 blanques peó · c2 blanques dama · f2 blanques peó · g2 blanques peó · c1 blanques torre · g1 blanques rei | a8 negres torre · c8 negres torre · g8 negres rei · a7 negres peó · b7 blanques torre · f7 negres peó · g7 negres peó · c6 negres peó · d6 negres dama · e6 negres cavall · h6 negres peó · d5 negres peó · f5 blanques alfil · d4 blanques peó · e3 blanques peó · h3 blanques peó · a2 blanques peó · c2 blanques dama · f2 blanques peó · g2 blanques peó · c1 blanques torre · g1 blanques rei | a8 negres torre · c8 negres torre · g8 negres rei · a7 negres peó · b7 blanques torre · f7 negres peó · g7 negres peó · c6 negres peó · d6 negres dama · e6 negres cavall · h6 negres peó · d5 negres peó · f5 blanques alfil · d4 blanques peó · e3 blanques peó · h3 blanques peó · a2 blanques peó · c2 blanques dama · f2 blanques peó · g2 blanques peó · c1 blanques torre · g1 blanques rei | a8 negres torre · c8 negres torre · g8 negres rei · a7 negres peó · b7 blanques torre · f7 negres peó · g7 negres peó · c6 negres peó · d6 negres dama · e6 negres cavall · h6 negres peó · d5 negres peó · f5 blanques alfil · d4 blanques peó · e3 blanques peó · h3 blanques peó · a2 blanques peó · c2 blanques dama · f2 blanques peó · g2 blanques peó · c1 blanques torre · g1 blanques rei | a8 negres torre · c8 negres torre · g8 negres rei · a7 negres peó · b7 blanques torre · f7 negres peó · g7 negres peó · c6 negres peó · d6 negres dama · e6 negres cavall · h6 negres peó · d5 negres peó · f5 blanques alfil · d4 blanques peó · e3 blanques peó · h3 blanques peó · a2 blanques peó · c2 blanques dama · f2 blanques peó · g2 blanques peó · c1 blanques torre · g1 blanques rei | a8 negres torre · c8 negres torre · g8 negres rei · a7 negres peó · b7 blanques torre · f7 negres peó · g7 negres peó · c6 negres peó · d6 negres dama · e6 negres cavall · h6 negres peó · d5 negres peó · f5 blanques alfil · d4 blanques peó · e3 blanques peó · h3 blanques peó · a2 blanques peó · c2 blanques dama · f2 blanques peó · g2 blanques peó · c1 blanques torre · g1 blanques rei | 4 |
| 3 | a8 negres torre · c8 negres torre · g8 negres rei · a7 negres peó · b7 blanques torre · f7 negres peó · g7 negres peó · c6 negres peó · d6 negres dama · e6 negres cavall · h6 negres peó · d5 negres peó · f5 blanques alfil · d4 blanques peó · e3 blanques peó · h3 blanques peó · a2 blanques peó · c2 blanques dama · f2 blanques peó · g2 blanques peó · c1 blanques torre · g1 blanques rei | a8 negres torre · c8 negres torre · g8 negres rei · a7 negres peó · b7 blanques torre · f7 negres peó · g7 negres peó · c6 negres peó · d6 negres dama · e6 negres cavall · h6 negres peó · d5 negres peó · f5 blanques alfil · d4 blanques peó · e3 blanques peó · h3 blanques peó · a2 blanques peó · c2 blanques dama · f2 blanques peó · g2 blanques peó · c1 blanques torre · g1 blanques rei | a8 negres torre · c8 negres torre · g8 negres rei · a7 negres peó · b7 blanques torre · f7 negres peó · g7 negres peó · c6 negres peó · d6 negres dama · e6 negres cavall · h6 negres peó · d5 negres peó · f5 blanques alfil · d4 blanques peó · e3 blanques peó · h3 blanques peó · a2 blanques peó · c2 blanques dama · f2 blanques peó · g2 blanques peó · c1 blanques torre · g1 blanques rei | a8 negres torre · c8 negres torre · g8 negres rei · a7 negres peó · b7 blanques torre · f7 negres peó · g7 negres peó · c6 negres peó · d6 negres dama · e6 negres cavall · h6 negres peó · d5 negres peó · f5 blanques alfil · d4 blanques peó · e3 blanques peó · h3 blanques peó · a2 blanques peó · c2 blanques dama · f2 blanques peó · g2 blanques peó · c1 blanques torre · g1 blanques rei | a8 negres torre · c8 negres torre · g8 negres rei · a7 negres peó · b7 blanques torre · f7 negres peó · g7 negres peó · c6 negres peó · d6 negres dama · e6 negres cavall · h6 negres peó · d5 negres peó · f5 blanques alfil · d4 blanques peó · e3 blanques peó · h3 blanques peó · a2 blanques peó · c2 blanques dama · f2 blanques peó · g2 blanques peó · c1 blanques torre · g1 blanques rei | a8 negres torre · c8 negres torre · g8 negres rei · a7 negres peó · b7 blanques torre · f7 negres peó · g7 negres peó · c6 negres peó · d6 negres dama · e6 negres cavall · h6 negres peó · d5 negres peó · f5 blanques alfil · d4 blanques peó · e3 blanques peó · h3 blanques peó · a2 blanques peó · c2 blanques dama · f2 blanques peó · g2 blanques peó · c1 blanques torre · g1 blanques rei | a8 negres torre · c8 negres torre · g8 negres rei · a7 negres peó · b7 blanques torre · f7 negres peó · g7 negres peó · c6 negres peó · d6 negres dama · e6 negres cavall · h6 negres peó · d5 negres peó · f5 blanques alfil · d4 blanques peó · e3 blanques peó · h3 blanques peó · a2 blanques peó · c2 blanques dama · f2 blanques peó · g2 blanques peó · c1 blanques torre · g1 blanques rei | a8 negres torre · c8 negres torre · g8 negres rei · a7 negres peó · b7 blanques torre · f7 negres peó · g7 negres peó · c6 negres peó · d6 negres dama · e6 negres cavall · h6 negres peó · d5 negres peó · f5 blanques alfil · d4 blanques peó · e3 blanques peó · h3 blanques peó · a2 blanques peó · c2 blanques dama · f2 blanques peó · g2 blanques peó · c1 blanques torre · g1 blanques rei | 3 |
| 2 | a8 negres torre · c8 negres torre · g8 negres rei · a7 negres peó · b7 blanques torre · f7 negres peó · g7 negres peó · c6 negres peó · d6 negres dama · e6 negres cavall · h6 negres peó · d5 negres peó · f5 blanques alfil · d4 blanques peó · e3 blanques peó · h3 blanques peó · a2 blanques peó · c2 blanques dama · f2 blanques peó · g2 blanques peó · c1 blanques torre · g1 blanques rei | a8 negres torre · c8 negres torre · g8 negres rei · a7 negres peó · b7 blanques torre · f7 negres peó · g7 negres peó · c6 negres peó · d6 negres dama · e6 negres cavall · h6 negres peó · d5 negres peó · f5 blanques alfil · d4 blanques peó · e3 blanques peó · h3 blanques peó · a2 blanques peó · c2 blanques dama · f2 blanques peó · g2 blanques peó · c1 blanques torre · g1 blanques rei | a8 negres torre · c8 negres torre · g8 negres rei · a7 negres peó · b7 blanques torre · f7 negres peó · g7 negres peó · c6 negres peó · d6 negres dama · e6 negres cavall · h6 negres peó · d5 negres peó · f5 blanques alfil · d4 blanques peó · e3 blanques peó · h3 blanques peó · a2 blanques peó · c2 blanques dama · f2 blanques peó · g2 blanques peó · c1 blanques torre · g1 blanques rei | a8 negres torre · c8 negres torre · g8 negres rei · a7 negres peó · b7 blanques torre · f7 negres peó · g7 negres peó · c6 negres peó · d6 negres dama · e6 negres cavall · h6 negres peó · d5 negres peó · f5 blanques alfil · d4 blanques peó · e3 blanques peó · h3 blanques peó · a2 blanques peó · c2 blanques dama · f2 blanques peó · g2 blanques peó · c1 blanques torre · g1 blanques rei | a8 negres torre · c8 negres torre · g8 negres rei · a7 negres peó · b7 blanques torre · f7 negres peó · g7 negres peó · c6 negres peó · d6 negres dama · e6 negres cavall · h6 negres peó · d5 negres peó · f5 blanques alfil · d4 blanques peó · e3 blanques peó · h3 blanques peó · a2 blanques peó · c2 blanques dama · f2 blanques peó · g2 blanques peó · c1 blanques torre · g1 blanques rei | a8 negres torre · c8 negres torre · g8 negres rei · a7 negres peó · b7 blanques torre · f7 negres peó · g7 negres peó · c6 negres peó · d6 negres dama · e6 negres cavall · h6 negres peó · d5 negres peó · f5 blanques alfil · d4 blanques peó · e3 blanques peó · h3 blanques peó · a2 blanques peó · c2 blanques dama · f2 blanques peó · g2 blanques peó · c1 blanques torre · g1 blanques rei | a8 negres torre · c8 negres torre · g8 negres rei · a7 negres peó · b7 blanques torre · f7 negres peó · g7 negres peó · c6 negres peó · d6 negres dama · e6 negres cavall · h6 negres peó · d5 negres peó · f5 blanques alfil · d4 blanques peó · e3 blanques peó · h3 blanques peó · a2 blanques peó · c2 blanques dama · f2 blanques peó · g2 blanques peó · c1 blanques torre · g1 blanques rei | a8 negres torre · c8 negres torre · g8 negres rei · a7 negres peó · b7 blanques torre · f7 negres peó · g7 negres peó · c6 negres peó · d6 negres dama · e6 negres cavall · h6 negres peó · d5 negres peó · f5 blanques alfil · d4 blanques peó · e3 blanques peó · h3 blanques peó · a2 blanques peó · c2 blanques dama · f2 blanques peó · g2 blanques peó · c1 blanques torre · g1 blanques rei | 2 |
| 1 | a8 negres torre · c8 negres torre · g8 negres rei · a7 negres peó · b7 blanques torre · f7 negres peó · g7 negres peó · c6 negres peó · d6 negres dama · e6 negres cavall · h6 negres peó · d5 negres peó · f5 blanques alfil · d4 blanques peó · e3 blanques peó · h3 blanques peó · a2 blanques peó · c2 blanques dama · f2 blanques peó · g2 blanques peó · c1 blanques torre · g1 blanques rei | a8 negres torre · c8 negres torre · g8 negres rei · a7 negres peó · b7 blanques torre · f7 negres peó · g7 negres peó · c6 negres peó · d6 negres dama · e6 negres cavall · h6 negres peó · d5 negres peó · f5 blanques alfil · d4 blanques peó · e3 blanques peó · h3 blanques peó · a2 blanques peó · c2 blanques dama · f2 blanques peó · g2 blanques peó · c1 blanques torre · g1 blanques rei | a8 negres torre · c8 negres torre · g8 negres rei · a7 negres peó · b7 blanques torre · f7 negres peó · g7 negres peó · c6 negres peó · d6 negres dama · e6 negres cavall · h6 negres peó · d5 negres peó · f5 blanques alfil · d4 blanques peó · e3 blanques peó · h3 blanques peó · a2 blanques peó · c2 blanques dama · f2 blanques peó · g2 blanques peó · c1 blanques torre · g1 blanques rei | a8 negres torre · c8 negres torre · g8 negres rei · a7 negres peó · b7 blanques torre · f7 negres peó · g7 negres peó · c6 negres peó · d6 negres dama · e6 negres cavall · h6 negres peó · d5 negres peó · f5 blanques alfil · d4 blanques peó · e3 blanques peó · h3 blanques peó · a2 blanques peó · c2 blanques dama · f2 blanques peó · g2 blanques peó · c1 blanques torre · g1 blanques rei | a8 negres torre · c8 negres torre · g8 negres rei · a7 negres peó · b7 blanques torre · f7 negres peó · g7 negres peó · c6 negres peó · d6 negres dama · e6 negres cavall · h6 negres peó · d5 negres peó · f5 blanques alfil · d4 blanques peó · e3 blanques peó · h3 blanques peó · a2 blanques peó · c2 blanques dama · f2 blanques peó · g2 blanques peó · c1 blanques torre · g1 blanques rei | a8 negres torre · c8 negres torre · g8 negres rei · a7 negres peó · b7 blanques torre · f7 negres peó · g7 negres peó · c6 negres peó · d6 negres dama · e6 negres cavall · h6 negres peó · d5 negres peó · f5 blanques alfil · d4 blanques peó · e3 blanques peó · h3 blanques peó · a2 blanques peó · c2 blanques dama · f2 blanques peó · g2 blanques peó · c1 blanques torre · g1 blanques rei | a8 negres torre · c8 negres torre · g8 negres rei · a7 negres peó · b7 blanques torre · f7 negres peó · g7 negres peó · c6 negres peó · d6 negres dama · e6 negres cavall · h6 negres peó · d5 negres peó · f5 blanques alfil · d4 blanques peó · e3 blanques peó · h3 blanques peó · a2 blanques peó · c2 blanques dama · f2 blanques peó · g2 blanques peó · c1 blanques torre · g1 blanques rei | a8 negres torre · c8 negres torre · g8 negres rei · a7 negres peó · b7 blanques torre · f7 negres peó · g7 negres peó · c6 negres peó · d6 negres dama · e6 negres cavall · h6 negres peó · d5 negres peó · f5 blanques alfil · d4 blanques peó · e3 blanques peó · h3 blanques peó · a2 blanques peó · c2 blanques dama · f2 blanques peó · g2 blanques peó · c1 blanques torre · g1 blanques rei | 1 |
|   | a | b | c | d | e | f | g | h |   |

En aquest exemple extret d'una partida entre un mestre i un amateur del llibre d'Euwe i Meiden, les negres són en un zugzwang a tot el tauler. Qualsevol moviment de peça negra perd com a mínim un peó (Euwe & Meiden 1966:125–26).

## Zugzwang Lite
|   | a | b | c | d | e | f | g | h |   |
| 8 | b8 negres torre · c8 negres alfil · d8 negres dama · e8 negres rei · g8 negres cavall · h8 negres torre · d7 negres peó · e7 negres peó · f7 negres peó · g7 negres alfil · h7 negres peó · c6 negres cavall · g6 negres peó · b5 negres peó · b4 blanques peó · c3 blanques cavall · g3 blanques peó · d2 blanques peó · e2 blanques peó · f2 blanques peó · g2 blanques alfil · h2 blanques peó · b1 blanques torre · c1 blanques alfil · d1 blanques dama · e1 blanques rei · g1 blanques cavall · h1 blanques torre | b8 negres torre · c8 negres alfil · d8 negres dama · e8 negres rei · g8 negres cavall · h8 negres torre · d7 negres peó · e7 negres peó · f7 negres peó · g7 negres alfil · h7 negres peó · c6 negres cavall · g6 negres peó · b5 negres peó · b4 blanques peó · c3 blanques cavall · g3 blanques peó · d2 blanques peó · e2 blanques peó · f2 blanques peó · g2 blanques alfil · h2 blanques peó · b1 blanques torre · c1 blanques alfil · d1 blanques dama · e1 blanques rei · g1 blanques cavall · h1 blanques torre | b8 negres torre · c8 negres alfil · d8 negres dama · e8 negres rei · g8 negres cavall · h8 negres torre · d7 negres peó · e7 negres peó · f7 negres peó · g7 negres alfil · h7 negres peó · c6 negres cavall · g6 negres peó · b5 negres peó · b4 blanques peó · c3 blanques cavall · g3 blanques peó · d2 blanques peó · e2 blanques peó · f2 blanques peó · g2 blanques alfil · h2 blanques peó · b1 blanques torre · c1 blanques alfil · d1 blanques dama · e1 blanques rei · g1 blanques cavall · h1 blanques torre | b8 negres torre · c8 negres alfil · d8 negres dama · e8 negres rei · g8 negres cavall · h8 negres torre · d7 negres peó · e7 negres peó · f7 negres peó · g7 negres alfil · h7 negres peó · c6 negres cavall · g6 negres peó · b5 negres peó · b4 blanques peó · c3 blanques cavall · g3 blanques peó · d2 blanques peó · e2 blanques peó · f2 blanques peó · g2 blanques alfil · h2 blanques peó · b1 blanques torre · c1 blanques alfil · d1 blanques dama · e1 blanques rei · g1 blanques cavall · h1 blanques torre | b8 negres torre · c8 negres alfil · d8 negres dama · e8 negres rei · g8 negres cavall · h8 negres torre · d7 negres peó · e7 negres peó · f7 negres peó · g7 negres alfil · h7 negres peó · c6 negres cavall · g6 negres peó · b5 negres peó · b4 blanques peó · c3 blanques cavall · g3 blanques peó · d2 blanques peó · e2 blanques peó · f2 blanques peó · g2 blanques alfil · h2 blanques peó · b1 blanques torre · c1 blanques alfil · d1 blanques dama · e1 blanques rei · g1 blanques cavall · h1 blanques torre | b8 negres torre · c8 negres alfil · d8 negres dama · e8 negres rei · g8 negres cavall · h8 negres torre · d7 negres peó · e7 negres peó · f7 negres peó · g7 negres alfil · h7 negres peó · c6 negres cavall · g6 negres peó · b5 negres peó · b4 blanques peó · c3 blanques cavall · g3 blanques peó · d2 blanques peó · e2 blanques peó · f2 blanques peó · g2 blanques alfil · h2 blanques peó · b1 blanques torre · c1 blanques alfil · d1 blanques dama · e1 blanques rei · g1 blanques cavall · h1 blanques torre | b8 negres torre · c8 negres alfil · d8 negres dama · e8 negres rei · g8 negres cavall · h8 negres torre · d7 negres peó · e7 negres peó · f7 negres peó · g7 negres alfil · h7 negres peó · c6 negres cavall · g6 negres peó · b5 negres peó · b4 blanques peó · c3 blanques cavall · g3 blanques peó · d2 blanques peó · e2 blanques peó · f2 blanques peó · g2 blanques alfil · h2 blanques peó · b1 blanques torre · c1 blanques alfil · d1 blanques dama · e1 blanques rei · g1 blanques cavall · h1 blanques torre | b8 negres torre · c8 negres alfil · d8 negres dama · e8 negres rei · g8 negres cavall · h8 negres torre · d7 negres peó · e7 negres peó · f7 negres peó · g7 negres alfil · h7 negres peó · c6 negres cavall · g6 negres peó · b5 negres peó · b4 blanques peó · c3 blanques cavall · g3 blanques peó · d2 blanques peó · e2 blanques peó · f2 blanques peó · g2 blanques alfil · h2 blanques peó · b1 blanques torre · c1 blanques alfil · d1 blanques dama · e1 blanques rei · g1 blanques cavall · h1 blanques torre | 8 |
| 7 | b8 negres torre · c8 negres alfil · d8 negres dama · e8 negres rei · g8 negres cavall · h8 negres torre · d7 negres peó · e7 negres peó · f7 negres peó · g7 negres alfil · h7 negres peó · c6 negres cavall · g6 negres peó · b5 negres peó · b4 blanques peó · c3 blanques cavall · g3 blanques peó · d2 blanques peó · e2 blanques peó · f2 blanques peó · g2 blanques alfil · h2 blanques peó · b1 blanques torre · c1 blanques alfil · d1 blanques dama · e1 blanques rei · g1 blanques cavall · h1 blanques torre | b8 negres torre · c8 negres alfil · d8 negres dama · e8 negres rei · g8 negres cavall · h8 negres torre · d7 negres peó · e7 negres peó · f7 negres peó · g7 negres alfil · h7 negres peó · c6 negres cavall · g6 negres peó · b5 negres peó · b4 blanques peó · c3 blanques cavall · g3 blanques peó · d2 blanques peó · e2 blanques peó · f2 blanques peó · g2 blanques alfil · h2 blanques peó · b1 blanques torre · c1 blanques alfil · d1 blanques dama · e1 blanques rei · g1 blanques cavall · h1 blanques torre | b8 negres torre · c8 negres alfil · d8 negres dama · e8 negres rei · g8 negres cavall · h8 negres torre · d7 negres peó · e7 negres peó · f7 negres peó · g7 negres alfil · h7 negres peó · c6 negres cavall · g6 negres peó · b5 negres peó · b4 blanques peó · c3 blanques cavall · g3 blanques peó · d2 blanques peó · e2 blanques peó · f2 blanques peó · g2 blanques alfil · h2 blanques peó · b1 blanques torre · c1 blanques alfil · d1 blanques dama · e1 blanques rei · g1 blanques cavall · h1 blanques torre | b8 negres torre · c8 negres alfil · d8 negres dama · e8 negres rei · g8 negres cavall · h8 negres torre · d7 negres peó · e7 negres peó · f7 negres peó · g7 negres alfil · h7 negres peó · c6 negres cavall · g6 negres peó · b5 negres peó · b4 blanques peó · c3 blanques cavall · g3 blanques peó · d2 blanques peó · e2 blanques peó · f2 blanques peó · g2 blanques alfil · h2 blanques peó · b1 blanques torre · c1 blanques alfil · d1 blanques dama · e1 blanques rei · g1 blanques cavall · h1 blanques torre | b8 negres torre · c8 negres alfil · d8 negres dama · e8 negres rei · g8 negres cavall · h8 negres torre · d7 negres peó · e7 negres peó · f7 negres peó · g7 negres alfil · h7 negres peó · c6 negres cavall · g6 negres peó · b5 negres peó · b4 blanques peó · c3 blanques cavall · g3 blanques peó · d2 blanques peó · e2 blanques peó · f2 blanques peó · g2 blanques alfil · h2 blanques peó · b1 blanques torre · c1 blanques alfil · d1 blanques dama · e1 blanques rei · g1 blanques cavall · h1 blanques torre | b8 negres torre · c8 negres alfil · d8 negres dama · e8 negres rei · g8 negres cavall · h8 negres torre · d7 negres peó · e7 negres peó · f7 negres peó · g7 negres alfil · h7 negres peó · c6 negres cavall · g6 negres peó · b5 negres peó · b4 blanques peó · c3 blanques cavall · g3 blanques peó · d2 blanques peó · e2 blanques peó · f2 blanques peó · g2 blanques alfil · h2 blanques peó · b1 blanques torre · c1 blanques alfil · d1 blanques dama · e1 blanques rei · g1 blanques cavall · h1 blanques torre | b8 negres torre · c8 negres alfil · d8 negres dama · e8 negres rei · g8 negres cavall · h8 negres torre · d7 negres peó · e7 negres peó · f7 negres peó · g7 negres alfil · h7 negres peó · c6 negres cavall · g6 negres peó · b5 negres peó · b4 blanques peó · c3 blanques cavall · g3 blanques peó · d2 blanques peó · e2 blanques peó · f2 blanques peó · g2 blanques alfil · h2 blanques peó · b1 blanques torre · c1 blanques alfil · d1 blanques dama · e1 blanques rei · g1 blanques cavall · h1 blanques torre | b8 negres torre · c8 negres alfil · d8 negres dama · e8 negres rei · g8 negres cavall · h8 negres torre · d7 negres peó · e7 negres peó · f7 negres peó · g7 negres alfil · h7 negres peó · c6 negres cavall · g6 negres peó · b5 negres peó · b4 blanques peó · c3 blanques cavall · g3 blanques peó · d2 blanques peó · e2 blanques peó · f2 blanques peó · g2 blanques alfil · h2 blanques peó · b1 blanques torre · c1 blanques alfil · d1 blanques dama · e1 blanques rei · g1 blanques cavall · h1 blanques torre | 7 |
| 6 | b8 negres torre · c8 negres alfil · d8 negres dama · e8 negres rei · g8 negres cavall · h8 negres torre · d7 negres peó · e7 negres peó · f7 negres peó · g7 negres alfil · h7 negres peó · c6 negres cavall · g6 negres peó · b5 negres peó · b4 blanques peó · c3 blanques cavall · g3 blanques peó · d2 blanques peó · e2 blanques peó · f2 blanques peó · g2 blanques alfil · h2 blanques peó · b1 blanques torre · c1 blanques alfil · d1 blanques dama · e1 blanques rei · g1 blanques cavall · h1 blanques torre | b8 negres torre · c8 negres alfil · d8 negres dama · e8 negres rei · g8 negres cavall · h8 negres torre · d7 negres peó · e7 negres peó · f7 negres peó · g7 negres alfil · h7 negres peó · c6 negres cavall · g6 negres peó · b5 negres peó · b4 blanques peó · c3 blanques cavall · g3 blanques peó · d2 blanques peó · e2 blanques peó · f2 blanques peó · g2 blanques alfil · h2 blanques peó · b1 blanques torre · c1 blanques alfil · d1 blanques dama · e1 blanques rei · g1 blanques cavall · h1 blanques torre | b8 negres torre · c8 negres alfil · d8 negres dama · e8 negres rei · g8 negres cavall · h8 negres torre · d7 negres peó · e7 negres peó · f7 negres peó · g7 negres alfil · h7 negres peó · c6 negres cavall · g6 negres peó · b5 negres peó · b4 blanques peó · c3 blanques cavall · g3 blanques peó · d2 blanques peó · e2 blanques peó · f2 blanques peó · g2 blanques alfil · h2 blanques peó · b1 blanques torre · c1 blanques alfil · d1 blanques dama · e1 blanques rei · g1 blanques cavall · h1 blanques torre | b8 negres torre · c8 negres alfil · d8 negres dama · e8 negres rei · g8 negres cavall · h8 negres torre · d7 negres peó · e7 negres peó · f7 negres peó · g7 negres alfil · h7 negres peó · c6 negres cavall · g6 negres peó · b5 negres peó · b4 blanques peó · c3 blanques cavall · g3 blanques peó · d2 blanques peó · e2 blanques peó · f2 blanques peó · g2 blanques alfil · h2 blanques peó · b1 blanques torre · c1 blanques alfil · d1 blanques dama · e1 blanques rei · g1 blanques cavall · h1 blanques torre | b8 negres torre · c8 negres alfil · d8 negres dama · e8 negres rei · g8 negres cavall · h8 negres torre · d7 negres peó · e7 negres peó · f7 negres peó · g7 negres alfil · h7 negres peó · c6 negres cavall · g6 negres peó · b5 negres peó · b4 blanques peó · c3 blanques cavall · g3 blanques peó · d2 blanques peó · e2 blanques peó · f2 blanques peó · g2 blanques alfil · h2 blanques peó · b1 blanques torre · c1 blanques alfil · d1 blanques dama · e1 blanques rei · g1 blanques cavall · h1 blanques torre | b8 negres torre · c8 negres alfil · d8 negres dama · e8 negres rei · g8 negres cavall · h8 negres torre · d7 negres peó · e7 negres peó · f7 negres peó · g7 negres alfil · h7 negres peó · c6 negres cavall · g6 negres peó · b5 negres peó · b4 blanques peó · c3 blanques cavall · g3 blanques peó · d2 blanques peó · e2 blanques peó · f2 blanques peó · g2 blanques alfil · h2 blanques peó · b1 blanques torre · c1 blanques alfil · d1 blanques dama · e1 blanques rei · g1 blanques cavall · h1 blanques torre | b8 negres torre · c8 negres alfil · d8 negres dama · e8 negres rei · g8 negres cavall · h8 negres torre · d7 negres peó · e7 negres peó · f7 negres peó · g7 negres alfil · h7 negres peó · c6 negres cavall · g6 negres peó · b5 negres peó · b4 blanques peó · c3 blanques cavall · g3 blanques peó · d2 blanques peó · e2 blanques peó · f2 blanques peó · g2 blanques alfil · h2 blanques peó · b1 blanques torre · c1 blanques alfil · d1 blanques dama · e1 blanques rei · g1 blanques cavall · h1 blanques torre | b8 negres torre · c8 negres alfil · d8 negres dama · e8 negres rei · g8 negres cavall · h8 negres torre · d7 negres peó · e7 negres peó · f7 negres peó · g7 negres alfil · h7 negres peó · c6 negres cavall · g6 negres peó · b5 negres peó · b4 blanques peó · c3 blanques cavall · g3 blanques peó · d2 blanques peó · e2 blanques peó · f2 blanques peó · g2 blanques alfil · h2 blanques peó · b1 blanques torre · c1 blanques alfil · d1 blanques dama · e1 blanques rei · g1 blanques cavall · h1 blanques torre | 6 |
| 5 | b8 negres torre · c8 negres alfil · d8 negres dama · e8 negres rei · g8 negres cavall · h8 negres torre · d7 negres peó · e7 negres peó · f7 negres peó · g7 negres alfil · h7 negres peó · c6 negres cavall · g6 negres peó · b5 negres peó · b4 blanques peó · c3 blanques cavall · g3 blanques peó · d2 blanques peó · e2 blanques peó · f2 blanques peó · g2 blanques alfil · h2 blanques peó · b1 blanques torre · c1 blanques alfil · d1 blanques dama · e1 blanques rei · g1 blanques cavall · h1 blanques torre | b8 negres torre · c8 negres alfil · d8 negres dama · e8 negres rei · g8 negres cavall · h8 negres torre · d7 negres peó · e7 negres peó · f7 negres peó · g7 negres alfil · h7 negres peó · c6 negres cavall · g6 negres peó · b5 negres peó · b4 blanques peó · c3 blanques cavall · g3 blanques peó · d2 blanques peó · e2 blanques peó · f2 blanques peó · g2 blanques alfil · h2 blanques peó · b1 blanques torre · c1 blanques alfil · d1 blanques dama · e1 blanques rei · g1 blanques cavall · h1 blanques torre | b8 negres torre · c8 negres alfil · d8 negres dama · e8 negres rei · g8 negres cavall · h8 negres torre · d7 negres peó · e7 negres peó · f7 negres peó · g7 negres alfil · h7 negres peó · c6 negres cavall · g6 negres peó · b5 negres peó · b4 blanques peó · c3 blanques cavall · g3 blanques peó · d2 blanques peó · e2 blanques peó · f2 blanques peó · g2 blanques alfil · h2 blanques peó · b1 blanques torre · c1 blanques alfil · d1 blanques dama · e1 blanques rei · g1 blanques cavall · h1 blanques torre | b8 negres torre · c8 negres alfil · d8 negres dama · e8 negres rei · g8 negres cavall · h8 negres torre · d7 negres peó · e7 negres peó · f7 negres peó · g7 negres alfil · h7 negres peó · c6 negres cavall · g6 negres peó · b5 negres peó · b4 blanques peó · c3 blanques cavall · g3 blanques peó · d2 blanques peó · e2 blanques peó · f2 blanques peó · g2 blanques alfil · h2 blanques peó · b1 blanques torre · c1 blanques alfil · d1 blanques dama · e1 blanques rei · g1 blanques cavall · h1 blanques torre | b8 negres torre · c8 negres alfil · d8 negres dama · e8 negres rei · g8 negres cavall · h8 negres torre · d7 negres peó · e7 negres peó · f7 negres peó · g7 negres alfil · h7 negres peó · c6 negres cavall · g6 negres peó · b5 negres peó · b4 blanques peó · c3 blanques cavall · g3 blanques peó · d2 blanques peó · e2 blanques peó · f2 blanques peó · g2 blanques alfil · h2 blanques peó · b1 blanques torre · c1 blanques alfil · d1 blanques dama · e1 blanques rei · g1 blanques cavall · h1 blanques torre | b8 negres torre · c8 negres alfil · d8 negres dama · e8 negres rei · g8 negres cavall · h8 negres torre · d7 negres peó · e7 negres peó · f7 negres peó · g7 negres alfil · h7 negres peó · c6 negres cavall · g6 negres peó · b5 negres peó · b4 blanques peó · c3 blanques cavall · g3 blanques peó · d2 blanques peó · e2 blanques peó · f2 blanques peó · g2 blanques alfil · h2 blanques peó · b1 blanques torre · c1 blanques alfil · d1 blanques dama · e1 blanques rei · g1 blanques cavall · h1 blanques torre | b8 negres torre · c8 negres alfil · d8 negres dama · e8 negres rei · g8 negres cavall · h8 negres torre · d7 negres peó · e7 negres peó · f7 negres peó · g7 negres alfil · h7 negres peó · c6 negres cavall · g6 negres peó · b5 negres peó · b4 blanques peó · c3 blanques cavall · g3 blanques peó · d2 blanques peó · e2 blanques peó · f2 blanques peó · g2 blanques alfil · h2 blanques peó · b1 blanques torre · c1 blanques alfil · d1 blanques dama · e1 blanques rei · g1 blanques cavall · h1 blanques torre | b8 negres torre · c8 negres alfil · d8 negres dama · e8 negres rei · g8 negres cavall · h8 negres torre · d7 negres peó · e7 negres peó · f7 negres peó · g7 negres alfil · h7 negres peó · c6 negres cavall · g6 negres peó · b5 negres peó · b4 blanques peó · c3 blanques cavall · g3 blanques peó · d2 blanques peó · e2 blanques peó · f2 blanques peó · g2 blanques alfil · h2 blanques peó · b1 blanques torre · c1 blanques alfil · d1 blanques dama · e1 blanques rei · g1 blanques cavall · h1 blanques torre | 5 |
| 4 | b8 negres torre · c8 negres alfil · d8 negres dama · e8 negres rei · g8 negres cavall · h8 negres torre · d7 negres peó · e7 negres peó · f7 negres peó · g7 negres alfil · h7 negres peó · c6 negres cavall · g6 negres peó · b5 negres peó · b4 blanques peó · c3 blanques cavall · g3 blanques peó · d2 blanques peó · e2 blanques peó · f2 blanques peó · g2 blanques alfil · h2 blanques peó · b1 blanques torre · c1 blanques alfil · d1 blanques dama · e1 blanques rei · g1 blanques cavall · h1 blanques torre | b8 negres torre · c8 negres alfil · d8 negres dama · e8 negres rei · g8 negres cavall · h8 negres torre · d7 negres peó · e7 negres peó · f7 negres peó · g7 negres alfil · h7 negres peó · c6 negres cavall · g6 negres peó · b5 negres peó · b4 blanques peó · c3 blanques cavall · g3 blanques peó · d2 blanques peó · e2 blanques peó · f2 blanques peó · g2 blanques alfil · h2 blanques peó · b1 blanques torre · c1 blanques alfil · d1 blanques dama · e1 blanques rei · g1 blanques cavall · h1 blanques torre | b8 negres torre · c8 negres alfil · d8 negres dama · e8 negres rei · g8 negres cavall · h8 negres torre · d7 negres peó · e7 negres peó · f7 negres peó · g7 negres alfil · h7 negres peó · c6 negres cavall · g6 negres peó · b5 negres peó · b4 blanques peó · c3 blanques cavall · g3 blanques peó · d2 blanques peó · e2 blanques peó · f2 blanques peó · g2 blanques alfil · h2 blanques peó · b1 blanques torre · c1 blanques alfil · d1 blanques dama · e1 blanques rei · g1 blanques cavall · h1 blanques torre | b8 negres torre · c8 negres alfil · d8 negres dama · e8 negres rei · g8 negres cavall · h8 negres torre · d7 negres peó · e7 negres peó · f7 negres peó · g7 negres alfil · h7 negres peó · c6 negres cavall · g6 negres peó · b5 negres peó · b4 blanques peó · c3 blanques cavall · g3 blanques peó · d2 blanques peó · e2 blanques peó · f2 blanques peó · g2 blanques alfil · h2 blanques peó · b1 blanques torre · c1 blanques alfil · d1 blanques dama · e1 blanques rei · g1 blanques cavall · h1 blanques torre | b8 negres torre · c8 negres alfil · d8 negres dama · e8 negres rei · g8 negres cavall · h8 negres torre · d7 negres peó · e7 negres peó · f7 negres peó · g7 negres alfil · h7 negres peó · c6 negres cavall · g6 negres peó · b5 negres peó · b4 blanques peó · c3 blanques cavall · g3 blanques peó · d2 blanques peó · e2 blanques peó · f2 blanques peó · g2 blanques alfil · h2 blanques peó · b1 blanques torre · c1 blanques alfil · d1 blanques dama · e1 blanques rei · g1 blanques cavall · h1 blanques torre | b8 negres torre · c8 negres alfil · d8 negres dama · e8 negres rei · g8 negres cavall · h8 negres torre · d7 negres peó · e7 negres peó · f7 negres peó · g7 negres alfil · h7 negres peó · c6 negres cavall · g6 negres peó · b5 negres peó · b4 blanques peó · c3 blanques cavall · g3 blanques peó · d2 blanques peó · e2 blanques peó · f2 blanques peó · g2 blanques alfil · h2 blanques peó · b1 blanques torre · c1 blanques alfil · d1 blanques dama · e1 blanques rei · g1 blanques cavall · h1 blanques torre | b8 negres torre · c8 negres alfil · d8 negres dama · e8 negres rei · g8 negres cavall · h8 negres torre · d7 negres peó · e7 negres peó · f7 negres peó · g7 negres alfil · h7 negres peó · c6 negres cavall · g6 negres peó · b5 negres peó · b4 blanques peó · c3 blanques cavall · g3 blanques peó · d2 blanques peó · e2 blanques peó · f2 blanques peó · g2 blanques alfil · h2 blanques peó · b1 blanques torre · c1 blanques alfil · d1 blanques dama · e1 blanques rei · g1 blanques cavall · h1 blanques torre | b8 negres torre · c8 negres alfil · d8 negres dama · e8 negres rei · g8 negres cavall · h8 negres torre · d7 negres peó · e7 negres peó · f7 negres peó · g7 negres alfil · h7 negres peó · c6 negres cavall · g6 negres peó · b5 negres peó · b4 blanques peó · c3 blanques cavall · g3 blanques peó · d2 blanques peó · e2 blanques peó · f2 blanques peó · g2 blanques alfil · h2 blanques peó · b1 blanques torre · c1 blanques alfil · d1 blanques dama · e1 blanques rei · g1 blanques cavall · h1 blanques torre | 4 |
| 3 | b8 negres torre · c8 negres alfil · d8 negres dama · e8 negres rei · g8 negres cavall · h8 negres torre · d7 negres peó · e7 negres peó · f7 negres peó · g7 negres alfil · h7 negres peó · c6 negres cavall · g6 negres peó · b5 negres peó · b4 blanques peó · c3 blanques cavall · g3 blanques peó · d2 blanques peó · e2 blanques peó · f2 blanques peó · g2 blanques alfil · h2 blanques peó · b1 blanques torre · c1 blanques alfil · d1 blanques dama · e1 blanques rei · g1 blanques cavall · h1 blanques torre | b8 negres torre · c8 negres alfil · d8 negres dama · e8 negres rei · g8 negres cavall · h8 negres torre · d7 negres peó · e7 negres peó · f7 negres peó · g7 negres alfil · h7 negres peó · c6 negres cavall · g6 negres peó · b5 negres peó · b4 blanques peó · c3 blanques cavall · g3 blanques peó · d2 blanques peó · e2 blanques peó · f2 blanques peó · g2 blanques alfil · h2 blanques peó · b1 blanques torre · c1 blanques alfil · d1 blanques dama · e1 blanques rei · g1 blanques cavall · h1 blanques torre | b8 negres torre · c8 negres alfil · d8 negres dama · e8 negres rei · g8 negres cavall · h8 negres torre · d7 negres peó · e7 negres peó · f7 negres peó · g7 negres alfil · h7 negres peó · c6 negres cavall · g6 negres peó · b5 negres peó · b4 blanques peó · c3 blanques cavall · g3 blanques peó · d2 blanques peó · e2 blanques peó · f2 blanques peó · g2 blanques alfil · h2 blanques peó · b1 blanques torre · c1 blanques alfil · d1 blanques dama · e1 blanques rei · g1 blanques cavall · h1 blanques torre | b8 negres torre · c8 negres alfil · d8 negres dama · e8 negres rei · g8 negres cavall · h8 negres torre · d7 negres peó · e7 negres peó · f7 negres peó · g7 negres alfil · h7 negres peó · c6 negres cavall · g6 negres peó · b5 negres peó · b4 blanques peó · c3 blanques cavall · g3 blanques peó · d2 blanques peó · e2 blanques peó · f2 blanques peó · g2 blanques alfil · h2 blanques peó · b1 blanques torre · c1 blanques alfil · d1 blanques dama · e1 blanques rei · g1 blanques cavall · h1 blanques torre | b8 negres torre · c8 negres alfil · d8 negres dama · e8 negres rei · g8 negres cavall · h8 negres torre · d7 negres peó · e7 negres peó · f7 negres peó · g7 negres alfil · h7 negres peó · c6 negres cavall · g6 negres peó · b5 negres peó · b4 blanques peó · c3 blanques cavall · g3 blanques peó · d2 blanques peó · e2 blanques peó · f2 blanques peó · g2 blanques alfil · h2 blanques peó · b1 blanques torre · c1 blanques alfil · d1 blanques dama · e1 blanques rei · g1 blanques cavall · h1 blanques torre | b8 negres torre · c8 negres alfil · d8 negres dama · e8 negres rei · g8 negres cavall · h8 negres torre · d7 negres peó · e7 negres peó · f7 negres peó · g7 negres alfil · h7 negres peó · c6 negres cavall · g6 negres peó · b5 negres peó · b4 blanques peó · c3 blanques cavall · g3 blanques peó · d2 blanques peó · e2 blanques peó · f2 blanques peó · g2 blanques alfil · h2 blanques peó · b1 blanques torre · c1 blanques alfil · d1 blanques dama · e1 blanques rei · g1 blanques cavall · h1 blanques torre | b8 negres torre · c8 negres alfil · d8 negres dama · e8 negres rei · g8 negres cavall · h8 negres torre · d7 negres peó · e7 negres peó · f7 negres peó · g7 negres alfil · h7 negres peó · c6 negres cavall · g6 negres peó · b5 negres peó · b4 blanques peó · c3 blanques cavall · g3 blanques peó · d2 blanques peó · e2 blanques peó · f2 blanques peó · g2 blanques alfil · h2 blanques peó · b1 blanques torre · c1 blanques alfil · d1 blanques dama · e1 blanques rei · g1 blanques cavall · h1 blanques torre | b8 negres torre · c8 negres alfil · d8 negres dama · e8 negres rei · g8 negres cavall · h8 negres torre · d7 negres peó · e7 negres peó · f7 negres peó · g7 negres alfil · h7 negres peó · c6 negres cavall · g6 negres peó · b5 negres peó · b4 blanques peó · c3 blanques cavall · g3 blanques peó · d2 blanques peó · e2 blanques peó · f2 blanques peó · g2 blanques alfil · h2 blanques peó · b1 blanques torre · c1 blanques alfil · d1 blanques dama · e1 blanques rei · g1 blanques cavall · h1 blanques torre | 3 |
| 2 | b8 negres torre · c8 negres alfil · d8 negres dama · e8 negres rei · g8 negres cavall · h8 negres torre · d7 negres peó · e7 negres peó · f7 negres peó · g7 negres alfil · h7 negres peó · c6 negres cavall · g6 negres peó · b5 negres peó · b4 blanques peó · c3 blanques cavall · g3 blanques peó · d2 blanques peó · e2 blanques peó · f2 blanques peó · g2 blanques alfil · h2 blanques peó · b1 blanques torre · c1 blanques alfil · d1 blanques dama · e1 blanques rei · g1 blanques cavall · h1 blanques torre | b8 negres torre · c8 negres alfil · d8 negres dama · e8 negres rei · g8 negres cavall · h8 negres torre · d7 negres peó · e7 negres peó · f7 negres peó · g7 negres alfil · h7 negres peó · c6 negres cavall · g6 negres peó · b5 negres peó · b4 blanques peó · c3 blanques cavall · g3 blanques peó · d2 blanques peó · e2 blanques peó · f2 blanques peó · g2 blanques alfil · h2 blanques peó · b1 blanques torre · c1 blanques alfil · d1 blanques dama · e1 blanques rei · g1 blanques cavall · h1 blanques torre | b8 negres torre · c8 negres alfil · d8 negres dama · e8 negres rei · g8 negres cavall · h8 negres torre · d7 negres peó · e7 negres peó · f7 negres peó · g7 negres alfil · h7 negres peó · c6 negres cavall · g6 negres peó · b5 negres peó · b4 blanques peó · c3 blanques cavall · g3 blanques peó · d2 blanques peó · e2 blanques peó · f2 blanques peó · g2 blanques alfil · h2 blanques peó · b1 blanques torre · c1 blanques alfil · d1 blanques dama · e1 blanques rei · g1 blanques cavall · h1 blanques torre | b8 negres torre · c8 negres alfil · d8 negres dama · e8 negres rei · g8 negres cavall · h8 negres torre · d7 negres peó · e7 negres peó · f7 negres peó · g7 negres alfil · h7 negres peó · c6 negres cavall · g6 negres peó · b5 negres peó · b4 blanques peó · c3 blanques cavall · g3 blanques peó · d2 blanques peó · e2 blanques peó · f2 blanques peó · g2 blanques alfil · h2 blanques peó · b1 blanques torre · c1 blanques alfil · d1 blanques dama · e1 blanques rei · g1 blanques cavall · h1 blanques torre | b8 negres torre · c8 negres alfil · d8 negres dama · e8 negres rei · g8 negres cavall · h8 negres torre · d7 negres peó · e7 negres peó · f7 negres peó · g7 negres alfil · h7 negres peó · c6 negres cavall · g6 negres peó · b5 negres peó · b4 blanques peó · c3 blanques cavall · g3 blanques peó · d2 blanques peó · e2 blanques peó · f2 blanques peó · g2 blanques alfil · h2 blanques peó · b1 blanques torre · c1 blanques alfil · d1 blanques dama · e1 blanques rei · g1 blanques cavall · h1 blanques torre | b8 negres torre · c8 negres alfil · d8 negres dama · e8 negres rei · g8 negres cavall · h8 negres torre · d7 negres peó · e7 negres peó · f7 negres peó · g7 negres alfil · h7 negres peó · c6 negres cavall · g6 negres peó · b5 negres peó · b4 blanques peó · c3 blanques cavall · g3 blanques peó · d2 blanques peó · e2 blanques peó · f2 blanques peó · g2 blanques alfil · h2 blanques peó · b1 blanques torre · c1 blanques alfil · d1 blanques dama · e1 blanques rei · g1 blanques cavall · h1 blanques torre | b8 negres torre · c8 negres alfil · d8 negres dama · e8 negres rei · g8 negres cavall · h8 negres torre · d7 negres peó · e7 negres peó · f7 negres peó · g7 negres alfil · h7 negres peó · c6 negres cavall · g6 negres peó · b5 negres peó · b4 blanques peó · c3 blanques cavall · g3 blanques peó · d2 blanques peó · e2 blanques peó · f2 blanques peó · g2 blanques alfil · h2 blanques peó · b1 blanques torre · c1 blanques alfil · d1 blanques dama · e1 blanques rei · g1 blanques cavall · h1 blanques torre | b8 negres torre · c8 negres alfil · d8 negres dama · e8 negres rei · g8 negres cavall · h8 negres torre · d7 negres peó · e7 negres peó · f7 negres peó · g7 negres alfil · h7 negres peó · c6 negres cavall · g6 negres peó · b5 negres peó · b4 blanques peó · c3 blanques cavall · g3 blanques peó · d2 blanques peó · e2 blanques peó · f2 blanques peó · g2 blanques alfil · h2 blanques peó · b1 blanques torre · c1 blanques alfil · d1 blanques dama · e1 blanques rei · g1 blanques cavall · h1 blanques torre | 2 |
| 1 | b8 negres torre · c8 negres alfil · d8 negres dama · e8 negres rei · g8 negres cavall · h8 negres torre · d7 negres peó · e7 negres peó · f7 negres peó · g7 negres alfil · h7 negres peó · c6 negres cavall · g6 negres peó · b5 negres peó · b4 blanques peó · c3 blanques cavall · g3 blanques peó · d2 blanques peó · e2 blanques peó · f2 blanques peó · g2 blanques alfil · h2 blanques peó · b1 blanques torre · c1 blanques alfil · d1 blanques dama · e1 blanques rei · g1 blanques cavall · h1 blanques torre | b8 negres torre · c8 negres alfil · d8 negres dama · e8 negres rei · g8 negres cavall · h8 negres torre · d7 negres peó · e7 negres peó · f7 negres peó · g7 negres alfil · h7 negres peó · c6 negres cavall · g6 negres peó · b5 negres peó · b4 blanques peó · c3 blanques cavall · g3 blanques peó · d2 blanques peó · e2 blanques peó · f2 blanques peó · g2 blanques alfil · h2 blanques peó · b1 blanques torre · c1 blanques alfil · d1 blanques dama · e1 blanques rei · g1 blanques cavall · h1 blanques torre | b8 negres torre · c8 negres alfil · d8 negres dama · e8 negres rei · g8 negres cavall · h8 negres torre · d7 negres peó · e7 negres peó · f7 negres peó · g7 negres alfil · h7 negres peó · c6 negres cavall · g6 negres peó · b5 negres peó · b4 blanques peó · c3 blanques cavall · g3 blanques peó · d2 blanques peó · e2 blanques peó · f2 blanques peó · g2 blanques alfil · h2 blanques peó · b1 blanques torre · c1 blanques alfil · d1 blanques dama · e1 blanques rei · g1 blanques cavall · h1 blanques torre | b8 negres torre · c8 negres alfil · d8 negres dama · e8 negres rei · g8 negres cavall · h8 negres torre · d7 negres peó · e7 negres peó · f7 negres peó · g7 negres alfil · h7 negres peó · c6 negres cavall · g6 negres peó · b5 negres peó · b4 blanques peó · c3 blanques cavall · g3 blanques peó · d2 blanques peó · e2 blanques peó · f2 blanques peó · g2 blanques alfil · h2 blanques peó · b1 blanques torre · c1 blanques alfil · d1 blanques dama · e1 blanques rei · g1 blanques cavall · h1 blanques torre | b8 negres torre · c8 negres alfil · d8 negres dama · e8 negres rei · g8 negres cavall · h8 negres torre · d7 negres peó · e7 negres peó · f7 negres peó · g7 negres alfil · h7 negres peó · c6 negres cavall · g6 negres peó · b5 negres peó · b4 blanques peó · c3 blanques cavall · g3 blanques peó · d2 blanques peó · e2 blanques peó · f2 blanques peó · g2 blanques alfil · h2 blanques peó · b1 blanques torre · c1 blanques alfil · d1 blanques dama · e1 blanques rei · g1 blanques cavall · h1 blanques torre | b8 negres torre · c8 negres alfil · d8 negres dama · e8 negres rei · g8 negres cavall · h8 negres torre · d7 negres peó · e7 negres peó · f7 negres peó · g7 negres alfil · h7 negres peó · c6 negres cavall · g6 negres peó · b5 negres peó · b4 blanques peó · c3 blanques cavall · g3 blanques peó · d2 blanques peó · e2 blanques peó · f2 blanques peó · g2 blanques alfil · h2 blanques peó · b1 blanques torre · c1 blanques alfil · d1 blanques dama · e1 blanques rei · g1 blanques cavall · h1 blanques torre | b8 negres torre · c8 negres alfil · d8 negres dama · e8 negres rei · g8 negres cavall · h8 negres torre · d7 negres peó · e7 negres peó · f7 negres peó · g7 negres alfil · h7 negres peó · c6 negres cavall · g6 negres peó · b5 negres peó · b4 blanques peó · c3 blanques cavall · g3 blanques peó · d2 blanques peó · e2 blanques peó · f2 blanques peó · g2 blanques alfil · h2 blanques peó · b1 blanques torre · c1 blanques alfil · d1 blanques dama · e1 blanques rei · g1 blanques cavall · h1 blanques torre | b8 negres torre · c8 negres alfil · d8 negres dama · e8 negres rei · g8 negres cavall · h8 negres torre · d7 negres peó · e7 negres peó · f7 negres peó · g7 negres alfil · h7 negres peó · c6 negres cavall · g6 negres peó · b5 negres peó · b4 blanques peó · c3 blanques cavall · g3 blanques peó · d2 blanques peó · e2 blanques peó · f2 blanques peó · g2 blanques alfil · h2 blanques peó · b1 blanques torre · c1 blanques alfil · d1 blanques dama · e1 blanques rei · g1 blanques cavall · h1 blanques torre | 1 |
|   | a | b | c | d | e | f | g | h |   |

|   | a | b | c | d | e | f | g | h |   |
| 8 | b8 negres torre · d8 negres dama · f8 negres torre · g8 negres rei · d7 negres alfil · e7 negres peó · f7 negres peó · g7 negres alfil · h7 negres peó · c6 negres cavall · d6 negres peó · f6 negres cavall · g6 negres peó · b5 negres peó · b4 blanques peó · c3 blanques cavall · d3 blanques peó · f3 blanques cavall · g3 blanques peó · d2 blanques alfil · e2 blanques peó · f2 blanques peó · g2 blanques alfil · h2 blanques peó · b1 blanques torre · d1 blanques dama · f1 blanques torre · g1 blanques rei | b8 negres torre · d8 negres dama · f8 negres torre · g8 negres rei · d7 negres alfil · e7 negres peó · f7 negres peó · g7 negres alfil · h7 negres peó · c6 negres cavall · d6 negres peó · f6 negres cavall · g6 negres peó · b5 negres peó · b4 blanques peó · c3 blanques cavall · d3 blanques peó · f3 blanques cavall · g3 blanques peó · d2 blanques alfil · e2 blanques peó · f2 blanques peó · g2 blanques alfil · h2 blanques peó · b1 blanques torre · d1 blanques dama · f1 blanques torre · g1 blanques rei | b8 negres torre · d8 negres dama · f8 negres torre · g8 negres rei · d7 negres alfil · e7 negres peó · f7 negres peó · g7 negres alfil · h7 negres peó · c6 negres cavall · d6 negres peó · f6 negres cavall · g6 negres peó · b5 negres peó · b4 blanques peó · c3 blanques cavall · d3 blanques peó · f3 blanques cavall · g3 blanques peó · d2 blanques alfil · e2 blanques peó · f2 blanques peó · g2 blanques alfil · h2 blanques peó · b1 blanques torre · d1 blanques dama · f1 blanques torre · g1 blanques rei | b8 negres torre · d8 negres dama · f8 negres torre · g8 negres rei · d7 negres alfil · e7 negres peó · f7 negres peó · g7 negres alfil · h7 negres peó · c6 negres cavall · d6 negres peó · f6 negres cavall · g6 negres peó · b5 negres peó · b4 blanques peó · c3 blanques cavall · d3 blanques peó · f3 blanques cavall · g3 blanques peó · d2 blanques alfil · e2 blanques peó · f2 blanques peó · g2 blanques alfil · h2 blanques peó · b1 blanques torre · d1 blanques dama · f1 blanques torre · g1 blanques rei | b8 negres torre · d8 negres dama · f8 negres torre · g8 negres rei · d7 negres alfil · e7 negres peó · f7 negres peó · g7 negres alfil · h7 negres peó · c6 negres cavall · d6 negres peó · f6 negres cavall · g6 negres peó · b5 negres peó · b4 blanques peó · c3 blanques cavall · d3 blanques peó · f3 blanques cavall · g3 blanques peó · d2 blanques alfil · e2 blanques peó · f2 blanques peó · g2 blanques alfil · h2 blanques peó · b1 blanques torre · d1 blanques dama · f1 blanques torre · g1 blanques rei | b8 negres torre · d8 negres dama · f8 negres torre · g8 negres rei · d7 negres alfil · e7 negres peó · f7 negres peó · g7 negres alfil · h7 negres peó · c6 negres cavall · d6 negres peó · f6 negres cavall · g6 negres peó · b5 negres peó · b4 blanques peó · c3 blanques cavall · d3 blanques peó · f3 blanques cavall · g3 blanques peó · d2 blanques alfil · e2 blanques peó · f2 blanques peó · g2 blanques alfil · h2 blanques peó · b1 blanques torre · d1 blanques dama · f1 blanques torre · g1 blanques rei | b8 negres torre · d8 negres dama · f8 negres torre · g8 negres rei · d7 negres alfil · e7 negres peó · f7 negres peó · g7 negres alfil · h7 negres peó · c6 negres cavall · d6 negres peó · f6 negres cavall · g6 negres peó · b5 negres peó · b4 blanques peó · c3 blanques cavall · d3 blanques peó · f3 blanques cavall · g3 blanques peó · d2 blanques alfil · e2 blanques peó · f2 blanques peó · g2 blanques alfil · h2 blanques peó · b1 blanques torre · d1 blanques dama · f1 blanques torre · g1 blanques rei | b8 negres torre · d8 negres dama · f8 negres torre · g8 negres rei · d7 negres alfil · e7 negres peó · f7 negres peó · g7 negres alfil · h7 negres peó · c6 negres cavall · d6 negres peó · f6 negres cavall · g6 negres peó · b5 negres peó · b4 blanques peó · c3 blanques cavall · d3 blanques peó · f3 blanques cavall · g3 blanques peó · d2 blanques alfil · e2 blanques peó · f2 blanques peó · g2 blanques alfil · h2 blanques peó · b1 blanques torre · d1 blanques dama · f1 blanques torre · g1 blanques rei | 8 |
| 7 | b8 negres torre · d8 negres dama · f8 negres torre · g8 negres rei · d7 negres alfil · e7 negres peó · f7 negres peó · g7 negres alfil · h7 negres peó · c6 negres cavall · d6 negres peó · f6 negres cavall · g6 negres peó · b5 negres peó · b4 blanques peó · c3 blanques cavall · d3 blanques peó · f3 blanques cavall · g3 blanques peó · d2 blanques alfil · e2 blanques peó · f2 blanques peó · g2 blanques alfil · h2 blanques peó · b1 blanques torre · d1 blanques dama · f1 blanques torre · g1 blanques rei | b8 negres torre · d8 negres dama · f8 negres torre · g8 negres rei · d7 negres alfil · e7 negres peó · f7 negres peó · g7 negres alfil · h7 negres peó · c6 negres cavall · d6 negres peó · f6 negres cavall · g6 negres peó · b5 negres peó · b4 blanques peó · c3 blanques cavall · d3 blanques peó · f3 blanques cavall · g3 blanques peó · d2 blanques alfil · e2 blanques peó · f2 blanques peó · g2 blanques alfil · h2 blanques peó · b1 blanques torre · d1 blanques dama · f1 blanques torre · g1 blanques rei | b8 negres torre · d8 negres dama · f8 negres torre · g8 negres rei · d7 negres alfil · e7 negres peó · f7 negres peó · g7 negres alfil · h7 negres peó · c6 negres cavall · d6 negres peó · f6 negres cavall · g6 negres peó · b5 negres peó · b4 blanques peó · c3 blanques cavall · d3 blanques peó · f3 blanques cavall · g3 blanques peó · d2 blanques alfil · e2 blanques peó · f2 blanques peó · g2 blanques alfil · h2 blanques peó · b1 blanques torre · d1 blanques dama · f1 blanques torre · g1 blanques rei | b8 negres torre · d8 negres dama · f8 negres torre · g8 negres rei · d7 negres alfil · e7 negres peó · f7 negres peó · g7 negres alfil · h7 negres peó · c6 negres cavall · d6 negres peó · f6 negres cavall · g6 negres peó · b5 negres peó · b4 blanques peó · c3 blanques cavall · d3 blanques peó · f3 blanques cavall · g3 blanques peó · d2 blanques alfil · e2 blanques peó · f2 blanques peó · g2 blanques alfil · h2 blanques peó · b1 blanques torre · d1 blanques dama · f1 blanques torre · g1 blanques rei | b8 negres torre · d8 negres dama · f8 negres torre · g8 negres rei · d7 negres alfil · e7 negres peó · f7 negres peó · g7 negres alfil · h7 negres peó · c6 negres cavall · d6 negres peó · f6 negres cavall · g6 negres peó · b5 negres peó · b4 blanques peó · c3 blanques cavall · d3 blanques peó · f3 blanques cavall · g3 blanques peó · d2 blanques alfil · e2 blanques peó · f2 blanques peó · g2 blanques alfil · h2 blanques peó · b1 blanques torre · d1 blanques dama · f1 blanques torre · g1 blanques rei | b8 negres torre · d8 negres dama · f8 negres torre · g8 negres rei · d7 negres alfil · e7 negres peó · f7 negres peó · g7 negres alfil · h7 negres peó · c6 negres cavall · d6 negres peó · f6 negres cavall · g6 negres peó · b5 negres peó · b4 blanques peó · c3 blanques cavall · d3 blanques peó · f3 blanques cavall · g3 blanques peó · d2 blanques alfil · e2 blanques peó · f2 blanques peó · g2 blanques alfil · h2 blanques peó · b1 blanques torre · d1 blanques dama · f1 blanques torre · g1 blanques rei | b8 negres torre · d8 negres dama · f8 negres torre · g8 negres rei · d7 negres alfil · e7 negres peó · f7 negres peó · g7 negres alfil · h7 negres peó · c6 negres cavall · d6 negres peó · f6 negres cavall · g6 negres peó · b5 negres peó · b4 blanques peó · c3 blanques cavall · d3 blanques peó · f3 blanques cavall · g3 blanques peó · d2 blanques alfil · e2 blanques peó · f2 blanques peó · g2 blanques alfil · h2 blanques peó · b1 blanques torre · d1 blanques dama · f1 blanques torre · g1 blanques rei | b8 negres torre · d8 negres dama · f8 negres torre · g8 negres rei · d7 negres alfil · e7 negres peó · f7 negres peó · g7 negres alfil · h7 negres peó · c6 negres cavall · d6 negres peó · f6 negres cavall · g6 negres peó · b5 negres peó · b4 blanques peó · c3 blanques cavall · d3 blanques peó · f3 blanques cavall · g3 blanques peó · d2 blanques alfil · e2 blanques peó · f2 blanques peó · g2 blanques alfil · h2 blanques peó · b1 blanques torre · d1 blanques dama · f1 blanques torre · g1 blanques rei | 7 |
| 6 | b8 negres torre · d8 negres dama · f8 negres torre · g8 negres rei · d7 negres alfil · e7 negres peó · f7 negres peó · g7 negres alfil · h7 negres peó · c6 negres cavall · d6 negres peó · f6 negres cavall · g6 negres peó · b5 negres peó · b4 blanques peó · c3 blanques cavall · d3 blanques peó · f3 blanques cavall · g3 blanques peó · d2 blanques alfil · e2 blanques peó · f2 blanques peó · g2 blanques alfil · h2 blanques peó · b1 blanques torre · d1 blanques dama · f1 blanques torre · g1 blanques rei | b8 negres torre · d8 negres dama · f8 negres torre · g8 negres rei · d7 negres alfil · e7 negres peó · f7 negres peó · g7 negres alfil · h7 negres peó · c6 negres cavall · d6 negres peó · f6 negres cavall · g6 negres peó · b5 negres peó · b4 blanques peó · c3 blanques cavall · d3 blanques peó · f3 blanques cavall · g3 blanques peó · d2 blanques alfil · e2 blanques peó · f2 blanques peó · g2 blanques alfil · h2 blanques peó · b1 blanques torre · d1 blanques dama · f1 blanques torre · g1 blanques rei | b8 negres torre · d8 negres dama · f8 negres torre · g8 negres rei · d7 negres alfil · e7 negres peó · f7 negres peó · g7 negres alfil · h7 negres peó · c6 negres cavall · d6 negres peó · f6 negres cavall · g6 negres peó · b5 negres peó · b4 blanques peó · c3 blanques cavall · d3 blanques peó · f3 blanques cavall · g3 blanques peó · d2 blanques alfil · e2 blanques peó · f2 blanques peó · g2 blanques alfil · h2 blanques peó · b1 blanques torre · d1 blanques dama · f1 blanques torre · g1 blanques rei | b8 negres torre · d8 negres dama · f8 negres torre · g8 negres rei · d7 negres alfil · e7 negres peó · f7 negres peó · g7 negres alfil · h7 negres peó · c6 negres cavall · d6 negres peó · f6 negres cavall · g6 negres peó · b5 negres peó · b4 blanques peó · c3 blanques cavall · d3 blanques peó · f3 blanques cavall · g3 blanques peó · d2 blanques alfil · e2 blanques peó · f2 blanques peó · g2 blanques alfil · h2 blanques peó · b1 blanques torre · d1 blanques dama · f1 blanques torre · g1 blanques rei | b8 negres torre · d8 negres dama · f8 negres torre · g8 negres rei · d7 negres alfil · e7 negres peó · f7 negres peó · g7 negres alfil · h7 negres peó · c6 negres cavall · d6 negres peó · f6 negres cavall · g6 negres peó · b5 negres peó · b4 blanques peó · c3 blanques cavall · d3 blanques peó · f3 blanques cavall · g3 blanques peó · d2 blanques alfil · e2 blanques peó · f2 blanques peó · g2 blanques alfil · h2 blanques peó · b1 blanques torre · d1 blanques dama · f1 blanques torre · g1 blanques rei | b8 negres torre · d8 negres dama · f8 negres torre · g8 negres rei · d7 negres alfil · e7 negres peó · f7 negres peó · g7 negres alfil · h7 negres peó · c6 negres cavall · d6 negres peó · f6 negres cavall · g6 negres peó · b5 negres peó · b4 blanques peó · c3 blanques cavall · d3 blanques peó · f3 blanques cavall · g3 blanques peó · d2 blanques alfil · e2 blanques peó · f2 blanques peó · g2 blanques alfil · h2 blanques peó · b1 blanques torre · d1 blanques dama · f1 blanques torre · g1 blanques rei | b8 negres torre · d8 negres dama · f8 negres torre · g8 negres rei · d7 negres alfil · e7 negres peó · f7 negres peó · g7 negres alfil · h7 negres peó · c6 negres cavall · d6 negres peó · f6 negres cavall · g6 negres peó · b5 negres peó · b4 blanques peó · c3 blanques cavall · d3 blanques peó · f3 blanques cavall · g3 blanques peó · d2 blanques alfil · e2 blanques peó · f2 blanques peó · g2 blanques alfil · h2 blanques peó · b1 blanques torre · d1 blanques dama · f1 blanques torre · g1 blanques rei | b8 negres torre · d8 negres dama · f8 negres torre · g8 negres rei · d7 negres alfil · e7 negres peó · f7 negres peó · g7 negres alfil · h7 negres peó · c6 negres cavall · d6 negres peó · f6 negres cavall · g6 negres peó · b5 negres peó · b4 blanques peó · c3 blanques cavall · d3 blanques peó · f3 blanques cavall · g3 blanques peó · d2 blanques alfil · e2 blanques peó · f2 blanques peó · g2 blanques alfil · h2 blanques peó · b1 blanques torre · d1 blanques dama · f1 blanques torre · g1 blanques rei | 6 |
| 5 | b8 negres torre · d8 negres dama · f8 negres torre · g8 negres rei · d7 negres alfil · e7 negres peó · f7 negres peó · g7 negres alfil · h7 negres peó · c6 negres cavall · d6 negres peó · f6 negres cavall · g6 negres peó · b5 negres peó · b4 blanques peó · c3 blanques cavall · d3 blanques peó · f3 blanques cavall · g3 blanques peó · d2 blanques alfil · e2 blanques peó · f2 blanques peó · g2 blanques alfil · h2 blanques peó · b1 blanques torre · d1 blanques dama · f1 blanques torre · g1 blanques rei | b8 negres torre · d8 negres dama · f8 negres torre · g8 negres rei · d7 negres alfil · e7 negres peó · f7 negres peó · g7 negres alfil · h7 negres peó · c6 negres cavall · d6 negres peó · f6 negres cavall · g6 negres peó · b5 negres peó · b4 blanques peó · c3 blanques cavall · d3 blanques peó · f3 blanques cavall · g3 blanques peó · d2 blanques alfil · e2 blanques peó · f2 blanques peó · g2 blanques alfil · h2 blanques peó · b1 blanques torre · d1 blanques dama · f1 blanques torre · g1 blanques rei | b8 negres torre · d8 negres dama · f8 negres torre · g8 negres rei · d7 negres alfil · e7 negres peó · f7 negres peó · g7 negres alfil · h7 negres peó · c6 negres cavall · d6 negres peó · f6 negres cavall · g6 negres peó · b5 negres peó · b4 blanques peó · c3 blanques cavall · d3 blanques peó · f3 blanques cavall · g3 blanques peó · d2 blanques alfil · e2 blanques peó · f2 blanques peó · g2 blanques alfil · h2 blanques peó · b1 blanques torre · d1 blanques dama · f1 blanques torre · g1 blanques rei | b8 negres torre · d8 negres dama · f8 negres torre · g8 negres rei · d7 negres alfil · e7 negres peó · f7 negres peó · g7 negres alfil · h7 negres peó · c6 negres cavall · d6 negres peó · f6 negres cavall · g6 negres peó · b5 negres peó · b4 blanques peó · c3 blanques cavall · d3 blanques peó · f3 blanques cavall · g3 blanques peó · d2 blanques alfil · e2 blanques peó · f2 blanques peó · g2 blanques alfil · h2 blanques peó · b1 blanques torre · d1 blanques dama · f1 blanques torre · g1 blanques rei | b8 negres torre · d8 negres dama · f8 negres torre · g8 negres rei · d7 negres alfil · e7 negres peó · f7 negres peó · g7 negres alfil · h7 negres peó · c6 negres cavall · d6 negres peó · f6 negres cavall · g6 negres peó · b5 negres peó · b4 blanques peó · c3 blanques cavall · d3 blanques peó · f3 blanques cavall · g3 blanques peó · d2 blanques alfil · e2 blanques peó · f2 blanques peó · g2 blanques alfil · h2 blanques peó · b1 blanques torre · d1 blanques dama · f1 blanques torre · g1 blanques rei | b8 negres torre · d8 negres dama · f8 negres torre · g8 negres rei · d7 negres alfil · e7 negres peó · f7 negres peó · g7 negres alfil · h7 negres peó · c6 negres cavall · d6 negres peó · f6 negres cavall · g6 negres peó · b5 negres peó · b4 blanques peó · c3 blanques cavall · d3 blanques peó · f3 blanques cavall · g3 blanques peó · d2 blanques alfil · e2 blanques peó · f2 blanques peó · g2 blanques alfil · h2 blanques peó · b1 blanques torre · d1 blanques dama · f1 blanques torre · g1 blanques rei | b8 negres torre · d8 negres dama · f8 negres torre · g8 negres rei · d7 negres alfil · e7 negres peó · f7 negres peó · g7 negres alfil · h7 negres peó · c6 negres cavall · d6 negres peó · f6 negres cavall · g6 negres peó · b5 negres peó · b4 blanques peó · c3 blanques cavall · d3 blanques peó · f3 blanques cavall · g3 blanques peó · d2 blanques alfil · e2 blanques peó · f2 blanques peó · g2 blanques alfil · h2 blanques peó · b1 blanques torre · d1 blanques dama · f1 blanques torre · g1 blanques rei | b8 negres torre · d8 negres dama · f8 negres torre · g8 negres rei · d7 negres alfil · e7 negres peó · f7 negres peó · g7 negres alfil · h7 negres peó · c6 negres cavall · d6 negres peó · f6 negres cavall · g6 negres peó · b5 negres peó · b4 blanques peó · c3 blanques cavall · d3 blanques peó · f3 blanques cavall · g3 blanques peó · d2 blanques alfil · e2 blanques peó · f2 blanques peó · g2 blanques alfil · h2 blanques peó · b1 blanques torre · d1 blanques dama · f1 blanques torre · g1 blanques rei | 5 |
| 4 | b8 negres torre · d8 negres dama · f8 negres torre · g8 negres rei · d7 negres alfil · e7 negres peó · f7 negres peó · g7 negres alfil · h7 negres peó · c6 negres cavall · d6 negres peó · f6 negres cavall · g6 negres peó · b5 negres peó · b4 blanques peó · c3 blanques cavall · d3 blanques peó · f3 blanques cavall · g3 blanques peó · d2 blanques alfil · e2 blanques peó · f2 blanques peó · g2 blanques alfil · h2 blanques peó · b1 blanques torre · d1 blanques dama · f1 blanques torre · g1 blanques rei | b8 negres torre · d8 negres dama · f8 negres torre · g8 negres rei · d7 negres alfil · e7 negres peó · f7 negres peó · g7 negres alfil · h7 negres peó · c6 negres cavall · d6 negres peó · f6 negres cavall · g6 negres peó · b5 negres peó · b4 blanques peó · c3 blanques cavall · d3 blanques peó · f3 blanques cavall · g3 blanques peó · d2 blanques alfil · e2 blanques peó · f2 blanques peó · g2 blanques alfil · h2 blanques peó · b1 blanques torre · d1 blanques dama · f1 blanques torre · g1 blanques rei | b8 negres torre · d8 negres dama · f8 negres torre · g8 negres rei · d7 negres alfil · e7 negres peó · f7 negres peó · g7 negres alfil · h7 negres peó · c6 negres cavall · d6 negres peó · f6 negres cavall · g6 negres peó · b5 negres peó · b4 blanques peó · c3 blanques cavall · d3 blanques peó · f3 blanques cavall · g3 blanques peó · d2 blanques alfil · e2 blanques peó · f2 blanques peó · g2 blanques alfil · h2 blanques peó · b1 blanques torre · d1 blanques dama · f1 blanques torre · g1 blanques rei | b8 negres torre · d8 negres dama · f8 negres torre · g8 negres rei · d7 negres alfil · e7 negres peó · f7 negres peó · g7 negres alfil · h7 negres peó · c6 negres cavall · d6 negres peó · f6 negres cavall · g6 negres peó · b5 negres peó · b4 blanques peó · c3 blanques cavall · d3 blanques peó · f3 blanques cavall · g3 blanques peó · d2 blanques alfil · e2 blanques peó · f2 blanques peó · g2 blanques alfil · h2 blanques peó · b1 blanques torre · d1 blanques dama · f1 blanques torre · g1 blanques rei | b8 negres torre · d8 negres dama · f8 negres torre · g8 negres rei · d7 negres alfil · e7 negres peó · f7 negres peó · g7 negres alfil · h7 negres peó · c6 negres cavall · d6 negres peó · f6 negres cavall · g6 negres peó · b5 negres peó · b4 blanques peó · c3 blanques cavall · d3 blanques peó · f3 blanques cavall · g3 blanques peó · d2 blanques alfil · e2 blanques peó · f2 blanques peó · g2 blanques alfil · h2 blanques peó · b1 blanques torre · d1 blanques dama · f1 blanques torre · g1 blanques rei | b8 negres torre · d8 negres dama · f8 negres torre · g8 negres rei · d7 negres alfil · e7 negres peó · f7 negres peó · g7 negres alfil · h7 negres peó · c6 negres cavall · d6 negres peó · f6 negres cavall · g6 negres peó · b5 negres peó · b4 blanques peó · c3 blanques cavall · d3 blanques peó · f3 blanques cavall · g3 blanques peó · d2 blanques alfil · e2 blanques peó · f2 blanques peó · g2 blanques alfil · h2 blanques peó · b1 blanques torre · d1 blanques dama · f1 blanques torre · g1 blanques rei | b8 negres torre · d8 negres dama · f8 negres torre · g8 negres rei · d7 negres alfil · e7 negres peó · f7 negres peó · g7 negres alfil · h7 negres peó · c6 negres cavall · d6 negres peó · f6 negres cavall · g6 negres peó · b5 negres peó · b4 blanques peó · c3 blanques cavall · d3 blanques peó · f3 blanques cavall · g3 blanques peó · d2 blanques alfil · e2 blanques peó · f2 blanques peó · g2 blanques alfil · h2 blanques peó · b1 blanques torre · d1 blanques dama · f1 blanques torre · g1 blanques rei | b8 negres torre · d8 negres dama · f8 negres torre · g8 negres rei · d7 negres alfil · e7 negres peó · f7 negres peó · g7 negres alfil · h7 negres peó · c6 negres cavall · d6 negres peó · f6 negres cavall · g6 negres peó · b5 negres peó · b4 blanques peó · c3 blanques cavall · d3 blanques peó · f3 blanques cavall · g3 blanques peó · d2 blanques alfil · e2 blanques peó · f2 blanques peó · g2 blanques alfil · h2 blanques peó · b1 blanques torre · d1 blanques dama · f1 blanques torre · g1 blanques rei | 4 |
| 3 | b8 negres torre · d8 negres dama · f8 negres torre · g8 negres rei · d7 negres alfil · e7 negres peó · f7 negres peó · g7 negres alfil · h7 negres peó · c6 negres cavall · d6 negres peó · f6 negres cavall · g6 negres peó · b5 negres peó · b4 blanques peó · c3 blanques cavall · d3 blanques peó · f3 blanques cavall · g3 blanques peó · d2 blanques alfil · e2 blanques peó · f2 blanques peó · g2 blanques alfil · h2 blanques peó · b1 blanques torre · d1 blanques dama · f1 blanques torre · g1 blanques rei | b8 negres torre · d8 negres dama · f8 negres torre · g8 negres rei · d7 negres alfil · e7 negres peó · f7 negres peó · g7 negres alfil · h7 negres peó · c6 negres cavall · d6 negres peó · f6 negres cavall · g6 negres peó · b5 negres peó · b4 blanques peó · c3 blanques cavall · d3 blanques peó · f3 blanques cavall · g3 blanques peó · d2 blanques alfil · e2 blanques peó · f2 blanques peó · g2 blanques alfil · h2 blanques peó · b1 blanques torre · d1 blanques dama · f1 blanques torre · g1 blanques rei | b8 negres torre · d8 negres dama · f8 negres torre · g8 negres rei · d7 negres alfil · e7 negres peó · f7 negres peó · g7 negres alfil · h7 negres peó · c6 negres cavall · d6 negres peó · f6 negres cavall · g6 negres peó · b5 negres peó · b4 blanques peó · c3 blanques cavall · d3 blanques peó · f3 blanques cavall · g3 blanques peó · d2 blanques alfil · e2 blanques peó · f2 blanques peó · g2 blanques alfil · h2 blanques peó · b1 blanques torre · d1 blanques dama · f1 blanques torre · g1 blanques rei | b8 negres torre · d8 negres dama · f8 negres torre · g8 negres rei · d7 negres alfil · e7 negres peó · f7 negres peó · g7 negres alfil · h7 negres peó · c6 negres cavall · d6 negres peó · f6 negres cavall · g6 negres peó · b5 negres peó · b4 blanques peó · c3 blanques cavall · d3 blanques peó · f3 blanques cavall · g3 blanques peó · d2 blanques alfil · e2 blanques peó · f2 blanques peó · g2 blanques alfil · h2 blanques peó · b1 blanques torre · d1 blanques dama · f1 blanques torre · g1 blanques rei | b8 negres torre · d8 negres dama · f8 negres torre · g8 negres rei · d7 negres alfil · e7 negres peó · f7 negres peó · g7 negres alfil · h7 negres peó · c6 negres cavall · d6 negres peó · f6 negres cavall · g6 negres peó · b5 negres peó · b4 blanques peó · c3 blanques cavall · d3 blanques peó · f3 blanques cavall · g3 blanques peó · d2 blanques alfil · e2 blanques peó · f2 blanques peó · g2 blanques alfil · h2 blanques peó · b1 blanques torre · d1 blanques dama · f1 blanques torre · g1 blanques rei | b8 negres torre · d8 negres dama · f8 negres torre · g8 negres rei · d7 negres alfil · e7 negres peó · f7 negres peó · g7 negres alfil · h7 negres peó · c6 negres cavall · d6 negres peó · f6 negres cavall · g6 negres peó · b5 negres peó · b4 blanques peó · c3 blanques cavall · d3 blanques peó · f3 blanques cavall · g3 blanques peó · d2 blanques alfil · e2 blanques peó · f2 blanques peó · g2 blanques alfil · h2 blanques peó · b1 blanques torre · d1 blanques dama · f1 blanques torre · g1 blanques rei | b8 negres torre · d8 negres dama · f8 negres torre · g8 negres rei · d7 negres alfil · e7 negres peó · f7 negres peó · g7 negres alfil · h7 negres peó · c6 negres cavall · d6 negres peó · f6 negres cavall · g6 negres peó · b5 negres peó · b4 blanques peó · c3 blanques cavall · d3 blanques peó · f3 blanques cavall · g3 blanques peó · d2 blanques alfil · e2 blanques peó · f2 blanques peó · g2 blanques alfil · h2 blanques peó · b1 blanques torre · d1 blanques dama · f1 blanques torre · g1 blanques rei | b8 negres torre · d8 negres dama · f8 negres torre · g8 negres rei · d7 negres alfil · e7 negres peó · f7 negres peó · g7 negres alfil · h7 negres peó · c6 negres cavall · d6 negres peó · f6 negres cavall · g6 negres peó · b5 negres peó · b4 blanques peó · c3 blanques cavall · d3 blanques peó · f3 blanques cavall · g3 blanques peó · d2 blanques alfil · e2 blanques peó · f2 blanques peó · g2 blanques alfil · h2 blanques peó · b1 blanques torre · d1 blanques dama · f1 blanques torre · g1 blanques rei | 3 |
| 2 | b8 negres torre · d8 negres dama · f8 negres torre · g8 negres rei · d7 negres alfil · e7 negres peó · f7 negres peó · g7 negres alfil · h7 negres peó · c6 negres cavall · d6 negres peó · f6 negres cavall · g6 negres peó · b5 negres peó · b4 blanques peó · c3 blanques cavall · d3 blanques peó · f3 blanques cavall · g3 blanques peó · d2 blanques alfil · e2 blanques peó · f2 blanques peó · g2 blanques alfil · h2 blanques peó · b1 blanques torre · d1 blanques dama · f1 blanques torre · g1 blanques rei | b8 negres torre · d8 negres dama · f8 negres torre · g8 negres rei · d7 negres alfil · e7 negres peó · f7 negres peó · g7 negres alfil · h7 negres peó · c6 negres cavall · d6 negres peó · f6 negres cavall · g6 negres peó · b5 negres peó · b4 blanques peó · c3 blanques cavall · d3 blanques peó · f3 blanques cavall · g3 blanques peó · d2 blanques alfil · e2 blanques peó · f2 blanques peó · g2 blanques alfil · h2 blanques peó · b1 blanques torre · d1 blanques dama · f1 blanques torre · g1 blanques rei | b8 negres torre · d8 negres dama · f8 negres torre · g8 negres rei · d7 negres alfil · e7 negres peó · f7 negres peó · g7 negres alfil · h7 negres peó · c6 negres cavall · d6 negres peó · f6 negres cavall · g6 negres peó · b5 negres peó · b4 blanques peó · c3 blanques cavall · d3 blanques peó · f3 blanques cavall · g3 blanques peó · d2 blanques alfil · e2 blanques peó · f2 blanques peó · g2 blanques alfil · h2 blanques peó · b1 blanques torre · d1 blanques dama · f1 blanques torre · g1 blanques rei | b8 negres torre · d8 negres dama · f8 negres torre · g8 negres rei · d7 negres alfil · e7 negres peó · f7 negres peó · g7 negres alfil · h7 negres peó · c6 negres cavall · d6 negres peó · f6 negres cavall · g6 negres peó · b5 negres peó · b4 blanques peó · c3 blanques cavall · d3 blanques peó · f3 blanques cavall · g3 blanques peó · d2 blanques alfil · e2 blanques peó · f2 blanques peó · g2 blanques alfil · h2 blanques peó · b1 blanques torre · d1 blanques dama · f1 blanques torre · g1 blanques rei | b8 negres torre · d8 negres dama · f8 negres torre · g8 negres rei · d7 negres alfil · e7 negres peó · f7 negres peó · g7 negres alfil · h7 negres peó · c6 negres cavall · d6 negres peó · f6 negres cavall · g6 negres peó · b5 negres peó · b4 blanques peó · c3 blanques cavall · d3 blanques peó · f3 blanques cavall · g3 blanques peó · d2 blanques alfil · e2 blanques peó · f2 blanques peó · g2 blanques alfil · h2 blanques peó · b1 blanques torre · d1 blanques dama · f1 blanques torre · g1 blanques rei | b8 negres torre · d8 negres dama · f8 negres torre · g8 negres rei · d7 negres alfil · e7 negres peó · f7 negres peó · g7 negres alfil · h7 negres peó · c6 negres cavall · d6 negres peó · f6 negres cavall · g6 negres peó · b5 negres peó · b4 blanques peó · c3 blanques cavall · d3 blanques peó · f3 blanques cavall · g3 blanques peó · d2 blanques alfil · e2 blanques peó · f2 blanques peó · g2 blanques alfil · h2 blanques peó · b1 blanques torre · d1 blanques dama · f1 blanques torre · g1 blanques rei | b8 negres torre · d8 negres dama · f8 negres torre · g8 negres rei · d7 negres alfil · e7 negres peó · f7 negres peó · g7 negres alfil · h7 negres peó · c6 negres cavall · d6 negres peó · f6 negres cavall · g6 negres peó · b5 negres peó · b4 blanques peó · c3 blanques cavall · d3 blanques peó · f3 blanques cavall · g3 blanques peó · d2 blanques alfil · e2 blanques peó · f2 blanques peó · g2 blanques alfil · h2 blanques peó · b1 blanques torre · d1 blanques dama · f1 blanques torre · g1 blanques rei | b8 negres torre · d8 negres dama · f8 negres torre · g8 negres rei · d7 negres alfil · e7 negres peó · f7 negres peó · g7 negres alfil · h7 negres peó · c6 negres cavall · d6 negres peó · f6 negres cavall · g6 negres peó · b5 negres peó · b4 blanques peó · c3 blanques cavall · d3 blanques peó · f3 blanques cavall · g3 blanques peó · d2 blanques alfil · e2 blanques peó · f2 blanques peó · g2 blanques alfil · h2 blanques peó · b1 blanques torre · d1 blanques dama · f1 blanques torre · g1 blanques rei | 2 |
| 1 | b8 negres torre · d8 negres dama · f8 negres torre · g8 negres rei · d7 negres alfil · e7 negres peó · f7 negres peó · g7 negres alfil · h7 negres peó · c6 negres cavall · d6 negres peó · f6 negres cavall · g6 negres peó · b5 negres peó · b4 blanques peó · c3 blanques cavall · d3 blanques peó · f3 blanques cavall · g3 blanques peó · d2 blanques alfil · e2 blanques peó · f2 blanques peó · g2 blanques alfil · h2 blanques peó · b1 blanques torre · d1 blanques dama · f1 blanques torre · g1 blanques rei | b8 negres torre · d8 negres dama · f8 negres torre · g8 negres rei · d7 negres alfil · e7 negres peó · f7 negres peó · g7 negres alfil · h7 negres peó · c6 negres cavall · d6 negres peó · f6 negres cavall · g6 negres peó · b5 negres peó · b4 blanques peó · c3 blanques cavall · d3 blanques peó · f3 blanques cavall · g3 blanques peó · d2 blanques alfil · e2 blanques peó · f2 blanques peó · g2 blanques alfil · h2 blanques peó · b1 blanques torre · d1 blanques dama · f1 blanques torre · g1 blanques rei | b8 negres torre · d8 negres dama · f8 negres torre · g8 negres rei · d7 negres alfil · e7 negres peó · f7 negres peó · g7 negres alfil · h7 negres peó · c6 negres cavall · d6 negres peó · f6 negres cavall · g6 negres peó · b5 negres peó · b4 blanques peó · c3 blanques cavall · d3 blanques peó · f3 blanques cavall · g3 blanques peó · d2 blanques alfil · e2 blanques peó · f2 blanques peó · g2 blanques alfil · h2 blanques peó · b1 blanques torre · d1 blanques dama · f1 blanques torre · g1 blanques rei | b8 negres torre · d8 negres dama · f8 negres torre · g8 negres rei · d7 negres alfil · e7 negres peó · f7 negres peó · g7 negres alfil · h7 negres peó · c6 negres cavall · d6 negres peó · f6 negres cavall · g6 negres peó · b5 negres peó · b4 blanques peó · c3 blanques cavall · d3 blanques peó · f3 blanques cavall · g3 blanques peó · d2 blanques alfil · e2 blanques peó · f2 blanques peó · g2 blanques alfil · h2 blanques peó · b1 blanques torre · d1 blanques dama · f1 blanques torre · g1 blanques rei | b8 negres torre · d8 negres dama · f8 negres torre · g8 negres rei · d7 negres alfil · e7 negres peó · f7 negres peó · g7 negres alfil · h7 negres peó · c6 negres cavall · d6 negres peó · f6 negres cavall · g6 negres peó · b5 negres peó · b4 blanques peó · c3 blanques cavall · d3 blanques peó · f3 blanques cavall · g3 blanques peó · d2 blanques alfil · e2 blanques peó · f2 blanques peó · g2 blanques alfil · h2 blanques peó · b1 blanques torre · d1 blanques dama · f1 blanques torre · g1 blanques rei | b8 negres torre · d8 negres dama · f8 negres torre · g8 negres rei · d7 negres alfil · e7 negres peó · f7 negres peó · g7 negres alfil · h7 negres peó · c6 negres cavall · d6 negres peó · f6 negres cavall · g6 negres peó · b5 negres peó · b4 blanques peó · c3 blanques cavall · d3 blanques peó · f3 blanques cavall · g3 blanques peó · d2 blanques alfil · e2 blanques peó · f2 blanques peó · g2 blanques alfil · h2 blanques peó · b1 blanques torre · d1 blanques dama · f1 blanques torre · g1 blanques rei | b8 negres torre · d8 negres dama · f8 negres torre · g8 negres rei · d7 negres alfil · e7 negres peó · f7 negres peó · g7 negres alfil · h7 negres peó · c6 negres cavall · d6 negres peó · f6 negres cavall · g6 negres peó · b5 negres peó · b4 blanques peó · c3 blanques cavall · d3 blanques peó · f3 blanques cavall · g3 blanques peó · d2 blanques alfil · e2 blanques peó · f2 blanques peó · g2 blanques alfil · h2 blanques peó · b1 blanques torre · d1 blanques dama · f1 blanques torre · g1 blanques rei | b8 negres torre · d8 negres dama · f8 negres torre · g8 negres rei · d7 negres alfil · e7 negres peó · f7 negres peó · g7 negres alfil · h7 negres peó · c6 negres cavall · d6 negres peó · f6 negres cavall · g6 negres peó · b5 negres peó · b4 blanques peó · c3 blanques cavall · d3 blanques peó · f3 blanques cavall · g3 blanques peó · d2 blanques alfil · e2 blanques peó · f2 blanques peó · g2 blanques alfil · h2 blanques peó · b1 blanques torre · d1 blanques dama · f1 blanques torre · g1 blanques rei | 1 |
|   | a | b | c | d | e | f | g | h |   |

Jonathan Rowson es va inventar el concepte Zugzwang Lite (lite és una variant en argot de light, amb el sentit de "lleuger", o "senzill"), per descriure la situació que es produeix de vegades en obertures simètriques, quan el "moviment extra" de les blanques pot ser una càrrega (Rowson 2005:245). Cita com a exemple d'aquest fenomen la partida Hodgson contra Arkell, Newcastle 2001. La posició de l'esquerra sorgeix després de 1.c4 c5 2.g3 g6 3.Ag2 Ag7 4.Cc3 Cc6 5.a3 a6 6.Tb1 Tb8 7.b4 cxb4 8.axb4 b5 9.cxb5 axb5 Aquí Rowson remarca, "Ambdós bàndols volen empènyer el seu peó-d i jugar Af4/...Af5, però les blanques ho han de fer primer, i així les negres poden fer ...d5 abans que les blanques juguin d4. Això no té massa importància, però ja apunta quin és el repte al qual les blanques s'han d'enfrontar, ja que les seves continuacions més naturals permeten que les negres facin els moviments que volen fer. Per tant, diria que les blanques estan en 'Zugzwang Lite' i que romandran en aquest estat durant diversos moviments." La partida va continuar 10.Cf3 d5 11.d4 Cf6 12.Af4 Tb6 13.0-0 Af5 14.Tb3 O-O 15.Ce5 Ce4 16.h3 h5!? 17.Rh2 La situació segueix sent gairebé simètrica, i les blanques no poden trobar res útil que fer amb el seu moviment addicional. Rowson capritxosament suggereix 17.h4!?, que obliga que siguin les negres les que hagin de trencar la simetria. 17...Te8! Rowson assenyala que aquest és un útil moviment d'espera, que cobreix e7, que necessita protecció en algunes línies, i que dona suport a un eventual ...e5 (que les negres realment van acabar jugant al moviment 22è). Les blanques no el poden copiar, ja que després de 18.Te1? Cxf2 les negres guanyarien un peó. Després de 18.Ae3?! Cxe5! 19.dxe5 Tc6! el negre va prendre la iniciativa i va guanyar en 14 moviments més.
Un altre exemple de Zugzwang Lite va ocórrer a la partida Lajos Portisch contra Mikhaïl Tal, Matx de Candidats de 1965, un altre cop contra la variant simètrica de l'obertura anglesa, després de 1.Cf3 c5 2.c4 Cc6 3.Cc3 Cf6 4.g3 g6 5.Ag2 Ag7 6.O-O O-O 7.d3 a6 8.a3 Tb8 9.Tb1 b5 10.cxb5 axb5 11.b4 cxb4 12.axb4 d6 13.Ad2 Ad7. Soltis escrigué, "És ridícul pensar que la posició de les negres és millor. Però Mikhaïl Tal, va dir que és més fàcil de jugar. Movent en segon lloc, les negres veuen primer la jugada blanca i després poden decidir si continuen o no la simetria." 14.Dc1 Aquí, Soltis escrigué que les negres podrien igualar mantenint la simetria: 14...Dc8 15.Ah6 Ah3. En lloc d'això, jugaren per provar que la dama blanca està mal col·locada. 14...Tc8! 15.Ah6 Cd4! Amenaçant 15...Cxe2+. 16.Cxd4 Axh6 17.Dxh6 Txc3 18.Dd2 Dc7 19.Tfc1 Tc8 Tot i que l'estructura de peons és encara simètrica, el control negre de la columna-c els atorga l'avantatge. Finalment les negres van assolir un final amb dos peons de més, tot i que les blanques aconseguiren salvar les taules en 83 moviments. Vegeu Avantatge del primer moviment en escacs#Obertures simètriques per més detalls.

## Cita
- "Zugzwang és com quedar atrapat en una illa de seguretat al mig d'una autopista quan comença una tempesta elèctrica. No vol moure't, però has de fer-ho." - Arthur Bisguier (Müller & Pajeken 2008:173)